# Guatemala
Guatemala, ([gwate'mala]ⓘ) oficialmente República de Guatemala, es un país soberano situado en el extremo noroccidental de América Central. De acuerdo con su constitución, su forma de gobierno consiste en una república democrática, laica y representativa para su administración en 22 departamentos y 340 municipios, los cuales están organizados en 8 regiones administrativas. Su capital y ciudad más poblada es Ciudad de Guatemala. Es el décimo país más poblado de América y la novena economía más grande de América Latina.  
Guatemala (del náhuatl Cuauhtemallan, ‘lugar de muchos árboles’) ; es un país situado en América, según su carta magna, es una república democrática y representativa organizada para su administración en 22 departamentos. Su capital y ciudad más poblada es la Ciudad de Guatemala, cuyo nombre oficial es Nueva Guatemala de la Asunción. Sus fronteras colindan al norte y al oeste con México, al noreste con Belice, al este con Honduras y al sureste con El Salvador. Cuenta con litoral hacia el océano Pacífico y hacia el golfo de Honduras.
Es el país más poblado de Centroamérica, con 18 607 184 de habitantes según el censo realizado en el año 2022. Asimismo, el Área metropolitana de Guatemala cuenta con una población de 5 301 286 habitantes y una extensión territorial de 2253 km², lo que la convierte en el área metropolitana más extensa y con mayor número de habitantes de América Central. A su vez, en la actualidad, la economía de Guatemala es la más grande de Centroamérica y la novena en América Latina.
La geografía de Guatemala tiene una gran variedad climática a pesar de su pequeña extensión territorial debido en gran medida a su relieve montañoso con altitudes que van desde el nivel del mar hasta los 4220 metros por encima de ese nivel. Esto propicia que en el país existan ecosistemas tan variados que van desde los manglares de los humedales del Pacífico hasta los bosques de montaña. El país posee una superficie de 108 889 km². [2] El idioma oficial es el español, si bien se trata de un país multicultural y plurilingüe en el que existen veintidós idiomas mayas e idiomas como el xinca y el garífuna hablado regularmente en el departamento caribeño de Izabal, aunque ambos se consideran en ‘peligro de extinción’.
El territorio donde actualmente se ubica Guatemala forma parte del área denominada Mesoamérica y en él se empezó a desarrollar una parte importante de la cultura maya, razón por la que es también conocido como el "corazón del mundo maya", extendiéndose dicha civilización a los países limítrofes. Tras la conquista de Guatemala, este territorio pasó a formar parte del Virreinato de Nueva España como la Capitanía General de Guatemala. A partir de la Independencia de Guatemala en 1821, las provincias que conformaban el entonces Reino de Guatemala y el cual abarcaba a los actuales países de El Salvador, Honduras, Nicaragua y Costa Rica aceptaron la invitación del emperador de México Agustín de Iturbide para formar parte del Primer Imperio Mexicano, entidad política que no duraría mucho tiempo. Después de la disolución del imperio, Guatemala pasó a formar parte de la República Federal de Centroamérica junto a los países centroamericanos anteriormente mencionados.
La actual forma de gobierno de Guatemala se estableció en el año de 1847, cuando se proclamó la creación de la República de Guatemala y el país empezó a abrirse con las naciones vecinos estableciendo relaciones diplomáticas con algunas potencias del mundo. En 1871, se dio el triunfo de una reforma liberal, a la que, sin embargo, sucedieron una serie de regímenes dictatoriales y poco democráticos que duraron hasta 1944, año en el que estalló la Revolución de Guatemala de 1944. Dicha revolución perduró hasta 1954, año en el que un golpe de Estado retomó el poder del país y precipitó al país a una guerra civil, también llamado “el conflicto armado interno de Guatemala”, que comenzó en 1960 y se dio por terminado en 1996. 
Ya en el siglo XXI, Guatemala cuenta con una política económica relativamente estable que la posiciona actualmente como la novena economía en Latinoamérica. Sin embargo, los niveles de pobreza y desigualdad de ingresos siguen siendo altos. Por ello, los guatemaltecos buscan promover los principios básicos del bien común, la solidaridad, y la subsidiaridad y el desarrollo económico y social -acceso al alimento, vestido, salud, trabajo, educación y cultura, etc.- apoyados por el fomento por sus poderes públicos nacionales de la iniciativa particular y asociada para permitir así mejorar las condiciones de vida de los guatemaltecos, los matrimonios y sus familias.

## Historia
Guatemala está situada dentro del área geográfica conocida como Mesoamérica. Dentro de sus límites territoriales se desarrollaron varias culturas. Entre ellas la civilización Maya que fue notable por lograr un complejo desarrollo social. Sobresalió en varias disciplinas científicas como la arquitectura, la escritura, un avanzado cálculo del tiempo por medio de las matemáticas y la astronomía. El calendario maya que según los historiadores, era más preciso que el calendario gregoriano que utilizamos hoy en día. Eran cazadores, agricultores, practicaban la pesca, domesticaban animales como pavos y patos; se transportaban en canoas para navegar por los ríos y para viajar a las islas cercanas. También destacaron en la pintura, la escultura, la orfebrería y la metalurgia del cobre, tejían el algodón y la fibra de agave, desarrollaron el más completo sistema de escritura en América prehispánica. Entre los deportes que practicaban se destaca el juego de pelota, el cual más que un juego era una ceremonia.

### Pueblos indígenas e Historia Precolombina

#### Períodos Mayas en Mesoamérica

##### Período formativo de recolectores y cazadores
Fue el tiempo cuando los pobladores llegaron a los primeros asentamientos de la región.

##### Preclásico 1300 a.C. al 300 d.C.
Es mayormente conocido por el desarrollo de la agricultura y sus técnicas de irrigación, que les permitió establecerse lejos de la costa. La caza, pesca y recolección se volvieron actividades complementarias después de la domesticación del maíz.

##### Período clásico 300 d.C. al 900 d.C.
También llamada la época de oro Maya. Durante este período el proceso cultural de los mayas alcanzó su máximo desarrollo, tanto en el campo tecnológico como en lo social, económico, político, religioso y artístico. Se construyeron canales de riego. La sociedad se basó en un gobierno teocrático.

##### Período posclásico 900 d.C. a 1521 d.C.
La mayoría de las regiones entraron en un rápido declive, especialmente en las tierras bajas del sur, las cuales quedaron en abandono. Hubo división entre los mayas, comenzó una etapa militarista y en consecuencia los rituales ceremoniales se hicieron cada vez menos importantes según Maya’ B’anob’äl (idioma maya Kaqchikel).
En 1524 los conquistadores españoles llegaron por el oeste, provenientes de México, bajo el mando del capitán Pedro de Alvarado, con la intención de explorar y colonizar los territorios de la actual Guatemala. Se enfrentaron primero con los k'iches, y luego se aliaron brevemente con los kaqchikeles, fundando su primer asentamiento el 25 de julio de 1524 en las cercanías de Iximché (Tecpán), capital de los kaqchikeles, villa que recibió por nombre Santiago de los Caballeros de Guatemala en honor al apóstol mayor.
El 22 de noviembre de 1527 esta ciudad fue trasladada al Valle de Almolonga —ubicada en el moderno barrio de San Miguel Escobar en Ciudad Vieja, Sacatepéquez—, debido al constante asedio que sufría por los ataques de los nativos.
Las órdenes regulares de sacerdotes dominicos se establecen en 1529, mientras que los franciscanos lo hacen en 1530 y los mercedarios en 1536. Entre 1530 y 1531 el capitán Alonso de Ávila accidentalmente en su ruta de Ciudad Real hacia Acalán descubrió la laguna y peñol de Lacam-Tún. Los habitantes de esta zona que comerciaban con los pueblos previamente conquistados por los españoles evitaron un enfrentamiento directo utilizando la selva como refugio. Fueron varios los intentos infructuosos por conquistar a los lacandones: desde Nueva España lo intentó Juan Enríquez de Guzmán; desde la Península de Yucatán lo intentó Francisco de Montejo; desde Guatemala Pedro de Alvarado con el capitán Francisco Gil Zapata y desde Chiapa Pedro Solórzano. Entonces los dominicos intentaron realizar una conversión pacífica en las «Tierras de Guerra» de Tezulutlán.
El segundo emplazamiento de la capital en el Valle de Almolonga (hoy el barrio de San Miguel Escobar en Ciudad Vieja, Sacatepéquez), fue destruida en la madrugada del 11 de septiembre de 1541 por un alud de lodo y piedras que provino de la cima del Volcán de Agua o Volcán Hunahpú, como lo conocían los indígenas guatemaltecos sepultando a la entonces capital de la región y enterrando a la ciudad con la mayoría de sus habitantes. Entre ellos estaba la gobernadora doña Beatriz de la Cueva, viuda de Pedro de Alvarado. Esto obligó a que la ciudad fuera de nuevo trasladada al cercano Valle de Panchoy, unos 6 kilómetros aguas abajo, en donde actualmente se encuentra la ciudad de Antigua Guatemala.
En 1543 fue creada la Audiencia y Cancillería Real de Santiago de Guatemala, conocida simplemente como Real Audiencia de Guatemala, que inicialmente se estableció en otra ciudad «por orden del Consejo de Indias de 13 de septiembre de 1543, se manda a la Audiencia residir en la villa de Valladolid de Comayagua». Luego, el 16 de mayo de 1544, la Real Audiencia se trasladó a Gracias a Dios en Honduras, y se mantuvo allí hasta 1549. Por Reales Cédulas de 25 de octubre de 1548 y 1 de junio de 1549 se concedió el traslado de la Real Audiencia a su sede definitiva, estableciéndose en la ciudad de Santiago de Guatemala, siendo el más alto tribunal de la Corona española en la Capitanía General de Guatemala, para el moderno territorio de Guatemala, El Salvador, Honduras, Nicaragua y Costa Rica y el estado mexicano de Chiapas.
En 1609, a la Capitanía General de Guatemala también se le empieza a denominar Reino de Guatemala, debido a que el capitán general que ejercía el mando militar, era el gobernador civil (policía y hacienda) en el conjunto del territorio, y también era el presidente de la Audiencia y Cancillería Real de Santiago de Guatemala, y se centralizan todos esos poderes como si fuese un reino.

### Sitios arqueológicos mayas
La Cuenca del Mirador tiene un área de 2169 km² que se encuentra al norte de Tikal, Petén, y alberga, entre otros sitios, a El Mirador —la ciudad más grande de la civilización maya—, y a Tintal —la segunda ciudad más grande.. Además está Nakbé —la ciudad maya más antigua en las tierras bajas de la península de Yucatán—, y por lo menos veintiséis sitios más que se desarrollaron en el Preclásico, entre 1500 a. C. y el 300. En ese lugar se asentó el primer estado Político organizado en el continente americano, el Reino de Kan —una especie de Camelot maya—, al mismo tiempo que los Olmecas iniciaban su desarrollo y quienes hasta antes del descubrimiento de éstas ciudades, eran considerados como la Cultura madre de Mesoamérica. Hay pruebas concluyentes de que los Mayas del Mirador, desarrollaron un sistema de escritura, matemático, agrícola y astronómico que hicieron de los mayas, la cultura más desarrollada y sofisticada, aproximadamente mil años antes de lo que se creía y aceptaba hasta la década de 1980.
Tikal es uno de los mayores centros urbanos de la civilización maya precolombina. Está situado en municipio de Flores en el departamento de Petén, en el territorio actual de la República de Guatemala y forma parte del parque nacional Tikal que fue declarado Patrimonio de la Humanidad por Unesco en 1979. Según los glífos encontrados en el yacimiento su nombre maya habría sido «Yax Mutul». Tikal fue la capital de un estado beligerante que se convirtió en uno de los reinos más poderosos de los antiguos mayas. Aunque la arquitectura monumental del sitio se remonta hasta el siglo iv a. C., Tikal alcanzó su apogeo durante el Período Clásico, entre el 200 y el 900 d. C. Durante este tiempo, la ciudad dominó gran parte de la región maya en el ámbito político, económico y militar, y mantenía vínculos con otras regiones a lo largo de Mesoamérica, incluso con la gran metrópoli de Teotihuacán en el lejano Valle de México. Después del Clásico Tardío no se construyeron monumentos mayores, algunos palacios de la élite fueron quemados y la población gradualmente decayó hasta que el sitio fue abandonado a finales del siglo x. Con una larga lista de gobernantes dinásticos, el descubrimiento de muchas de sus respectivas tumbas y el estudio de sus monumentos, templos y palacios, Tikal es probablemente la mejor comprendida de las grandes ciudades mayas de las tierras bajas de Mesoamérica.
Por su parte, Uaxactún fue habitada desde el Período Preclásico medio cerca 900 a. C. y todo el Clásico, teniendo su máximo esplendor del 500 d. C. al 900 d. C. La inscripción más temprana es en 328 d. C. en la Estela 9 y la última el 899 d. C. en la Estela 12. Esto indica que fue la ciudad con la ocupación más larga del Petén. Fue considerada por mucho tiempo como la más antigua, hasta que el hallazgo de Nakbé y El Mirador, al noroeste, demostró que estas ciudades correspondían al período Preclásico Temprano (1000 a. C. - 200 a. C.). Al igual que muchas otras ciudades del Clásico, Uaxactún fue abandonada en el inicio del x, siendo cubierta por la jungla, hasta su descubrimiento a inicios del xx, en 1916, por Sylvanus Morley durante el gobierno del licenciado Manuel Estrada Cabrera. Fue en Uaxactún en donde se sentaron las bases para la investigación de la Civilización Maya y donde se inició un estudio detenido del sitio, llevado a cabo principalmente, pero no exclusivamente por la Carnegie Institution de Washington. De hecho las excavaciones iniciadas por John Lloyd Stephens y Frederick Catherwood, hicieron a la Cultura Maya popular y conocida en todo el mundo.

### Asentamientos europeos

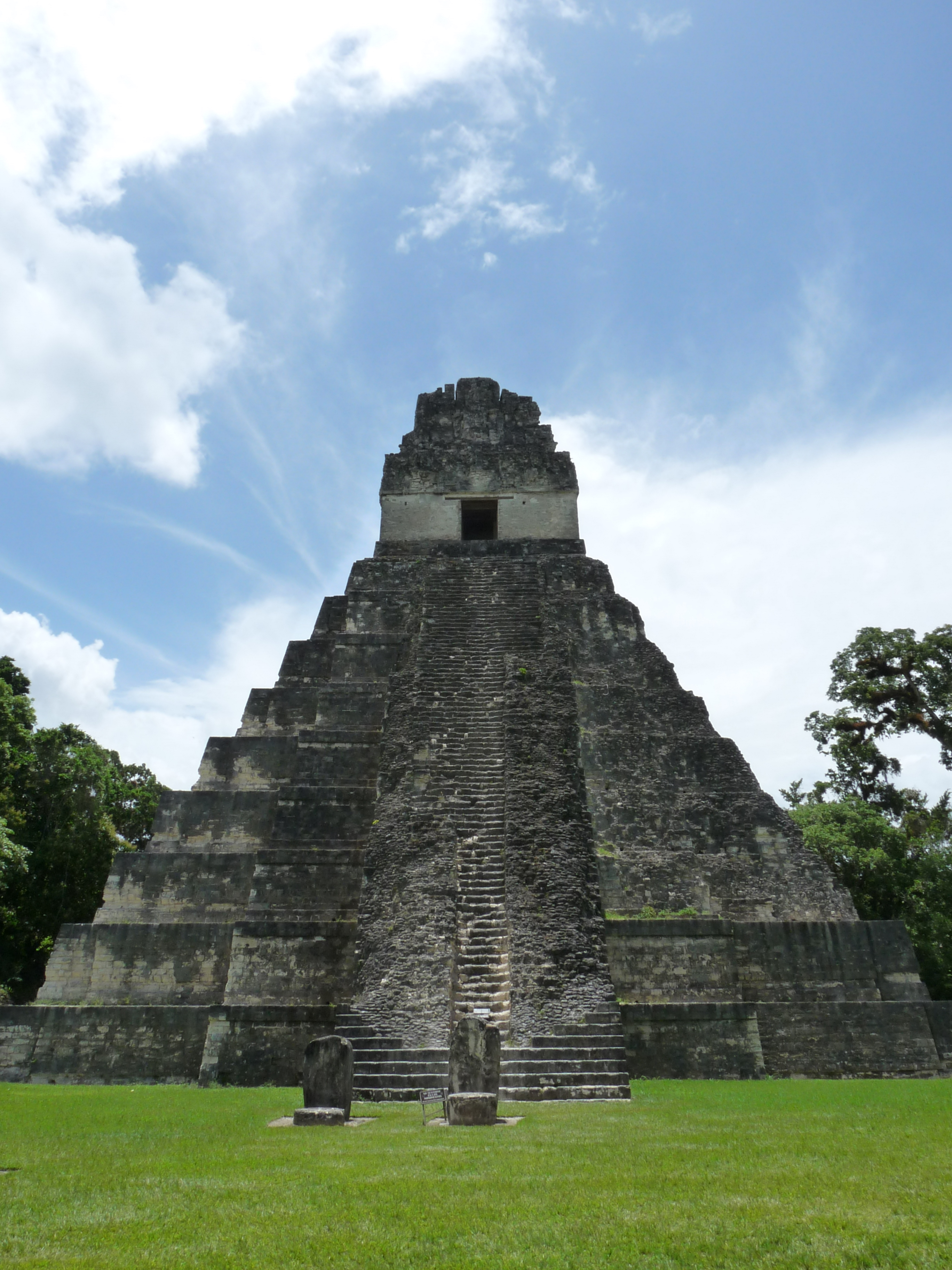
El Templo del Gran Jaguar es uno de los máximos símbolos representativos de Guatemala.

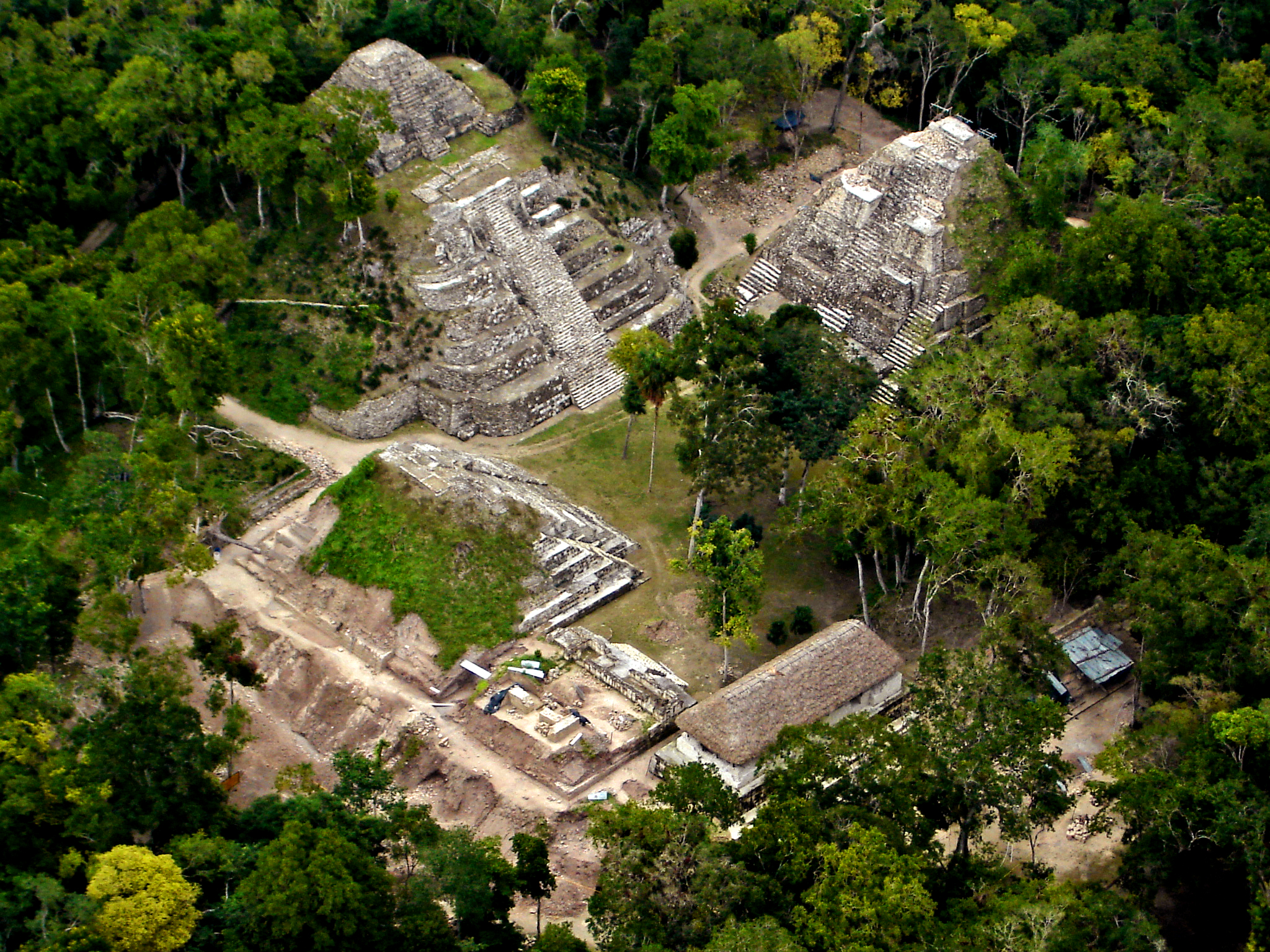
La demografía de Guatemala está compuesta en su mayoría por personas indígenas descendientes de los mayas, por eso a lo largo de su territorio hay múltiples construcciones Mayas, considerado el Corazón del Mundo Maya. En la foto Yaxhá, parque nacional ubicado en el Departamento de Petén

#### Provincia ultramarina española

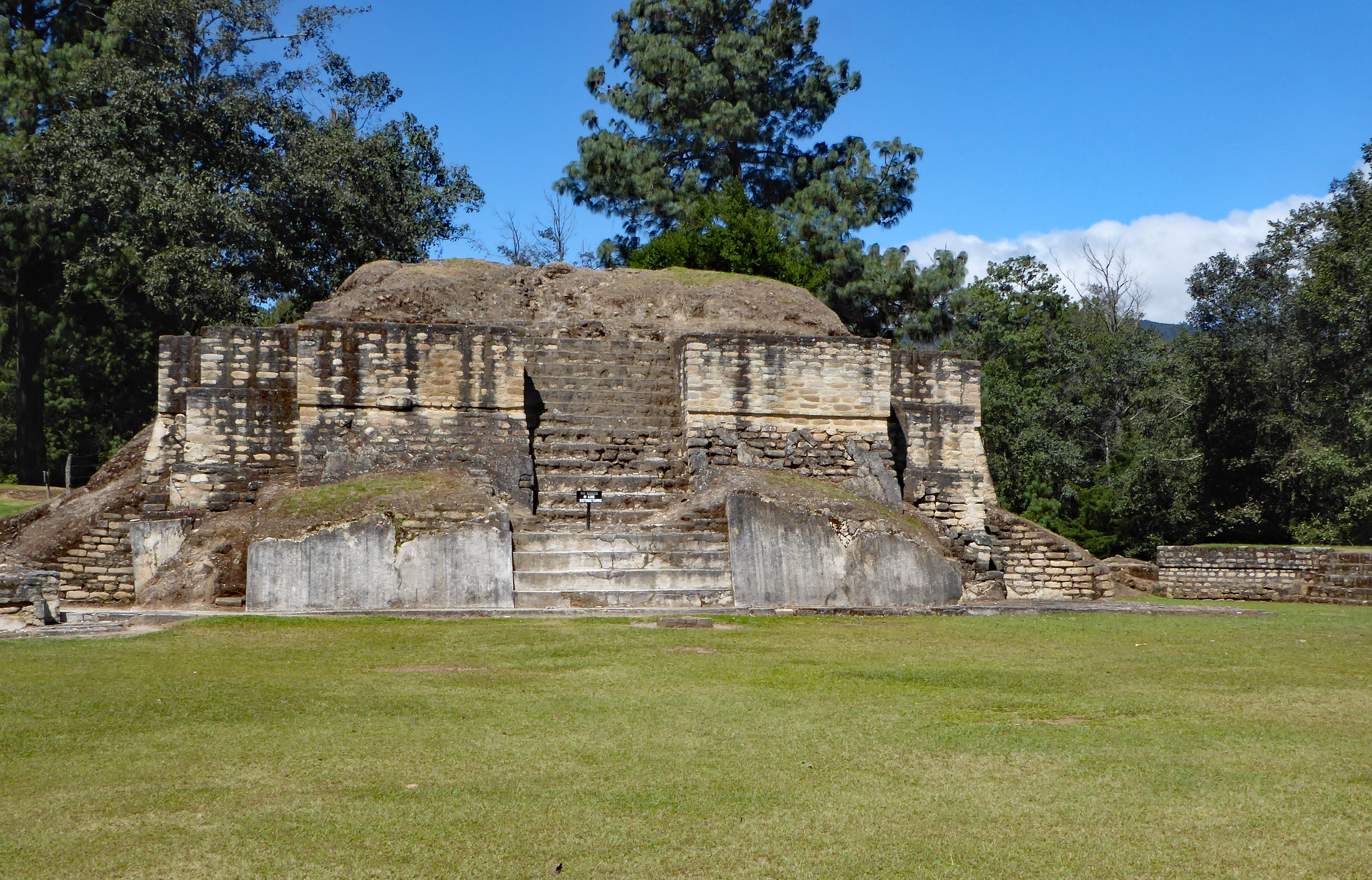
Iximché fue la última ciudad maya en el Altiplano guatemalteco que los españoles pudieron conquistar, posteriormente la harían la primera capital de Guatemala.

El 31 de enero de 1676 por Real Cédula de Carlos II se fundó la Real y Pontificia Universidad de San Carlos Borromeo, la tercera universidad fundada en América, donde estudiaron muchas figuras importantes del país, entre ellos Fray Francisco Ximénez, descubridor del manuscrito Popol Vuh —y quien además lo tradujo al castellano adaptándolo a la religión católica— y el doctor José Felipe Flores, eminente protomédico de Guatemala y médico personal del Rey de España. En el arte del siglo xvii sobresalen el maestro pintor Pedro de Liendo y el maestro escultor Quirio Cataño.
En Santiago de los Caballeros estaría ubicada la capital del Reino de Guatemala, hasta su traslado en 1775 al valle de la Ermita, actual ubicación de la capital. El rey Felipe II de España y Portugal le otorgó el título de «Muy noble y muy leal Ciudad de Santiago de los Caballeros de Goathemala». Durante la dominación española, que duró casi 300 años, Guatemala fue una región de carácter estratégico (Capitanía General del Reino de Guatemala), formando parte del Virreinato de la Nueva España. La Capitanía General de Guatemala se extendía desde la región de Chiapas (en la actualidad perteneciente a México) hasta la actual Costa Rica. Sus divisiones políticas variarían con frecuencia, lo mismo que las fronteras entre las diversas provincias. A mediados del siglo xvii, el reino en su conjunto tenía treinta y dos provincias, de las cuales doce estaban en el moderno territorio de la República de Guatemala: el valle de Guatemala, donde se encontraba la ciudad de Santiago de los Caballeros de Guatemala, sede de la Real Audiencia; las Alcaldías Mayores de Amatique, Suchitepéquez y Verapaz, los Corregimientos de Acasaguastlán, Atitlán, Chiquimula, Escuintla, Guazacapán, Quetzaltenango, Sololá (Tecpán-Atitlán) y Totonicapán. Debido a su ubicación estratégica en la costa del Pacífico, Guatemala se convirtió en un nodo complementario al comercio transpacífico del Galeón de Manila que conecta América Latina con Asia a través de las Filipinas de propiedad española.
A finales del siglo xviii, cuando el reformismo ilustrado de los Borbones implantó el régimen de Intendencias en algunas regiones del Imperio Español, el número de provincias de la Capitanía General de Guatemala se redujo a 15, de las cuales 9 estaban en el actual territorio de Guatemala: las Alcaldías Mayores de Chimaltenango, Escuintla, Sacatepéquez, Sololá, Suchitepéquez, Totonicapán y Verapaz, y los Corregimientos de Chiquimula y Quetzaltenango. Al promulgarse en 1812 la Constitución de Cádiz, el reino de Guatemala desapareció como unidad, y fue sustituido por dos provincias, sin subordinación entre sí: la provincia de Guatemala, que comprendía el territorio de Chiapas, El Salvador, Guatemala y Honduras, y la Provincia de Nicaragua y Costa Rica. En 1821, durante el Trienio Liberal en España entró de nuevo en vigencia dicha Constitución, segregándose de la Provincia de Guatemala las Provincias de Comayagua (Honduras), Chiapas y El Salvador.

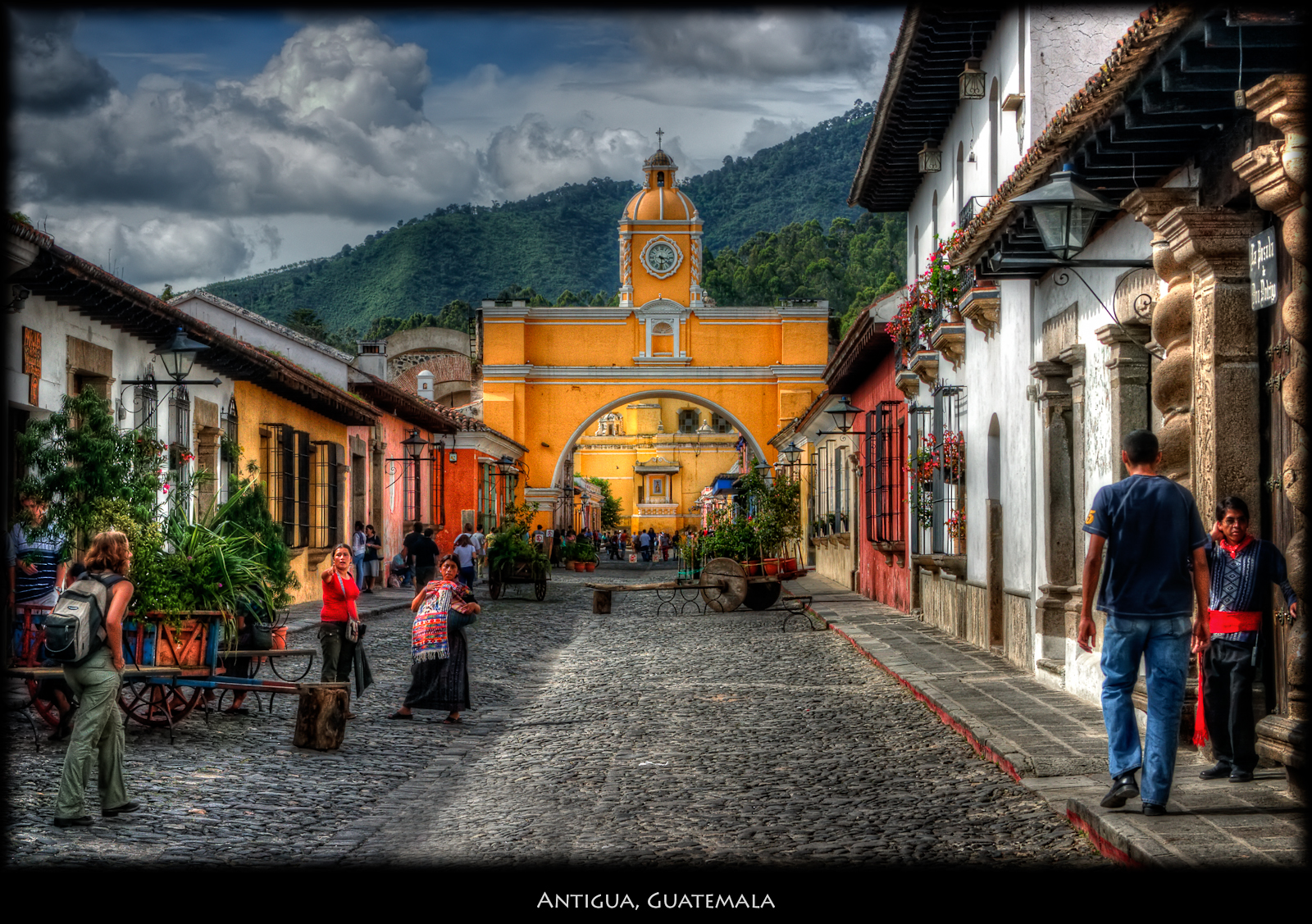
La Antigua Guatemala fue la capital del Reino de Guatemala y América Central durante más de 200 años.

En 1810 José de Bustamante y Guerra es nombrado capitán general de Guatemala, en una época de gran actividad independentista; desarrolla una política reformista de corte ilustrado, pero ante la revolución de Miguel Hidalgo y Costilla y José María Morelos en México preparó tropas en Guatemala y creó el "cuerpo de voluntarios de Fernando VII" y desde su puesto se enfrentó a los constitucionalistas locales, reprimiendo duramente a los insurgentes; se opuso a la constitución liberal de 1812. Desde el 28 de octubre de 1813, y después de la elección del rector de la Real y Pontificia Universidad de San Carlos Borromeo, se habían celebrado en la celda prioral del Convento de Belén varias juntas organizadas por fray Juan Nepomuceno de la Concepción. Los que allí se reunían juraban mantener en secreto lo tratado, sin embargo, es probable que leyeran una proclama de José María Morelos y discutieran la posibilidad de destituir al capitán general de Guatemala José de Bustamante y Guerra. En noviembre hubo otra reunión en casa de Cayetano y Mariano Bedoya, hermanos menores de doña Dolores Bedoya de Molina, y cuñados de Pedro Molina Mazariegos.
El 21 de diciembre de 1813, Bustamante y Guerra, al estar enterado de que en el Convento de Belén se reunían sediciosos para intentar una sublevación, dictó un auto para que el capitán Antonio Villar y su ayudante, Francisco Cáscara, apresaran a los religiosos de ese monasterio. El capitán general se percató de la conjura por medio del teniente Yúdice, a quien se habrían sumado José de la Llana y Mariano Sánchez. Asimismo, Bustamante comisionó a su sobrino el carmelita fray Manuel de la Madre de Dios en la casa de correos, para que abriese toda correspondencia que cayera en sus manos. Bustamante y Guerra después denunció a su sucesor nombrado Juan Antonio de Tornos, Intendente de Honduras, por supuestas tendencias liberales y así logró su confirmación en su puesto por Fernando VII en 1814. Fue destituido en agosto de 1817 y volvió a España en 1819.
La Corona española se enfocó en la catequización de los indígenas. Las congregaciones fundadas por los misioneros reales en el Nuevo Mundo fueron llamadas «doctrinas de indios» o simplemente «doctrinas». Originalmente, los frailes tenían únicamente una misión temporal: enseñar la fe católica a los indígenas, para luego dar paso a parroquias seculares como las establecidas en España; con este fin, los frailes debían haber enseñado los evangelios y el idioma español a los nativos. Ya cuando los indígenas estuvieran catequizados y hablaran español, podrían empezar a vivir en parroquias y a contribuir con el diezmo, como hacían los peninsulares.
Pero este plan nunca se llevó a cabo, principalmente porque la corona perdió el control de las órdenes regulares tan pronto como los miembros de éstas se embarcaron para América. Protegidos por sus privilegios apostólicos para ayudar a la conversión de los indígenas, los misionares solamente atendieron a la autoridad de sus priores y provinciales, y no a la de las autoridades españolas ni a las de los obispos. Los provinciales de las órdenes, a su vez, únicamente rendían cuentas a los líderes de su orden y no a la corona. Una vez habían establecido una doctrina, protegían sus intereses en ella, incluso en contra de los intereses del rey y de esta forma las doctrinas pasaron a ser pueblos de indios que se quedaron establecidos para todo el resto de la colonia.
Las doctrinas fueron fundadas a discreción de los frailes, ya que tenían libertad completa para establecer comunidades para catequizar a los indígenas, con la esperanza de que estas comunidades pasaran con el tiempo a la jurisdicción de una parroquia secular a la que se le pagaría el diezmo. En realidad, lo que ocurrió fue que las doctrinas crecieron sin control y nunca pasaron al control de parroquias. La administración colectiva por parte del grupo de frailes eran la característica más importante de las doctrinas ya que garantizaba la continuación del sistema de la comunidad en caso de que falleciese uno de los dirigentes.
Las autoridades coloniales establecieron en Guatemala escalones o estadios por raza; los miembros de categorías inferiores tenían prohibido reivindicar los privilegios de los que estaban en categorías superiores, convirtiéndose en rol y posición social de personas y pueblos.
| Ubicación social | Grupo          | Descripción                          |
| ---------------- | -------------- | ------------------------------------ |
| 1                | Español        | Colonos y virreyes venidos de España |
| 2                | Mestizo        | Hijo de español e india              |
| 3                | Castizo        | Hijo de español y mestiza            |
| 4                | Cholo          | Hijo de mestizo e india              |
| 5                | Torna Atrás    | Hijo de español y albina             |
| 6                | Lobo           | Hijo de indio y una Torna Atrás      |
| 7                | Zambaigo       | Hijo de lobo y mujer indígena        |
| 8                | Cambujo        | Hijo de zambaigo e india             |
| 9                | Coyote         | Hijo de cambujo y mulata             |
| 10               | Chamizo        | Hijo de un indio y un coyote         |
| 11               | Coyote mestizo | Hijo de mestizo y una mujer chamiza  |
| 12               | Ahí te estás   | Hijo de coyote mestizo y una mulata  |
| 13               | Indio          | Tribus originarias de la región      |

A las personas que estaban en las partes bajas de la jerarquía se les daba la oportunidad de acceder a escalones más altos y por ende, todos buscaban mejores relaciones matrimoniales, sociales y culturales; los habitantes de la colonia estuvieron en una constante lucha para acercarse y asemejarse a los rasgos del grupo dominante de entonces: los españoles y criollos.

#### Presencia inglesa
El área que ocupa Belice en la península de Yucatán nunca fue ocupada por España o Guatemala, aunque España efectuó algunas expediciones exploratorias en el siglo xvi que le sirvieron de base para luego reclamar el área como suya; Guatemala simplemente heredó ese argumento para reclamar el territorio, pese a que nunca envió expediciones al área luego de la independencia debido a las guerras que se produjeron en Centroamérica entre 1821 y 1860. Por su parte, los ingleses habían establecido pequeños asentamientos desde mediados del siglo xvii, principalmente para bases de bucaneros y luego para explotación maderera; los asentamientos nunca fueron reconocidos como colonias británicas aunque estaban de alguna forma regidos por el gobierno inglés en Jamaica. En el siglo xviii Belice se convirtió en el principal punto de contrabando en Centroamérica aunque luego los ingleses reconocieron la soberanía española de la región por medio de los tratados de 1783 y de 1786, a cambio de que se terminaran las hostilidades con España y que los españoles autorizaran a los súbditos de la Corona británica a explotar las maderas preciosas que había en Belice.
Tras la independencia de la región centroamericana de la Corona española en 1821, Belice se convirtió en la punta de lanza de la penetración comercial británica en el istmo centroamericano; casas comerciales inglesas se establecieron en Belice e iniciaron unas prósperas rutas comerciales con los puertos caribeños de Guatemala, Honduras y Nicaragua.
Los liberales tomaron el poder en Guatemala en 1829 tras vencer y expulsar a los miembros del Clan Aycinena y el clero regular de la Iglesia católica e iniciaron un reclamo formal pero infructuoso sobre la región beliceña; esto, a pesar de que por otra parte, Francisco Morazán -entonces presidente de la Federación Centroamericana- en lo personal inició tratos comerciales con los ingleses, en especial el comercio de caoba. En Guatemala, el gobernador Mariano Gálvez entregó varias concesiones territoriales a ciudadanos ingleses, entre ellos la mejor hacienda de la Verapaz, Hacienda de San Jerónimo; estos tratos británicos fueron aprovechados por los curas párrocos en Guatemala -ya que el clero secular no había sido expulsado por no tener propiedades ni poder político- para acusar a los liberales de herejía e iniciar una revolución campesina contra los herejes liberales y a favor de la verdadera religión. Cuando llegó Rafael Carrera al poder en 1840 luego del triunfo de la revolución, no solamente no continuó con los reclamos sobre el territorio beliceño, sino que estableció un consulado guatemalteco en la región para velar por los intereses de Guatemala en ese importante punto comercial. El comercio beliceño fue preponderante en la región hasta 1855, en que los colombianos construyeron un ferrocarril transoceánico en Panamá en 1855, permitiendo que el comercio fluyera más eficientemente en los puertos del Pacífico guatemalteco; a partir de este momento, Belice empezó a declinar en importancia.
Para 1845, Rafael Carrera se hallaba sólidamente en el poder, e inició negociaciones con la Corona británica. Cerca del pueblo de Salamá se encontraba el antiguo convento abandonado tras la expulsión de los dominicos en 1829, el cual finalmente fue vendido a un inglés de apellido Bennett gracias a la intervención del ministro inglés ante el gobernador Gálvez. Bennett la bautizó como Hacienda de San Jerónimo, y pronto estuvo rodeada de plantaciones de caña de azúcar y de café, las que se mantenían gracias al remozamiento del antiguo sistema de irrigación; Bennett sustituyó los viñedos de los dominicos por plantaciones de caña de azúcar y el vino fue sustituido por el "Puro de San Gerónimo" un aguardiente que se hizo famoso en toda la República.
A fin de poder expulsar al filibustero estadounidense William Walker definitivamente de Centroamérica, el presidente Rafael Carrera se vio obligado a solicitar armas a Inglaterra, la que a cambio lo forzó a definir los límites con Belice. El 30 de abril de 1859 se celebró la convención entre los representantes de Gran Bretaña y Guatemala para definir los límites con Belice, tras la cual se emitió un decreto en el que Guatemala se vio favorecida en el artículo séptimo, que estipula que Inglaterra abriría por su cuenta una vía de comunicación terrestre de la ciudad de Belice hasta la ciudad de Guatemala. La carretera jamás se construyó porque los conservadores no se pusieron de acuerdo con los beliceños en la ubicación exacta de la misma y luego, cuando los liberales tomaron el poder en 1871 declararon nulo el tratado porque no se había construido la carretera.

#### Colonización belga de 1844
La colonización se inició con la expedición del barco enviado por el monarca Leopoldo I de Bélgica en 1842. Cuando los belgas observaron las riquezas naturales que poseía la región de Izabal, decidieron establecerse en Santo Tomas de Castilla varios colonos para construir infraestructuras en la región; el gobierno les dio la región a perpetuidad a cambio de que la compañía pagara dieciséis mil pesos cada año al gobierno de Guatemala.
En 1844, el distrito de Santo Tomás de Castilla fue colonizado por la Comunidad de la Unión, patrocinada por la Compañía Belga de Colonización; el gobierno del Estado de Guatemala, había concedido el distrito de Santo Tomás a dicha compañía por medio del decreto de la Asamblea Constituyente de Guatemala el 4 de mayo de 1843. Los colonos tenían que convertirse al catolicismo y convertirse en ciudadanos guatemaltecos, pero tenían el privilegio de tener su propio gobierno.
Sin embargo, para 1850, la colonia ya había fracasado debido a lo inhóspito de la región y los colonos belgas se habían dispersado al interior de la República de Guatemala.

#### Colonia alemana

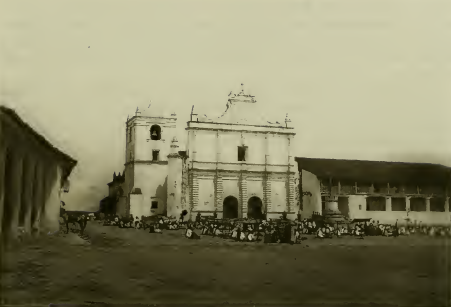
El Departamento de Alta Verapaz acogió a muchos alemanes. En la foto, la catedral de Cobán, cabecera del departamento.

En la segunda mitad del siglo xix, el presidente Justo Rufino Barrios (1835-1885) comenzó la adjudicación de tierras de la Verapaz a agricultores alemanes.; los alemanes establecieron una colonia en Alta Verapaz gracias a generosas concesiones otorgadas también por los presidentes liberales Manuel Lisandro Barillas Bercián, José María Reyna Barrios y Manuel Estrada Cabrera. La inmigración alemana en Guatemala empezó con Rodolfo Dieseldorff, en 1863; tras él vinieron grupos de inmigrantes alemanes, que eran en su mayoría jóvenes y que aprendieron el idioma q'eqchi, varios de los cuales se mezclaron con algunas mujeres indígenas. En Cobán, se centró una gran comunidad de alemanes que llegaron a dominar las tierras del cultivo del café, donde a sus trabajadores pagaban con monedas acuñadas por cada propietario, además que solo podían comprar en la despensa de la finca, con lo cual el patrono obtenía una segura ganancia extra.
El Decreto 170 (o Decreto de Redención de Censos) facilitó la expropiación de las tierras a los indígenas en favor de los alemanes, al propiciar la venta en pública subasta de las tierras comunales. Desde esta época, la principal actividad económica fue la agroexportadora, especialmente de café, banano y cardamomo. La propiedad comunal, dedicada a cultivos de subsistencia y que había sido conservada por el gobierno del general Rafael Carrera, se convirtió en propiedad privada dirigida al cultivo y comercialización a gran escala de productos agrarios. Por tanto, las características fundamentales del sistema productivo, fueron desde esa época la acumulación de la propiedad en pocas manos, y una especie de «servidumbre de finca», basada en la explotación de los «mozos colonos».
Los alemanes se organizaron en una comunidad muy unida y solidaria, realizando actividades sociales en el Club Alemán o Deutsche Verein, en Cobán, fundado en 1888. En sus inicios, este grupo solo estaba compuesto por socios germanos. El lugar fue remodelado y equipado para dar un ambiente agradable, donde los alemanes se sintieran como en su país. Contaba con una biblioteca, con libros y revistas donados por quienes viajaban a Alemania.
Por el creciente número de niños alemanes verapacenses, se formó una escuela alemana para que la educación académica fuera más fiel al Deutschtum (alemanización). En 1935, Juan Schlatermund fue el encargado del comité para la fundación del colegio Alemán o Deutsche Schule en Cobán. Para los niños que vivían en fincas lejanas se instalaron, en 1936, dormitorios y comedor. En el primer año, hubo 12 estudiantes; al año siguiente, fueron 30. Julio Justin fue el primer director. El establecimiento educativo alcanzó a tener 60 estudiantes antes de que lo clausuraran en 1941. Años después, algunas fincas tenían sus escuelas, donde estudiaban los hijos de los alemanes —los patronos— con los hijos de los q'eqchíes —los trabajadores—. A los alemanes se les permitió la doble nacionalidad, los hijos de alemanes podían ser guatemaltecos por nacer y vivir allí sin perder el ser alemanes por parte de sus padres.
La influencia alemana perduró en Cobán y Verapaz: descendencia, comercio, producción de café y cardamomo, además de infraestructura y sistemas de agricultura. Existe un gran número de apellidos que los alemanes heredaron a sus hijos y debido al mestizaje con la población maya-q'eqchi', muchos apellidos han quedado en personas q'eqchi'es.

### Independencia de Centroamérica

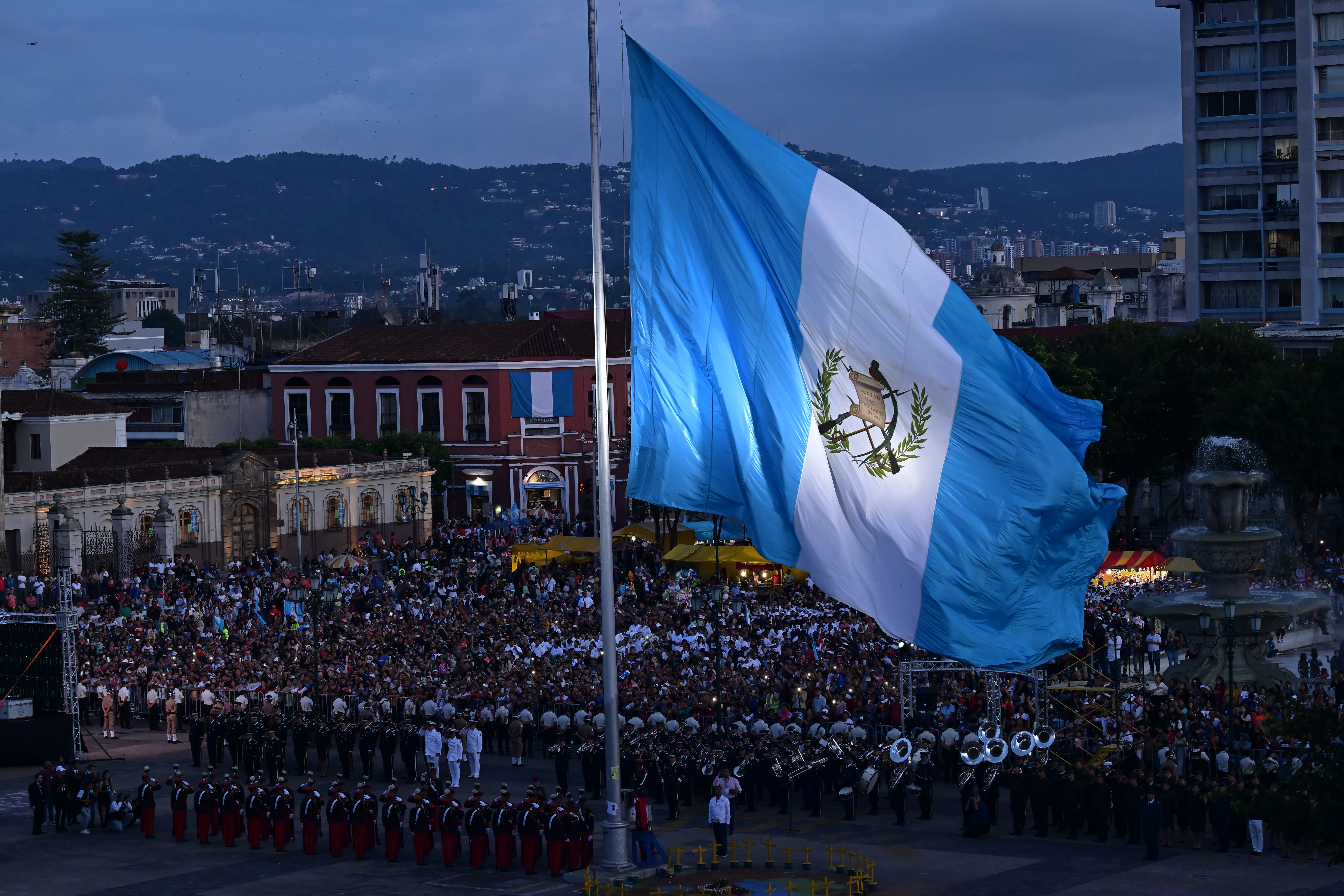
Bandera de Guatemala cerca del Palacio Nacional en el día de la Independencia.

En 1820, Atanasio Tzul, ante el interés de su pueblo por acabar con los impuestos eclesiásticos y el tributo, unió fuerzas con Lucas Aguilar y con el alcalde mayor de Totonicapán, Narciso Mallol. Juntos lucharon en contra del poder de la colonia española, manejada por el capitán general del Reino de Guatemala, el Arzobispo de Guatemala Ramón Casaus y Torres, la élite ladina local y los caciques de Totonicapán, quienes tenían privilegios con respecto al resto de la población indígena debido a su apoyo a la conquista europea. Los tributos reales habían sido suprimidos en 1811 por las cortes de Cádiz, pero fueron impuestos de nuevo por el rey Fernando VII. Tzul fue azotado durante nueve días y encarcelado más tarde en Quetzaltenango, después de que el movimiento sufriera una represión a manos de alrededor de mil milicianos. El 25 de enero de 1821, él y otros dirigentes solicitaron la gracia del indulto, el cual les fue concedido el 1 de marzo de 1821, después de una manifestación de individuos totonicapenses.

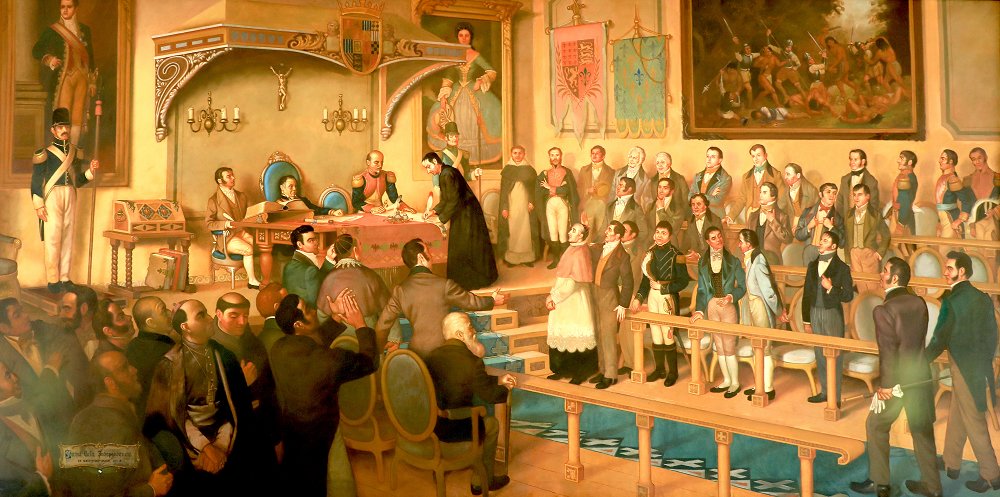
Firma del Acta de Independencia de Centroamérica, 15 de septiembre de 1821, pintura de Luis Vergara Ahumada.

En México, la revolución obtuvo un completo triunfo y a través del Plan de Iguala declaró su independencia total del Imperio español el 24 de febrero de 1821. Esta noticia desconcertó a las autoridades españolas de Guatemala y a la vez sirvió de estímulo a la causa independentista. El 9 de marzo, presionado por los liberales independentistas, el capitán general dejó el puesto para que fuese ocupado por el subinspector del ejército Gabino Gaínza. Gaínza era un hombre de una edad muy avanzada, de carácter débil y voluble. Bajo su mando, Centroamérica experimentó una agitación social de niveles intolerables que obligó a la diputación provincial a solicitar a Gaínza una reunión para discutir el difícil tema de la independencia. El capitán general Gaínza, entonces, atendiendo este llamado, reunió una junta de notables compuesta por el arzobispo, los diputados, los altos cargos militares, los prelados de las órdenes religiosas, y empleados de hacienda. En aquella memorable reunión, presidida por el mismo Gaínza, los criollos presentes manifestaron su opinión con libertad. José Cecilio del Valle tomó la palabra y en un largo discurso, demostró la necesidad y la justicia de la independencia, pero manifestando que, para proclamarla, primero debía oírse el voto de la Provincias.
Tras un breve período de incertidumbre política, el 5 de enero de 1822, las provincias centroamericanas fueron anexadas al Imperio Mexicano, una idea de Agustín de Iturbide para contrarrestar la expansión estadounidense. El Imperio Mexicano quería ser una monarquía que desembocase en una unión de lo que fueron habitantes del Virreinato de Nueva España bajo una bandera única, católica y poderosa. Sin embargo un año más tarde, el imperio se colapsó y militares republicanos instauraron una democracia y un estado mexicano; Guatemala y sus provincias se separaron de él, declarando de nuevo su independencia y pasando a formar las Provincias Unidas del Centro de América en julio de 1823.
El día 12 de abril de 1829, tras tratar de mantenerse en el poder tras pactar con el presidente de la Federación Centroamericana, Manuel José Arce y Fagoaga, los conservadores en Guatemala, liderados por Mariano de Aycinena y Piñol, firmaron un Convenio de Capitulación con el general liberal hondureño Francisco Morazán, quien había logrado que el resto de provincias centroamericanas se rebelaran contra el poder conservador de Guatemala. Aycinena fue enviado a prisión junto con sus compañeros de gobierno; Morazán, por su parte, anuló el documento el 20 del mismo mes, pues su principal objetivo era eliminar el poder de los criollos conservadores y la jerarquía de la Iglesia católica en Guatemala, a quienes los criollos liberales detestaban por haber estado bajo su dominio durante la colonia española. En los combates participó como soldado Rafael Carrera, quien tenía apenas quince años y cuya familia sufrió numerosas vejaciones a manos de las tropas de Morazán; también participaron el poeta y militar José Batres Montúfar y el oficial Miguel García Granados, quienes fueron hechos prisioneros por las tropas liberales.

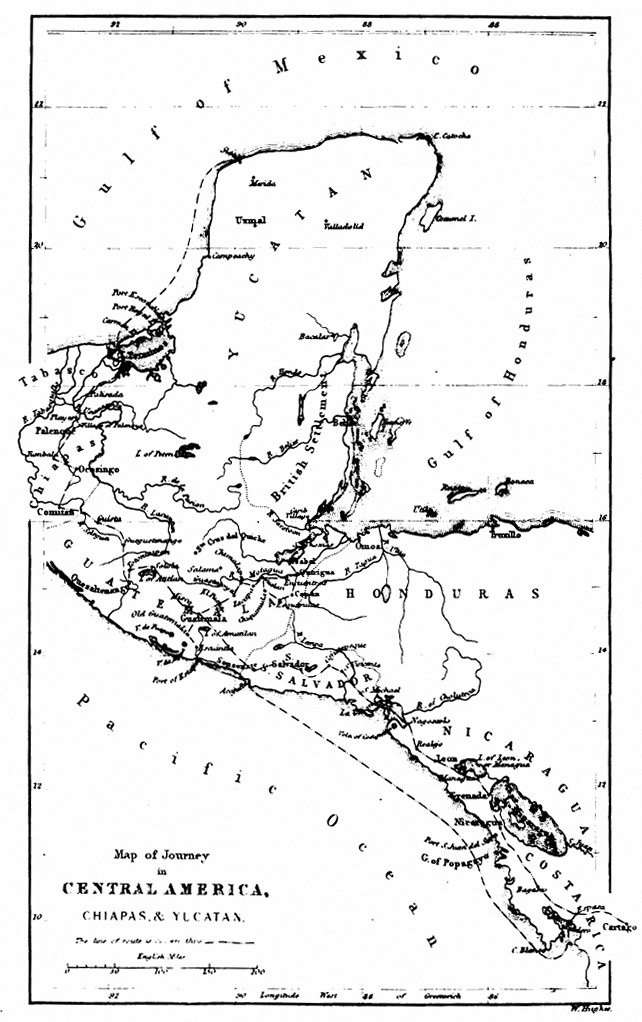
Mapa de Guatemala en 1839. Obsérvese las fronteras no delimitadas con México en Yucatán y Chiapas, y que Belice todavía era un asentamiento inglés.

Para 1837, en el Estado de Guatemala se inicia una lucha armada contra quien gobernaba el Estado de Guatemala, liberal al igual que Francisco Morazán, el doctor José Mariano Gálvez. Empujados por las reformas liberales y la propaganda conservadora, movimientos insurgentes se iniciaron en las montañas de Guatemala y Rafael Carrera y Turcios fue el máximo dirigente de las mismas; entre las tropas sublevadas se encontraban numerosos indígenas que lucharon durante dos años para conseguir la secesión guatemalteca de la federación. Los alzados empezaron por asaltar las poblaciones, sin dar oportunidad de tener encuentros con las tropas del gobierno y propagaban la idea de los enemigos de Gálvez, que consistía en acusarlo del envenenamiento de las aguas fluviales para propagar el cólera morbus a la población. Ahora bien, el gobierno no era el culpable de tal envenenamiento: el crecimiento poblacional y la poca capacidad de la estructura sanitaria de la ciudad contribuyeron a la propagación de la enfermedad. Esta acusación favoreció a los objetivos de Carrera, poniendo a una gran parte de la población en contra de Mariano Gálvez y los liberales; dentro de los mismos liberales empezaron a atacar a Gálvez: José Francisco Barrundia y María Josefa García Granados llegaron incluso a publicar periódicos satíricos en su contra.
El área de Los Altos estaba poblada mayoritariamente por indígenas, quienes habían mantenido sus tradiciones ancestrales y sus tierras en el frío altiplano del oeste guatemalteco. Durante toda la época colonial habían existido revueltas en contra del gobierno español. Después de la independencia, los mestizos y criollos locales favorecieron al partido liberal, en tanto que la mayoría indígena era partidaria de la Iglesia católica y, por ende, conservadora. Durante la administración del gobierno del Dr. Mariano Gálvez, Los Altos desaprobaron los cambios introducidos por el jefe del gobierno, pero los líderes de la región no fueron conservadores, sino liberales que se oponían a Gálvez. Por su parte, los criollos y ladinos de Los Altos tenían un gran resentimiento contra los comerciantes de la Ciudad de Guatemala —los miembros del Clan Aycinena—, quienes monopolizaban el comercio y se oponían rotundamente a la construcción de un puerto en el Pacífico y de una carretera que le sirviera a Los Altos para comerciar con países extranjeros directamente.
Al caer el gobierno de Gálvez, los representantes criollos de Los Altos aprovecharon para separarse del Estado de Guatemala el 2 de febrero de 1838. El gobernador Valenzuela no pudo hacer nada al respecto, y el congreso de la Federación Centroamericana reconoció al Sexto Estado el 5 de junio de 1838 con una junta de gobierno provisional compuesta por Marcelo Molina Mata, José M. Gálvez y José A. Aguilar, mientras que el general mexicano Agustín Guzmán —antiguo oficial del ejército de Vicente Filísola que se había radicado en Quetzaltenango— quedó al mando del ejército del Estado. La bandera de Los Altos era una modificación de la de las Provincias Unidas del Centro de América, con escudo en el centro mostrando un volcán al fondo y un quetzal resplandeciente —un ave local que representaba la libertad— delante.

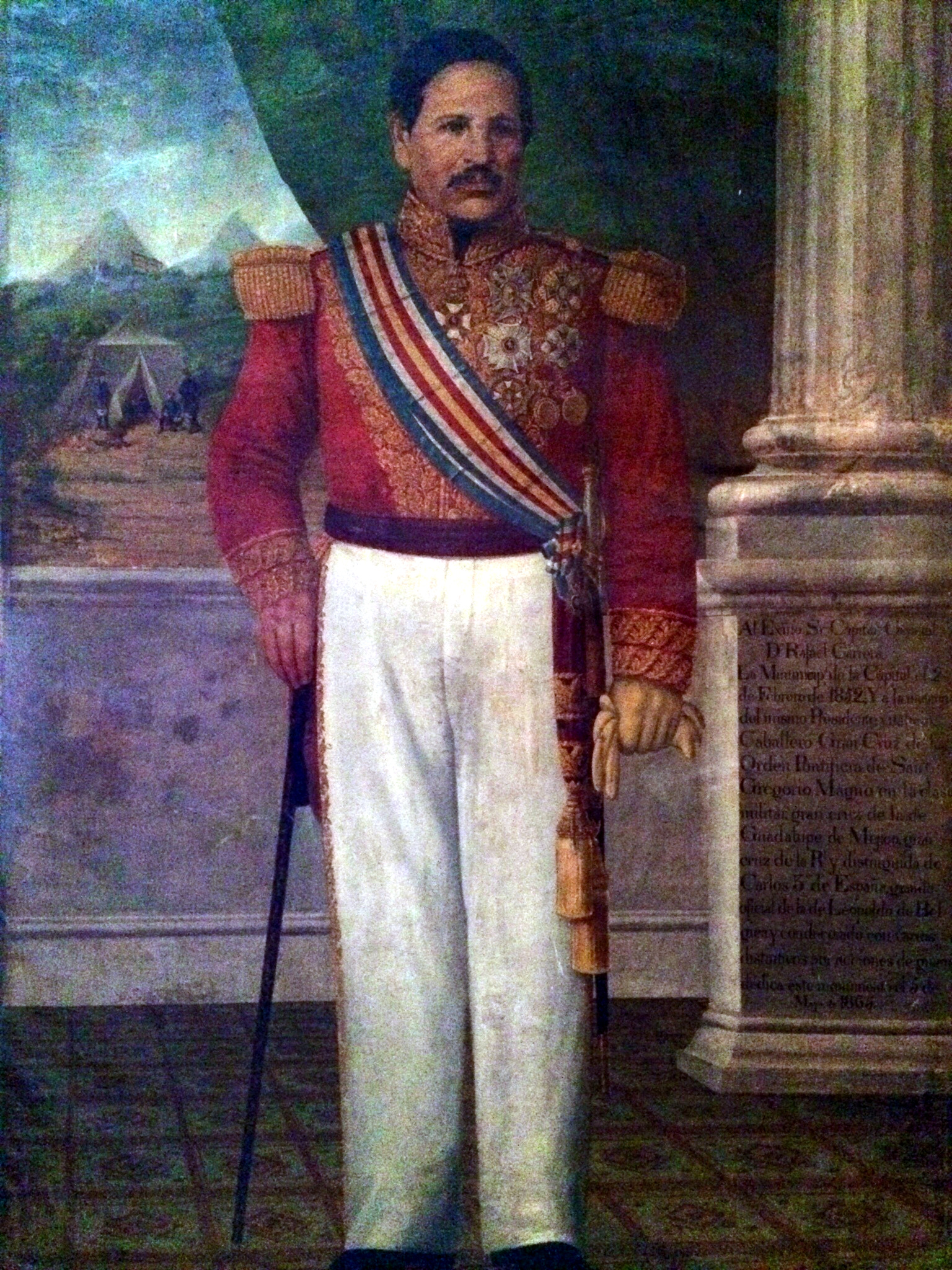
General Rafael Carrera y Turcios, Presidente Vitalicio de Guatemala. Museo Nacional de Historia de Guatemala.

El 18 de marzo de 1840, siendo el líder liberal Morazán el jefe de Estado de El Salvador, este invadió a Guatemala con 1500 soldados para eliminar de una vez por todas la amenaza conservadora para Centroamérica que en Guatemala tenía su principal baluarte. Morazán se apoderó fácilmente de la capital, ya que Carrera fingió una retirada. Cuando los invasores celebraban e iniciaban el saqueo de la ciudad, Carrera los atacó con 400 soldados y piezas de artillería y contrasitió la plaza, habiendo triunfado y recuperado la ciudad al día siguiente, 19 de marzo. El desastre fue tal, que Morazán tuvo que huir de Guatemala con sus más allegados gritando «¡Que viva Carrera!» para salvar la vida, mientras sus soldados quedaron en la ciudad, a merced de las tropas de Carrera. Poco después, Rafael Carrera, al enterarse de que Los Altos se había vuelto a declarar independiente pensando que Morazán lo había derrotado, dirigió sus fuerzas contra tal Estado y lo reincorporó al Estado de Guatemala en 1840.
Estando ya en el poder, Rafael Carrera iniciaría la construcción de un régimen conservador, revirtiendo las reformas liberales hechas anteriormente. Durante su gobierno, los aristócratas conservadores y el Clero Mayor recuperaron el poder que habían perdido. Los liberales, por su parte, lo acusaban de ser un militar analfabeto, y decían que firmaba con el nombre «Racaraca». Para los conservadores, fue más conocido como «Caudillo Adorado de los Pueblos».
Carrera fue nombrado presidente vitalicio en 1854 y gobernó Guatemala hasta su muerte, ocurrida el Jueves Santo 14 de abril de 1865. El Gobierno de Carrera estuvo influenciado por la guerra en Yucatán hasta cierto punto; la inconformidad del pueblo maya era patente desde antes de la independencia de México. Las condiciones de vasallaje en que se encontraban los indígenas mayas que habían sido conquistados en el siglo xvi y su enorme superioridad numérica en la península de Yucatán mantenían a la región en un estado permanente de tensión social. La Guerra de Castas surgió en Yucatán debido, en parte, a las precarias condiciones de vida de los indígenas mayas en la península: solamente los criollos y algunos mestizos eran yucatecos con plenos derechos y, en general, ellos solían ocupar la parte superior de la escala social y económica, por lo que los mayas, pertenecientes a la clase depauperada, no se sentían parte de ellos, eran simplemente mayas, foráneos en su propio territorio, en la tierra de sus antepasados.
En 1854 se estableció el Concordato con la Santa Sede, el cual había sido suscrito en 1852 por el cardenal Jacobo Antonelli, secretario de Estado de la Santa Sede, y Fernando Lorenzana, ministro plenipotenciario de Guatemala ante la Santa Sede. Por medio de este tratado, el cual fue diseñado por el líder del Clan Aycinena, Juan José de Aycinena y Piñol, Guatemala otorgaba la educación del pueblo guatemalteco a las órdenes regulares de la Iglesia católica. El concordato mantenía la relación estrecha entre Iglesia y Estado y estuvo vigente hasta la caída del gobierno conservador del mariscal Vicente Cerna y Cerna.

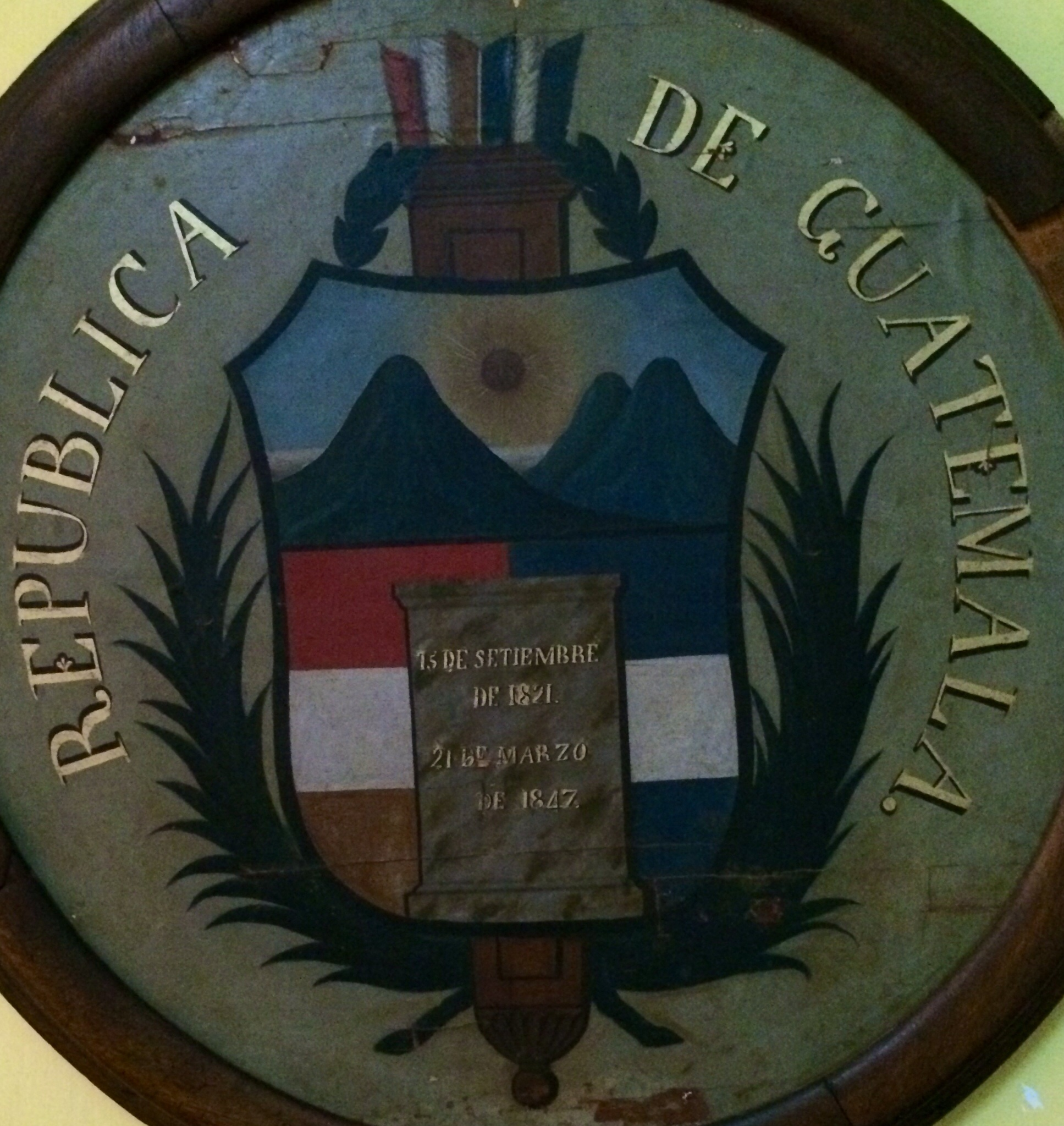
Primer Escudo de la República de Guatemala. Vigente de 1847 al 31 de mayo de 1858.
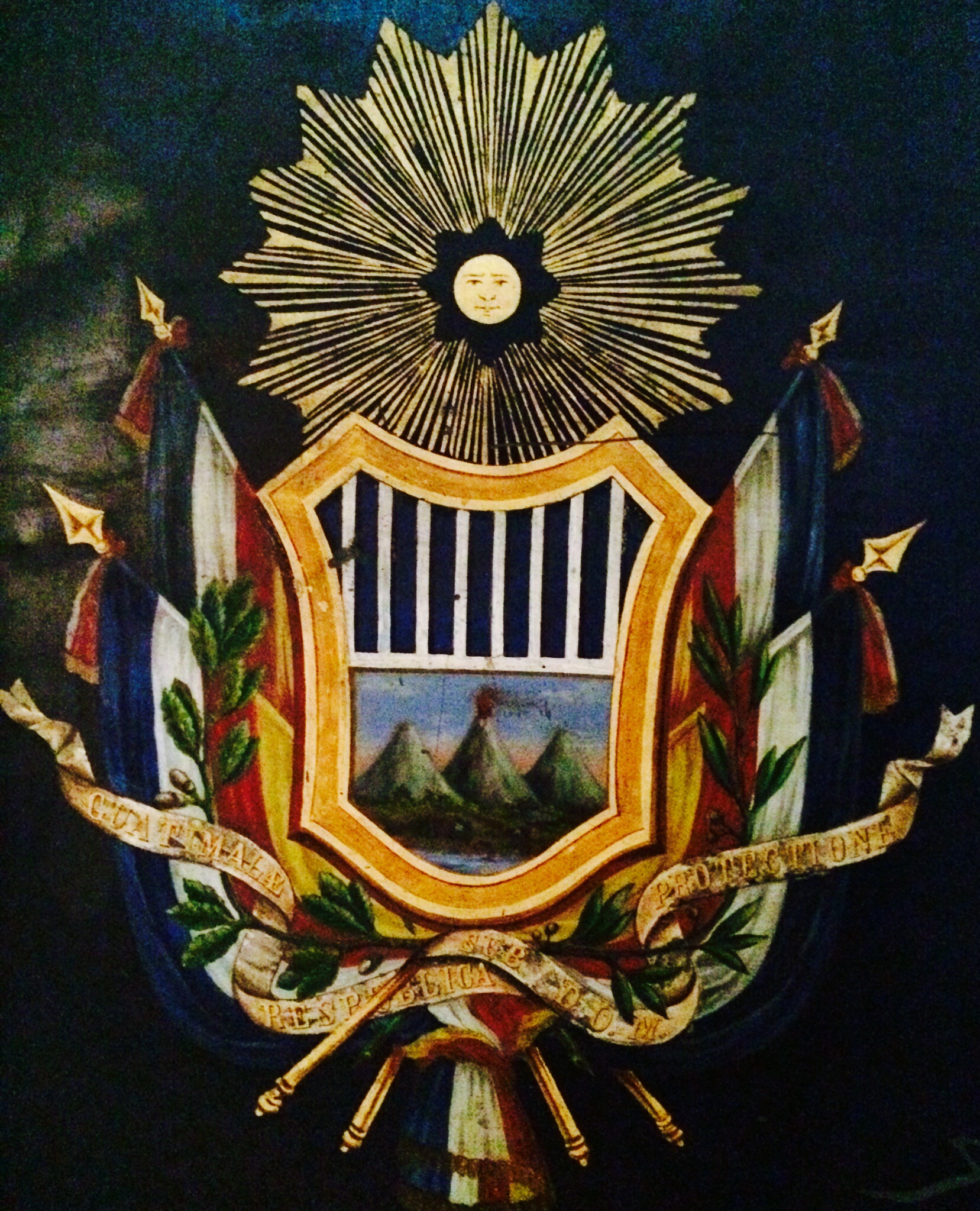
Segundo Escudo de la República de Guatemala. Vigente del 31 de mayo de 1858 al 17 de agosto de 1871.

### Reforma y gobiernos liberales

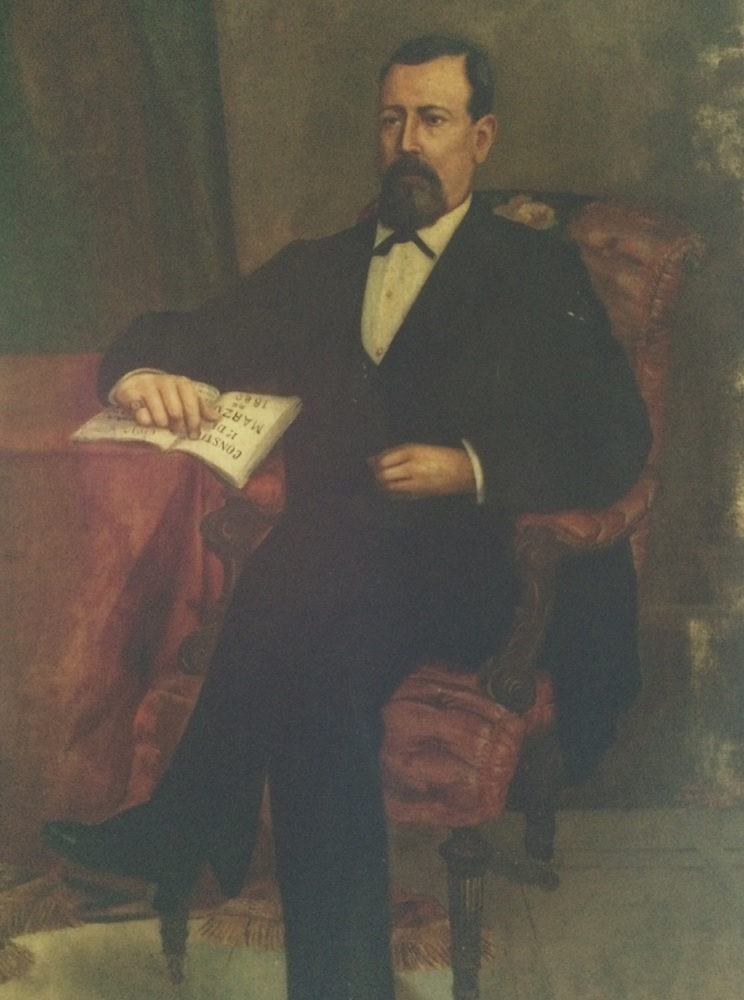
Justo Rufino Barrios líder de la Reforma Liberal y Presidente de Guatemala de 1873 a 1885.
Museo Nacional de Historia de Guatemala.

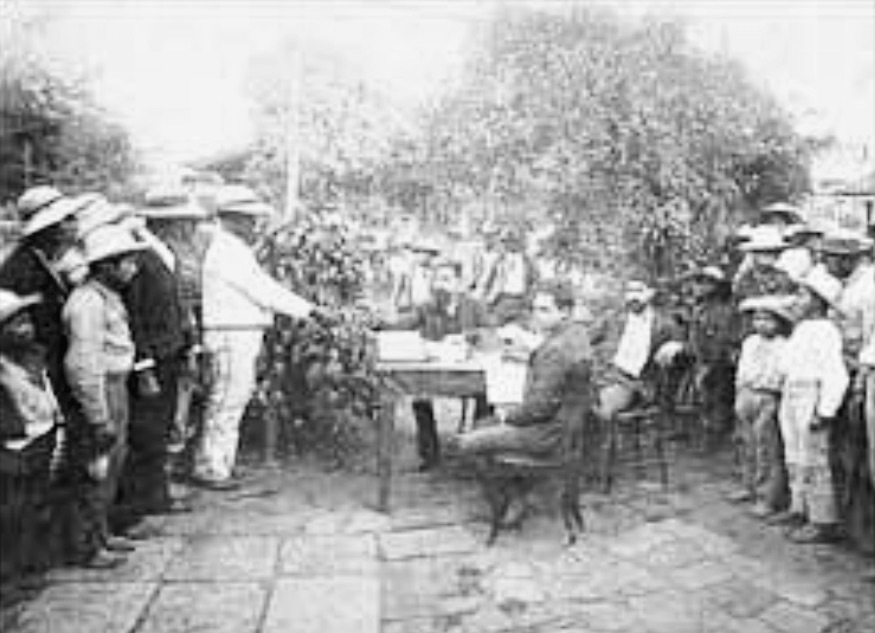
Pago a jornaleros en Santa Rosa en 1890 de acuerdo al Reglamento de Jornaleros instituido por Barrios.

A la muerte del general Carrera en 1865, fue sucedido por el Mariscal Vicente Cerna y Cerna, quien no promovió ninguna renovación en el país. Esta circunstancia fue aprovechada por los liberales, quienes se habían refugiado en el territorio de los Altos (actualmente Quetzaltenango), y que liderados por Miguel García Granados y Justo Rufino Barrios, quienes tras recibir ayuda de pertrechos de guerra de México (a cambio de reconocer la federación del Estado de Chiapas a México, los territorios de la zona sur del Estado de Campeche y Soconusco como parte de Chiapas) invadieron Guatemala bajo el lema de la Reforma Liberal de 1871. Miguel García Granados fue presidente provisional tras el derrocamiento de Cerna, gobernando hasta el 4 de junio de 1873. Su gobierno puso en marcha nuevamente las reformas anticonservadoras, decretando entre otras cosas la libertad de prensa y la libertad de cultos, la supresión de los diezmos y de las órdenes religiosas y expulsando a los jesuitas, además de impulsar la educación laica.
Dos factores económicos importantes ocurrieron en este período: se introdujo la producción a gran escala del café. Esto obedeció a que los terratenientes liberales de occidente fueron los principales promotores de la Revolución; y, a fin de recompensar a los militares que colaboraron con la revolución, se expropiaron las tierras de indios, extensiones de tierra donde los indígenas guatemaltecos vivían desde la época colonial. Asimismo, se instituyeron las rotaciones de los indígenas entre las propiedades de los nuevos terratenientes.
Barrios, mientras tanto, ocupó importantes cargos militares, sucediendo a García Granados como Presidente de Guatemala. Durante su gestión continuó la política iniciada en la anterior presidencia, emprendiendo un vasto programa de reformas que abarcaron, entre otros aspectos, a la Iglesia, la economía y la educación. Fundó el Banco Hipotecario, el llamado hospital de Oriente, la Escuela Politécnica y mandó construir el cementerio General de Guatemala y la Penitenciaría Central de Guatemala. Además, durante su presidencia, en Guatemala se tendieron las primeras líneas telegráficas y ferroviarias, firmándose el contrato para la construcción del ferrocarril del Sur. En el orden administrativo y legal, se promulgaron el Código Penal, el Militar y el Código Fiscal. Asimismo fueron creados los departamentos de Retalhuleu y Baja Verapaz y se estableció la educación pública gratuita, a través de escuelas en todo el país, suprimiéndose paralelamente las hermandades y órdenes religiosas. Barrios también promulgó la Constitución de 1879 y, al año siguiente, fue reelegido Presidente para un mandato de seis años.
Asimismo, se decreta el Reglamento de Jornaleros, legislación laboral que colocó a la población indígena prácticamente a la disposición de los intereses de los nuevos latifundistas cafetaleros, y los tradicionales conservadores. Como resultado de este reglamento, hubo un notable aumento de las exportaciones, y se activó el intercambio con los países capitalistas; tanto los antiguos conservadores aristócratas como los nuevos terratenientes cafetaleros se vieron beneficiados con estas medidas. Ahora bien, sí hubo un terrateniente conservador que fue atacado y despojado de los privilegios que había gozado durante el gobierno de los 30 años: la Iglesia católica. Los liberales cafetaleros se vieron obligados a atacar a la Iglesia por el poder que tenía y por la fuerte oposición que hacía a compartir el poder con los liberales.
Por otro lado, Barrios persiguió enconadamente a la oposición, obligando a huir a muchos guatemaltecos al exilio de las tierras guatemaltecas. Su gobierno se caracterizó por el saqueo de las arcas nacionales, fortuna que fue disfrutada por su viuda en Nueva York, después de la muerte del general. Barrios también fue objeto de críticas tras la firma, en 1882, del Tratado Herrera-Mariscal de límites con México, mediante el cual Guatemala renunciaba a toda pretensión sobre la región de Soconusco y a sus créditos contra México, sin recibir compensación alguna por ello para el país: había recibido armas mexicanas durante la revolución de 1871 que utilizó para derrocar a Cerna, pero nada más.
A principios de la década de 1880, el presidente guatemalteco intentó restablecer las Provincias Unidas de Centroamérica y, en principio, contó con el apoyo de El Salvador y Honduras, pero el presidente salvadoreño Rafael Zaldívar decidió luego abandonar la unión, con el respaldo de México. El presidente mexicano, Porfirio Díaz, temía las reformas liberales de Barrios y la competencia de un Estado fuerte en América Central, donde el plan de Barrios había dado sus frutos, por lo que el gobierno mexicano propicio y apoyo la desmembración de Centroamérica en pequeñas naciones en las que los Estados Unidos Mexicanos podía influir y mantener sus intereses geopolíticos. También los Estados Unidos se opusieron a la unión. Barrios emprendió entonces una campaña militar para restablecer por la fuerza la unidad centroamericana, obteniendo el respaldo del Presidente de Honduras Luis Bográn, pero Costa Rica, El Salvador y Nicaragua se aliaron para oponerse a sus pretensiones. Para poner en práctica sus planes, Barrios invadió El Salvador en marzo de 1885, mientras tropas de Costa Rica y Nicaragua se aprestaban a enfrentarse con las de Honduras. Sin embargo, la intentona de Barrios terminó súbitamente, ya que el presidente guatemalteco murió en la batalla de Chalchuapa, poco después de que sus tropas invadieran territorio salvadoreño.
A la muerte de Barrios, y a raíz de la renuncia del presidente provisional Alejandro M. Sinibaldi, la Asamblea Nacional declara que el segundo designado a la presidencia de la República asumiera el poder. La persona señalada era el general Manuel Lisandro Barillas Bercián quien llegó en el instante del sepelio del general Justo Rufino Barrios y exigió que le fuera entregado el poder, aduciendo que un número regular de tropa venía con él e indicando que estaba acantonada a inmediaciones de la ciudad. Antes de que Barillas se valiera de aquel ardid para presionar por la entrada inmediatamente de la presidencia, ocupaba el puesto de jefe de político de Quetzaltenango. La tropa de la cual hablaba no existía y así marchó al Palacio de Gobierno para asumir la primera magistratura de la Nación. Lo enmarcado dentro de la ley era que Barillas convocara a elecciones en un tiempo posterior, aspecto que obvió para quedarse en el poder imponiendo un gobierno dictatorial.
Durante los gobiernos liberales se inició la colonización alemana de la Verapaz; los alemanes se organizaron en una comunidad muy unida y solidaria. Realizaban sus actividades sociales en el Club Alemán o Deutsche Verein, en Cobán, fundado en 1888. En sus inicios, este grupo solo estaba compuesto por socios germanos. El lugar fue remodelado y equipado para dar un ambiente agradable, donde los alemanes se sintieran como en su país. Contaba con una biblioteca, con libros y revistas donados por quienes viajaban a Alemania. Hoy en día, donde antes estaba este club, ahora se encuentra la Sociedad de Beneficencia. Los alemanes formaron su propio mundo en Alta Verapaz gracias a generosas concesiones otorgadas por los presidentes liberales Manuel Lisandro Barillas Bercián, José María Reina Barrios y Manuel Estrada Cabrera. Por el creciente número de niños alemanes verapacenses, se formó una escuela alemana para que la educación académica fuera más fiel al Deutschtum (alemanización).
El principal proyecto de Reyna Barrios fue la construcción de un ferrocarril interoceánico que fuera atractivo para inversionistas extranjeros, y para promocionarlo, realizó la Exposición Centroamericana en 1897. Desafortunadamente, el ferrocarril no pudo terminarse a tiempo y la exposición fue un fracaso, que dejó a Guatemala con una gran deuda externa, principalmente con bancos ingleses, y que a partir de entonces se llamó la «deuda inglesa». A fin de solucionar los problemas del país, quiso extender su gobierno, pidiendo a la Asamblea que modificara la Constitución de 1879 para tal efecto. Debido al descontento popular causado por la inflación imperante (debido a la realización de la Exposición Centroamericana, a los proyectos de embellecimiento y a la entrada de Brasil al mercado del café) se produce la Revolución quetzalteca de 1897 la cual fue sofocada y saldada con el fusilamiento de destacados ciudadanos quetzaltecos, entre ellos el alcalde primero de Quetzaltenango, Sinforoso Aguilar y el filántropo Juan Aparicio, hijo.
En 1898, José María Reina Barrios fue asesinado por un ciudadano británico de origen suizo llamado Edgar Zollinger (quien había sido empleado y amigo de Aparicio) y quien fue abatido por la policía sin dar tiempo para que dijera cual fue la causa que lo motivó a perpetrar el magnicidio. El primer designado a la Presidencia, licenciado Manuel Estrada Cabrera, tras un hábil juego político se hizo con el poder.

##### Presencia estadounidense
El 31 de agosto de 1901 el presidente Manuel Estrada Cabrera concedió a «The Central American Improvement Comp.» la explotación, conservación y terminación de la línea férrea del norte. En enero de 1904, Minor C. Keith de Nueva York -quien era el propietario de la United Fruit Company y William C. Van Horn de Montreal adquirieron esta concesión, la cual quedó en su poder durante noventa y nueve años, luego de los cuales pasaría a poder del Estado de Guatemala. Es importante destacar que la política económica norteamericana en ese momento era conocida como el «Gran Garrote de las Guerras bananeras del presidente estadounidense Teddy Roosevelt» y estaba dirigida hacia el Canal de Panamá: con el canal en construcción, su principal fin era asegurarse de una atmósfera pacífica y estable en toda la región centroamericana. Por esta razón hubo un incremento en las operaciones de empresas norteamericanas en Centroamérica, entre los que se incluyó el crecimiento exponencial de las operaciones de la United Fruit Company en Guatemala. Estas operaciones fueron frecuentemente reforzadas por los marines de los Estados Unidos. De esta forma, se empezó a incrementar la población y la injerencia económica y política estadounidense en Guatemala, especialmente en la región de Izabal.

### Gobierno liberal de Manuel Estrada Cabrera

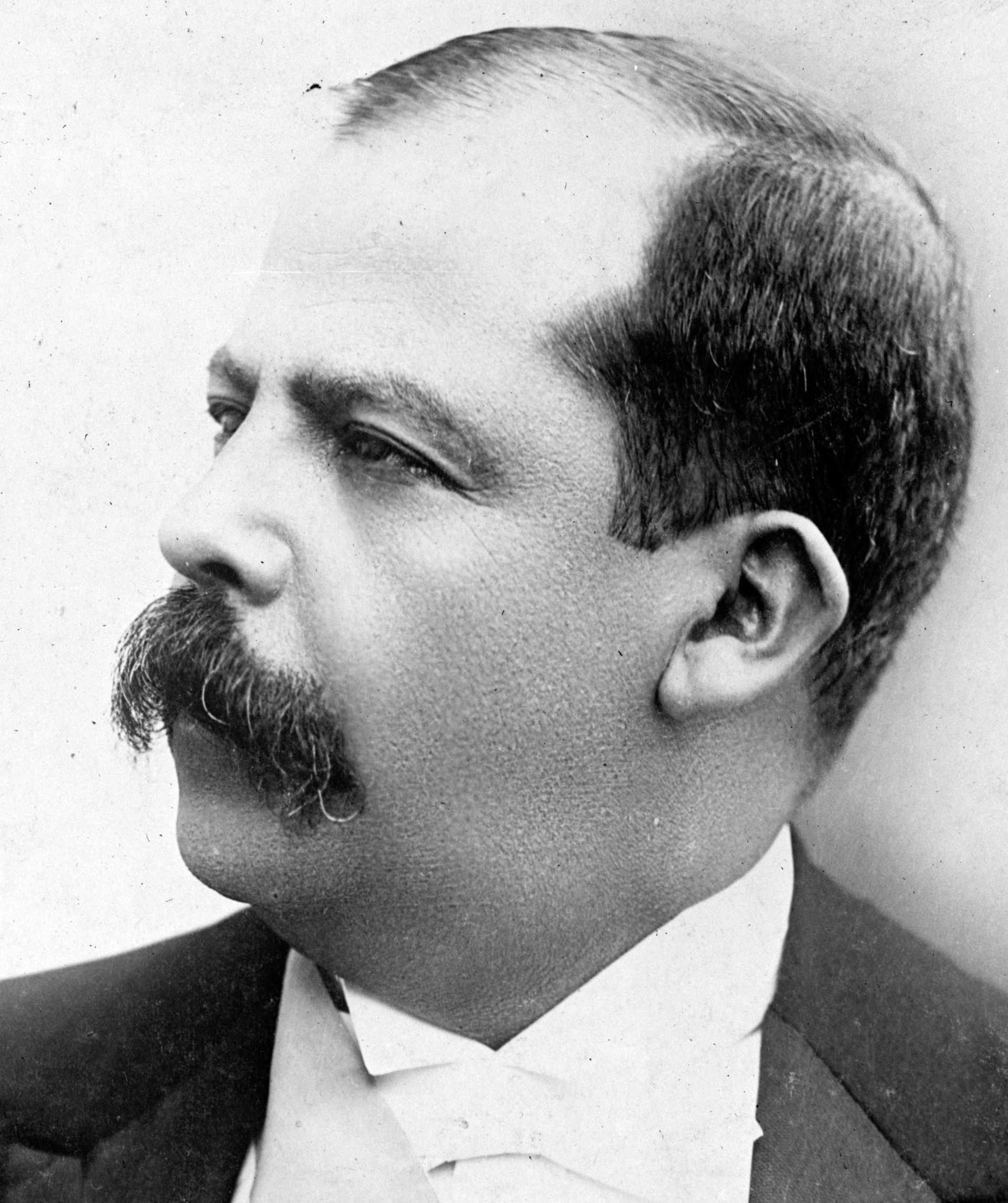
Licenciado Manuel Estrada Cabrera, presidente de Guatemala de 1898 a 1920.

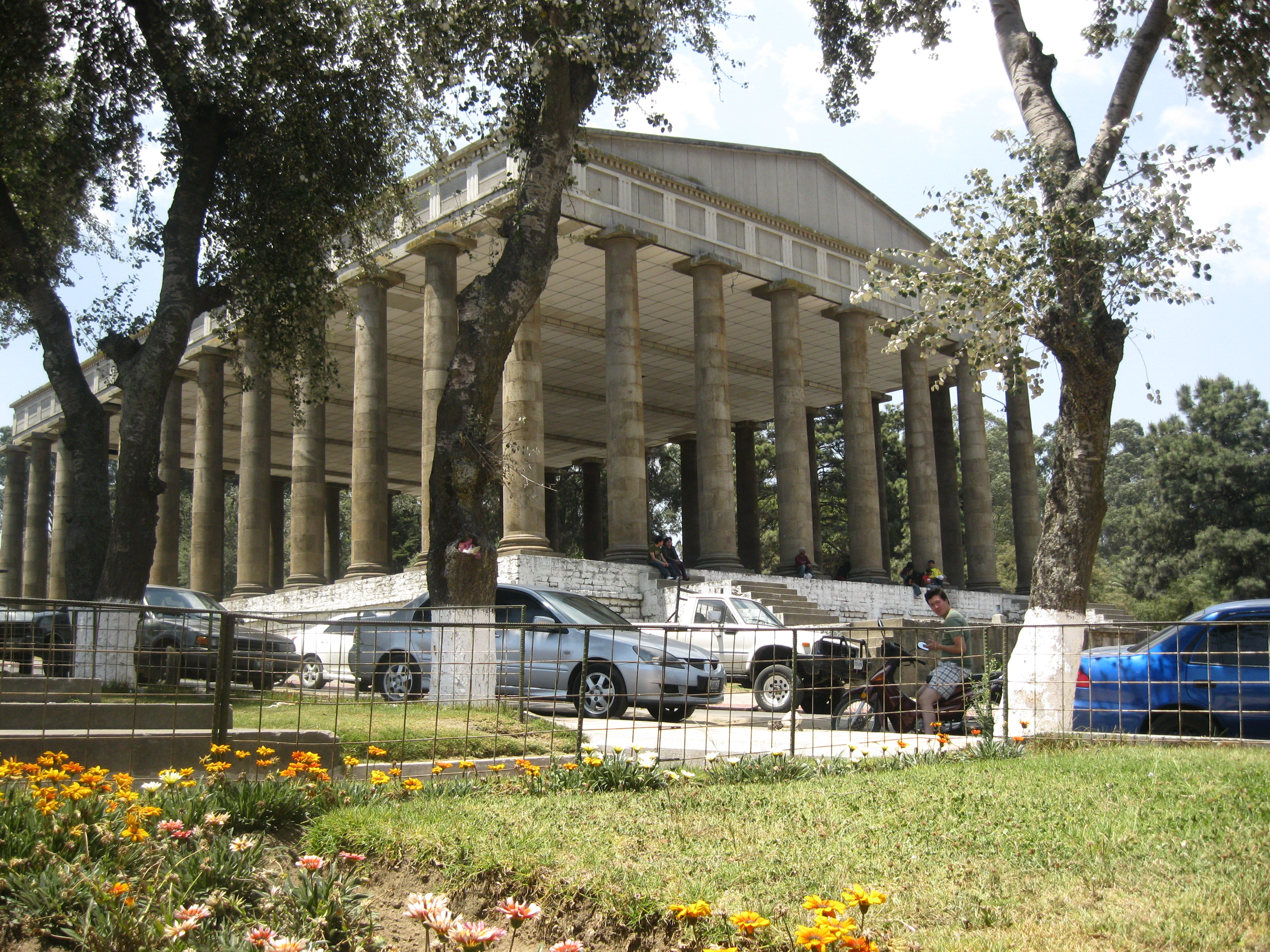
Templos a Minerva construidos en todo el país por el gobierno del presidente Manuel Estrada Cabrera, varios fueron destruidos.

Manuel Estrada Cabrera (conocido como «don Manuel»; o simplemente como «Cabrera» por sus detractores) gobernó Guatemala de 1898 a 1920. Gracias a las concesiones otorgadas a extranjeros, para 1901 la United Fruit Company (UFCO) comenzó a volverse la fuerza económica principal en Guatemala, tanto política como económica. El gobierno se subordinaba a menudo a intereses de la Compañía (una de las principales de Centroamérica). La UFCO llegó a controlar más del 40 % de la tierra cultivable del país y de otros países centroamericanos, así como también las instalaciones de los puertos (especialmente Puerto Barrios). Se debe recordar que la política económica norteamericana en ese momento estaba dirigida hacia el Canal de Panamá: con el canal en construcción desde 1903, su principal fin era asegurarse de una atmósfera pacífica y estable en toda la región centroamericana sin intervención de potencias europeas. Por esta razón hubo un incremento en las operaciones de empresas norteamericanas en Centroamérica, entre los que se incluyó el crecimiento exponencial de las operaciones de la United Fruit Company. Además, Estrada Cabrera también tenía otro motivo para acercarse a los Estados Unidos: el principal era que podía pedirle ayuda militar en caso de que Inglaterra enviara una flota militar para reclamar el pago de la deuda que Guatemala tenía con los bancos ingleses, y que se incrementó después del gobierno de Barrios y, especialmente, tras el fracaso de la Exposición Centroamericana de 1897; y esto encajaba perfectamente con la política norteamericana del «Gran Garrote» de las «Guerras bananeras» que impulsaba el presidente Theodore Roosevelt para mantener la paz la región y utilizar los recursos de la misma.
Otro de los países que intento influir en la política de Guatemala durante el gobierno de Estrada Cabrera fue México, que estaba gobernado por el general Porfirio Díaz y que estaba preocupado por la creciente presencia norteamericana, la cual se había incrementado desde la guerra con España por Cuba en 1898 y luego con la ayuda militar durante la Separación de Panamá de Colombia que les permitió a los norteamericanos construir el Canal de Panamá. Díaz y el resto de presidentes de la región veían con preocupación como Estrada Cabrera se había plegado a los intereses norteamericanos.
La Guerra del Totoposte en 1903 provocó escasez de maíz en el país y el trabajo de los obreros guatemaltecos fue contratado por el gobierno con muy baja remuneración. Al finalizar este primer período de gobierno, el cambio con respecto al dólar estadounidense estaba en $12 por US$1.
A pesar de sufrir varios atentados en su contra, Manuel Estrada Cabrera gobernó con puño de hierro hasta 1920, año en que fue derrocado por la revolución dirigida por el Partido Unionista, liderado por los miembros del partido conservador.
A la caída de Estrada Cabrera, la Asamblea Nacional seleccionó como presidente interino a Carlos Herrera Luna, quien luego fue declarado presidente constitucional. El presidente interino Carlos Herrera y Luna heredó un desorden fiscal, monetario y bancario, con inflación galopante; se opuso a ratificar varios contratos con compañías norteamericanas que había firmado Estrada Cabrera y que Herrera consideraba lesivos para el país.
En cuanto a la educación, el gobierno de Herrera disolvió la «Universidad Estrada Cabrera», que había sido fundada en 1918 y la sustituyó con las escuelas Facultad de la Universidad Nacional, a la que le otorgó autonomía para elección de autoridades. Pero en ese entonces apenas había trescientos estudiantes en toda la universidad, y el analfabetismo en el país era del 93 %, debido principalmente a la «Reglamento de Jornaleros» que había instituido Justo Rufino Barrios y que obligaba a los jornaleros indígenas a trabajar en las fincas, sin darles tiempo para su educación.
Herrera fue derrocado en diciembre de 1921, por el general José María Orellana, quien ratificó todos estos contratos; este golpe de Estado sería parte de una serie de abusos cometidos en América Latina por parte de la United Fruit Company. Los gobiernos de Orellana y Chacón emprendieron una reforma educativa, otorgando becas en el extranjero a egresados de la Escuela Normal para Varones y otras escuelas de maestros del país. Orellana murió en el ejercicio del poder bajo circunstancias sospechosas en 1926 y fue sustituido por su vicepresidente, Lázaro Chacón González.

### Gobierno liberal del general Jorge Ubico

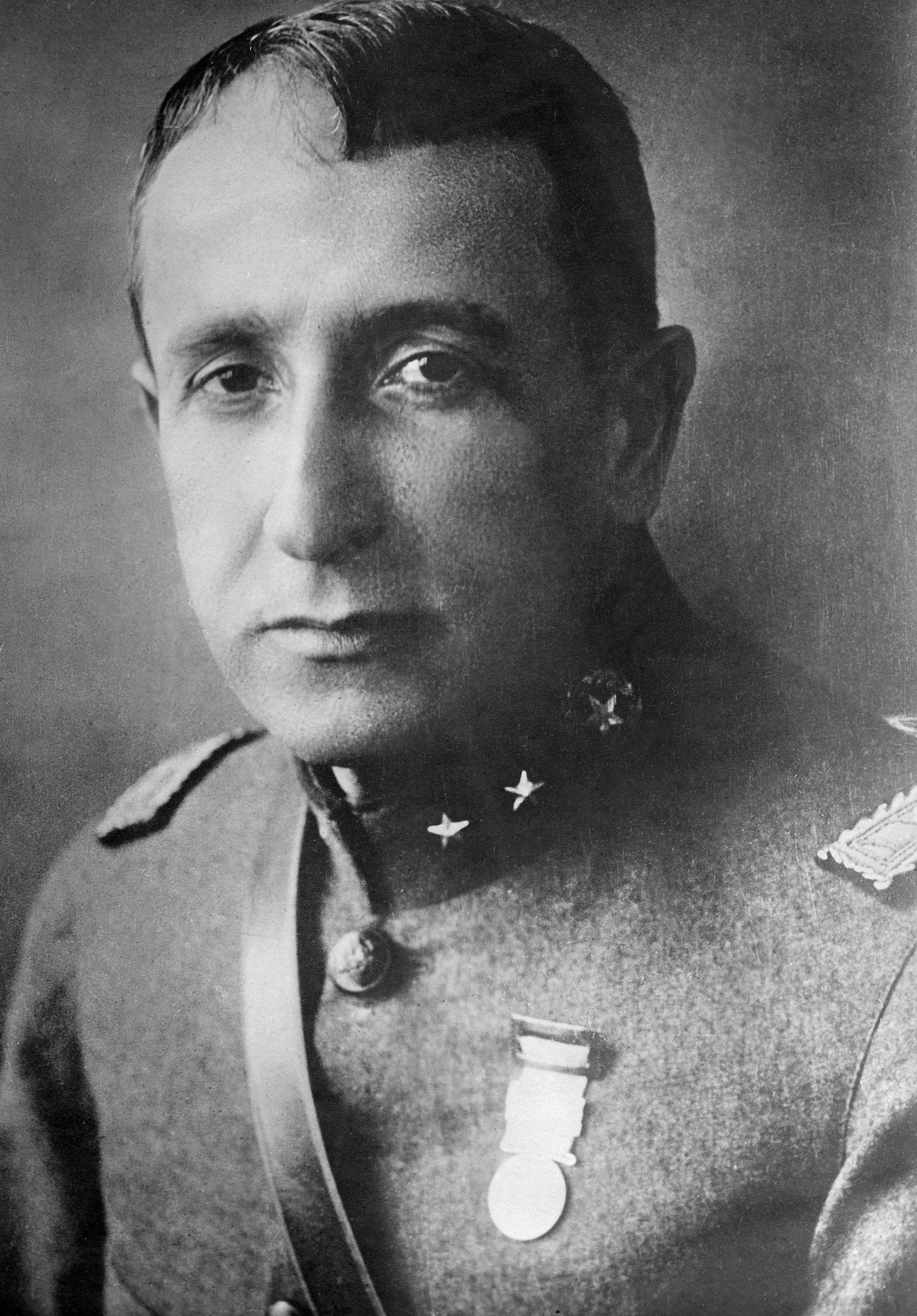
General Jorge Ubico Castañeda, presidente de Guatemala de 1931 a 1944.

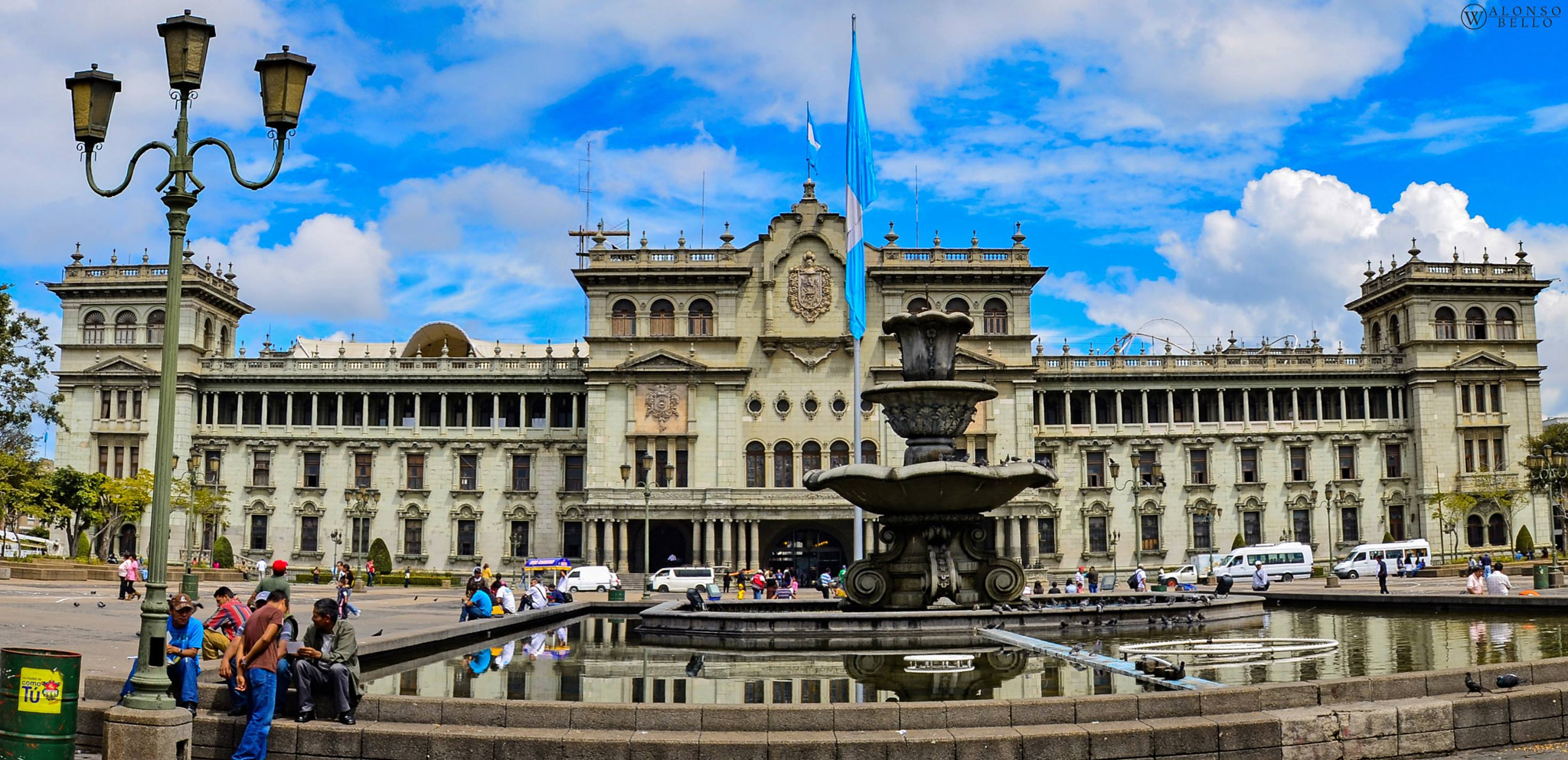
El Palacio Nacional de Guatemala ahora el Ministerio de Cultura de este país, fue edificado durante el gobierno de Ubico.

Tras la muerte de José María Orellana, y después de participar en las elecciones de 1926, en que perdió contra el también liberal Lázaro Chacón González, el general Jorge Ubico Castañeda se retiró a la vida privada; pero con la inestabilidad que se dio tras la renuncia del general Chacón a finales de 1930, por enfermedad, y la crisis económica que existía en el país debido a la Gran Depresión originada por la quiebra de la Bolsa de Valores de Nueva York en 1929, se involucró nuevamente en el tinglado político. En diciembre de 1930, el presidente interino Baudilio Palma fue derrocado y asesinado en un golpe militar por el general Manuel María Orellana Contreras –primo del general José María Orellana–, pero el gobierno no fue reconocido por el presidente de los Estados Unidos, país que para entonces ya tenía fuertes inversiones en Guatemala. La Asamblea Nacional Legislativa designó a José María Reina Andrade, quien había sido ministro de Gobernación durante buena parte del gobierno de Estrada Cabrera, e inmediatamente convocó a elecciones, a las cuales se presentó Ubico Castañeda como candidato único.
Por ese entonces, eran numerosos los países que se inclinaban por gobiernos autoritarios; de esta manera, una vez en el poder, Ubico Castañeda asumió poderes dictatoriales y métodos de espionaje y represión similares a los de Barrios y Estrada Cabrera, y mantuvo una Asamblea legislativa títere obediente a sus mandatos. Inteligente, dinámico y temperamental, tenía obsesión por controlar hasta el más mínimo detalle de la vida de Guatemala, siendo uno de sus principales objetivos el de lograr una reorganización de la administración pública, para lo que nombró a varios allegados suyos, los llamados «Ubiquistas», en posiciones claves del gobierno. Su gobierno se caracterizó por un esfuerzo por estabilizar las finanzas del estado, reduciendo el gasto público: demostró ser un administrador muy capaz al reducir los sueldos de los empleados públicos en un 40 % para contrarrestar el déficit del gobierno;, fomentó la producción del café durante la Depresión de 1929 por medio de la «ley de vagancia» y la «ley de vialidad» y también por las acciones de una policía y poder judicial implacables en contra del delito, de la corrupción y de cualquier tipo de oposición al régimen. Finalmente, completó la centralización del poder al eliminar a los alcaldes popularmente electos por intendentes que eran nombrados por el propio presidente. Gracias a la mano de obra casi gratuita disponible por sus leyes, es significativo su impulso a la construcción de obra pública, especialmente carreteras, en beneficio de la actividad cafetalera, dominada por inmigrantes alemanes en la Verapaz (en donde había sido Jefe Político) y por terratenientes guatemaltecos en el resto del país. Para la construcción de carreteras empleó trabajo forzado de indígenas, vigilados por el cuerpo de ingenieros del ejército. Por medio del decreto 1995 de 1934 canceló las deudas impagables que los jornaleros tenían con los hacendados. Pero para contrarrestar una potencial escasez de mano de obra para las fincas, promulgó el Decreto 1996: «La Ley de Vagancia», la cual obligaba a todo campesino que no tuviera un mínimo de tierras a trabajar cierta cantidad de días al año de servicio de un hacendado; si esto no se podía comprobar, el jornalero debía trabajar gratuitamente en los caminos.
Como muchos gobernantes de América Latina, extendió su mandato y se convirtió en el caudillo del país. No le fue difícil reelegirse: el pueblo que podía votar (prácticamente los habitantes de la ciudad capital y varias cabeceras departamentales) estaba agradecido con su administración por la mejoría en las condiciones de vida. Aunque era admirador de los gobiernos dictatoriales de Benito Mussolini, Francisco Franco y Adolfo Hitler, mantuvo relaciones cordiales con los Estados Unidos y puede decirse que su administración se mantuvo gracias al monopolio bananero de la «frutera» (la United Fruit Company). Conforme avanzaron los sucesos de la Segunda Guerra Mundial, la política norteamericana y sus compromisos con la «frutera» lo obligaron no solamente a declarar la guerra a las naciones del Eje –Alemania, Italia y Japón– sino a permitir el establecimiento de bases norteamericanas en Guatemala. Entre los beneficios que recibió del gobierno estadounidense a cambio de su alianza en la guerra hubo armamento moderno para el ejército y entrenamiento en la Escuela Politécnica por militares norteamericanos.
Ubico reprimió fuertemente a la delincuencia con la denominada Ley de Fuga, por medio de la cual los acusados de delitos graves eran ejecutados extrajudicialmente por orden presidencial. También combatió la corrupción en el Estado con la creación de la contraloría General de Cuentas de la Nación y el Tribunal de Cuentas. Con esto, las cárceles se convirtieron en elemento disuasor para el robo del erario público. Obligó a la asamblea legislativa a decretar una donación de doscientos mil dólares de la época para su persona por sus contribuciones a la patria. Finalmente, en su enfoque económico de incrementar la producción del país a cualquier costo, eximió a los caficultores y a las empresas bananeras de responsabilidad criminal por maltrato a sus mozos y jornaleros.
En 1944, después de más de 12 años de férrea dictadura, su gobierno empezó a denotar claros signos de debilidad. Se multiplicaron las manifestaciones de la población en su contra, exigiendo su renuncia. Estas manifestaciones fueron dirigidas principalmente por maestros y por estudiantes de la Universidad Nacional. El 25 de junio de 1944, durante el transcurso de una de estas manifestaciones resultó muerta la profesora María Chinchilla, lo que aunado al «memorando de los 311» y a las presiones populares, dieron lugar a la renuncia del general Ubico, y el 1 de julio de 1944 aceptó formalmente renunciar a su cargo: Ubico dejó en el poder a un triunvirato militar conformado por los generales Federico Ponce Vaides, Buenaventura Pineda y Sandoval Ariza, a quienes sacó del ostracismo en que los mantuvo durante su gobierno y luego partió hacia el exilio político en Nueva Orleans, donde estaba la sede de la United Fruit Company.
Es importante destacar que con el pago de la «Deuda Inglesa» que hiciera el general Ubico Castañeda al final de su gestión, los gobiernos revolucionarios tuvieron una base económica sólida para realizar sus proyectos.

### Gobiernos revolucionarios

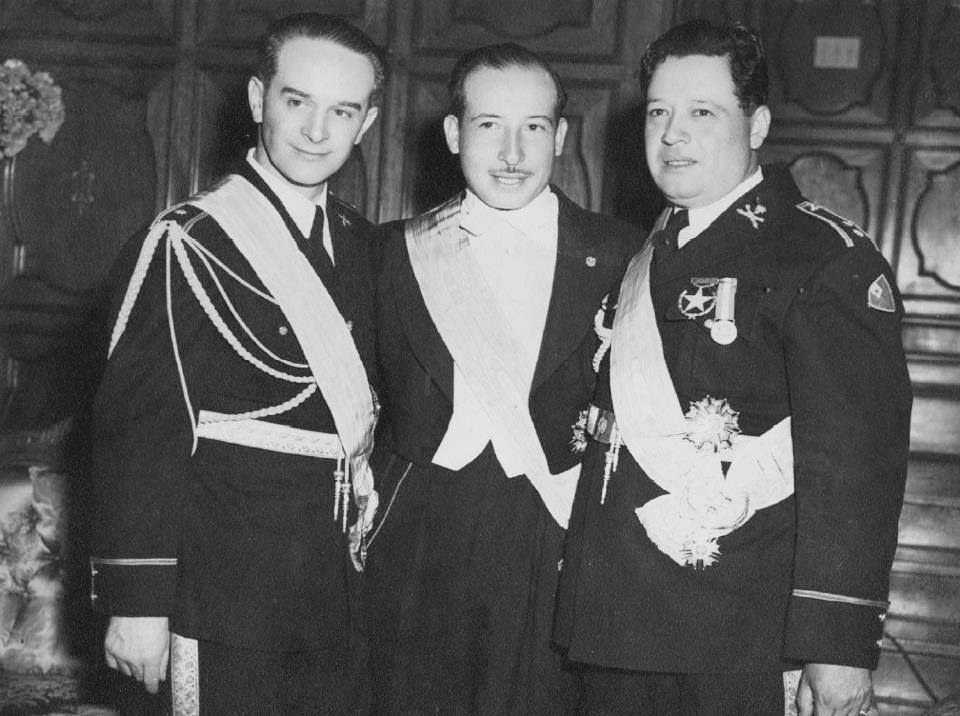
Miembros de la Junta Revolucionaria de Gobierno. De izquierda a derecha: capitán (y futuro presidente) Jacobo Árbenz Guzmán, ciudadano Jorge Toriello Garrido y mayor Francisco Javier Arana.

El general Ponce Vaides solamente estuvo al mando durante 110 días y continuó con la forma de gobernar represiva de su antecesor, dando instrucciones a la policía para atacar a sus adversarios. En aquellos días el periódico El Imparcial publicó fuertes editoriales contra las intenciones de Federico Ponce Vaides de perpetuarse en el poder. A consecuencia de estos acontecimientos, el primero de octubre fue asesinado el director de El Imparcial, el periodista Alejandro Córdova, frente a su residencia en la ciudad capital. El crimen aceleró los preparativos del movimiento cívico militar del 20 de octubre de 1944. Días después, Ponce Vaides y el director de la Policía Nacional, coronel Moisés Evaristo Orozco, fueron acusados como autores intelectuales del asesinato. Todos estos acontecimientos terminaron de encender las pasiones reprimidas por varios años. Fue el 20 de octubre de 1944 cuando ocurrió un levantamiento popular, en el que participaron abogados, maestros, obreros, estudiantes universitarios y una parte del Ejército. La lucha se estableció entre la otra parte del Ejército y la policía que eran leales al general Ponce. Después de estos sucesos se difundió la noticia de que Ponce Vaides había solicitado asilo político en México y el gobierno había sido tomado por un triunvirato compuesto por un civil y dos militares: el civil Jorge Toriello Garrido, el mayor Francisco Javier Arana y el capitán Jacobo Árbenz Guzmán.
Las principales funciones del gobierno de transición fueron derogar los decretos que había realizado la administración anterior. Convocó una Asamblea Nacional Constituyente que produjo una nueva Carta Magna. Quedó instituida la Junta Revolucionaria del 20 de octubre de 1944, con el propósito de garantizar a los guatemaltecos un marco constitucional para llevar a Guatemala a una democracia representativa.
El gobierno del primer presidente electo democráticamente en la historia de Guatemala, Juan José Arévalo, se distinguió por sus numerosas realizaciones educativas y de beneficio para la mayoría de las capas más pobres de la población, de la clase media y de los intelectuales más consecuentes. Sin embargo, se enfrentó a numerosos obstáculos. El presidente Arévalo Bermejo inició su gobierno en 1945, y de acuerdo a los historiadores liberales desde el principio utilizó un lenguaje a veces disociador, que empezó a polarizar a la sociedad guatemalteca, causando entre los terratenientes la sensación de que solo era el gobernante de una parte de los guatemaltecos. Por otra parte, en el libro autobiográfico Despacho Presidencial de Arévalo, relata que su gobierno se inició con sanciones a la oposición -cada vez que se sospechaba un complot en contra del gobierno, se restringían las libertades civiles, los sospechosos eran apresados y luego enviados al exilio-, intervencionismo económico del Estado -con la emisión de la Ley de Emergencia Económica- y un decidido apoyo a un movimiento sindicalista recién surgido. Así entonces, las fuerzas de oposición al gobierno arevalista –revolucionarios moderados y terratenientes o «ubiquistas»– poco a poco fueron marginadas y empezaron a temer la implementación de un socialismo en el país. Por otra parte, es importante destacar que el presidente Arévalo tomó posesión con poder limitado, restringido por los militares, que estaban acaudillados por el teniente coronel Arana.

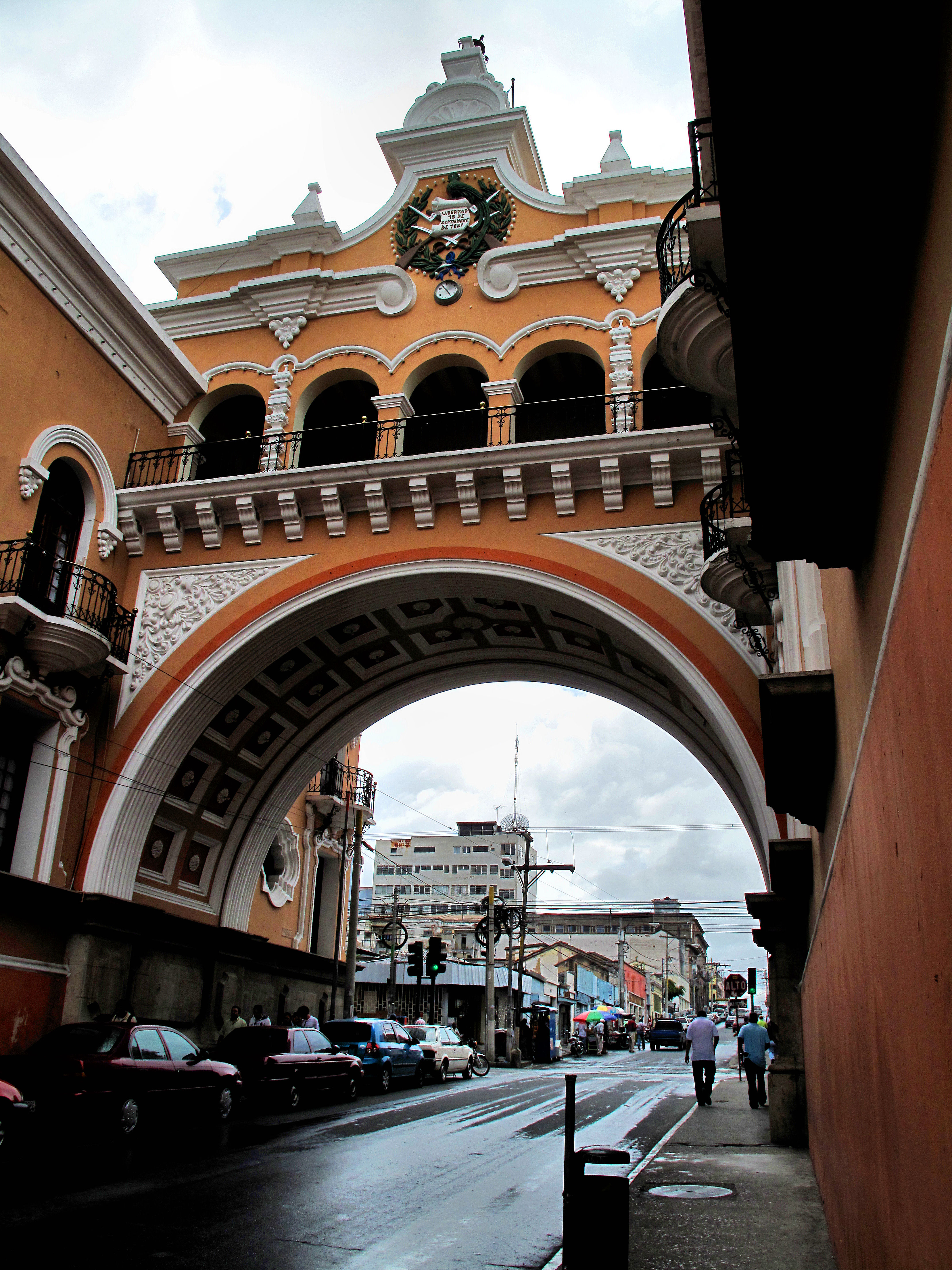
Palacio de Correos en Guatemala, funcionó durante esta época el envío de cartas a miles de familias.

El frente de lucha del gobierno arevalista fue preponderantemente urbano y, a diferencia de su sucesor, no enfrentó los problemas de la tenencia de la tierra y el trabajo agrícola, a pesar de que la mayoría de la población era rural e indígena, salvo en lo relacionado con los trabajadores de la agricultura tecnificada norteamericana aposentada en las vastas y fértiles regiones de Bananera y Tiquisate. Por otra parte, el régimen revolucionario, impulsado y dirigido por miembros de las capas medias directa e indirectamente, fortaleció las posiciones de aquellas y las acrecentó; es decir, que optó por favorecer a los sectores de la población urbana y ladina que conforman lo que algunos sociólogos llaman «las instancias morales de la sociedad», o sea, la universidad, los centros de enseñanza secundaria (que duplicó en los primeros 6 años), los tribunales, la burocracia (principalmente la militar), la prensa, las iglesias, los intelectuales, los profesores y los profesionales universitarios, a los que se englobó a través de la colegiación obligatoria. Por su parte, el sector terrateniente se organizó a través de las asociaciones de agricultores, comerciantes, industriales, banqueros, aseguradores y especuladores financieros, etc.
Los precios del café, principal producto agrícola que exportaban los guatemaltecos, ya que el banano era negocio exclusivo de los norteamericanos, alcanzaron los precios que habían perdido en 1930. Y, aunque la beneficiada en primer término fue la élite cafetalera, hubo una derrama suficiente para abrir nuevos negocios o ampliar los ya existentes en los rangos sociales intermedios de la capital y de algunas cabeceras departamentales. Asimismo, durante el gobierno de Arévalo hubo considerable expansión de las clases medias urbanas y ladinas del país, a las que hasta el sindicalismo recién organizado favoreció, puesto que muchos de los nuevos dirigentes y diputados obreros salieron de sus distintas capas.
En cuanto a la prensa y la oposición, el gobierno atacó a los periódicos El Imparcial y La Hora cuando publicaron información que atacaba directamente las políticas del gobierno; a diferencia de los gobiernos de sus antecesores, Arévalo no utilizó la Penitenciaría Central para encerrar y torturar a sus enemigos políticos. La costumbre fue obligar a salir al exilio a cuantos se opusieran al gobierno.
Entre las reformas que se pusieron en marcha desde la caída del gobierno de Ponce Vaides y que se trataron de consolidar con la Constitución de 1945, la reestructuración del Ejército tuvo gran trascendencia: la suspensión del generalato, decretada desde los primeros momentos del triunfo del movimiento revolucionario, simbolizó esta transformación, que se completó con una inquietud por modernizar, profesionalizar e institucionalizar el Ejército. Por primera vez en la historia del país una Constitución concedió todo un capítulo y 13 artículos al tema del Ejército, asentando un modelo que sería retomado en las Constituciones posteriores. La norma constitucional estableció una reorganización del Ejército que resultó compleja y no siempre operativa: buscaba confirmar la autonomía funcional que por primera vez se le confería. Creó el Consejo Superior de la Defensa Nacional, órgano de consulta y colegiado, constituido por 15 miembros, algunos por elección y dentro de los cuales no se incluía al presidente de la República, a pesar de considerársele comandante en jefe del Ejército.

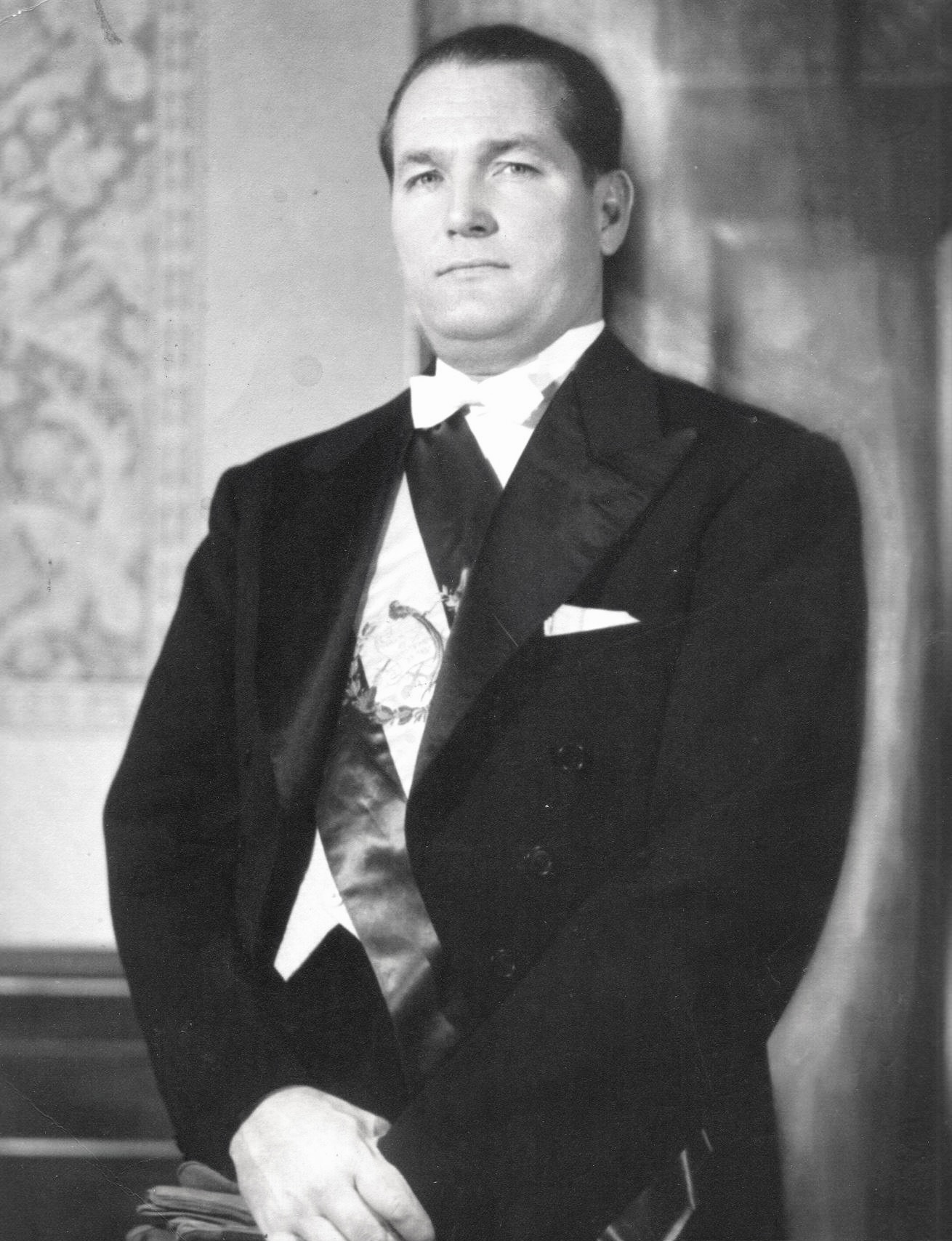
Presidente Juan José Arévalo en su toma de mando.

Entre ambos líderes se generaron no pocas rivalidades durante los diez años de vigencia de la Constitución de 1945, como las que opusieron al mayor Francisco Javier Arana, líder de la derecha hasta su asesinato en 1949, con el coronel Jacobo Arbenz Guzmán, líder de la izquierda. Por otra parte, algunas interpretaciones han insistido en que fueron precisamente el estatus jurídico y la estructura organizativa que la Constitución de 1945 reconoció al Ejército los factores que determinaron que la oficialidad entrara de lleno en el juego político. En este sentido, las votaciones para integrar el Consejo Superior de la Defensa Nacional y el propio carácter de este órgano, impulsaban la discusión para la toma de decisiones sobre la política militar que debía adoptar el Ejército de Guatemala y lo convertían en un estamento deliberativo.
El coronel Jacobo Arbenz Guzmán llegó al poder después de ganar las elecciones que se desarrollaron en la República de Guatemala en el año de 1950. Fue apoyado por los partidos Renovación Nacional y Acción Revolucionaria de la Capital y el partido Integración Nacional de Quetzaltenango. Los obreros, campesinos, maestros y estudiantes le dieron todo su respaldo, ganando el proceso electoral. Cuando inició su gobierno, los guatemaltecos parecían condenados a no prosperar. En 1950, el 76 % de los habitantes poseían menos del 10 % de las tierras; mientras que un 2.2 %, el 70 %. La United Fruit Company era dueña de más del 50 % de las tierras cultivables del país, de las que únicamente cultivaba el 2.6 %; y los campesinos tenían sueldos miserables. Por otra parte, desde el gobierno de Manuel Estrada Cabrera existían monopolios norteamericanos de empresas subsidiarias de la UFCO y que se dedicaban al transporte de carga por ferrocarril y vapores, los que salían de Puerto Barrios, Izabal, puerto controlado por la frutera. Asimismo, controlaban la generación de la electricidad, los teléfonos y telégrafos del país. Estas empresas no pagaban ningún tipo de impuesto por el uso de los recursos nacionales, gracias a las generosas concesiones otorgadas por Estrada Cabrera, y ratificadas por los gobiernos de José María Orellana y Jorge Ubico.
Arbenz era de tinte izquierdista nacionalista y atacó los monopolios norteamericanos de frente desde el inicio de su gobierno. Numerosos autores liberales indican que fue comunista, porque aparte de atacar los intereses estadounidenses hubo otros factores: (a) los miembros de su círculo privado eran dirigentes del Partido Guatemalteco del Trabajo (PGT), que era el partido comunista de Guatemala, (b) la propaganda de la CIA lo acusaba de «títere de Moscú», (c) el ambiente macartista que se vivía en los Estados Unidos después de la Segunda Guerra Mundial, (d) la labor del personero anticomunista del Departamento de Estado, John Peurifoy, quien fue nombrado embajador de EE. UU. en Guatemala entre noviembre de 1953 y julio de 1954, y coordinó el apoyo de la CIA al movimiento de Castillo Armas, y (e) tras su salida de Guatemala, Arbenz se exiló en Checoslovaquia, la Unión Soviética, China y Cuba, todos ellos países comunistas, ya que ningún otro país se atrevía a recibirlo.

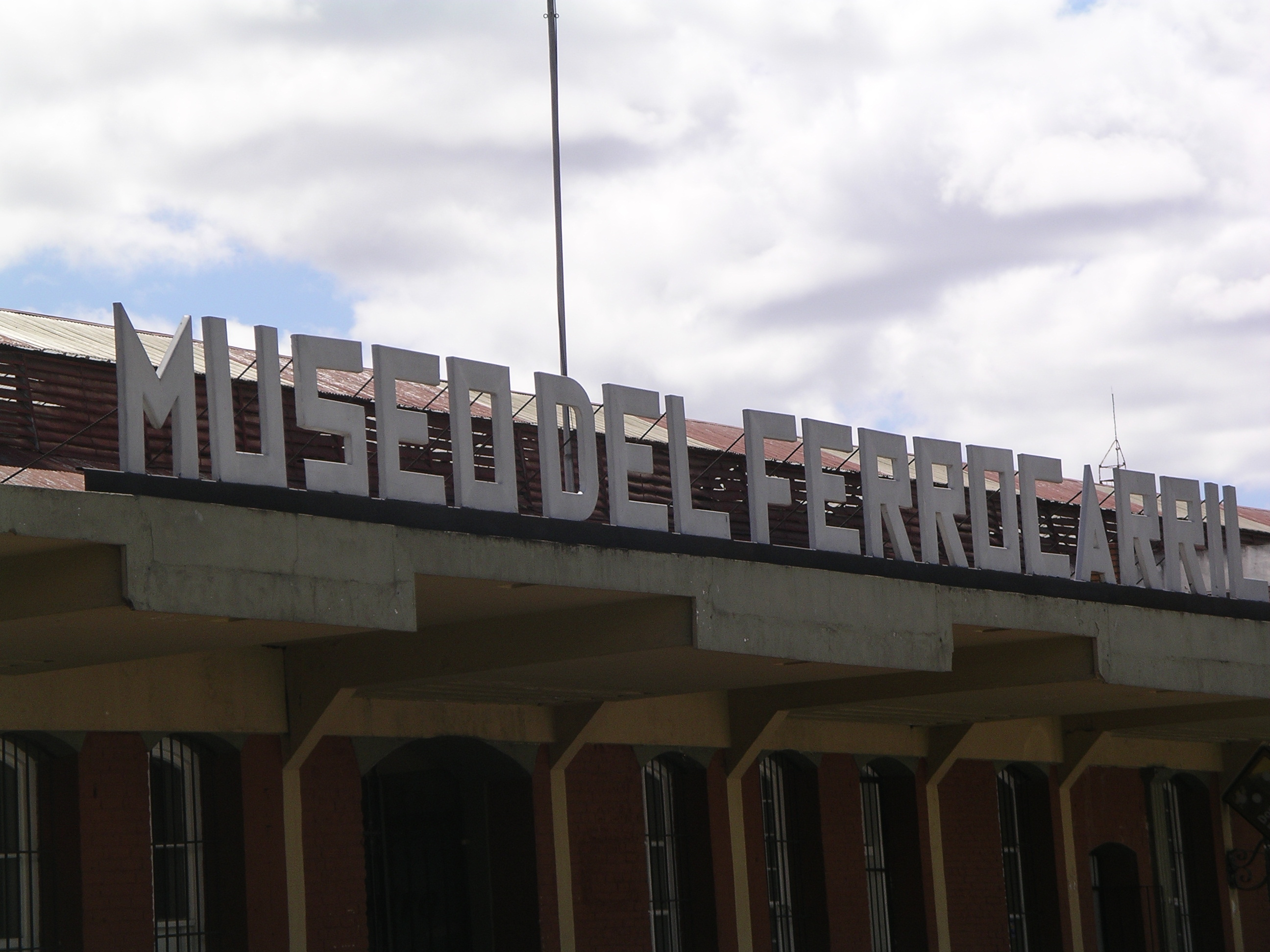
El Museo del Ferrocarril de Guatemala es un recuerdo de la United Fruit Company (UFCO).

Sobre la base de su plan de gobierno, realizó (o intentó realizar) lo siguiente: promulgó el Decreto 900 para una Reforma Agraria que generó importantes temores entre los grandes propietarios, así como en determinados sectores medios urbanos y rurales, pues al sentir amenazados sus intereses se unieron a la campaña que identificaba los cambios sociales con una orientación político-ideológica del régimen hacia el comunismo.; inició la construcción de la carretera al Atlántico para competir contra el monopolio del ferrocarril, que estaba controlado por la frutera mediante su empresa International Railways of Central América (IRCA); inició la construcción del puerto «Santo Tomás de Castilla» en donde se encontraba el puerto Matías de Gálvez, para competir con Puerto Barrios, puerto controlado por la UFCO mediante su Great White Fleet; e inició los estudios para la planta de generación «Jurún Marinalá», para competir con la empresa eléctrica en manos de norteamericanos.
Los directivos de la United Fruit Company (UFCO) habían trabajado intensamente en los círculos del gobierno de Harry S. Truman y del general Dwight Eisenhower para hacerles creer que el coronel Arbenz intentaba alinear a Guatemala al Bloque Soviético. Lo que ocurría era que la UFCO se veía amenazada en sus intereses económicos por la reforma agraria de Arbenz, que le quitaba importantes cantidades de tierras ociosas, y el nuevo Código de Trabajo de Guatemala, que ya no le permitía utilizar las fuerzas militares guatemaltecas para contrarrestar las demandas de sus trabajadores. Como la mayor terrateniente y patrona de Guatemala, el Decreto 900 resultó en la expropiación del 40 % de sus terrenos. Los oficiales del gobierno estadounidense tenían pocas pruebas del crecimiento de la amenaza comunista en Guatemala, pero sí una fuerte relación con los personeros de la UFCO, demostrando la fuerte influencia que los intereses corporativos tenían sobre la política exterior norteamericana:
Tras la cancelación de la Operación PBFORTUNE, la CIA, organizó la Operación PBSUCCESS, que consistía en el entrenamiento y financiación de un ejército rebelde paramilitar (Movimiento de Liberación Nacional (MLN)). Este Movimiento ingresó por la República de Honduras, se atrincheró en Esquipulas y dio el Golpe de Estado de 1954 derrocando al coronel Árbenz, quien tuvo que salir a un tortuoso exilio que lo llevó a Checoslovaquia, la Unión Soviética, Uruguay, Cuba, Suiza y México. Consumado el golpe, asumió la jefatura de Estado el coronel Carlos Castillo Armas.

### Gobiernos contrarrevolucionarios
El 10 de octubre de 1954, la junta militar convocó un plebiscito en el que Castillo Armas obtuvo el 99.9 % del voto favorable. El resultado casi unánime refleja la ausencia de alternativas, pues en el plebiscito se preguntó a la población si lo aceptaba o no como presidente de la República. El voto fue público y obligatorio, mientras que el escrutinio fue secreto. Y el acto se produjo en un clima de terror que afectó a los partidarios de Arbenz y los sectores de la oposición de izquierda en general. De esta manera Castillo Armas fue elegido presidente de la República para el período que habría de concluir el 15 de marzo de 1960, según lo fijó la Asamblea Nacional Constituyente, que fue elegida al mismo tiempo.
De los proyectos arbencistas, Castillo Armas solo derogó la reforma agraria inmediatamente después de tomar el poder, pero tuvo que finalizar la carretera al Atlántico, bajo la dirección del Ingeniero Juan Luis Lizarralde, ministro de Obras Públicas, por la importancia que tenía para la economía del país; la carretera se terminó en 1959, y tras su finalización ocurrió lo que Árbenz había esperado: el ferrocarril de la UFCO no pudo competir contra el transporte vehicular en camiones. Asimismo, y por la misma razón, continuó con los trabajos de planificación del puerto de Santo Tomás y de la hidroeléctrica Jurún Marinalá, la cual fue terminada e inaugurada en 1970. El puerto se construyó después del terremoto de 1976, pero para entonces ya había quebrado la United Fruit Company y su sucesora, Chiquita Brands International ya no tenía el mismo poder e influencia en el gobierno de los Estados Unidos.
El régimen de Castillo Armas nombró una nueva Corte Suprema de Justicia e inició un período de intensa persecución política en contra de dirigentes, intelectuales y sospechosos comunistas en general. Se anularon los derechos adquiridos durante la revolución de 1944, en especial los concedidos por la Reforma Agraria. El cuerpo de leyes anticomunistas se completó más adelante, cuando el artículo 6 transitorio de la Constitución de 1956, facultó al jefe del Ejecutivo para expatriar o impedir el ingreso al país, por cinco años, a los comunistas que se habían asilado o exiliado de Guatemala por razones políticas.
Castillo Armas fue asesinado en 1957; tras su muerte hubo un período de transición. Fue llamado el Lic. Luis Arturo González López a ser Presidente de la República en forma interina, quien gobernó menos de tres meses; luego llegó al Gobierno el coronel Guillermo Flores Avendaño, quien estuvo gobernando durante cinco meses y convocó elecciones. En las elecciones resultó triunfador el general e ingeniero Miguel Ydígoras Fuentes, quien asumió la Primera Magistratura, el 2 de marzo de 1958. Ydígoras Fuentes mostró durante su mandato una democracia aparente, sin llegar a los extremos de gobiernos revolucionarios, pero inició una cultura de corrupción que se ha mantenido incrustada en el gobierno desde entonces.
Durante su gobierno Miguel Ydígoras Fuentes, anterior ministro de Fomento en el gobierno de Jorge Ubico Castañeda y detractor de las políticas de gobierno de Arévalo y de Arbenz, prestó el departamento de Retalhuleu en Guatemala para que se entrenaran los activistas cubanos que intentaron la fallida Invasión de Bahía de Cochinos en 1961 en contra del gobierno comunista de Fidel Castro
En respuesta a su gobierno cada vez más autocrático, un grupo de oficiales militares de menor rango, entre los que estaba Marco Antonio Yon Sosa, se rebeló, intentando derrocarlo en 1960. Cuando fracasaron, varios huyeron y establecieron lazos estrechos con Cuba. Este grupo se convertiría en el núcleo de las fuerzas armadas de insurgencia que lucharían contra los gobiernos militares durante los 36 años siguientes. Sus cuatro grupos principales guerrilleros de izquierda realizaron sabotajes económicos y ataques armados contra los miembros de las fuerzas de seguridad estatal.
El gobierno de Miguel Ydígoras Fuentes terminó el 30 de marzo de 1963 tras el golpe de Estado del coronel Enrique Peralta Azurdia: el Dr. Juan José Arévalo regresó a Guatemala el 29 de marzo de ese año, después de que el gobierno del general Miguel Ydígoras Fuentes sugiriera que se le permitiría participar nuevamente en las elecciones presidencias. Al día siguiente, el gobierno fue derrocado por el golpe de Estado dirigido por el entonces ministro de la Defensa, coronel Peralta Azurdia, aduciendo que la corrupción del gobierno era intolerable. El Dr. Arévalo salió nuevamente al exilio.
Poco tiempo después hubo elecciones democráticas y resultó elegido Presidente el licenciado Julio César Méndez Montenegro en 1966. Como vicepresidente fue elegido el reconocido periodista Clemente Marroquín Rojas. Aunque en un principio parecía haberse conseguido una democracia transparente, el ejército, que tuteló el gobierno, lanzó una fuerte campaña contra la insurgencia que rompió en gran parte el movimiento guerrillero en el campo y comenzó el conflicto civil que habría de causar centenares de miles de víctimas. Durante su gobierno se estableció el celeste como el color de la Bandera Nacional y se restableció, en 1967, el decreto 2795 promulgado por el gobierno del general Jorge Ubico Castañeda que otorgó a las fincas cafetaleras y a las empresas bananeras el permiso para castigar a los colonos jornaleros: «Estarán exentos de responsabilidad criminal los propietarios de fincas...».
Su gobierno fue controlado por los militares; e incluso hubo persistentes rumores de que el licenciado Méndez Montenegro era únicamente un presidente títere, y que el alto mando del ejército lo mantenía alcoholizado en los dispensarios de licor que se encontraban en las cercanías del Palacio Nacional. Nombró como ministro de Relaciones Exteriores de Guatemala al embajador de Guatemala ante las Naciones Unidas, Emilio Arenales Catalán; Arenales, a su vez, fue nombrado presidente de la 23.ª Asamblea General de las Naciones Unidas.
Durante su gobierno se discutió la posibilidad de ceder las minas de níquel en El Estor, Izabal a una empresa canadiense, pero la concesión no se concretó. Por otra parte, la concesión del ferrocarril para la International Railways of Central America (IRCA), que se inició en 1904 durante el gobierno del licenciado Manuel Estrada Cabrera, llegó a su término durante su gobierno. La empresa, que había tenido pérdidas sustanciales después de la construcción de la carretera al Atlántico durante los gobiernos de Jacobo Arbenz Guzmán y Carlos Castillo Armas, creó ex profeso un estado de insolvencia para que pasara a propiedad del Estado de Guatemala, hecho que se ejecutó al margen del procedimiento administrativo público, lo que permitió a la IRCA evitar la responsabilidad por el pasivo dejado.
Al asumir la presidencia el Ejército de Guatemala, quien era el que en realidad tenía el poder, no le permitió ningún margen de acción, y los intentos por reducir la violencia tanto de la extrema derecha y de la extrema izquierda no fueron suficientes. De hecho, durante su gobierno la violencia política se incrementó: la guerrilla se había fortalecido, lo que llevó al ejército a implementar una importante campaña contrainsurgente, sobre todo en el oriente del país y en la Ciudad de Guatemala. Un hecho que conmovió a la sociedad guatemalteca durante este gobierno, fue el secuestro, tortura y asesinato de la Miss Guatemala de 1958, Rogelia Cruz Martínez quien se había unido a la guerrilla izquierdista después de las jornadas estudiantiles de 1962. Fue raptada en diciembre de 1967 por las fuerzas gubernamentales, y encontrada muerta el 11 de enero de 1968 cerca de un puente cerca de Escuintla, con terribles señales de tortura. El PGT se vengó atacando a un grupo de personal militar de EE. UU., matando a dos e hiriendo a un tercero.[cita requerida]
El 8 de junio de 1968 la guerrilla guatemalteca asesinó al embajador de Estados Unidos en Guatemala John Gordon Mein, siendo el primer embajador de EE. UU. en ser asesinado mientras servía a su país en el extranjero. Como represalia, el Ejército de Guatemala asesinó a varios dirigentes de las Fuerzas Armadas Rebeldes. Aparentemente, las Fuerzas Armadas Rebeldes (FAR) intentaron secuestrarlo, pero lo mataron cuando intento huir.
Ante el avance de la guerrilla, el Ejército de Guatemala tomó medidas drásticas para aplastarla. Las operaciones contra la subversión en el Oriente del país fueron efectivas: se destruyeron sus depósitos de armas, sus líneas de comunicación y abastecimiento.
Desde ese entonces hasta adentrada la década de 1970 la actividad de la guerrilla guatemalteca fue casi nula, limitándose a actos de sabotaje aislados y de poca trascendencia. Entre estos últimos el 27 de febrero de 1970 fue secuestrado el ministro de Relaciones Exteriores, Alberto Fuentes Mohr y el 16 de marzo el agregado laboral de la Embajada de Estados Unidos, Sean Holly. Las Fuerzas Armadas Rebeldes (FAR) reivindicaron la autoría de ambos delitos.
La Hidroeléctrica Jurún Marinalá se inició y concluyó en el período del presidente Julio César Méndez Montenegro; fue un proyecto iniciado por el gobierno del coronel Jacobo Arbenz Guzmán antes de su derrocamiento en 1954. Asimismo, durante su gobierno se construyó la colonia «Primero de Julio» en la periferia de la Ciudad de Guatemala y además, se creó la estación de televisión de acceso público con la creación de Televisora Nacional de Guatemala, Canal 8 que era la sucesora de TGW-Canal 8, la cual había sido cerrada en 1965.
En 1967, el escritor guatemalteco Miguel Ángel Asturias obtuvo el Premio Nobel de Literatura y el gobierno de Méndez Montenegro mandó a elaborar un busto del escritor en su honor.

### Gobiernos militares

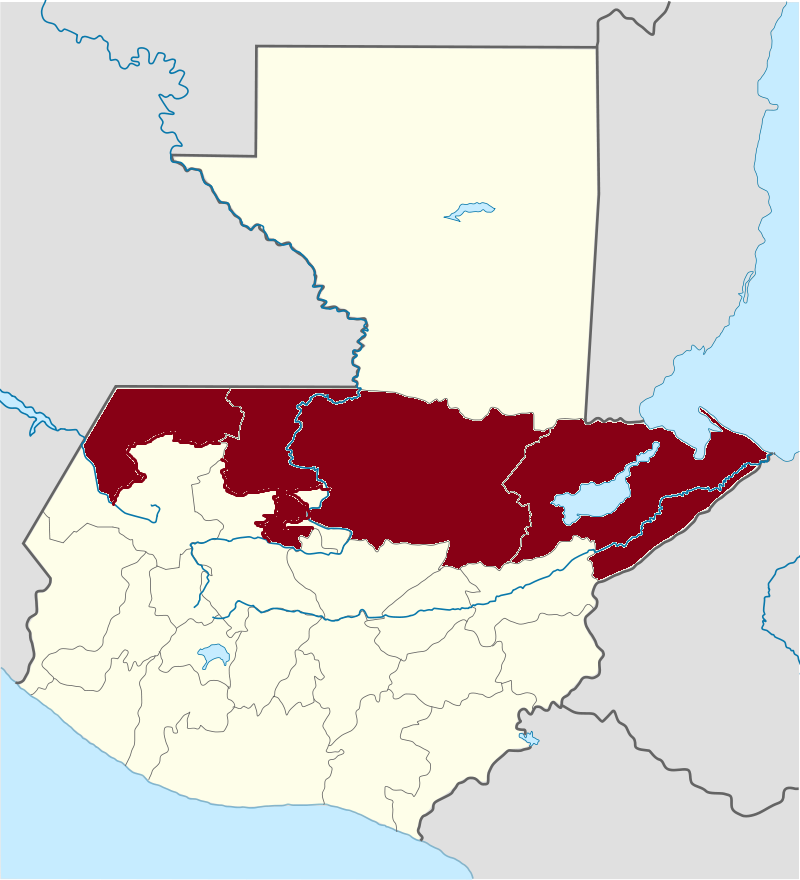
Franja Transversal del Norte: región limitada, al norte, por una línea imaginaria entre el Vértice de Santiago en Huehuetenango y Puerto Modesto Méndez en Izabal y, al sur, por La Mesilla en Huehuetenango y el Lago de Izabal. Comprende, de oeste a este, parte de los departamentos de Huehuetenango, Quiché, Alta Verapaz e Izabal. Tiene una superficie aproximada de 15 750 kilómetros cuadrados. En la región existen proyectos para explotar la riqueza de las tierras de la zona y la creación de una importante red vial para facilitar las explotaciones petroleras y mineras, que fueron fuente de serios enfrentamientos entre el Ejército de Guatemala y el Ejército Guerrillero de los Pobres durante la Guerra Civil de Guatemala, especialmente en Panzós, Chisec y en las selvas del Ixcán entre 1976 y 1982.

El coronel Carlos Manuel Arana Osorio (1970-1974), del partido de extrema derecha, Movimiento de Liberación Nacional, fue el primero de una larga serie de jefes de Gobierno militares, que con la excusa de detener la acción insurgente emprendieron sendas campañas contraterroristas. En 1970 dos nuevos grupos guerrilleros patrocinados por la Unión Soviética y Fidel Castro, el EGP y la ORPA, intensificaron la insurgencia contra los gobiernos militares. El General Arana estaba casado con la señora Alida España, quien fue su asesora en cuestiones de seguridad contrainsurgente.
La razón por la que fue elegido como candidato del partido fue por ser un ferviente anticomunista y por sus notables triunfos contra la guerrilla en el oriente guatemalteco. Durante su gobierno, para contrarrestar a la insurgencia, proliferaron los grupos paramilitares de extrema derecha iniciándose un clima de mucha inseguridad y violencia. Grupos como el Ejército Secreto Anticomunista (ESA), la Nueva Organización Anticomunista (NOA), el Consejo Anticomunista de Guatemala (CADEG), el Comité de Represión Antiguerrillera (CRAG), La Mano Blanca y Movimiento de Acción Nacionalista Organizado (MANO) empiezan a cometer todo tipo de acciones en contra de cualquier persona considerada como sospechosa.
Tras permitir que los ejecutivos de empresas mineras prácticamente reescribieran la ley de Minería de Guatemala, el gobierno otorgó una concesión por 40 años para la explotación del níquel a la empresa Explotaciones y Exploraciones Mineras de Izabal, S.A. (EXMIBAL), subsidiaria de la compaña canadiense International Nickel Company (INCO). Durante el gobierno de Julio César Méndez Montenegro se discutió la posibilidad de ceder las minas de níquel en Izabal, pero tan pronto como el general Carlos Arana Osorio inició su gestión el 1.º de julio de 1970, reabrió el caso de EXMIBAL y empezó a trabajar para cederle la concesión. Numerosos sectores sociales se opusieron a la misma, ya que argumentaban que resultaría muy onerosa para el país. Uno de los principales opositores fue la Comisión que la Universidad de San Carlos creó para analizar el asunto; entre los miembros de la comisión estaba el licenciado Oscar Adolfo Mijangos López, para entonces diputado en el Congreso y respetado intelectual guatemalteco. Mijangos López se opuso rotundamente a las condiciones de la concesión que propuso el Gobierno a EXMIBAL; el 13 de febrero de 1971 fue asesinado por desconocidos cuando salía de su oficina en la 4.ª avenida de la zona 1 de la Ciudad de Guatemala. El 8 de mayo de 1971 el gobierno de Arana Osorio finalmente otorgó la concesión a EXMIBAL; cubría 385 kilómetros cuadrados en el área de El Estor, con una inversión inicial de US$228 millones. La mina, construida en las montañas de los indígenas q'eqchi, incluía un complejo residencial de setecientas casas, numerosas oficinas, un hospital, un pequeño centro comercial, escuela, un campo de golf y un gran área de procesamiento industrial.

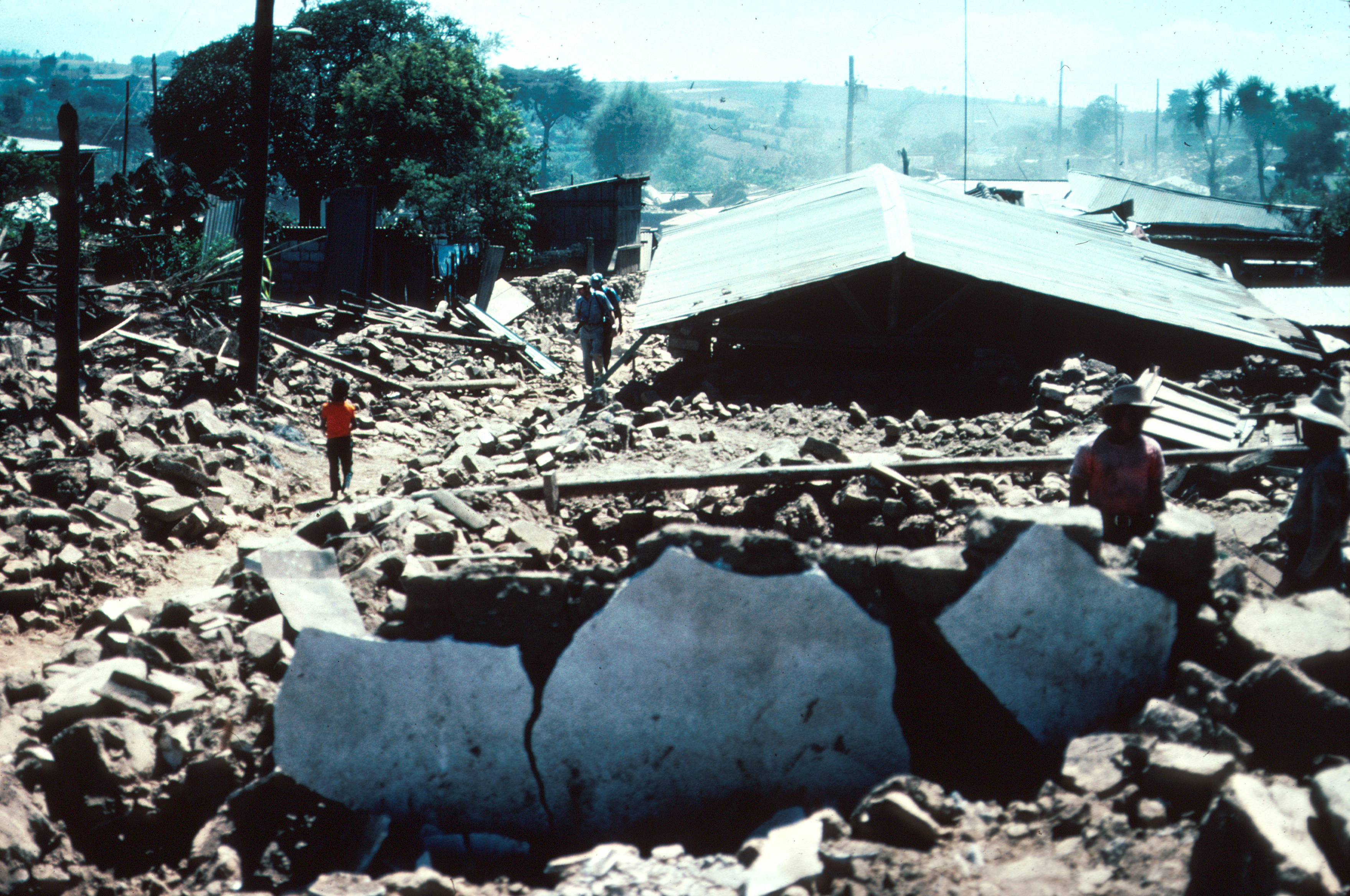
Destrucción en Patzicía tras el terremoto del 4 de febrero de 1976.

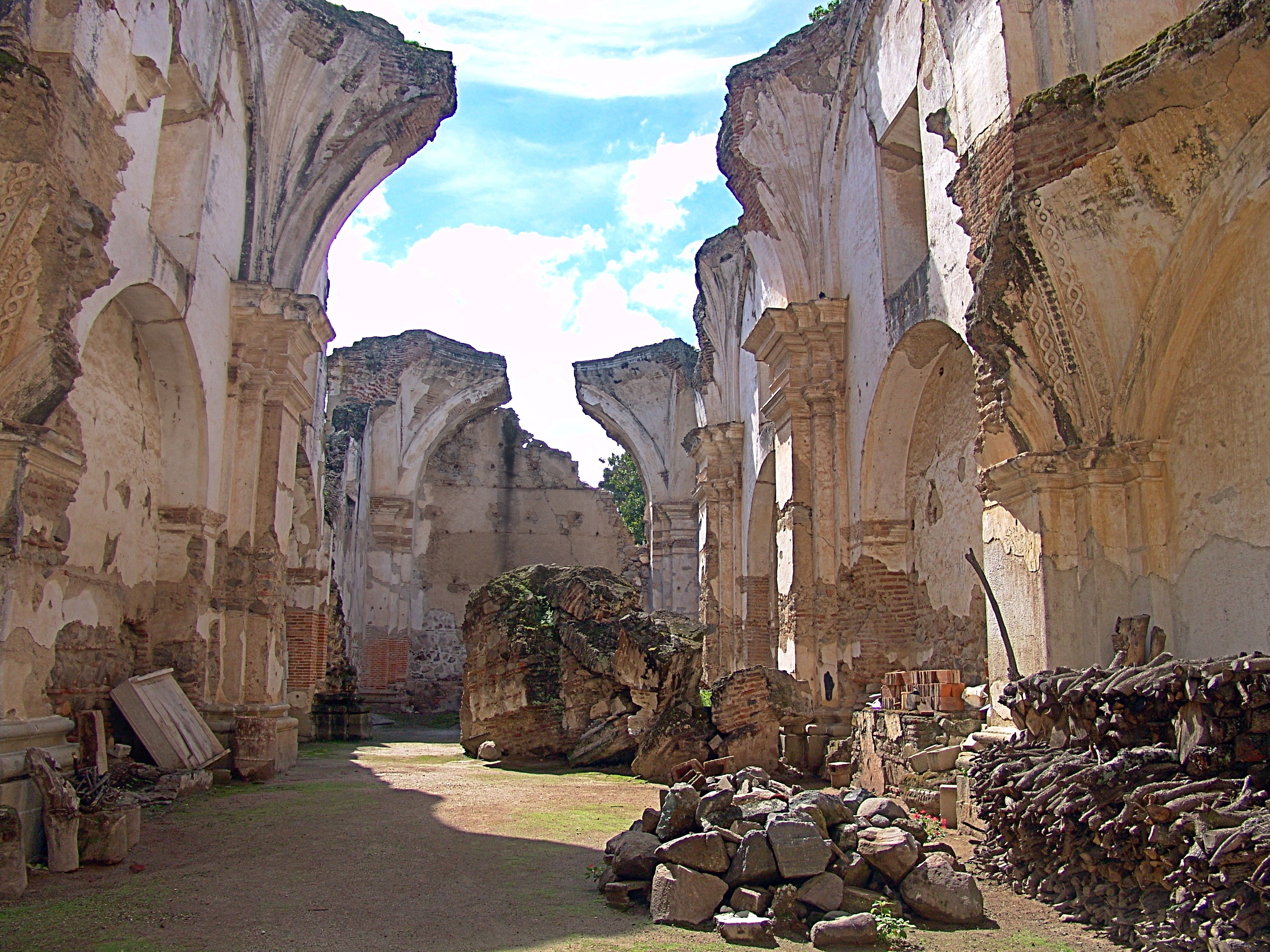
Antigua Guatemala quedó en ruinas después de los terremotos.

En 1974, el general Kjell Lauguerud García derrotó al general Efraín Ríos Montt en unas elecciones presidenciales fraudulentas. Durante su gobierno se produjo el terremoto de 1976; la zona más afectada por el terremoto cubría alrededor de 30 000 km², con una población de 2.5 millones de personas. Cerca de 23 000 personas fallecieron y 77 000 resultaron gravemente heridas. Aproximadamente 258 000 casas fueron destruidas, dejando a cerca de 1.2 millones de personas sin hogar. El 40 % de la infraestructura hospitalaria nacional fue destruida, mientras que otros centros de salud también sufrieron daños sustanciales. La Ciudad de Guatemala era un caos, miles de personas estaban sepultadas entre los escombros, muchas muertas o heridas de gravedad. A medida que se recuperaban los cuerpos la magnitud del desastre quedaba al descubierto; las autoridades organizaron la excavación de tumbas colectivas. Muchos puentes, torres de alta tensión, postes de luz y de teléfonos, carreteras colapsaron o se destruyeron y los rieles de las líneas de los ferrocarriles se retorcieron. Varios departamentos del país fueron afectados por el sismo: Chimaltenango, Chiquimula, El Petén, Guatemala, Izabal y Sacatepéquez al igual que muchos pueblos y ciudades; las instalaciones portuarias de Puerto Barrios, cabecera del departamento de Izabal, quedaron destruidas. El departamento de Chimaltenango fue el más afectado pues registró casi 14 000 muertos y muchos pueblos como San Martín Jilotepeque quedaron en ruinas.
Tras las elecciones presidenciales del 5 de marzo de 1978, los resultados de los comicios originaron protestas, violencia y denuncias de fraude. El Congreso practicó la elección de segundo grado el día 13 de aquel mes, desestimando las pruebas de la victoria del exjefe de estado, coronel Enrique Peralta Azurdia, y candidato del Movimiento de Liberación Nacional (MLN). La tendencia a la abstención electoral se acentuó con un 63.5 % de no votantes, resultando en el binomio electoral menos votado en la historia del país, prueba de la poca legitimidad del modelo militar y del régimen político. El 1.º de julio de 1978, el general Romeo Lucas García asumió el poder y de inmediato su gobierno emprendió la construcción de obras faraónicas de infraestructura como la Planta Hidroeléctrica Chixoy y Hospital General San Juan de Dios, y además continuó trabajando en la Franja Transversal del Norte, en donde tanto él como miembros de la cúpula militar, políticos y empresarios tenían fuertes intereses económicos debido a la riqueza en petróleo, minerales y maderas preciosas en la región.
Mientras tanto, en Nicaragua, tras el asesinato de Pedro Joaquín Chamorro Cardenal el 10 de enero de 1978, se desató un gran malestar en el país y en marzo de 1979 las diferentes facciones del comunista grupo guerrillero Frente Sandinista de Liberación Nacional firmaron el acuerdo de unidad; luego, en junio hicieron el llamamiento a la «Ofensiva Final» y convocaron a una huelga general. Tras intensos combates, los Estados Unidos se vieron obligados a pedirle la renuncia a Anastasio Somoza Debayle, quien abandonó el país el martes 17 de julio de 1979. Los sandinistas entraron en Managua el 19 de julio de 1979 poniendo fin a la etapa dictatorial somocista asumiendo las responsabilidades de gobierno. Este triunfo significó una nueva esperanza para los combatientes guerrilleros de Guatemala y El Salvador, que veían ahora cómo podían obtener recursos logísticos y militares no solamente de Cuba, sino que también de Nicaragua; por esta razón, durante el gobierno de Lucas García se produjo una intensificación del movimiento guerrillero guatemalteco.
El jueves 31 de enero de 1980, la guerra civil de Guatemala atrajo la atención mundial con la quema de la Embajada de España, en la que 37 personas fueron quemadas vivas, entre ellas varios ciudadanos españoles, el exvicepresidente Eduardo Cáceres Lehnhoff, el excanciller y miembro de la Corte Internacional de La Haya Adolfo Molina Orantes, líderes estudiantiles de la Universidad de San Carlos, campesinos y militantes del Ejército Guerrillero de los Pobres. La movilización en forma de protesta por parte de un grupo de indígenas hacia la Ciudad de Guatemala, para llamar la atención del mundo sobre los abusos de terratenientes y militares en El Quiché (región en la que operaba el grupo más fuerte de la guerrilla guatemalteca, el Ejército Guerrillero de los Pobres), fue el preludio del caso de la quema de la Embajada de España.
Con el triunfo sandinista en Nicaragua en 1979, los hechos de la Embajada de España y la huelga de los cañeros de la Costa Sur (ambas promovidas por activistas del CUC), se llegó a la cúspide del clima de agitación política y social de la época. Durante la manifestación del 1.º de mayo de 1980 se llamó a «instaurar un Gobierno revolucionario, democrático, y popular» y a «derrocar al régimen luquista», consignas que fueron secundadas por los grupos insurgentes, similar a la Ofensiva Final que había solicitado el Frente Sandinista de Liberación Nacional en Nicaragua a mediados de 1979.
Después de estos acontecimientos, en el mes de junio, sucedió la desaparición forzada de 27 miembros de la Central Nacional de Trabajadores (CNT). En agosto también fueron secuestradas de la finca de retiró Emaús 17 personas entre sindicalistas y estudiantes universitarios miembros de la Escuela de Orientación Sindical. Estos hechos de represión marcaron el punto álgido de la represión contra el sindicalismo, que finalmente quedó destruido.
Por su parte, la guerrilla intensificó sus ataques. El 5 de septiembre de 1980 se dio un ataque terrorista del Ejército Guerrillero de los Pobres frente al Palacio Nacional con la intención de disuadir al pueblo guatemalteco de asistir a una manifestación de apoyo al gobierno del general Lucas García que estaba planificada para el domingo 7 de septiembre en el parque Central. En ese ataque murieron seis adultos y un niño a causa de la explosión de dos bombas ubicadas en un vehículo.
Las organizaciones guerrilleras justificaban estas acciones argumentando que afectaban, por un lado, los intereses económicos del Estado y de los sectores productivos, y por el otro, que vulneraban al Ejército; el EGP decía que destruir infraestructura siempre tenía una explicación en relación con la guerra que se estaba viviendo y en relación con el momento táctico para que el Ejército no pasara y para que no siguiera con su barbarie, para cortarle el avance y la retirada. Y cuando volaban torres de suministro eléctrico, decían que lo hacían para cortar la energía que llegaba a los cuarteles del Ejército, aunque afectaran al resto de la población, creando descontento entre el pueblo. Después, esos sabotajes se generalizaron para provocar un descontrol total en todo el país e ir preparando condiciones para pasar a un período casi de pre-insurrección.
El gobierno concentró entonces sus esfuerzos en aniquilar al enemigo interno, limitándose no solamente a combatir a la guerrilla sino atacando sistemáticamente al movimiento social y a la población en las áreas de fuerte presencia guerrillera, principalmente las más alejadas de la ciudad de Guatemala, donde dicha presencia era más fuerte. En el Gobierno de Lucas García la estrategia contrainsurgente se concentró en eliminar al movimiento social tanto urbano como rural, el cual había crecido sensiblemente durante los años previos, así como combatir a la guerrilla.
El ataque de la guerrilla contra objetivos financieros, comerciales y agrícolas se incrementó, ya que los grupos guerrilleros consideraban a esas instituciones como «reaccionarios burgueses» y «millonarios explotadores» que colaboraron con el «gobierno genocida» de Lucas García.
Para contrarrestar el auge de la ofensiva guerrilla tras el triunfo de la Revolución Sandinista en Nicaragua en 1979, el gobierno de Lucas García inició la ofensiva de Tierra Arrasada en la región en donde operaba el Ejército Guerrillero de los Pobres, en el área de Chajul, Nebaj e Ixcán en Quiché, para eliminar la base social de dicho grupo guerrillero. Como parte de esta ofensiva, se dieron intensos ataques a poblaciones civiles que resultaron en masacres que fueron registradas por el informe de la Comisión para el Esclarecimiento Histórico. Después de octubre de 1981 hay más testimonios de masacres y se caracterizan por un patrón más indiscriminado, lo que sugiere que después de esa fecha las masacres fueron más importantes, estaban planificadas con mayor premeditación y llevaron a cabo una destrucción más global de las comunidades, en congruencia con la gran ofensiva desarrollada por el Ejército a partir de Chimaltenango hacia grandes áreas del Altiplano. Una de cada seis masacres se realizó en un día importante para la comunidad; ya fuera en día de mercado, de fiesta, o de reuniones de carácter religioso, los ataques en días señalados trataban de aprovechar la concentración de población para desarrollar de manera más masiva sus acciones y en algunos casos tenían un claro significado simbólico. Este aspecto, junto con la concentración de la población, y el control de la situación mostrado por el Ejército, muestra que los ataques fueron planificados. Ahora bien, con el inicio de las Patrullas de Autodefensa Civil por parte del Ejército, se produjeron también masacres por parte de los guerrilleros, quienes atacaban a los patrulleros por sorpresa, y los mataban basándose en listas que llevaban para el efecto.
De esta cuenta, ningún sector fue más afectado por la violencia durante los años de la Guerra civil de Guatemala que la población campesina, pues quedó entre los fuegos del Ejército y de la guerrilla izquierdista; la guerra dejó en el campo un saldo de muertes y destrucción sin precedentes, generando entre otras reacciones la fuga masiva de miles de campesinos guatemaltecos. En el período 1981-82, en el que más de cuatrocientos pueblos y aldeas fueron arrasadas y miles de guatemaltecos asesinados, la reacción de los sobrevivientes atrapados entre dos fuegos fue huir, o ponerse bajo el control del Ejército forzados a participar en las patrullas de autodefensa civil (PAC) o reubicados en las «aldeas modelo», en donde fueron concentrados. Unas cincuenta mil personas totalmente desposeídas se escaparon a zonas selváticas del departamento del Quiché pasando esos años escondidos del mundo exterior y fuera de control gubernamental formando mínimos grupos urbanos que luego formaron las Comunidades de Población en Resistencia (CPR).
El 23 de marzo de 1982 Lucas García fue depuesto por un golpe de Estado liderado por oficiales jóvenes del Ejército de Guatemala.
En las primeras comunicaciones, se indicó que el golpe de Estado militar fue dirigido por un grupo de «oficiales jóvenes» del Ejército de Guatemala, cuyo objetivo sería «acabar con la corrupción». Los sublevados tomaron el control de la Ciudad de Guatemala y lograron que el general Lucas García se rindiera a los militares que horas antes habían rodeado el Palacio Nacional.
Tras la salida de Lucas García, los jefes de los sublevados pidieron la comparecencia en el palacio del general Ríos Montt y del candidato a la vicepresidencia por el partido fascista Movimiento de Liberación Nacional en las pasadas elecciones, Lionel Sisniega Otero.
Una vez montada la junta de gobierno, conformado por el general Ríos Montt, el coronel Horacio Maldonado Shaad y el coronel Francisco Gordillo, ésta anunció que convocaría nuevas elecciones, pero no precisó la fecha. La Junta, anunció, elaborará un «plan de trabajo que será presentado al pueblo lo antes posible». La Junta de Gobierno disolvió el Congreso y abolió la Constitución tras el triunfo del golpe. En un llamamiento difundido a través de la radio y la televisión, los golpistas pidieron «comprensión internacional», y afirmaron que los militares que gobernaban a Guatemala hasta el 23 de marzo de 1982 habían propiciado una imagen del país en el extranjero que no correspondía a las verdaderas características del pueblo. Aseguraron también que eran democráticos y que respetaban «los derechos humanos de todos los guatemaltecos».
En junio de 1983, el Departamento de Defensa de Estados Unidos recibió un mensaje de su oficina de inteligencia en Guatemala, en el que se le explicaba que se esperaba un golpe de Estado en contra de Ríos Montt, que podría ocurrir entre el 30 de junio –día del Ejército– y el 2 de agosto –día de la conmemoración del levantamiento de los cadetes contra los liberacionistas–. Según el comunicado estadounidense, el ministro de la Defensa, Oscar Humberto Mejía Víctores sería reemplazado por un militar afín a los alzados, quien después del derrocamiento de Ríos Montt convocaría elecciones para formar una asamblea nacional constituyente en un plazo de sesenta día después de que ocurriera el golpe. La nueva asamblea constituyente sería el congreso interino, en lo que se convocaría a elecciones generales, que los estadounidenses consideraban sería en cuestión de tres años después del derrocamiento de Ríos Montt. Las razones por las que Ríos Montt sería derrocado fueron listadas en el comunicado estadounidense:
- El general Ríos Montt era una figura pública muy popular que agradaba a la prensa guatemalteca, pero la gente se había desilusionado de él. Sus últimos mensajes presidenciales dominicales eran prácticamente sermones evangélicos en los que decía su recordada frase «¡Usted Papá, Usted Mamá!» utilizando numerosas variaciones sobre el tema familiar, expresadas con creciente frenesí hasta que terminaban los mensajes.[129]
- Había más corrupción ahora que la que había habido en los gobiernos anteriores.
- Una persona guatemalteca que actuaba como agente de la CIA reportó que oficiales del gobierno le pedían hasta el 20 % en comisiones por las compras que le hacían.
- El mismo agente informó que había altos funcionarios del gobierno de Ríos Montt que habían borrado la frase República de Guatemala en las órdenes de compra del gobierno, y la habían sustituido por la Nueva Guatemala, que se refería a los cristianos evangélicos en el poder con Ríos Montt y que molestaban sobremanera a la mayoría católica del país.[128]
- Se contaba también que Ríos Montt había ganado las elecciones de 1974, en que resultó triunfador fraudulentamente el general Kjell Eugenio Laugerud García; sin embargo, Ríos Montt aceptó la derrota a cambio de ser nombrado agregado militar en España y de recibir pagos secretos de seis mil dólares mensuales cuando se encontraba en ese país.[128]
- Se decía también que el general había estado malversando fondos del estado para apoyar a su iglesia evangélica.
- Por último, se decía que los veintidós oficiales que habían fraguado el golpe de Estado del 23 de marzo de 1982 y la esposa de Ríos Montt lo apoyaban en el gobierno.

Ríos Montt fue derrocado el 8 de agosto de 1983 por un golpe de Estado ejecutado por el general Mejía Víctores, su ministro de Defensa quien en efecto inició la transición hacia los regímenes democráticos en el país.
El General Mejía Víctores permitió un control de la democracia en Guatemala, comenzando con una elección el 1 de julio de 1984 para una Asamblea Constituyente para redactar una constitución democrática. El 30 de mayo de 1985, después de 9 meses de debate, la Asamblea Constituyente terminó de redactar una nueva constitución, que entró en vigor inmediatamente. Vinicio Cerezo, un político civil y el candidato a presidente del partido Democracia Cristiana, ganó las primeras elecciones celebradas bajo la nueva constitución con casi el 70 % del voto, y tomó posesión del cargo el 14 de enero de 1986.

### Retorno a la democracia

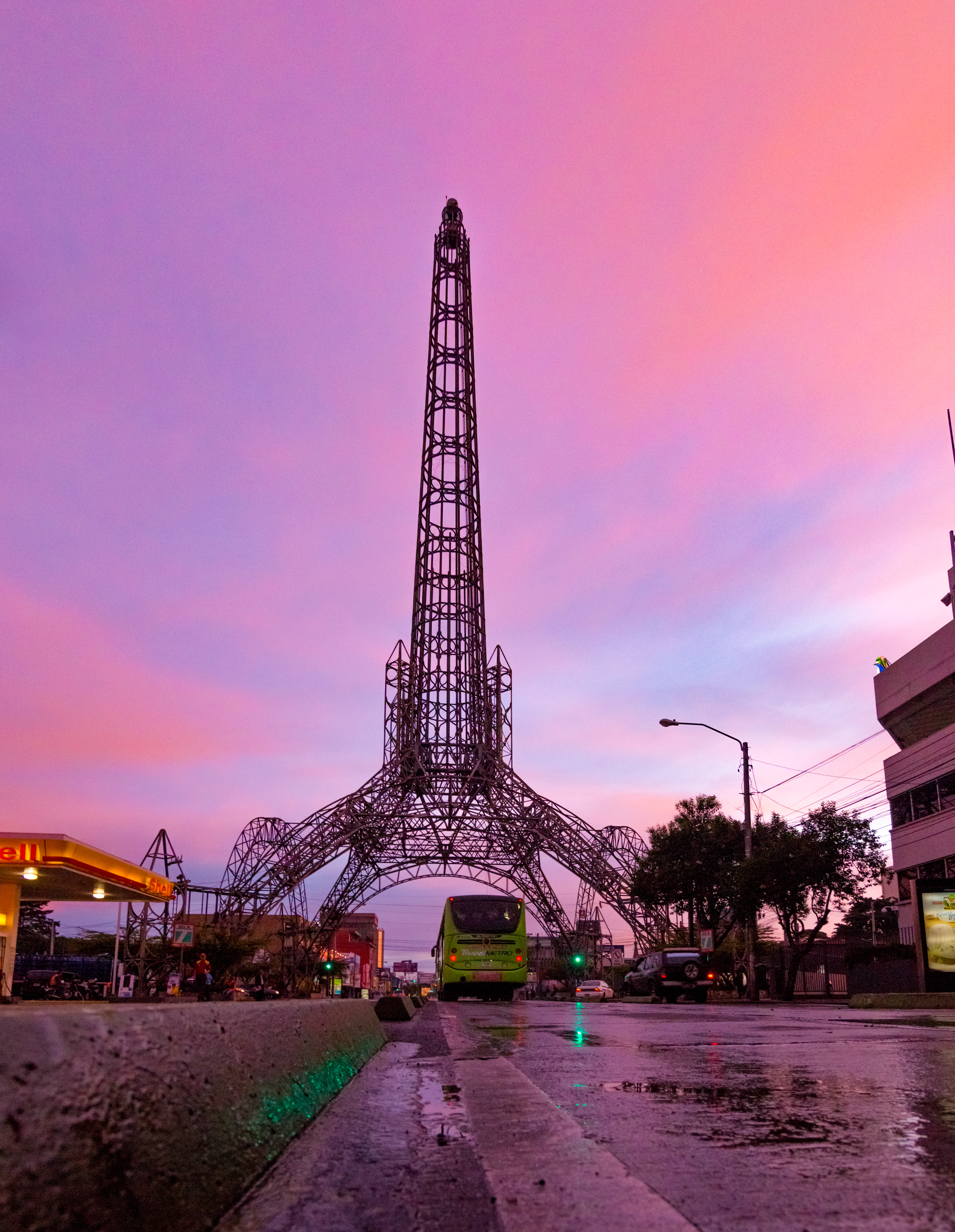
La Torre del Reformador ubicada en la Ciudad de Guatemala es un símbolo de los gobiernos predecesores en Guatemala.

Después de su toma de posesión, en enero de 1986, el presidente Vinicio Cerezo anunció que sus prioridades serían terminar con la violencia política y establecer el gobierno de ley. Las reformas incluyeron nuevas leyes de habeas corpus y amparo (protección ordenada por tribunal), la creación de un comité legislativo de derechos humanos, y el establecimiento en 1987 de la Oficina del Procurador de Derechos Humanos. La Corte Suprema también emprendió una serie de reformas para luchar contra la corrupción y mejorar la eficacia de sistema legal. En 1979, la moneda guatemalteca, el quetzal se cotizaba a un dólar estadounidense; pero para finales del 1985 el tipo de cambio era de Q1.47 por dólar, en 1987 era de Q2.53 y ya para 1990 había caído a Q5.57 por dólar; este fenómeno impactó desigualmente a la sociedad: por un lado, para los productores de artículos cada modificación del tipo de cambio es rápidamente transferida al consumidor, mediante la revaluación de los precios; por el otro, la gran mayoría trabajadora de la población no tiene un mecanismo similar de compensación y la devaluación resulta en una erosión constante de sus ingresos. Estos cambios estuvieron basados en el enfoque económico neoliberal que indica que al jerarquizar la satisfacción de las necesidades, racionando la utilización de sus escasos recursos, se genera una libertad de elección para los consumidores; sin embargo, el resultado fue la limitación de la capacidad adquisitiva de los mismos.
Con la elección de Cerezo, los militares se alejaron del gobierno y regresaron al papel más tradicional de proporcionar seguridad interna, específicamente luchando contra insurgentes armados. Los primeros 2 años de la administración de Cerezo se caracterizaron por una economía estable y una disminución marcada en la violencia política. El personal militar insatisfecho hizo dos intentos de golpe en mayo de 1988 y mayo de 1989, pero el mando militar apoyó el orden constitucional. El gobierno fue fuertemente criticado por su falta de voluntad para investigar o perseguir casos de violaciones de derechos humanos.
Los últimos dos años del gobierno de Cerezo también fueron marcados por una economía en declive, huelgas, marchas de protesta y acusaciones de corrupción extendida. La incapacidad del gobierno de tratar con muchos de los problemas nacionales -como mortalidad infantil, analfabetismo, salud y asistencia social deficientes, y niveles crecientes de violencia- contribuyó al descontento popular.
El 11 de noviembre de 1990 se celebraron elecciones parlamentarias y presidenciales y fue elegido el ingeniero Jorge Serrano Elías quien asumió la presidencia el 14 de enero de 1991, completando así la primera transición de un gobierno civil electo democráticamente a otro en la historia del país. Como su partido, el Movimiento de Acción Solidaria (MAS) ganó solo 18 de los 116 asientos del Congreso, Serrano firmó una débil alianza con los Demócratas Cristianos y la Unión del Centro Nacional (UCN).
El 25 de mayo de 1993 Serrano disolvió ilegalmente el Congreso y la Corte Suprema y trató de restringir las libertades civiles, según afirmaba para luchar contra la corrupción. El autogolpe fracasó debido a protestas unificadas y fuertes por parte de la mayoría de la sociedad guatemalteca y la presión internacional, por lo que el ejército, en cumplimiento a las decisiones del Tribunal de Constitucionalidad, que decretó en contra el intento de golpe, lo quitaron del poder. Serrano huyó del país dos semanas después de este autogolpe, que se llamó coloquialmente «el Serranazo».
El 6 de junio de 1993, el Congreso, de acuerdo con la constitución de 1985, eligió al procurador de Derechos Humanos, Ramiro de León Carpio, para completar el período presidencial de Serrano Elías. De León no era un miembro de ningún partido político y carecía de una base política, pero gozaba de un fuerte apoyo popular; lanzó una ambiciosa campaña anticorrupción para “purificar” el Congreso y la Corte Suprema, exigiendo las renuncias de todos los miembros de ambos cuerpos.
A pesar de la resistencia considerable del Congreso, la presión presidencial y popular condujo a un acuerdo en noviembre de 1993 entre la administración y el Congreso, intermediado por la Iglesia católica. Este paquete de reformas constitucionales fue aprobado por el referendo popular el 30 de enero de 1994. En agosto de 1994, un nuevo Congreso fue elegido para completar el período no vencido. Estaba controlado por los partidos Frente Republicano Guatemalteco (FRG) encabezado por el exgeneral Ríos Montt, y el centro-derechista Partido de Avanzada Nacional (PAN).
Bajo el gobierno de De León el proceso de paz, ahora con la participación de las Naciones Unidas, tomó nueva vida. El gobierno y la URNG firmaron acuerdos sobre derechos humanos (marzo de 1994), el restablecimiento de personas desplazadas (junio de 1994), esclarecimiento histórico (junio de 1994), y derechos indígenas (marzo de 1995). También hicieron un progreso significativo sobre un acuerdo socioeconómico y agrario.
Más de 200.000 personas murieron en la guerra civil. Naciones Unidas ha calificado el conflicto de genocidio en varios informes. La mayoría de las víctimas eran miembros de la comunidad indígena maya, acusados de apoyar a los rebeldes. Según la Comisión para el Esclarecimiento Histórico, las fuerzas gubernamentales fueron responsables del 93 % de la violencia del conflicto, mientras que los grupos guerrilleros lo fueron del 3 % (4 % sin identificar).

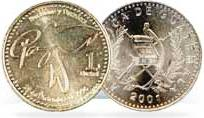
La moneda de 1 quetzal tiene inscrita la palabra "Paz" estilizada como una paloma, en conmemoración de la firma de los Acuerdos de Paz.

En las elecciones presidenciales del 7 de enero de 1996 Álvaro Arzú Irigoyen del PAN derrotó a Alfonso Portillo del FRG solamente por un 2 % de los votos. Arzú ganó debido a su fuerza en la Ciudad de Guatemala, donde había servido antes como alcalde, además del área circundante urbana. Portillo ganó en todos los departamentos rurales excepto Petén. Bajo la administración de Arzú, se concluyeron las negociaciones y, el 29 de diciembre de 1996, el gobierno firmó los Acuerdos de Paz, que terminaban un conflicto de 36 años. Durante este gobierno se vendieron las instituciones estatales a capital privado logrando así una privatización, lo que ocasionó que entidades tales como Guatel y Empresa Eléctrica pasaran a manos de entidades privadas.

### SigloXXI

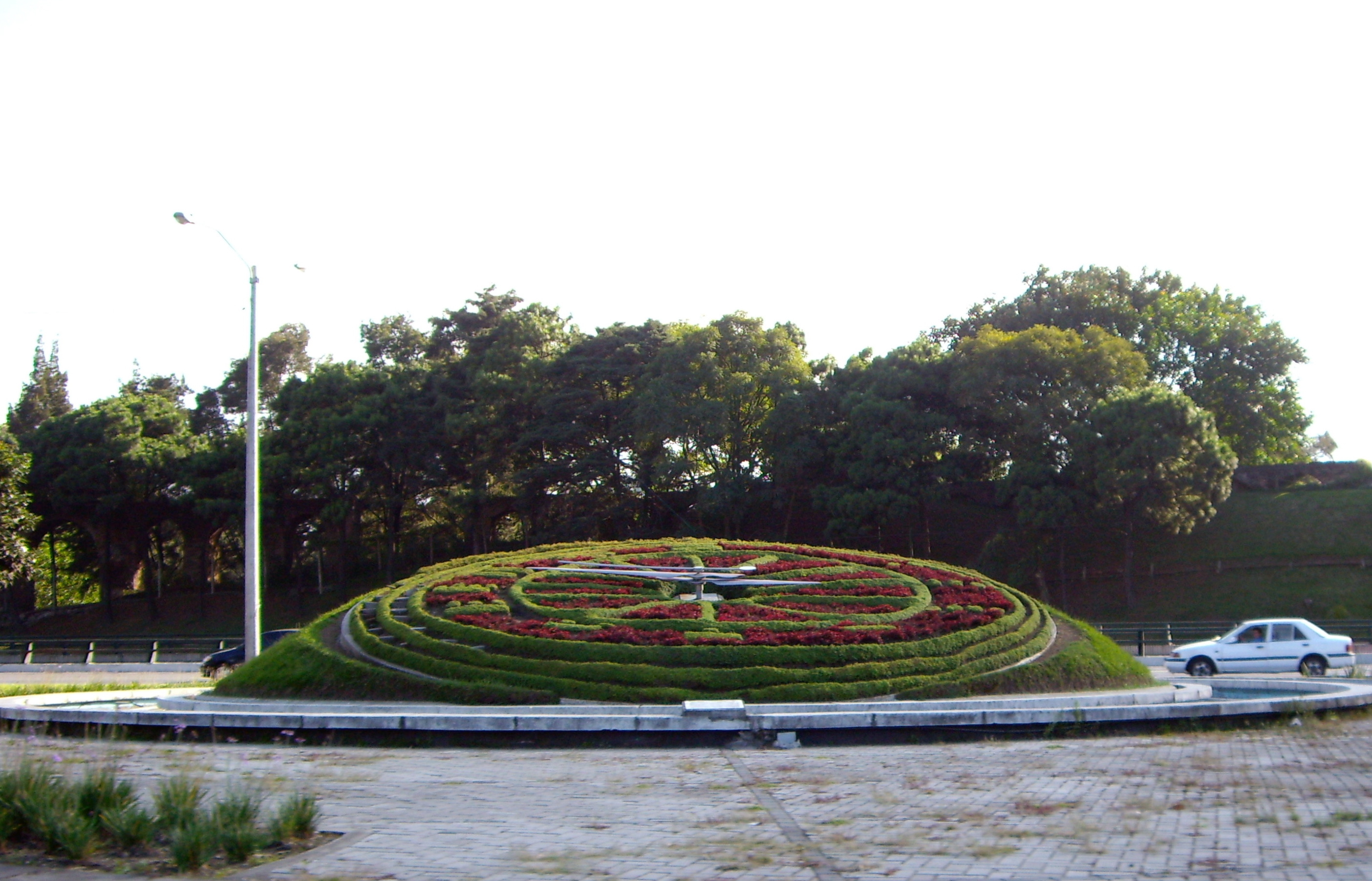
El Reloj de flores, símbolo de la esperanza y los nuevos comienzos en Guatemala.

Guatemala tuvo elecciones presidenciales, legislativas, y municipales el 7 de noviembre de 1999, y un desempate de elección presidencial el 26 de diciembre. En la primera ronda el FRG ganó 63 de 113 asientos legislativos, mientras el PAN ganó 37. La Alianza Nueva Nación (ANN) ganó 9 asientos legislativos, y tres partidos minoritarios ganaron los restantes cuatro. En el desempate del 26 de diciembre, Alfonso Portillo del FRG ganó el 68 % de los votos contra 32 % de Óscar Berger del (PAN). Portillo ganó en 22 departamentos y en la Ciudad de Guatemala, que era considerada la fortaleza del PAN.
Guatemala tuvo elecciones presidenciales, legislativas, y municipales el 7 de noviembre de 1999, y un desempate de elección presidencial el 26 de diciembre. En la primera ronda el FRG ganó 63 de 113 asientos legislativos, mientras el PAN ganó 37. La Alianza Nueva Nación (ANN) ganó 9 asientos legislativos, y tres partidos minoritarios ganaron los restantes cuatro. En el desempate del 26 de diciembre, Alfonso Portillo del FRG ganó el 68 % de los votos contra 32 % de Óscar Berger del (PAN). Portillo ganó en 22 departamentos y en la Ciudad de Guatemala, que era considerada la fortaleza del PAN.
Portillo fue criticado durante la campaña por su relación con el presidente del FRG, el ex-General Ríos Montt, el presidente de facto de Guatemala en 1982-83; sin embargo, el impresionante triunfo electoral de Portillo, con dos terceras partes del voto en la segunda ronda, manifestaba un clamor del pueblo por un mandato que realizara su programa de reforma. El presidente Portillo prometió mantener lazos fuertes con los Estados Unidos, aumentar la cooperación con México, y participar activamente en el proceso de integración en América Central y el Hemisferio Occidental. Juró apoyar la liberalización continua de la economía, aumentar la inversión en capital humano e infraestructuras, establecer un banco central independiente, e incrementar los ingresos por la imposición de recaudaciones fiscales más estrictas, en vez de aumentar impuestos. Portillo también prometió seguir el proceso de paz, designar a un ministro de defensa civil, reformar las fuerzas armadas, sustituir el servicio de seguridad militar presidencial por uno civil, y reforzar la protección de los derechos humanos. Designó un gabinete pluralista, incluso contando con miembros indígenas y otros no afiliados al FRG, el partido gobernante.
El progreso en la realización de la agenda de reforma de Portillo fue lento durante su primer año en función. Por consiguiente, el apoyo público al gobierno se hundió casi a niveles récord a principios de 2001. Aunque la administración avanzara sobre tales cuestiones como la toma de la responsabilidad estatal en casos pasados de derechos humanos y apoyar los derechos humanos en foros internacionales, dejó de mostrar avances significativos en el combate a la impunidad en casos pasados de derechos humanos, reformas militares, un pacto fiscal para ayudar a financiar la realización de paz, y la legislación para aumentar la participación política.
Portillo se convirtió en el gobernante más detestado para el poder económico formal de Guatemala en el siglo xxi ya que se enfrentó directamente a dicho grupo y de una manera que reflejaba más bien una satisfacción propia que un objetivo político. Por ejemplo, Portillo hizo abrir los contingentes de importación de carne de pollo, de harina, de azúcar y de otros productos para combatir el alza de precios en los productos de consumo básico, los cuales eran controlados por grupos monopolísticos en Guatemala. Además de los discursos desafiantes que pronunciaba y que le granjeaban enemistades con los empresarios guatemaltecos, al debilitar el combate al narcotráfico y mostrarse hosco frente a representantes diplomáticos de Estados Unidos cultivó una animadversión que más temprano que tarde se volvió en contra suya.
Los monopolios a los que Portillo se enfrentó fueron los de la cerveza –que había sido hasta entonces monopolio de la familia Castillo-, cemento -monopolio guatemalteco de la familia Novella–, pollo –monopolio de la familia Gutiérrez– y azúcar, importando azúcar de Cuba y Brasil a menor precio que la producida en Guatemala por los ingenios de la familia Herrera.
Portillo leyó las conclusiones de una investigación de la Comisión Presidencial de Derechos Humanos (COPREDEH), establecida en julio de 1991 por el entonces presidente Jorge Antonio Serrano Elías, y en la que admitió la responsabilidad del Estado concretamente en dos masacres cometidas por el Ejército en 1982, rigiendo a la sazón el Gobierno de facto de Efraín Ríos Montt: la de las villas Plan de Sánchez, en el departamento central de Baja Verapaz, y Dos Erres, en Petén, al norte, donde fueron asesinados a quemarropa noventa y doscientos civiles respectivamente, así como en ocho crímenes políticos producidos hasta 1990.
La resolución del crimen del obispo Gerardi Conedera, ocurrido durante los últimos meses del gobierno del presidente Álvaro Arzú Irigoyen se llevó a cabo gracias únicamente al empeño de unos magistrados apoyados desde la sociedad civil. En marzo de 2001 se inició el juicio, el cual estuvo precedido de homicidios de testigos de la acusación y de amenazas de muerte contra juristas asignados al caso. Sobreponiéndose a estas brutales intimidaciones, el juicio siguió su curso y el 7 de junio de 2001 el Tribunal Tercero de Sentencia de Guatemala condenó a treinta años de prisión a tres de los encausados: el coronel retirado Byron Disrael Lima Estrada, antiguo director de la Inteligencia Militar, su hijo, el capitán Byron Lima Oliva, y el exsargento José Obdulio Villanueva, miembro del servicio de escoltas del Estado Mayor Presidencial -EMP-.
El 6 de junio de 2003 el Registro de Ciudadanos rechazó inscribir la candidatura del general Efraín Ríos Montt, negativa que fue sostenida por sendos pronunciamientos del TSE, el 16 de junio, y de la CSJ, el 5 de julio. Entonces, el damnificado reclamó ante la Corte de Constitucionalidad -CC-, suprema magistratura judicial del país, la cual resolvió a su favor el 14 de julio revocando el fallo de la CSJ y ordenando el registro de la postulación. Todo pudo haber terminado aquí, pero el 18 de julio el partido opositor Unidad Nacional de la Esperanza (UNE) solicitó amparo a la CSJ en contra del fallo de la CC, a lo que aquella accedió dos días después, dejando la candidatura en suspenso. El 21 de julio, Ríos Montt, irritado, advirtió de posibles «actos de violencia» si la CSJ no le dejaba presentarse a las elecciones al tiempo que elevaba un recurso de queja a la CC. Los días 24 y 25 de julio cientos de furibundos eferregistas, muchos encapuchados, sembraron el caos en la Ciudad de Guatemala, atacando con bombas incendiarias medios de comunicación, apaleando periodistas, levantando barricadas en arterias principales y sitiando el Palacio de Justicia y las zonas 9 y 10, que nunca habían sido afectadas por este tipo de disturbios. La pasividad fue manifiesta de la Policía Nacional Civil y Portillo resolvió sacar al Ejército para imponer el orden aunque fue duramente criticado por no hacerlo antes, a pesar de que no respondió como lo habrían hecho los gobiernos militares de las décadas de 1970 y 1980. Ríos Montt obtuvo lo que quería: el 30 de julio, tras presentar un nuevo recurso de ampliación y aclaración, obtuvo de la CC las órdenes a la CSJ de dejar sin efecto el amparo otorgado a la UNE y al TSE de proceder sin demora a inscribir la candidatura.
En 2004 tomó el cargo de presidente el licenciado Óscar Berger Perdomo. El país se ve sumido en pobreza, corrupción y crimen sin medida denunciado por la ONU. Se inicia la ampliación del Aeropuerto La Aurora, que alcanzó por primera vez certificación A; y se remodelaron los aeropuertos Mundo Maya (Internacional), San José (Internacional, como alterno de La Aurora), Quetzaltenango, Puerto Barrios, Coatepeque y Huehuetenango. Durante su gobierno también revitalizó buena parte de la infraestructura vial, incluyendo la ampliación de la CA-9 en su primera fase, carretera a Antigua Guatemala; se inició la ampliación de la carretera de los Altos, la ampliación de la carretera a El Salvador desde el cruce a Santa Elena Barillas hasta Barberena y recapeo de la ruta al Atlántico.
Nada más inaugurarse, la administración del presidente Berger persiguió a la plana mayor del gobierno de Alfonso Portillo de manera implacable, señalada de haber promovido actos corruptos; el mismo expresidente Portillo, tras perder su inmunidad como diputado del Parlamento Centroamericano, escapó de Guatemala y se refugió en México; el exvicepresidente Juan Francisco Reyes pasó varios meses en la cárcel sindicado de intencionalidad de fraude contra el Estado y el exministro de Finanzas Públicas, Eduardo Weymann, fue encarcelado por firmar –cuando ya no era funcionario- unas actas que sustentaban una supuesta reunión de la Superintendencia de Administración Tributaria en la cual se habría decidido la transferencia de unos 30 millones de quetzales que fueron robados del erario. Esta persecución levantó una alta expectativa según la cual el gobierno desmantelaría la estructura corrupta del Estado pero como esa reforma no se emprendió, al cabo de pocos meses el nivel de aceptación del mandatario entre el público se desplomó.
El huracán Stan azotó a Guatemala como vientos huracanados de categoría I en los primeros días de octubre de 2005 y causó daños y pérdidas al país por unos mil millones de dólares, según un estudio de la Comisión Económica para América Latina y el Caribe (CEPAL). De acuerdo al informe, el huracán afectó directamente a catorce de los veintidós departamentos de Guatemala; además, provocó seiscientos setenta muertos, ochocientos cincuenta desaparecidos y tres millones y medio de damnificados.
Pero fueron varios crímenes de alto impacto los que marcaron el gobierno de Berger: el 7 de septiembre de 2006 ocurrió un robo de ocho millones de dólares en el Aeropuerto Internacional La Aurora; el 25 de septiembre de ese mismo año, las fuerzas de seguridad comandadas por la plana mayor del Ministerio de Gobernación, tomaron las instalaciones del penal de Pavón, tras lo cual resultaron muertos siete reclusos de los mil seiscientos cincuenta y un reos que vivían en la prisión.
El 12 de diciembre de 2006, las Naciones Unidas y el Gobierno de Guatemala firmaron el Acuerdo relativo a la creación de una Comisión Internacional contra la Impunidad en Guatemala (CICIG), el cual, tras la aprobación de la Corte de Constitucionalidad en mayo de 2007, fue ratificado posteriormente por el Congreso de la República el 1.º de agosto de 2007. Surgió así la CICIG como un órgano independiente de carácter internacional, cuya finalidad es apoyar al Ministerio Público, la Policía Nacional Civil y a otras instituciones del Estado tanto en la investigación de los delitos cometidos por integrantes de los cuerpos ilegales de seguridad y aparatos clandestinos de seguridad, como en general en las acciones que tiendan al desmantelamiento de estos grupos.
Pero poco después, en febrero de 2007 fueron brutalmente asesinados tres diputados salvadoreños del Parlamento Centroamericano -PARLACEN-, quienes acababan de llegar a Guatemala procedentes de El Salvador. Por el hecho se capturó a cuatro policías guatemaltecos, quienes fueron enviados a la cárcel de máxima seguridad del país -El Boquerón- y a pesar de ello fueron asesinados dentro de la prisión. En ese momento, las autoridades guatemaltecas acusaron a pandilleros como los responsables del múltiple homicidio de los agentes; sin embargo, hubo presos que aseguraron que hubo una especie de operativo que incluyó vehículos, en los cuales los asesinos ingresaron al recinto y directamente se dirigieron a donde estaban recluidos los policías para darles muerte.
El 4 de noviembre de 2007 fue elegido presidente el ingeniero Colom quien asumió el cargo el 14 de enero de 2008 y en agosto de 2010, cinco suboficiales de la Guardia Civil española y tres inspectores del Cuerpo Nacional de Policía españoles desarticularon en Guatemala la antigua cúpula de Gobernación del gobierno de Óscar Berger, a quienes se acusó de asesinatos, secuestros y blanqueo de dinero. Guatemala había ordenado la busca internacional y captura e ingreso en prisión de, al menos, dieciocho altos funcionarios de la Policía Nacional Civil (PNC) y del exministro de Gobernación, Carlos Vielmann, el ex director general de la PNC, Erwin Sperisen, al subjefe, Javier Figueroa, y al exjefe de la División de Investigación de la Policía Nacional, Soto Diéguez. Las pesquisas de los investigadores españoles apuntaban a la posibilidad de que alguno de los agentes guatemaltecos habría intervenido en la ejecución de cientos de personas.
Colom finalizó su gestión en enero de 2012. Varias de sus acciones fueron criticadas por la población. Entre ellas se encuentra la falta de acciones referentes a seguridad nacional, corrupción, la creación de un plan de ayuda social para familias de bajo nivel económico con fines electorales y por último el divorcio de su entonces esposa Sandra Torres para que ella pudiera aspirar a la candidatura presidencial (según se estableció después de debates judiciales, la esposa de un presidente no podía ser candidata a la presidencia).
El 11 de noviembre de 2011, el general retirado Otto Pérez Molina ganó las elecciones contra Manuel Baldizón en la segunda vuelta de las Elecciones generales de Guatemala de 2011. En abril y mayo de 2015, la Comisión Internacional Contra la Impunidad en Guatemala descubrió graves casos de corrupción realizados por altos funcionarios del gobierno de Pérez Molina, los que obligaron a renuncia a la vicepresidenta Roxana Baldetti y a varios de los miembros de su gabinete. Los casos más graves son el de una red de contrabando controlada por las máximas autoridades de la Superintendencia de Administración Tributaria de Guatemala y otro en el que la junta directiva del Instituto Guatemalteco de Seguridad Social otorgó un contrato a una empresa que no cumplía los requisitos mínimos para prestar el servicio que se licitaba.

### Gobierno de Otto Pérez Molina

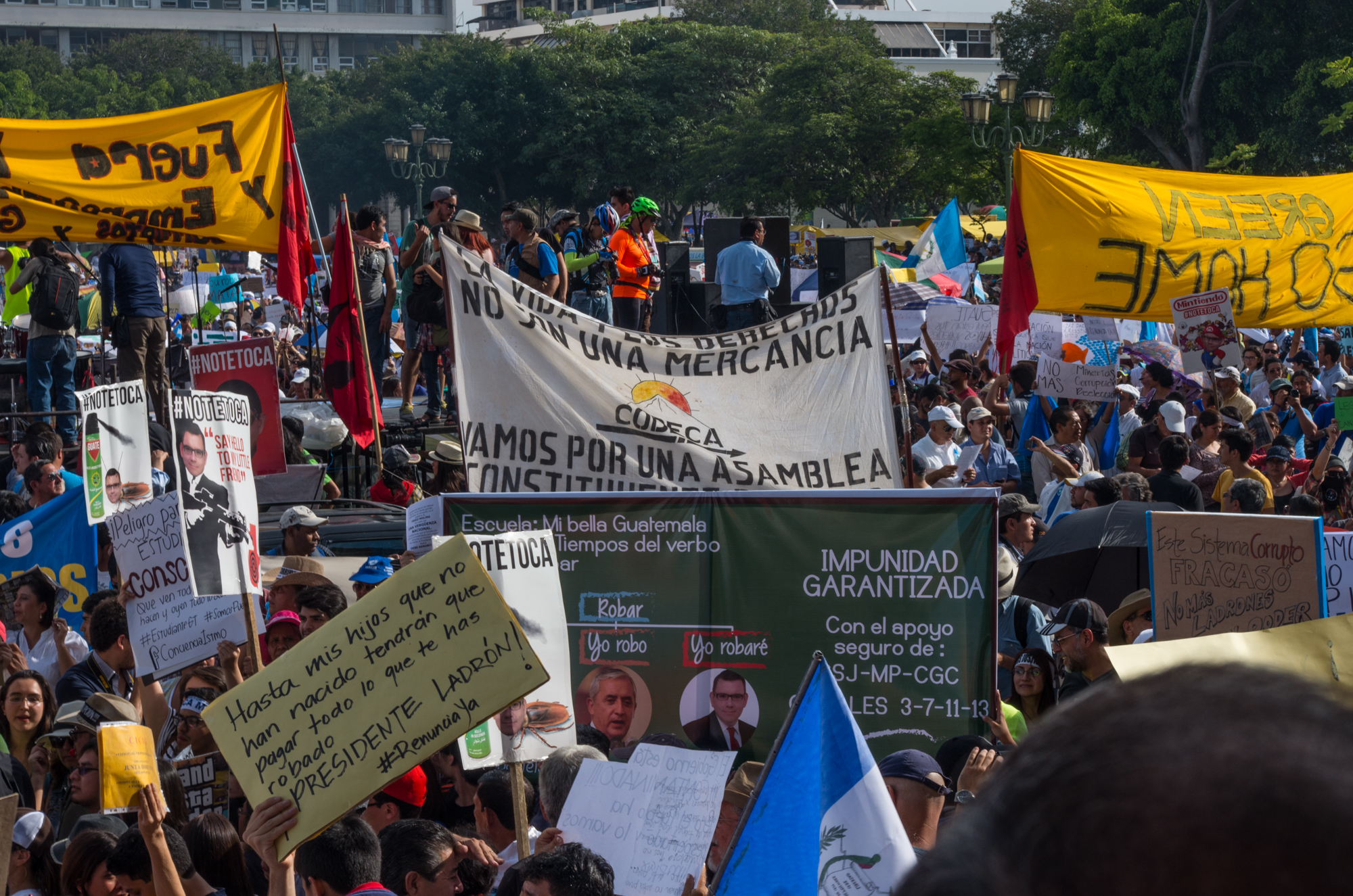
Manifestación del 30 de mayo de 2015, exigiendo la renuncia del presidente Otto Pérez Molina

Al llegar al poder, el gobierno de Pérez Molina privatizó la Empresa Portuaria Quetzal en Escuintla el miércoles de la primera Semana Santa que pasaron como gobernantes. Después, la vicepresidenta Roxana Baldetti colocó a Claudia Méndez Asencio como intendente de Aduanas en la Superintendencia de Administración Tributaria de Guatemala (SAT). Conforme avanzaba su gobierno, Pérez Molina intervino de facto la SAT y colocó a militares en las aduanas, aduciendo que era para aumentar la recaudación y frenar el contrabando. Posteriormente, el Gobierno de Pérez Molina quiso privatizar la recaudación en las aduanas contratando a una empresa argentina, pero la oposición ciudadana los frenó.
Cuando el PP tomó las riendas del gobierno, en 2012, la presencia de Baldetti Elías reafirmó el papel de poder del general retirado Luis Francisco Ortega Menaldo en Guatemala, dada la cercanía entre ambos y que se consolidó durante el gobierno de Jorge Serrano Elías. Considerado como el heredero del liderazgo en la corriente militar conocida como la «Cofradía», Ortega Menaldo operaría tras bambalinas los hilos de la política nacional, algo que no ha sido demostrado pero que se rumora persistentemente en el país. Así pues, las dos figuras emblemáticas en el actual gobierno —Pérez Molina y Baldetti Elías— resultarían de la alianza entre las dos principales corrientes militares surgidas durante la Guerra Civil de Guatemala: el «Sindicato» y la «Cofradía». Pero la aparición de Luis Mendizábal —propietario de la Boutique Emilio, en donde se reunían los miembros de la Línea— según la investigación de la CICIG, confirmó cómo la tercera corriente del ejército también se posicionó dentro del gobierno: la del general retirado Marco Tulio Espinosa Contreras, un general de la Fuerza Aérea, quien se posicionó durante el gobierno de Álvaro Arzú para desplazar a las otras dos durante el período que duró esa administración. Por su parte, el comerciante y miembro de la comunidad de inteligencia Luis Mendizábal es una figura que aparece en momentos coyunturales de la historia de Guatemala desde el Gobierno de Fernando Romeo Lucas García.
El gobierno del Partido Patriota ha pasado por una constante crisis de recaudación fiscal desde 2012, caracterizada por el incumplimiento de las metas de recaudación acordadas entre la SAT y el gobierno. La recaudación en las aduanas bajó en 2013 de Q 15,8 millardos a Q 15,3 millardos, y se desaceleró en 2014; lo mismo sucedió con el Impuesto al Valor Agregado (IVA) sobre las importaciones. Las brechas fiscales en estos años ascienden a unos Q 7 mil millones, que han sido suplidos mediante la emisión de bonos del tesoro y la contratación de préstamos, incrementando la deuda pública. La crisis financiera llevó al gobierno a contemplar la creación de nuevos impuestos a la telefonía, cemento y actividades mineras para financiar el presupuesto 2015, de los cuales el primero fue suspendido provisionalmente por la Corte de Constitucionalidad.
En septiembre de 2014 el capitán retirado Byron Lima Oliva, quien estaba en prisión desde hacía quince años en la cárcel de Pavoncito, condenado por el asesinato del obispo Juan José Gerardi, fue capturado cuando la Comisión Internacional contra la Impunidad en Guatemala (CICIG) descubrió que controlaba dicha prisión y que tenía prácticamente el control del sistema penitenciario de Guatemala. Las investigaciones demostraron que Lima Oliva entraba y salía a su antojo en vehículos blindados y con escolta; cuando fue capturado y llevado a la torre de tribunales para declarar junto con el director de presidios —Edgar Josué Camargo— y otros capturados dijo una y otra vez que era amigo del presidente Otto Pérez Molina. La CICIG informó que Lima Oliva habría creado un imperio de varios millones de dólares por dedicarse al control de la prisión y cobrar hasta doce mil dólares por la venta de traslados de prisión. No era la primera vez que lo capturaban por estar involucrado en actos ilícitos: en febrero de 2013 fue capturado fuera de la cárcel cuando iba en un vehículo blindado y con escolta.
En abril de 2015, en el gobierno guatemalteco se discutía solicitar a la Organización de las Naciones Unidas una prórroga de dos años al mandato de la CICIG. El 16 de abril, un caso de corrupción en las aduanas de Guatemala fue descubierto por la Comisión Internacional contra la Impunidad en Guatemala (CICIG) en 2015. La investigación de la CICIG involucró a varios altos funcionarios del Gobierno del general retirado Otto Pérez Molina, incluyendo el secretario privado de la vicepresidencia, el capitán retirado Juan Carlos Monzón. Monzón se encontraba en Seúl, Corea del Sur, acompañando a la vicepresidenta, Roxana Baldetti, a quien le fue conferido un doctorado honoris causa en esa ciudad por su trabajo social, cuando se enteró de los cargos contra él y emprendió la fuga. El 9 de mayo de ese año Baldetti Elías presentó su renuncia al cargo, y tras varios días de cambios y elecciones en el congreso, el magistrado de la Corte de Constitucionalidad de Guatemala Alejandro Maldonado Aguirre fue designado como el décimo cuarto vicepresidente de Guatemala.

El 21 de agosto de 2015 la Comisión Internacional Contra la Impunidad en Guatemala y el Ministerio Público giraron una orden de captura contra la exvicepresidente Roxana Baldetti y una solicitud de antejuicio contra el presidente Pérez Molina por los delitos de cohecho pasivo, asociación ilícita y caso especial de defraudación aduanera. En la conferencia de prensa que ambas entidades dieron ese mismo día, informaron que evidencias obtenidas durante los operativos del 16 de abril demostraron que Juan Carlos Monzón -exsecretario privado de la exvicepresidente- no era el líder de la red de defraudación aduanera llamada «La Línea», sino que lo habrían sido el presidente y la exvicepresidente; es más, sugirieron que ambos habrían estado involucrados en la red desde antes de ser electos como gobernantes.

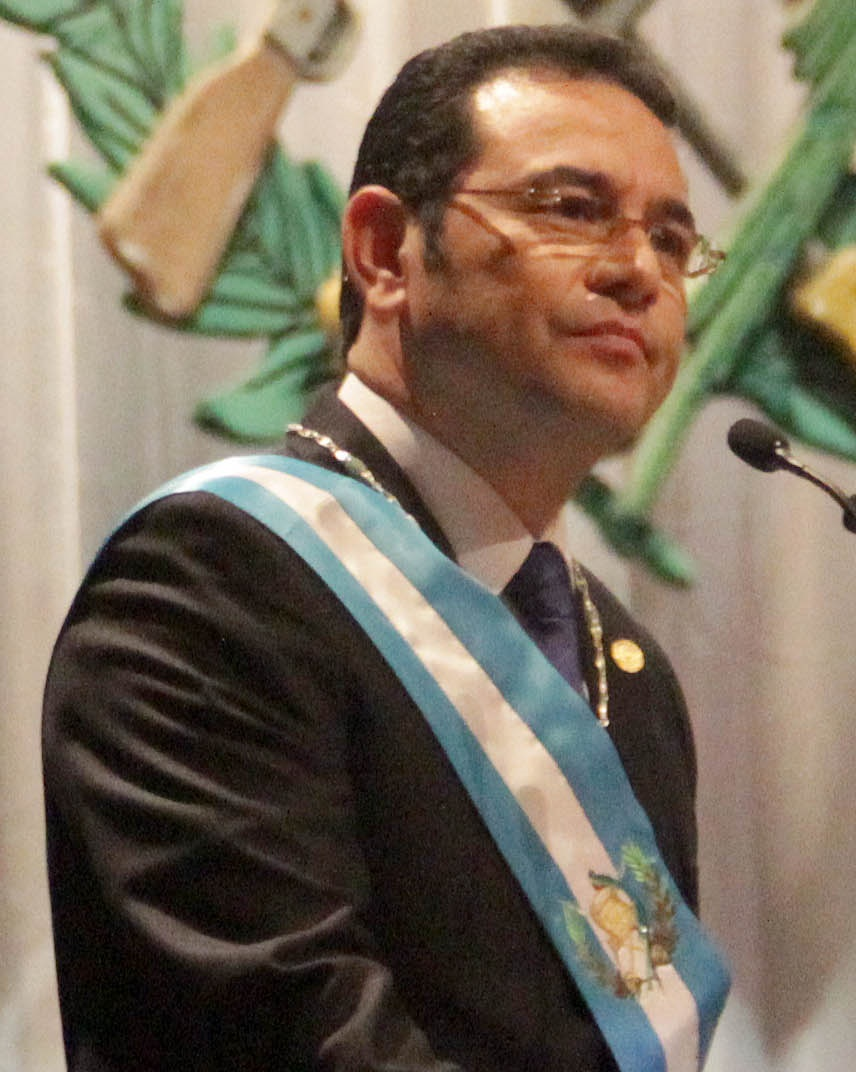
Jimmy Morales Cabrera.

El 2 de septiembre de 2015 renunció a la Presidencia de la República después de ser desaforado por el Congreso un día antes, y el 3 de septiembre se presentó a la Torre de Tribunales para enfrentar su primera audiencia por el caso de La Línea.

### Gobierno de transición de Alejandro Maldonado Aguirre
El 3 de septiembre, el licenciado Alejandro Maldonado Aguirre, vicepresidente de Guatemala, fue juramentado como el nuevo presidente de la República tras la renuncia de Pérez Molina. Maldonado Aguirre, de 79 años, se convirtió en el primer ciudadano en servir como vicepresidente y presidente de Guatemala en el mismo período sin haber sido electo —anteriormente el licenciado Ramiro de León Carpio había sido designado presidente en 1993, pero el no había servido como vicepresidente—.

### Gobierno de Jimmy Morales
Se convirtió en el quincuagésimo presidente de Guatemala, el 14 de enero de 2016, relevando a Alejandro Maldonado Aguirre. El 25 de octubre de 2015 fue elegido presidente de Guatemala en la segunda vuelta electoral de 2015, favorecido por el ambiente político que se originó luego de los casos de corrupción que descubrió la Comisión Internacional Contra la Impunidad en Guatemala a partir de abril de ese año.

### Crisis Política del 2023
Se le conoce como crisis política del 2023 a eventos de carácter antidemocrático ocurrido en el país. El día domingo 25 de junio se celebraron las elecciones generales en la cual se eligieron al Presidente, Alcaldes y Diputados, dejando como candidatos a la segunda vuelta electoral, en la categoría de presidente, a Sandra Torres, del partido UNE, una candidata que podría ser la primera mujer presidente del país, la cual ha estado imputada por varios delitos y que pertenece a un partido que ha estado involucrado en casos de corrupción, y a Bernardo Arévalo, del partido Movimiento Semilla, el cual es sociólogo, filósofo y antropólogo, hijo de Juan José Arévalo (el que se cree fue el mejor presidente de Guatemala) y que pertenece a un partido social-demócrata que se financió por pequeñas donaciones.  
Estas votaciones estuvieron llenas de controversias, ya que el TSE (Tribunal Supremo Electoral), del cual se sabe que recibió dinero de personas afines a un partido, el que es el ente que garantiza la democracia en el país, eliminó de la contienda a Carlos Pineda, un empresario y figura pública que era el preferido de sus seguidores para pasar a segunda vuelta.
Fue una gran sorpresa para los medios, y para los otros partidos políticos, que el candidato de Movimiento Semilla pasara a segunda vuelta. Ese día por primera vez en años, el pueblo salió a festejar al "Obelisco", un lugar en el que se celebra a representantes guatemaltecos que ganan competencias, la clasificación de Bernardo Arévalo a la segunda vuelta electoral. 
El 30 de junio, una coalición de más de 5 partidos, incluyendo al partido UNE, interpusieron un amparo que buscaba analizar las actas y votos de las diferentes mesas electorales del país, ya que en la segunda vuelta hay un candidato el cual luchará contra la corrupción del país.
El 1 de julio la Corte de Constitucionalidad, la cual se encarga de velar por el cumplimiento de la Constitución, recibió el amparo y dio luz verde para que el TSE evaluará la situación, violando así las leyes escritas en la misma Constitución. Hubo muchas personas inconformes, ya que las actas y boletas pudieron ser alteradas en el transcurso de los días. Observadores Internacionales han hecho comunicados al respecto en el cual enfatizan en que las actas coinciden con los datos que ellos tienen.
Muchas personas importantes estuvieron preocupadas por la situación. El guatemalteco y CEO de Duolingo, Luis von Ahn publicó "Este es un momento clave en la historia de Guatemala, en el que decidimos si somos una democracia o una cleptodictadura. Es imperativo que se respeten los resultados de las elecciones". Marcos Antil publicó: "Si la Corte de Constitucionalidad aprueba los amparos se podría convertir en una dictadora. Sería un golpe de estado".
Intento de Golpe de Estado
El 2 de julio el Tribunal Supremo Electoral, bajo la presión de la Corte de Constitucionalidad, del conjunto de los partidos que solicitaron el amparo y de pagos de por medio, decidió aceptar el amparo y analizar las actas, dejando sin efecto los resultados finales en la categoría de presidente. Durante este periodo muchos sectores de la sociedad, tanto nacionales como internacionales, expresaron su preocupación. La Embajada de Estados Unidos realizó un comunicado en el que expresaban su preocupación por los esfuerzos del gobierno actual de intervenir en el resultado de las elecciones. El presidenciable Bernardo Arévalo comentó a través de su cuenta de Twitter: "Hemos ganado el derecho a participar en la segunda vuelta electoral mediante la voluntad popular y creemos que este derecho puede verse afectado durante el trámite de este amparo". Las instituciones involucradas aprovecharon los problemas de límite de tuits que Twitter implementó en ese período de tiempo y el feriado por el Día del Ejército, por lo cual muchos jóvenes involucrados en movimientos sociales se enteraron hasta tarde lo que estaba sucediendo.

### Golpe de Estado técnico
El 12 de julio de 2023, exactamente a las 5:43 p. m., el Ministerio Público, bajo la presión del "Pacto de corruptos" y por medio del fiscal Rafael Curruchiche  (quien aparece en la lista de funcionarios corruptos realizada por Estados Unidos), anunció la suspensión de la personalidad jurídica Semilla, gracias a la autorización del juez Fredy Raúl Orellana Letona, violando la ley que estipula que no se puede suspender a un partido político en elecciones, además de determinar que el único ente encargado de dicho proceso es el Tribunal Supremo Electoral.
La antigua CIGIG nombró "El Pacto de Corruptos", a un grupo conformado por políticos, empresarios, entidades privadas y religiosas.
En el mismo período de tiempo el Tribunal Supremo Electoral daba una conferencia de prensa anunciando a Sandra Torres (UNE) y Bernardo Arévalo (Semilla) como ganadores de la primera vuelta electoral.
Durante estos hechos se volvió tendencia en las redes sociales el hashtag #GolpeDeEstado. Arévalo comentó que la orden de un juez de suspender la personalidad jurídica del Movimiento Semilla constituye "un golpe de Estado técnico".
El 13 de julio, el Ministerio Público ingresó ilegalmente a la sede del Registro de Ciudadanos y extrajo papelería relacionada al Partido Semilla.
La presidenta del TSE por primera en vez en esta situación mencionó una preocupación ante los hechos.
El 19 de julio, el Departamento de Estado de Estados Unidos actualizó la Lista Engel, incluyendo a funcionarios públicos vinculados a casos de corrupción y relacionados con el golpe de Estado. Entre los mencionados se encuentran el juez Orellana, Cinthia Monterros (fiscal contra la impunidad), Edgar Navarro (expresidente del administrador del mercado mayorista de energía de Guatemala), Gendri Reyes (exministro del interior), Jimi Bremer (juez), entre otros.
En respuesta a esto, el Ministerio Público emitió un comunicado expresando su rechazo a la presión internacional que Guatemala está enfrentando, especialmente por parte de Estados Unidos, al incluir a guatemaltecos en listas que, según el MP, son ilegales ya que violan el derecho internacional de presunción de inocencia.
El 20 de Julio, se inició una persecución ilegal contra el Tribunal Supremo Electoral por parte del Ministerio Público, debido a la negativa del TSE de suspender al partido Semilla. El TSE argumentó que no tenía la autoridad para suspenderlo, ya que se trataba de un acto ilegal fuera de su competencia. En respuesta, el MP emitió una orden de captura contra Eleonora Castillo, actual subregistradora de ciudadanos, olvidando que ella goza de inmunidad. Además, el fiscal Rafael Curruchiche solicitó un antejuicio contra el registrador Ramiro Muñoz por el mismo motivo.

#### El Caso Semilla
El Ministerio Público acusó a Semilla por firmas falsa en los documentos de afiliación, además de acusarlos de dar dinero a cambio de firmas y de lavado de dinero. Meses antes de las elecciones el partido Semilla descubrió que una de las personas que los apoyaban falsificó una firma, y ellos mismos al ser un partido que lucha contra la corrupción realizó la denuncia correspondiente. El ministerio no le dio seguimiento al caso hasta el día en que el TSE oficializaba los resultados.

#### Reacciones
La población se sintió indignada ante estos hechos, ya que se les estaba violando el derecho de elegir democráticamente a su gobernante. Distintos sectores nacionales e internacionales dieron muestra de preocupación de lo que sucedía en el país. El CACIF, que es un comité empresarial, emitió su postura ante este caso "Es imperativo respetar la decisión de la máxima autoridad electoral y la voluntad de los guatemaltecos expresada en las urnas," aunque algunos periodistas argumentaban que dentro de este comité hubo disputas sobre si debían dar un comunicado.

### Segunda vuelta elecciones 2023
El 20 de agosto de 2023 quedó marcado como un día trascendental en Guatemala, cuando se celebró la segunda vuelta de las elecciones presidenciales. Bernardo Arévalo emergió como el presidente electo en una victoria histórica que rompió récords de participación en el siglo XXI. Más del 75 % de los votos escrutados llevaron a los guatemaltecos a reunirse en la emblemática plaza "El Obelisco", inaugurando una nueva tradición de celebración en torno al ganador de la elección.
La elección de Arévalo fue vista como un quiebre con más de 70 años de dominio político y empresarial en Guatemala. Su plataforma basada en la transparencia, justicia social e inclusión resonó con los ciudadanos deseosos de un cambio profundo. La presencia de más de 45 observadores internacionales subrayó la importancia del proceso electoral, garantizando su legitimidad y fortaleciendo la confianza tanto a nivel nacional como internacional.[cita requerida]
En el periodo previo a la segunda vuelta electoral en Guatemala, uno de los temas que acaparó la atención pública fue la situación en torno al candidato Roberto Arzú, a quien se le prohibió participar en la contienda. Por medio de un video Arzú dio a conocer cuales podrían ser los siguientes pasos con los que el "Pacto de Corruptos" lograría impedir la asunción de Bernardo Arévalo como presidente en enero de 2024. Las declaraciones iniciales de Arzú sobre este plan, así como las menciones hechas por otros periodistas críticos, generaron un clima de incertidumbre y especulación en la opinión pública.
El presidente en funciones, Alejandro Giammattei, añadió un elemento adicional de preocupación al abordar la cuestión en una entrevista. Sugirió que si no existía un receptor para la transferencia de la banda presidencial, consideraría dejarla en el Congreso de la República. Esta declaración aumentó la percepción de inestabilidad y reforzó los rumores en circulación, atrayendo también la atención de la comunidad internacional.
El 28 de agosto se dio continuidad a una serie de acciones que han sido ampliamente criticadas por la comunidad internacional. En este día, se llevó a cabo la persecución política de Juan Francisco Sandoval y Claudia Gonzales, destacados defensores de la lucha contra la corrupción y la impunidad en el país centroamericano.
Juan Francisco Sandoval es reconocido por su labor como exjefe de la Fiscalía Especial Contra la Impunidad (FECI) en Guatemala. Durante su tiempo en la FECI, Sandoval desempeñó un papel crucial en la investigación y enjuiciamiento de casos de corrupción a nivel gubernamental y empresarial. Sus esfuerzos resultaron en el encarcelamiento de numerosos individuos involucrados en casos de alto perfil, enviando un mensaje claro sobre la rendición de cuentas en el país.
Sin embargo, la persecución política en su contra tomó un giro drástico. El Ministerio Público (MP) llevó a cabo un allanamiento en la residencia de los padres de Sandoval, a pesar de su avanzada edad y su falta de conexión con las acusaciones en su contra. Este acto generó indignación tanto a nivel nacional como internacional, siendo interpretado como un intento de intimidación y represión por parte del estado.
Otra figura destacada afectada por la persecución política en este día fue Claudia Gonzales, abogada reconocida por su compromiso con los derechos humanos y su trabajo en la defensa de individuos en situaciones vulnerables. La captura de Gonzales fue ampliamente criticada, ya que se le acusó de abuso de autoridad a pesar de nunca haber trabajado para el Estado. Esta detención, considerada por muchos como ilegal, alimentó las preocupaciones sobre el estado de los derechos fundamentales en Guatemala.

### Plán Colosio
El 24 de agosto de 2023, la Comisión Interamericana de Derechos Humanos (CIDH) emitió una confirmación oficial sobre la existencia de un presunto complot destinado a sabotear la toma de posesión presidencial por parte de Arévalo. En respuesta a esta situación, la CIDH otorgó medidas cautelares a Bernardo Arévalo de León y a la vicepresidenta electa, Karin Herrera, debido a amenazas de muerte. Además, la CIDH dio a conocer información sobre un plan denominado "Colosio", haciendo referencia al asesinato del candidato presidencial mexicano del PRI en 1994. Este plan estaría impulsado por agentes estatales y grupos criminales y tendría como objetivo el asesinato de los individuos mencionados previamente.
El 25 de agosto de 2023, la situación política se vio agravada por un giro adicional cuando la fiscal general Consuelo Porras presentó un amparo ante la Corte de Constitucionalidad de Guatemala. Este amparo buscaba autorización para restringir los derechos humanos de aquellos que la criticaran a ella, así como al fiscal Rafael Curruchiche y a la fiscal Cinthia Monerroso. Estas acciones fueron interpretadas por muchos como un atentado contra la libertad de expresión, afectando tanto a los ciudadanos como a los medios de comunicación y generando aún más preocupación sobre el estado de la democracia y el respeto por los derechos fundamentales en el país.

## Gobierno y política

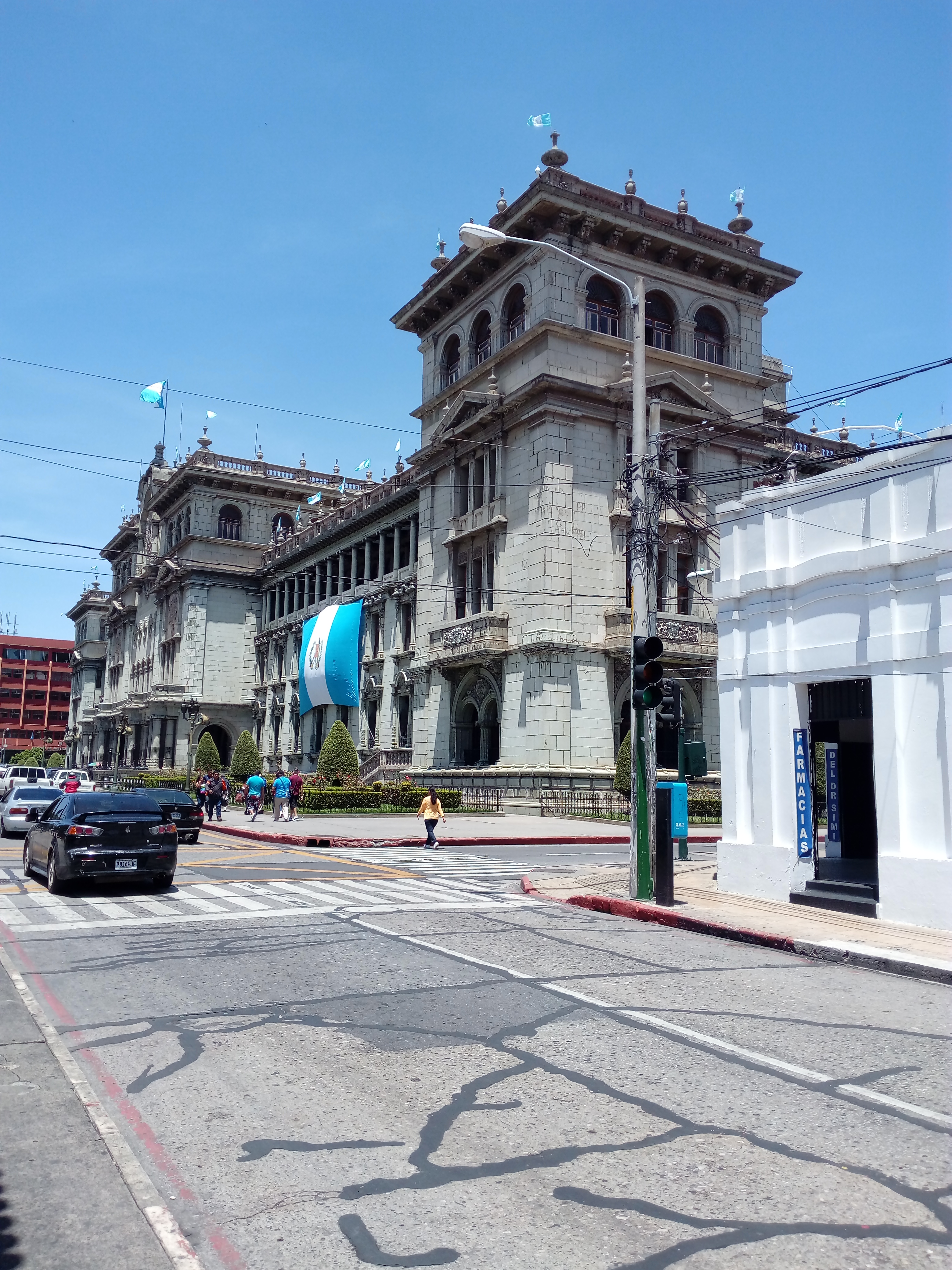
El Palacio Nacional de la Cultura sirvió durante muchos años como la sede del Gobierno de la República de Guatemala; (ubicado en el centro histórico de la Ciudad de Guatemala, zona 1)

La actual política de Guatemala está regida por la Constitución Política de la República de Guatemala de 1985 y reformada en 1993 en la que se establece a Guatemala como un Estado libre, independiente y soberano. Su sistema de gobierno es republicano, democrático, representativo y organizado.
En junio de 2023, debido al allanamiento de la sede del Movimiento Semilla, el gobierno de Estados Unidos acusó al Ministerio Público de realizar acciones comparables con las de una dictadura.

### Organismo ejecutivo
Este organismo o poder es ejercido por el Presidente de la República de Guatemala, el Vicepresidente de la República de Guatemala y el Consejo de Ministros y por las demás entidades públicas correspondientes a este organismo. El Presidente y el vicepresidente son elegidos por un período improrrogable de cuatro años por medio del sufragio universal y secreto. El presidente de la República es el Comandante en Jefe de las Fuerzas Armadas de Guatemala y las Fuerzas Públicas. El actual Presidente de la República de Guatemala es Bernardo Arévalo y la actual Vicepresidente de la República de Guatemala es Karin Herrera.

### Organismo legislativo
Este organismo o poder está ejercido por el Congreso de la República de Guatemala, el cual consta de un hemiciclo formado por 158 diputados de los diferentes distritos electorales para un período de gestión de cuatro años pudiendo ser reelectos mediante el sufragio universal y secreto. Su función primordial es representar al pueblo, además tiene la potestad legislativa, es decir está a cargo de crear, derogar o modificar las leyes.
Sus períodos o sesiones ordinarias comenzarán el 14 de enero al 15 de mayo y del 1 de agosto al 30 de noviembre de cada año, sin necesidad de convocatoria, así también podrá hacerlo en reuniones extraordinarias cuando sea de principal importancia. El actual Presidente del Congreso de la República de Guatemala es Nery Ramos y Ramos.

### Organismo judicial

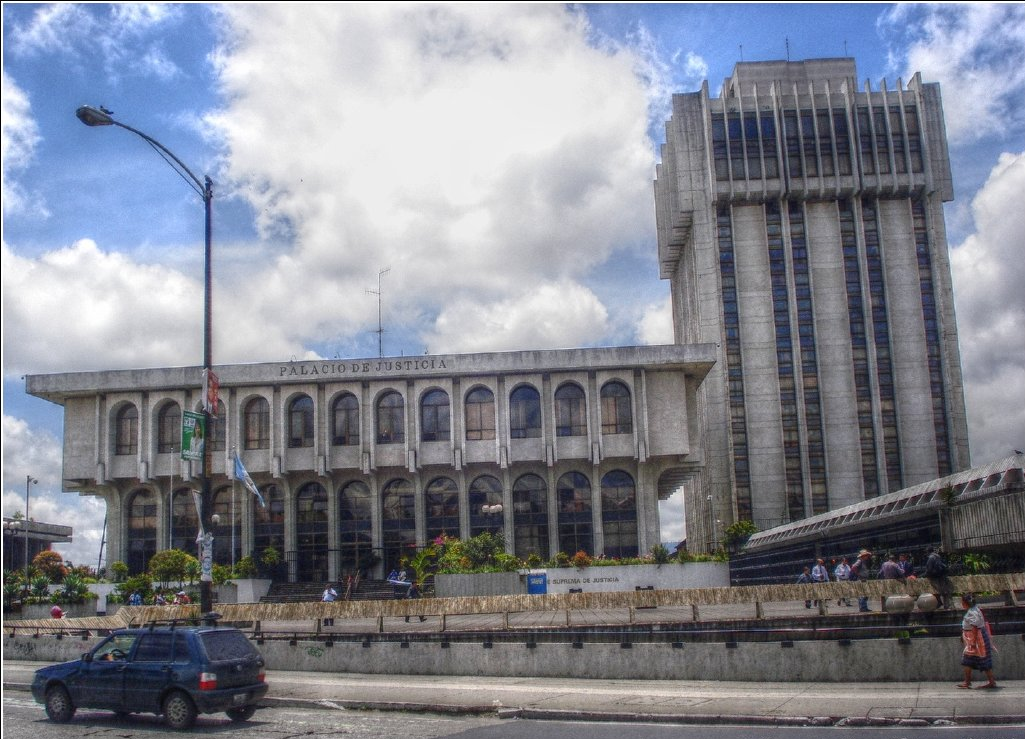
Palacio de Justicia, sede de la Corte Suprema de Justicia.

Este organismo es ejercido por la Corte Suprema de Justicia de la República de Guatemala la cual está conformada por 13 magistrados electos por el Congreso de la República para un período de gestión de cinco años. La función de dicho organismo está establecida en la ley, que establece que la Corte Suprema de Justicia podrá administrar la justicia conforme lo dicte la Constitución y las demás leyes. El actual Presidente del Organismo Judicial y la Corte Suprema de Justicia es el Lic. José Arturo Sierra González, Magistrado Vocal XI. Su sede se encuentra en el Palacio de Justicia en la Zona 4 de la Ciudad de Guatemala.
El máximo tribunal en materia constitucional es la Corte de Constitucionalidad formada por 5 magistrados, los cuales velan porque se cumpla la Constitución Política de la República de Guatemala. Actualmente el Organismo Judicial encabeza el Sistema de Justicia en Guatemala.

### Derechos humanos
En materia de derechos humanos, respecto a la pertenencia a los siete organismos de la Carta Internacional de Derechos Humanos, que incluyen al Comité de Derechos Humanos (HRC), Guatemala ha firmado o ratificado:
| Guatemala | Tratados internacionales | Tratados internacionales | Tratados internacionales | Tratados internacionales | Tratados internacionales  | Tratados internacionales | Tratados internacionales | Tratados internacionales | Tratados internacionales    | Tratados internacionales | Tratados internacionales | Tratados internacionales | Tratados internacionales | Tratados internacionales | Tratados internacionales | Tratados internacionales    | Tratados internacionales | Tratados internacionales |
| --- | --- | ------------------------ | --- | --- | ------------------------- | ------------------------ | ------------------------ | ------------------------ | --------------------------- | --- | ------------------------ | ------------------------ | ------------------------ | ------------------------ | ------------------------ | --------------------------- | ------------------------ | ------------------------ |
| Guatemala | CESCR | CESCR                    | CCPR | CCPR | CCPR                      | CERD                     | CED                      | CEDAW                    | CEDAW                       | CAT | CAT                      | CRC                      | CRC                      | CRC                      | CRC                      | MWC                         | CRPD                     | CRPD                     |
| Guatemala | CESCR | CESCR-OP                 | CCPR | CCPR-OP1 | CCPR-OP2-DP               | CERD                     | CED                      | CEDAW                    | CEDAW-OP                    | CAT | CAT-OP                   | CRC                      | CRC-OP-AC                | CRC-OP-SC                | CRC-OP-CP                | MWC                         | CRPD                     | CRPD-OP                  |
| Pertenencia | Guatemala ha reconocido la competencia de recibir y procesar comunicaciones individuales por parte de los órganos competentes. | Sin información.         | Guatemala ha reconocido la competencia de recibir y procesar comunicaciones individuales por parte de los órganos competentes. | Guatemala ha reconocido la competencia de recibir y procesar comunicaciones individuales por parte de los órganos competentes. | Ni firmado ni ratificado. | Firmado y ratificado.    | Sin información.         | Firmado y ratificado.    | Firmado pero no ratificado. | Guatemala ha reconocido la competencia de recibir y procesar comunicaciones individuales por parte de los órganos competentes. | Sin información.         | Firmado y ratificado.    | Firmado y ratificado.    | Firmado y ratificado.    | Sin información.         | Firmado pero no ratificado. | Firmado y ratificado.    | Firmado y ratificado.    |
| Firmado y ratificado, firmado, pero no ratificado, ni firmado ni ratificado, sin información, ha accedido a firmar y ratificar el órgano en cuestión, pero también reconoce la competencia de recibir y procesar comunicaciones individuales por parte de los órganos competentes. | |                          | | |                           |                          |                          |                          |                             | |                          |                          |                          |                          |                          |                             |                          |                          |

## Organización territorial
Guatemala está organizada en ocho regiones, veintidós departamentos y trescientos cuarenta municipios.

### Departamentos
Los departamentos de Guatemala son:
| Departamentos de Guatemala |           |         |        |      |                |            |            |       |                  |        |                       |                     |
| Zacapa Chiquimula Sacatepéquez San Marcos Retalhuléu Huehuetenango Quiché Alta Verapaz Izabal Suchitepéquez Baja Verapaz Chimaltenango El Progreso Petén Jalapa Escuintla Océano Pacífico Jutiapa Honduras El Salvador Mar Caribe Quetzaltenango Belice Totonicapán Sololá Santa Rosa Guatemala México \| Área \| Población \| Bandera \| Escudo \| Mapa \| Departamento \| Municipios \| Área (km²) \| % \| Población (hab.)[197] \| ISO:GT[198] \| Cabecera \| Ciudad más poblada \| \| ---- \| --------- \| ------- \| ------ \| ---- \| -------------- \| ---------- \| ---------- \| ----- \| --------------------- \| ----------- \| --------------------- \| ------------------- \| \| 01 \| 09 \| \| \| \| Petén \| 14 \| 35 854 \| 32,93 \| 638,296 \| GT-PE \| Flores \| Sayaxché \| \| 05 \| 02 \| \| \| \| Huehuetenango \| 32 \| 7400 \| 6,80 \| 1,143,887 \| GT-HU \| Huehuetenango \| Santa Cruz Barillas \| \| 04 \| 05 \| \| \| \| Quiché \| 21 \| 8378 \| 7,69 \| 953,027 \| GT-QC \| Santa Cruz del Quiché \| Chichicastenango \| \| 03 \| 03 \| \| \| \| Alta Verapaz \| 17 \| 8686 \| 7,98 \| 1,112,781 \| GT-AV \| Cobán \| Cobán \| \| 02 \| 14 \| \| \| \| Izabal \| 5 \| 9038 \| 8,30 \| 413,399 \| GT-IZ \| Puerto Barrios \| Morales \| \| 07 \| 04 \| \| \| \| San Marcos \| 30 \| 3791 \| 3,48 \| 1,019,719 \| GT-SM \| San Marcos \| Malacatán \| \| 17 \| 06 \| \| \| \| Quetzaltenango \| 24 \| 1953 \| 1,79 \| 789,358 \| GT-QZ \| Quetzaltenango \| Quetzaltenango \| \| 21 \| 11 \| \| \| \| Totonicapán \| 8 \| 1061 \| 0,97 \| 476,369 \| GT-TO \| Totonicapán \| Totonicapán \| \| 20 \| 12 \| \| \| \| Sololá \| 19 \| 1061 \| 0,97 \| 437,145 \| GT-SO \| Sololá \| Sololá \| \| 16 \| 08 \| \| \| \| Chimaltenango \| 16 \| 1979 \| 1,82 \| 666,938 \| GT-CM \| Chimaltenango \| Chimaltenango \| \| 22 \| 20 \| \| \| \| Sacatepéquez \| 16 \| 465 \| 0,43 \| 248,019 \| GT-SA \| Antigua Guatemala \| Antigua Guatemala \| \| 14 \| 01 \| \| \| \| Guatemala \| 17 \| 2126 \| 1,95 \| 2,541,581 \| GT-GU \| Ciudad de Guatemala \| Ciudad de Guatemala \| \| 09 \| 19 \| \| \| \| Baja Verapaz \| 8 \| 3124 \| 2,87 \| 270,521 \| GT-BV \| Salamá \| Salamá \| \| 18 \| 22 \| \| ND \| \| El Progreso \| 8 \| 1922 \| 1,76 \| 158,092 \| GT-PR \| Guastatoya \| Sanarate \| \| 15 \| 17 \| \| \| \| Jalapa \| 7 \| 2063 \| 1,89 \| 318,420 \| GT-JA \| Jalapa \| Jalapa \| \| 11 \| 21 \| \| \| \| Zacapa \| 11 \| 2690 \| 2,47 \| 221,646 \| GT-ZA \| Zacapa \| Zacapa \| \| 13 \| 15 \| \| \| \| Chiquimula \| 11 \| 2376 \| 2,18 \| 370,891 \| GT-CQ \| Chiquimula \| Chiquimula \| \| 19 \| 18 \| \| ND \| \| Retalhuléu \| 9 \| 1856 \| 1,70 \| 304,168 \| GT-RE \| Retalhuléu \| Retalhuléu \| \| 12 \| 10 \| \| \| \| Suchitepéquez \| 21 \| 2510 \| 2,31 \| 516,467 \| GT-SU \| Mazatenango \| Mazatenango \| \| 06 \| 07 \| \| \| \| Escuintla \| 13 \| 4386 \| 4,03 \| 701,016 \| GT-ES \| Escuintla \| Escuintla \| \| 10 \| 16 \| \| \| \| Santa Rosa \| 14 \| 2995 \| 2,75 \| 346,590 \| GT-SR \| Cuilapa \| Barberena \| \| 08 \| 13 \| \| \| \| Jutiapa \| 17 \| 3216 \| 2,95 \| 436,076 \| GT-JU \| Jutiapa \| Jutiapa \| Los departamentos son regidos por un gobernador, nombrado por el gobierno central, quienes en su ejercicio son auxiliados por un Consejo Departamental de Desarrollo en el que participan los alcaldes del respectivo departamento y representantes de las diversas organizaciones sociales y económicas. |           |         |        |      |                |            |            |       |                  |        |                       |                     |
| Área | Población | Bandera | Escudo | Mapa | Departamento   | Municipios | Área (km²) | %     | Población (hab.) | ISO:GT | Cabecera              | Ciudad más poblada  |
| 01 | 09        |         |        |      | Petén          | 14         | 35 854     | 32,93 | 638,296          | GT-PE  | Flores                | Sayaxché            |
| 05 | 02        |         |        |      | Huehuetenango  | 32         | 7400       | 6,80  | 1,143,887        | GT-HU  | Huehuetenango         | Santa Cruz Barillas |
| 04 | 05        |         |        |      | Quiché         | 21         | 8378       | 7,69  | 953,027          | GT-QC  | Santa Cruz del Quiché | Chichicastenango    |
| 03 | 03        |         |        |      | Alta Verapaz   | 17         | 8686       | 7,98  | 1,112,781        | GT-AV  | Cobán                 | Cobán               |
| 02 | 14        |         |        |      | Izabal         | 5          | 9038       | 8,30  | 413,399          | GT-IZ  | Puerto Barrios        | Morales             |
| 07 | 04        |         |        |      | San Marcos     | 30         | 3791       | 3,48  | 1,019,719        | GT-SM  | San Marcos            | Malacatán           |
| 17 | 06        |         |        |      | Quetzaltenango | 24         | 1953       | 1,79  | 789,358          | GT-QZ  | Quetzaltenango        | Quetzaltenango      |
| 21 | 11        |         |        |      | Totonicapán    | 8          | 1061       | 0,97  | 476,369          | GT-TO  | Totonicapán           | Totonicapán         |
| 20 | 12        |         |        |      | Sololá         | 19         | 1061       | 0,97  | 437,145          | GT-SO  | Sololá                | Sololá              |
| 16 | 08        |         |        |      | Chimaltenango  | 16         | 1979       | 1,82  | 666,938          | GT-CM  | Chimaltenango         | Chimaltenango       |
| 22 | 20        |         |        |      | Sacatepéquez   | 16         | 465        | 0,43  | 248,019          | GT-SA  | Antigua Guatemala     | Antigua Guatemala   |
| 14 | 01        |         |        |      | Guatemala      | 17         | 2126       | 1,95  | 2,541,581        | GT-GU  | Ciudad de Guatemala   | Ciudad de Guatemala |
| 09 | 19        |         |        |      | Baja Verapaz   | 8          | 3124       | 2,87  | 270,521          | GT-BV  | Salamá                | Salamá              |
| 18 | 22        |         | ND     |      | El Progreso    | 8          | 1922       | 1,76  | 158,092          | GT-PR  | Guastatoya            | Sanarate            |
| 15 | 17        |         |        |      | Jalapa         | 7          | 2063       | 1,89  | 318,420          | GT-JA  | Jalapa                | Jalapa              |
| 11 | 21        |         |        |      | Zacapa         | 11         | 2690       | 2,47  | 221,646          | GT-ZA  | Zacapa                | Zacapa              |
| 13 | 15        |         |        |      | Chiquimula     | 11         | 2376       | 2,18  | 370,891          | GT-CQ  | Chiquimula            | Chiquimula          |
| 19 | 18        |         | ND     |      | Retalhuléu     | 9          | 1856       | 1,70  | 304,168          | GT-RE  | Retalhuléu            | Retalhuléu          |
| 12 | 10        |         |        |      | Suchitepéquez  | 21         | 2510       | 2,31  | 516,467          | GT-SU  | Mazatenango           | Mazatenango         |
| 06 | 07        |         |        |      | Escuintla      | 13         | 4386       | 4,03  | 701,016          | GT-ES  | Escuintla             | Escuintla           |
| 10 | 16        |         |        |      | Santa Rosa     | 14         | 2995       | 2,75  | 346,590          | GT-SR  | Cuilapa               | Barberena           |
| 08 | 13        |         |        |      | Jutiapa        | 17         | 3216       | 2,95  | 436,076          | GT-JU  | Jutiapa               | Jutiapa             |

### Regiones

#### Franja Transversal del Norte
La Franja Transversal del Norte (FTN) es una región de Guatemala limitada, al norte, por una línea imaginaria entre el Vértice de Santiago en Huehuetenango y Santo Tomás de Castilla en Izabal y, al sur, por La Mesilla en Huehuetenango y el Lago de Izabal. Comprende, de oeste a este, parte de los departamentos de Huehuetenango, Quiché, Alta Verapaz e Izabal. Tiene una superficie aproximada de quince mil setecientos cincuenta kilómetros cuadrados. En la región existen proyectos para explotar la riqueza de las tierras de la zona y la creación de una importante red vial para facilitar las explotaciones petroleras y mineras. Durante la Guerra Civil de Guatemala, fue el escenario de la mayoría de las masacres y combates más graves que ocurrieron en el conflicto.

### Ciudades más pobladas
| N.º. | Ciudad              | Departamento | Población (2018) | Imagen |
| ---- | ------------------- | ------------ | ---------------- | ------ |
| 1    | Ciudad de Guatemala | Guatemala    | 2.450.212        |        |
| 2    | Villa Nueva         | Guatemala    | 618.397          |        |
| 3    | Mixco               | Guatemala    | 507.549          |        |
| 4    | Cobán               | Alta Verapaz | 310.102          |        |
| 5    | San Pedro Carchá    | Alta Verapaz | 279.972          |        |

### Ciudades más importantes
| N.º. | Ciudad              | Departamento   | Conurbación                                 | Imagen |
| ---- | ------------------- | -------------- | ------------------------------------------- | ------ |
| 1    | Ciudad de Guatemala | Guatemala      | Área metropolitana de Guatemala             |        |
| 2    | Quetzaltenango      | Quetzaltenango | Área metropolitana de Los Altos             |        |
| 3    | Puerto Barrios      | Izabal         | Puerto Barrios Livingston                   |        |
| 4    | Antigua Guatemala   | Sacatepéquez   | Antigua Guatemala Ciudad Vieja Jocotenango  |        |
| 5    | Escuintla           | Escuintla      | Escuintla Palín                             |        |
| 6    | Retalhuleu          | Retalhuleu     | Retalhuleu San Felipe San Martín Zapotitlán |        |
| 7    | Mazatenango         | Suchitepéquez  | Cuyotenango Mazatenango                     |        |
| 8    | Cobán               | Alta Verapaz   | Conurbación Metropolitana de las Verapaces  |        |
| 9    | Flores              | Petén          | Flores Santa Elena de la Cruz               |        |
| 10   | San Marcos          | San Marcos     | San Marcos San Pedro Sacatepéquez           |        |

## Geografía
Guatemala es un país ubicado en la región subtropical del hemisferio norte,  en la sección septentrional de América Central. Limita al norte y al oeste con México, al noreste con Belice, al este con Honduras, y al sureste con El Salvador, y esta bañada al sur por el océano Pacífico (254 km)  y al noreste por el golfo de Honduras (148 km) del mar Caribe—parte del Atlántico—. Las diferentes zonas ecológicas varían desde el nivel del mar hasta aproximadamente 4000 msnm, con precipitaciones pluviales que varían desde los 400 hasta aproximadamente 4000 mm anuales, con un clima cálido tropical, más templado en el altiplano.
Es un país en gran parte montañoso, con la notable excepción de sus bordes marítimos donde se extienden llanuras costeras bajas y, a veces, pantanosas. Dos grandes cadenas montañosas de altitud elevada recorren la parte central del país en dirección NO-SE, dividiéndolo en tres áreas geográficas distintas:
- las altiplanicies de montañas y de volcanes donde vive la mayoría de la población, donde emergen dos grandes relieves montañosos con por un lado, al este, la sierra Madre  y, por otro, parte, al oeste, la sierra de los Cuchumatanes;
- la selva tropical del Petèn, en el noreste, una meseta caliza completamente llana con extensos fenómenos cártiscos y áreas pantanosas que se extiende hasta la península de Yucatán en México, que comprende desde zonas de pastoreo hasta selvas altas (bosques húmedos tropicales) y que está poco poblada.
- las llanuras costeras que bordean los dos océanos, el Atlántico, al este, y el Pacífico, al oeste, que se caracterizan por un clima relativamente cálido; en la estrecha vertiente del Pacífico, de unos 150 km de anchura, muy húmeda y fértil en su parte central, se localiza la mayor densidad de población.

Estas áreas varían en clima, elevación y paisaje, ocasionando importantes contrastes entre las tierras bajas tropicales, cálidas y húmedas, y los picos y valles de las tierras altas. El clima es tropical, cálido y húmedo en el Pacífico y en las tierras bajas de Petén. Es más templado en las tierras altas, llegando a frío gélido en la parte alta de la sierra de Cuchumatanes, y más cálido/seco en los departamentos más orientales. Las ciudades más importantes se encuentran en las tierras altas —en el altiplano central, la Ciudad de Guatemala (1609 msnm) y Antigua Guatemala (1530 m); en el altiplano occidental, Quetzaltenango (2357 m)— y en las llanuras de la costa del Pacífico —Coatepeque (515 m), Mazatenango (a 220 m) y Escuintla (a 300 m)—. Sin embargo la tercera ciudad,  Puerto Barrios, se encuentra a orillas del mar Caribe.
El extremo meridional de las tierras altas occidentales está marcado por la Sierra Madre, que se extiende desde la frontera con México, al sur y al este, y continúa en elevaciones más bajas hacia El Salvador. La cadena montañosa se caracteriza por los conos volcánicos escarpados, incluido el volcán Tajumulco (4220 m) el punto más alto del país y de Centroamérica que se encuentra en el departamento de San Marcos. El número de volcanes es importante y su presencia en el norte es causada por ser el punto de encuentro de tres placas tectónicas: la norteamericana, la caribeña y la de Cocos. Los 37 volcanes del país 4 activos: Pacaya (2552 m), Santiaguito, Fuego (3763 m) y Tacaná (4030 m)), se encuentran en esta cadena montañosa y abundan en las tierras altas, por lo que los terremotos suelen ser frecuentes (el último gran terremoto fue el 4 de febrero de 1976 y mató a más de 23 000 personas en el altiplano central).
La cadena montañosa del norte, la sierra de los Cuchumatanes, comienza cerca de la frontera mexicana y se extiende hacia el este a través de las sierras Chuacús y Chamá y hacia el sur a las sierras de Santa Cruz y Minas cerca del Caribe. Las montañas septentrionales y meridionales están separadas por el valle del Motagua, donde el río Motagua y sus afluentes desaguan desde la sierra hacia el Caribe siendo navegable en su extremo inferior, donde forma el límite con Honduras.
Hidrográficamente, dos son las vertientes del país: la del Pacífico (25% del país), con ríos cortos, de curso rápido e impetuoso, como el Suchiate (161 km) y el Paz (134 km); y la del Atlántico, la más amplia, dividida en dos subvertientes: la del golfo de Honduras (mar Caribe, 35% del país), con ríos extensos y profundos —propios para la navegación y la pesca, como el río Motagua (486 km), el Grande (87 km) y el Dulce (43 km), desagüe natural del lago de Izabal, y ríos no navegables, como el Polochic (194 km) y el Sarstún (111 km)—  y la del golfo de México (40% del país), que drena por territorio mexicano a través de la península de Yucatán —en la que sobresalen el río La Pasión (354 km) y el Chixoy o Negro (529 km), afluentes ambos del río Usumacinta (850 km), el río más largo y caudaloso de Centroamérica, y frontera natural entre Guatemala y  México—. El lago de Izabal, que se encuentra cerca de la costa del Caribe, es el más grande del país (589,6 km²).
El mar patrimonial de Guatemala está constituido por dos regiones: el mar territorial, que se mide desde la línea costera hasta 12 millas náuticas mar adentro; y la zona económica exclusiva, que alcanza hasta las 200 mn desde el litoral.

### Posición geográfica
| Noroeste: · México | Norte: · México      | Nordeste: Belice Golfo de Honduras |
| Oeste: · México    |                      | Este: Honduras                     |
| Suroeste: · México | Sur: Océano Pacífico | Sureste: · El Salvador             |

### Relieve
Es un país  marcadamente montañoso (casi el 60% de su territorio), gran parte de origen volcánico, con la notable excepción de sus bordes marítimos —de extensas llanuras costeras bajas y, a veces, pantanosas, con suaves playas— y las planicies bajas del norte del país, la región del Petén. Dos grandes cadenas montañosas de altitud elevada recorren la parte central del país en dirección, dividiéndolo en tres áreas geográficas distintas:
- las altiplanicies de montañas y de volcanes donde vive la mayoría de la población, donde emergen dos grandes relieves montañosos con por un lado, al este, la sierra Madre y, por otro, parte, al oeste, la sierra de los Cuchumatanes ;
- la selva tropical del Petèn, en el noreste, una meseta caliza completamente llana con extensos fenómenos cártiscos y áreas pantanosas que se extiende hasta la península de Yucatán en México; que comprende desde zonas de pastoreo hasta selvas altas (bosques húmedos tropicales) y que está poco poblada.
- las llanuras costeras que bordean los dos océanos, el Atlántico, al este, y el Pacífico, al oeste, que se caracterizan por un clima relativamente cálido. En la estrecha vertiente del Pacífico, de unos 150 km de anchura, muy húmeda y fértil en su parte central, se localiza la mayor densidad de población.

El extremo meridional de las tierras altas occidentales está marcado por la sierra Madre del Sur, continuación de la sierra Madre de Chiapas que se extiende unos 280 km en paralelo al Pacífico desde la frontera con México, al sur y al este, y continúa en elevaciones más bajas hacia El Salvador y Honduras por el cerro Oscuro. La cadena montañosa se caracteriza por los conos volcánicos escarpados, incluido el volcán Tajumulco (4220 m) el punto más alto del país y de Centroamérica que se encuentra en el departamento de San Marcos. Guatemala es uno de los países más volcánicos del mundo y su presencia en el norte es causada por ser el punto de encuentro de tres placas tectónicas: la norteamericana, la caribeña y la de Cocos. Los 37 volcanes del país (4 activos: Pacaya (2552 m), Santiaguito, Fuego (3763 m) y Tacaná (4030 m)), se encuentran en esta cadena montañosa y abundan en las tierras altas, por lo que los terremotos suelen ser frecuentes (el último gran terremoto fue el 4 de febrero de 1976 y mató a más de 23 000 personas en el altiplano central).
La cadena montañosa septentrional, la sierra de los Cuchumatanes, comienza cerca de la frontera mexicana y se extiende hacia el este a través de las sierras Chuacús y Chamá y hacia el sur a las sierras de Santa Cruz y Minas, cerca del Caribe. Las montañas septentrionales y meridionales están separadas por el valle del Motagua, donde el río Motagua y sus afluentes desaguan desde la sierra hacia el Caribe siendo navegable en su extremo inferior, donde forma el límite con Honduras.

### Volcanes
Guatemala forma parte del Cinturón de Fuego del Pacífico, que incluye, además de la costa del Pacífico, las islas Aleutianas, Japón e Indonesia. La causa de que haya muchos volcanes en la región, como se expondrá en el apartado sobre Geología, es la subducción de la placa de Cocos bajo la placa del Caribe frente a la costa del Pacífico. Dos cadenas montañosas recorren el país llegando desde México, al norte, hasta alcanzar la frontera de Honduras y El Salvador, al sur: la Sierra Madre de Chiapas y la sierra de los Cuchumatanes. La mayoría de las estructuras volcánicas se hallan en la Sierra Madre.
En Guatemala se han identificado la sorprendente cantidad de 324 focos eruptivos. La mayor parte de ellos son pequeños conos cineríticos y de lava en la parte suroriental del país; el mayor número se encuentra en el departamento de Jutiapa (181 focos), seguido de Santa Rosa (42), Jalapa (31), Chiquimula (27), Guatemala (13), Quezaltenango (11), Sololá (7), Escuintla (4), San Marcos y Totonicapán (2) y Chimaltenango, Sacatepéquez, El Progreso, y Zacapa (1). De esas estructuras identificadas como de origen volcánico, solamente una treintena tienen forma de cono volcánico (34 a 37) y son considerados volcanes, y de ellos son once los que están clasificados como «activos» en el «Catálogo de los Volcanes Activos del Mundo»: Tacaná, Tajumulco, Santa María, Cerro Quemado, Zuníl, Atitlán, Tolimán, Acatenango, Fuego, Agua, Pacaya y Tecuamburru. Y de estos últimos y tan solo tres han registrado erupciones en los últimos diez años de: Santiaguito, Fuego y Pacaya.
Los volcanes más altos se encuentran en la parte occidental y central del país, y al sur son más bajos y abundantes, desde el volcán Tacaná en la frontera Guatemala-México (4092 m), hasta el volcán Chingo (1775 m) en la frontera Guatemala-El Salvador. Once superan los 3000 m. El volcán más alto y cumbre más elevada del país es el volcán Tajumulco, de 4220 m, un estratovolcán sobrepuesto al altiplano compuesto de andesita hombléndica piroxénica; tiene dos cúspides, la menor, a 4100 m se llama Cerro Concepción. El de mayor volumen es el volcán de Agua (3766 m), con un diámetro de 15 km. Este, junto con el volcán Acatenango y el volcán de Fuego (3763 m), cierran por el sur la ciudad de Antigua, que se abandonó en el siglo XVIII como capital del país a causa de los frecuentes terremotos. Destacan también el volcán Santa María (3772 m) y el volcán Atitlán (3537 m), situado junto al lago de su mismo nombre
Los volcanes más activos son el Santiaguito, formado tras una erupción del volcán Santa María, el de Fuego y el Pacaya (2552 m) situado junto al lago de Amatitlán, en las cercanías de la capital, que es uno de los volcanes más activos del mundo. Los tres han experimentado actividad en el mes de junio de 2020. Solamente el volcán Tacaná tiene una zona de fumarolas.
- Volcanes activos de Guatemala
- Volcán de Pacaya (en 1992)
- Volcán de Fuego
- Volcán Santiaguito (2009)
- Volcán de Fuego (2011)

| Imagen | Volcán                                | Cordillera              | Departamento                                                                         | Altitud   | Altura entorno | Tipo                         | Composición       | Coordenadas                                 |
|        | Volcán de Culma                       | Sierra Madre de Chiapas | Departamento de Jutiapa                                                              | 1027      | 130            | Cono de escoria              | Basalto           | 14°17′50″N 89°52′40″O / 14.29722, -89.87778 |
|        | Volcán Amayo                          |                         | Departamento de Jutiapa                                                              | 1050      |                | Estratovolcán                | Basalto           | 14°18′15″N 89°59′40″O / 14.30417, -89.99444 |
|        | Volcán Las Víboras                    |                         | Departamento de Jutiapa                                                              | 1100      | 500            | Volcán en escudo             | Basalto           | 14°12′45″N 89°43′35″O / 14.21250, -89.72639 |
|        | Volcán Cerro Redondo                  |                         | Departamento de Santa Rosa                                                           | 1220−1267 | 120            | Cono cinerítico o de cenizas | Basalto           | 14°22′55″N 90°25′50″O / 14.38194, -90.43056 |
|        | Volcán Monte Rico                     |                         | Departamento de Jutiapa                                                              | 1285      | 200            | Cono de escoria              | Basalto           | 14°31′55″N 89°38′20″O / 14.53194, -89.63889 |
|        | Volcán Ixtepeque                      | Sierra Madre de Chiapas | Departamento de Jutiapa                                                              | 1292      | 500            | Domo de lava                 | Obsidiana         | 14°25′25″N 89°41′00″O / 14.42361, -89.68333 |
|        | Volcán de Ipala                       | Sierra Madre de Chiapas | Departamento de Chiquimula Departamento de Jutiapa                                   | 1650      | 800            | Estratovolcán                | Basalto           | 14°33′25″N 89°38′25″O / 14.55694, -89.64028 |
|        | Volcán Moyuta                         | Sierra Madre de Chiapas | Departamento de Jutiapa                                                              | 1662      | 500            | Estratovolcán                | Andesita          | 14°01′40″N 90°02′25″O / 14.02778, -90.04028 |
|        | Volcán de Cruz Quemada                |                         | Departamento de Santa Rosa                                                           | 1690      |                | Cono de escoria              | Basalto           | 14°09′35″N 90°16′55″O / 14.15972, -90.28194 |
|        | Volcán Tahual                         | Sierra Madre de Chiapas | Departamento de Jalapa Departamento de Jutiapa                                       | 1716      | 500            | Estratovolcán                | Basalto           | 14°26′05″N 89°54′15″O / 14.43472, -89.90417 |
|        | Volcán Chingo                         | Sierra Madre de Chiapas | Departamento de Jutiapa                                                              | 1775      | 900            | Estratovolcán                | Basalto           | 14°07′00″N 89°43′35″O / 14.11667, -89.72639 |
|        | Volcán Tobón                          |                         | Departamento de Jalapa                                                               | 1800−2087 |                | Cono de escoria              | Basalto           | 14°47′40″N 89°54′50″O / 14.79444, -89.91389 |
|        | Volcán Jumaytepeque                   |                         | Departamento de Santa Rosa                                                           | 1815      | 800            | Volcán en escudo             | Basalto           | 14°20′20″N 90°16′15″O / 14.33889, -90.27083 |
|        | Volcán Tecuamburro                    | Sierra Madre de Chiapas | Departamento de Santa Rosa                                                           | 1840      | 700            | Estratovolcán                | Basalto           | 14°09′45″N 90°25′15″O / 14.16250, -90.42083 |
|        | Volcán Suchitán                       | Cordillera              | Departamento de Jutiapa                                                              | 2042      | 1200           | Estratovolcán                | Basalto           | 14°23′50″N 89°46′45″O / 14.39722, -89.77917 |
|        | Volcán de Alzatate                    | Cordillera              | Departamento de Jalapa                                                               | 2045      | 350            | Cono de escoria              | Basalto           | 14°29′00″N 90°02′15″O / 14.48333, -90.03750 |
|        | Volcán Jumay                          | Cordillera              | Departamento de Jalapa                                                               | 2176      | 600            | Estratovolcán                | Basalto           | 14°39′25″N 89°59′35″O / 14.65694, -89.99306 |
|        | Volcán Santiaguito                    | Cordillera              | Departamento de Quetzaltenango                                                       | 2500      | 370            | Domo de lava                 | Dacita (activo)   | 14°44′33″N 91°34′13″O / 14.74250, -91.57028 |
|        | Volcán de Pacaya                      | Sierra Madre de Chiapas | Departamento de Escuintla Departamento de Guatemala                                  | 2552      | 1000           | Estratovolcán                | Basalto (activo)  | 14°22′50″N 90°36′00″O / 14.38056, -90.60000 |
|        | Volcán Lacandón                       |                         | Departamento de Quetzaltenango                                                       | 2748      |                | Estratovolcán                | Andesita          | 14°48′55″N 91°42′20″O / 14.81528, -91.70556 |
|        | Volcán de Chicabal                    | Sierra Madre de Chiapas | Departamento de Quetzaltenango                                                       | 2900      | 900            | Estratovolcán                | Andesita          | 14°47′13″N 91°39′22″O / 14.78694, -91.65611 |
|        | Volcán San Pedro                      | Sierra Madre de Chiapas | Departamento de Sololá                                                               | 3020      |                | Estratovolcán                | Andesita          | 14°39′21″N 91°15′57″O / 14.65583, -91.26583 |
|        | Volcán Tolimán                        | Sierra Madre de Chiapas | Departamento de Sololá                                                               | 3150      | 1600           | Estratovolcán                | Andesita          | 14°36′45″N 91°11′20″O / 14.61250, -91.18889 |
|        | Volcán de Cerro Quemado (o Almolonga) | Sierra Madre de Chiapas | Departamento de Quetzaltenango                                                       | 3197      | 800            | Domo de lava                 | Andesita          | 14°47′45″N 91°31′07″O / 14.79583, -91.51861 |
|        | Volcán Siete Orejas                   | Sierra Madre de Chiapas | Departamento de Quetzaltenango                                                       | 3370      |                | Estratovolcán                | Andesita          | 14°49′00″N 91°37′00″O / 14.81667, -91.61667 |
|        | Volcán de Santo Tomas                 | Sierra Madre de Chiapas | Departamento de Sololá                                                               | 3505      |                | Estratovolcán                | Andesita          | 14°42′37″N 91°28′43″O / 14.71028, -91.47861 |
|        | Volcán de Atitlán                     | Sierra Madre de Chiapas | Departamento de Sololá Departamento de Suchitepéquez                                 | 3537      | 2000           | Estratovolcán                | Andesita          | 14°34′57″N 91°11′11″O / 14.58250, -91.18639 |
|        | Volcán Zuníl                          | Sierra Madre de Chiapas | Departamento de Quetzaltenango                                                       | 3542      |                | Estratovolcán                | Andesita          | 14°44′20″N 91°26′56″O / 14.73889, -91.44889 |
|        | Volcán de Fuego                       | Sierra Madre de Chiapas | Departamento de Chimaltenango Departamento de Escuintla Departamento de Sacatepéquez | 3763      | 2400           | Estratovolcán                | Andesita (activo) | 14°28′54″N 90°52′54″O / 14.48167, -90.88167 |
|        | Volcán de Agua                        | Sierra Madre de Chiapas | Departamento de Escuintla Departamento de Sacatepéquez                               | 3766      | 2400           | Estratovolcán                | Andesita          | 14°27′52″N 90°44′33″O / 14.46444, -90.74250 |
|        | Volcán Santa María                    | Sierra Madre            | Departamento de Quetzaltenango                                                       | 3772      | 1500           | Estratovolcán                | Andesita (activo) | 14°45′23″N 91°33′06″O / 14.75639, -91.55167 |
|        | Volcán Acatenango                     | Sierra Madre de Chiapas | Departamento de Chimaltenango Departamento de Sacatepéquez                           | 3976      | 2500           | Estratovolcán                | Andesita          | 14°30′02″N 90°52′32″O / 14.50056, -90.87556 |
|        | Volcán Tacaná                         | Sierra de Istatán       | Departamento de San Marcos                                                           | 4092      | 2300           | Estratovolcán                | Andesita          | 15°07′54″N 92°06′30″O / 15.13167, -92.10833 |
|        | Volcán Tajumulco                      | Sierra de las Nubes     | Departamento de San Marcos                                                           | 4220      | 1200           | Estratovolcán                | Andesita          | 15°02′33″N 91°54′14″O / 15.04250, -91.90389 |

### Hidrografía
Los sistemas montañosos determinan las grandes regiones hidrográficas del país:
- vertiente del océano Pacífico (con un litoral costero de 254 km),[221] con ríos que se caracterizan por ser cortos, de curso rápido e impetuoso; son ríos fronterizos el río Suchiate (frontera natural con México, a la altura del departamento de San Marcos) y el río Paz (frontera con El Salvador, a la altura del departamento de Jutiapa).

- vertiente del Atlántico, que a su vez se divide en dos subvertientes:

- la del mar Caribe, toda ella en el golfo de Honduras (con un litoral costero de 148 km), con ríos extensos y profundos, propios para la navegación y la pesca —como el río Motagua o río Grande y el río Dulce, desagüe natural del lago de Izabal— y ríos no navegables,  como el Polochic y el Sarstún (frontera con Belice).
- la del golfo de México que drena a través de la península de Yucatán por territorio mexicano, en la que sobresalen el río La Pasión y el río Chixoy o Negro, donde se ha construido la Hidroeléctrica Chixoy, que provee el 30 % de la electricidad consumida por los guatemaltecos, y donde se ha planificado la construcción de la Hidroeléctrica Xalalá, ahora en licitación. Estos ríos son afluentes del río Usumacinta, el río más largo y caudaloso de Centroamérica, y frontera natural entre Guatemala (departamento de Petén) y México (Chiapas).

Guatemala tiene numerosos lagos y lagunas, muchos de origen volcánico, como el espléndido lago de Atitlán, y el Amatitlán, con manantiales de aguas sulfurosas a altas temperaturas. De origen fluvial destacan el lago Petén Itzá, que tiene varias islas, y en una de ellas se asienta la isla de la ciudad de Flores, y el lago de Izabal, el mayor del país, que drena en el golfo de Honduras a través del río Dulce.
La variabilidad del país en diferentes pisos altitudinales conduce a la variabilidad de climas, fisiografía y suelos, los cuales constituyen factores importantes en la diversidad de hábitats y ecosistemas y por ello en el tipo y variación de vegetación y fauna; ello explica la diversidad de cultivos que pueden producirse y las diferentes formas biológicas susceptibles de ser aprovechadas.
Los recursos hídricos son abundantes si se considera la disponibilidad de agua por habitante, aunque se producen períodos de escasez en determinadas épocas del año, y en determinadas localidades. Debido a su posición geográfica, Guatemala se encuentra en el tránsito de los vientos húmedos que se originan en el mar Caribe y en el océano Pacífico; y por su cercanía con las fuentes de humedad, la precipitación en el país es abundante en las laderas de las montañas expuestas al tránsito de tales vientos. Por ello, el país cuenta, globalmente, con una cantidad significativa de agua que supera sus necesidades: la disponibilidad anual se calcula en 97 120 hm³, lo que equivale, para la población de 2009 de 13.2 millones de personas, a una media de más de 20 m³/día y habitante.

### Clima

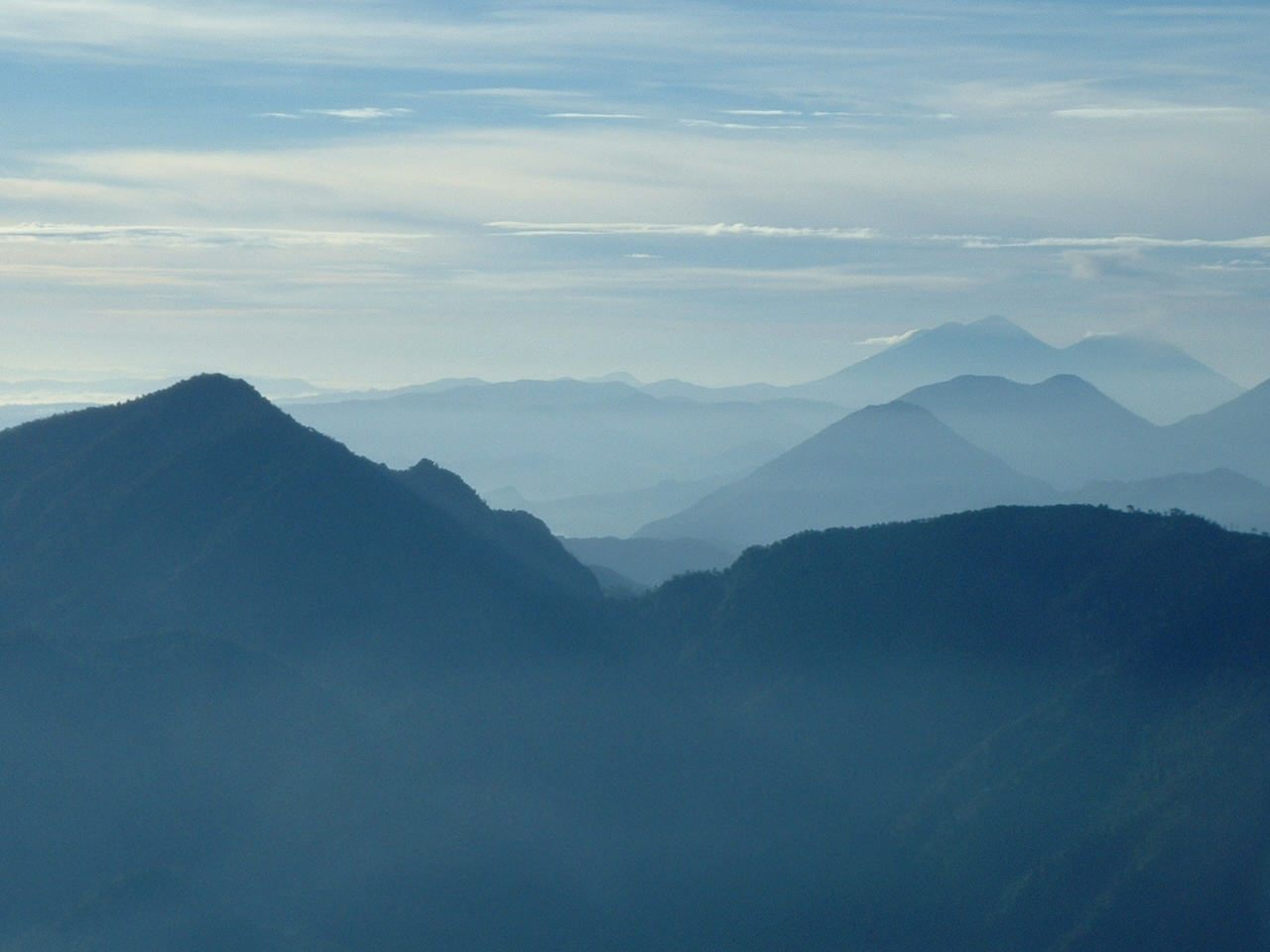
Guatemala es el país con la mayor variedad de microclimas de América.

Existe gran diversidad de climas en Guatemala. El clima en la meseta central es bastante templado, con una media de 15 °C en todo el año. El clima de las regiones costeras es de características más tropicales; la costa atlántica es más húmeda que la del Pacífico, con una temperatura cuya media o promedio anual es de 28,3 °C. La estación de lluvias se presenta entre mayo y noviembre. Las precipitaciones anuales de la zona norte oscilan entre los 1525 mm y los 2540 mm; la Ciudad de Guatemala, en las montañas del sur, recibe cerca de 1320 mm de promedio anual.
Las áreas varían en su clima, elevación y paisaje, por lo cual hay contrastes acusados entre las zonas bajas con un clima tropical, cálido y húmedo, y las regiones altas con picos y valles, en donde las temperaturas son más frías.
El clima es cálido y húmedo en la costa Pacífica, y las zonas bajas de Petén (aunque en este último puede ser cálido y seco), mientras que en las tierras altas y en el área de Cuchumatanes el clima es de frío de montaña y es árido y cálido en las zonas más orientales.

#### Cambio climático
Guatemala es considerada una de las 10 naciones más vulnerables a los efectos del cambio climático según la Agencia de los Estados Unidos para el Desarrollo Internacional. En 2010, Guatemala ocupó el segundo lugar en el mundo en el Índice Global de Riesgo Climático, que indica el nivel de exposición y vulnerabilidad a eventos extremos.
Tanto la producción agrícola comercial como la agricultura de subsistencia han disminuido y, por lo tanto, a los agricultores de subsistencia les resulta más difícil encontrar trabajo como jornaleros cuando sus propias cosechas no dan fruto. Alrededor de 300,000 agricultores de subsistencia informaron pérdida de cultivos debido a la sequía en 2018.

#### El fenómeno de «El Niño» y el cambio climático
Uno de los eventos climáticos de mayor impacto en Guatemala es el Fenómeno de El Niño, con importantes implicaciones en el clima, que se ha reflejado en la variación de los regímenes de lluvia. Bajo eventos severos se ha registrado una disminución importante en los acumulados de lluvia en el inicio de la época lluviosa.
También se han registrado nevadas inusuales en las cumbres más altas del país. Guatemala por estar ubicada en la zona tropical del planeta no registra este fenómeno, pero en la última década ha registrado nevadas más frecuentes e intensas en algunos picos del país. La última gran nevada sobre Guatemala cayó en el volcán Tajumulco el 19 de diciembre de 2009, acumulándose alrededor de 20 cm de nieve en la cumbre de dicho volcán.
El fenómeno se ha asociado a mayor incidencia de frentes fríos, aumento del número de huracanes en el Pacífico mientras que disminuyen en el Atlántico, Caribe y Golfo de México, tal como se ha venido observando en los últimos años. Estas condiciones atmosféricas causan inundaciones importantes en las cuencas de los ríos, principalmente los correspondientes a la vertiente del Pacífico las que se ven agravadas por la alta vulnerabilidad de muchas zonas pobladas establecidas en áreas de alto riesgo, como márgenes de ríos y laderas propensas a deslizamientos.
En relación con las condiciones que traiga el cambio climático se considera que los impactos serán muy fuertes en todos los aspectos de la vida nacional, a menos que haya mejoras sustanciales en las condiciones socioeconómicas. Guatemala es un país altamente vulnerable. Las condiciones sociales del país (índice alto de pobreza, inequidad y exclusión social) hacen que gran parte de la población sufra fácilmente ante situaciones de tensión política, económica y natural, incluyendo los fenómenos climáticos.
- Clima predominante: Clima Tropical.
- Clima en las llanuras: Excesivamente cálidas durante el verano.
- Clima de las mesetas: Gozan de condiciones climáticas más moderadas.
- En la ciudad capital las temperaturas máximas llegan hasta 27 °C y las mínimas descienden hasta los 5 °C.

### Recursos naturales
El suelo, muy fértil, es el recurso más importante de Guatemala, que es básicamente un país forestal. Algunos de los minerales con que cuenta el país, aunque no todos suficientemente explotados, son hierro, petróleo, níquel, plomo, zinc y cromita; se han descubierto depósitos de uranio y mercurio. En el altiplano del departamento de San Marcos, desde el año 2006 se explota el oro.
La región de Petén proporciona especies arbóreas maderables y medicinales, como árbol del hule, chicozapote (Manilkara zapota), ébano (Diospyros ebenum), caoba, palorosa y otros; la madera y sus productos se utilizan tanto para el consumo local como para la exportación, así también se explota en menor grado petróleo.
- Recursos naturales:
  - minería abierta
  - madera
  - Pesca comercial
  - Manilkara zapota
  - energía hidráulica
- Uso de la tierra:
  - Tierra de cultivos: 12 %
  - Cultivos permanentes: 5 %
  - Pastizales permanentes: 24 %
  - Bosques: 54 %
  - Otros: 5 %
- Tierra irrigada: 1250 km²

(Datos de 1993)

#### Áreas protegidas de Guatemala
En Guatemala, según la IUCN, en 2018 se habían establecido 349 áreas protegidas que cubrían unos 22 039 km², el 31% del territorio, y unos 1065 km² de áreas marinas, el 0,9% de los 118 336 km² que pertenecen al país. De estas áreas, 20 son parques nacionales, 4 son monumentos culturales, 5 son áreas de uso múltiple, 6 son refugios naturales, 2 son reservas forestales municipales, 1 es un monumento natural, 2 son reservas protegidas en humedales, 30 son zonas protegidas permanentes, 185 son reservas naturales privadas, 1 es un parque municipal recreativo, 1 es un área regional recreativa y parque natural regional, 1 es una reserva forestal, 6 son biotopos protegidos, 1 es una reserva biológica y 69 son parques municipales regionales. Además, hay 3 reservas de la biosfera de la Unesco (Maya, Sierra de las Minas y Trifinio Fraternidad), 1 lugar patrimonio de la humanidad (parque nacional Tikal) y 7 humedales de importancia internacional que se incluyeron en la Lista de Ramsar. (Pero según el Inventario Nacional de Humedales, hay 252 sitios de humedales, entre lagos, lagunas, ríos, pantanos, etc.).
CONAP, el Consejo Nacional de Áreas protegidas, es la institución encargada de gestionar las áreas protegidas del país desde 1989. La Ley de Áreas Protegidas, LAP, le da jurisdicción sobre el Sistema Guatemalteco de Áreas Protegidas, SIGAP, integrado por el conjunto de zonas protegidas y las entidades que las administran. En la página de enlace se puede encontrar un listado de las áreas protegidas del país que en 2019 incluían 339 áreas protegidas en 6 categorías: parques nacionales; reservas biológicas; biotopos protegidos; monumentos culturales y naturales; refugios de vida silvestre, reservas hídricas y forestales o de usos múltiples; reservas forestales y parques recreativos municipales y regionales; reservas naturales privadas, y reservas de la biosfera.
El primer parque nacional establecido en el país lo fue en 1955, el parque nacional Tikal, en la antigua ciudad maya de Tikal, rodeada de selva (fue también el primer sitio mixto del Patrimonio Mundial de la UNESCO en el mundo); el parque más grande es el de Laguna del Tigre, con 289 912 ha, y el más pequeño el de Cuevas del Silvino, 8 ha.
En algunas zonas del norte de Guatemala se está implementando la plantación de palma africana de aceite como cultivo industrial en detrimento de especies protegidas como el rosul o cocobolo. Las plantaciones se extienden por Sayaxché, en Petén, y entre Raxruhá y Chisec, en Alta Verapaz.

#### Biodiversidad de Guatemala
A pesar de ser un país pequeño en tamaño, Guatemala es excepcional en términos de diversidad biológica en comparación a otros países y regiones: según Parkswatch y la UICN,  se considera el quinto punto de acceso a la biodiversidad en el mundo. Con siete biomas, Guatemala se sitúa en el primer lugar de Centroamérica en cuanto a diversidad ecorregional (14 ecorregiones) y en segundo lugar en el número total de especies descritas superado únicamente por Costa Rica. En términos de especies endémicas Guatemala ocupa el primer lugar en relación con Centroamérica ya que más del 13% de las especies de mamíferos, reptiles, anfibios, aves y plantas son endémicas. Este rasgo es particularmente notorio para la flora, ya que más del 15% de las especies que existen en el país son consideradas endémicas.
El país cuenta con 14 regiones ecológicas que van desde el bosque de manglar (4 especies), tanto en litorales, bosques secos y matorrales en las tierras altas del este, subtropicales y tropicales selvas tropicales, humedales, bosques nublados en la región de Verapaz, bosques mixtos y bosques de pino en el tierras altas.
Más de un tercio del territorio guatemalteco (36.3% o alrededor de 39 380 km²) está cubierto de bosques. Alrededor de la mitad de los bosques (49.7% o aproximadamente 19 570 km²) se clasifican como bosque primario, que se considera el tipo de bosque con mayor biodiversidad. Guatemala tiene la mayor cantidad de especies arbóreas en la región, pues dentro del territorio se incluyen 17 coníferas (pinos, cipreses, incluido el endémico Abies guatemalensis), la mayor cantidad en cualquier región tropical del mundo. 
Guatemala alberga más de 9000 especies de plantas y animales vertebrados. Guatemala tiene unas 1246 especies conocidas de anfibios, aves, mamíferos y reptiles, según cifras del Centro Mundial de Monitoreo de la Conservación. De estas, el 6.7% son endémicos, lo que significa que no existen en ningún otro país, y el 8.1% son especies amenazadas. Tiene 192 especies de mamíferos nativos, 486 especies de aves (370 especies se reproducen en el país y la presencia adicional de 116 especies más, casi el 20% de la avifauna de especies migratorias). Según Villar, las especies de anfibios nativos se agrupan en nueve familias y 27 géneros, siendo la más numerosa la familia de los anuros (sapos y ranas) con 83 especies. El país tiene la diversidad de salamandras sin pulmones (familia Plethodonitiadae) más alta del mundo, con 41 especies, de las cuales 19 son endémicas. También alberga al menos 8681 especies de plantas vasculares, de las que el 13.5% son endémicas.
El continente americano ha sido considerado como el lugar de origen de una serie de importantes plantas cultivadas, muchas de ellas originarias de la región compartida entre México y Guatemala. El país es considerado como uno de los centros de origen por Nikolai I. Vavilov, quien mediante el análisis del origen y la fuente de variación genética de las plantas cultivadas, consideró a Guatemala como uno de los centros de diversidad genética más ricos del mundo. 
También la diversidad cultural (exclusivamente humana) debe considerarse como parte de la biodiversidad. Al igual que la diversidad genética o de especies, algunos atributos de las culturas. La diversidad cultural se manifiesta por la pluralidad del lenguaje, de las creencias religiosas, de las prácticas del manejo de la tierra, en el arte, en la música, en la estructura social, en la selección de los cultivos, en la dieta.
Estos grupos nativos poseen conocimientos importantes respecto a usos y propiedades de especies; diversidad de recursos genéticos y las técnicas de manejo.
Y con 25 grupos sociolingüísticos, la biodiversidad de Guatemala va más allá de la flora y fauna; sus paisajes y sus raíces culturales y tradiciones son un gran atractivo para el turismo.

### Geología de Guatemala
Guatemala se localiza sobre una porción terrestre geológicamente muy activa, siendo muestra de ello su actual actividad volcánica. Lo que hoy es Sudamérica estaba unida a África hace aproximadamente 160 millones de años. Al final del período Jurásico, hace aproximadamente 130 millones de años, se mostraba el desplazamiento de una parte del antiguo continente hacia el Este, iniciándose así la separación de lo que hoy es Sudamérica. Asimismo, fueron surgiendo pequeñas islas, las denominadas proto-Antillas, que con el tiempo se desplazaron al noreste, formando las Antillas. Hace 100 millones de años, África estaba completamente separada de Sudamérica.
Al final del período Cretácico, hace aproximadamente 80 millones de años, algunas áreas terrestres de Centroamérica septentrional empezaron a emerger, básicamente por actividad volcánica y por el choque de las placas tectónicas, constituyendo el núcleo de Centroamérica, que incluye los altiplanos de Chiapas, el centro y parte montañosa del sur de Guatemala, Honduras, El Salvador y el norte de Nicaragua. De acuerdo a Dengo (1969), el relieve del norte de Centroamérica se incrementó por emanaciones de material volcánico de las fisuras entre las placas tectónicas. Lentamente, en términos de millones de años, Centroamérica fue emergiendo. Hace unos 60 millones de años Norteamérica, incluyendo Centroamérica septentrional, se encontraba separada de Sudamérica por un área marina, que ha sido denominada por algunos geólogos como el canal centroamericano.
En lo relacionado con la estructura e historia geológica, Centroamérica septentrional es parte del subcontinente norteamericano. Más tarde fue surgiendo el arco que forma el sur de Nicaragua y de Costa Rica, también por actividad volcánica. El sur actual de Centroamérica (sur de Nicaragua, Costa Rica y Panamá) se originó a partir de un promontorio submarino en el que se fueron formando una serie de islas volcánicas muy similares a las islas menores, como consecuencia del empuje de la corteza del Caribe hacia el Pacífico. El archipiélago centroamericano siguió emergiendo para formar el resto de Centroamérica, lo cual ocurrió totalmente hace aproximadamente 2 millones de años, cuando finalmente se unieron Centro y Sudamérica al «emerger» una pequeña área que estaba sumergida, y hoy es Panamá. La aparición del archipiélago mesoamericano y luego la conformación de la masa centroamericana permitió la migración de vegetales y animales del norte al sur y del sur al norte. Ello explica el por qué Centroamérica tiene una flora y fauna muy diversas, que proviene tanto del sur como del norte. 
En general, el relieve centroamericano se fue incrementando en el curso de varios millones de años por emanaciones de material volcánico desde las fisuras entre las placas tectónicas. Ello explica el origen volcánico de la mayoría de los suelos de la plataforma central de Centroamérica y de Guatemala, y el poco desarrollo de los suelos de las partes planas del occidente Atlántico, tal como las regiones del Petén, Belice y Yucatán; es decir, los suelos de la plataforma central tienen varias decenas de millones de años de formación, en los que han actuado la flora y el tiempo. Los suelos del departamento de Petén, muchos de ellos kársticos, tienen pocos millones de años de desarrollo y ello explica por qué son poco profundos; las rocas de la parte sur del Petén son predominantemente piedras calizas marinas del Mioceno, de hace aproximadamente 10 millones de años.
La mayor parte del Caribe y de Centroamérica descansa sobre la placa del Caribe, localizada entre las placas tectónicas norteamericana, sudamericana y de Cocos. El territorio de Guatemala está situado sobre tres de esas placas o partes de ellas:
- el bloque Maya en el borde meridional de la placa norteamericana, una placa continental;
- el bloque Chortís del difuso borde norte de la placa del Caribe, también continental;
- y la parte norte de la placa de Cocos, una placa oceánica.

La placa de Cocos colisiona con la placa norteamericana, desplazándose por debajo de ella, el fenómeno denominado subducción, formando la profunda fosa mesoamericana que ha dado lugar a la cadena de volcanes de la costa occidental del Pacífico. Por su parte, la placa del Caribe, que ocupa la mayor parte del país y es relativamente estática, choca por el norte con la placa norteamericana, pero en este caso el fenómeno es de rozamiento, dando lugar a una falla transcurrente o deformante —que ha originado dos fallas importantes: la falla de Chixoy-Polochic, orientada E-W, que se desplaza unos 2 cm anuales, asociada a la cual hay otros plegamientos muy fracturados y fallas secundarias; y la falla de Motagua, al este de la anterior, que sigue el curso del río Motagua desde el mar Caribe hasta Chichicastenango— que atraviesan Guatemala formando un corredor de oeste a este al norte de la cadena volcánica formando cadenas montañosas en el área de la sierra de las Minas.
La base del núcleo centroamericano es metamórfico e ígneo, probablemente de la era precámbrica, que forma el sustrato de las montañas del sur de México y centro de Guatemala. Al norte está cubierto de rocas carbonatadas y detríticas del Paleozoico superior. Al sur, está cubierto por rocas sedimentarias del Mesozoico y detríticas del Triásico, Jurásico y Cretácico. Hacia la costa aparecen las coladas basálticas de la cadena volcánica. En lugares como Todos Santos Cuchumatán se aprecia a ambos lados del valle el vivo contraste entre la roca carbonatada al este y la roca volcánica al oeste.

## Economía

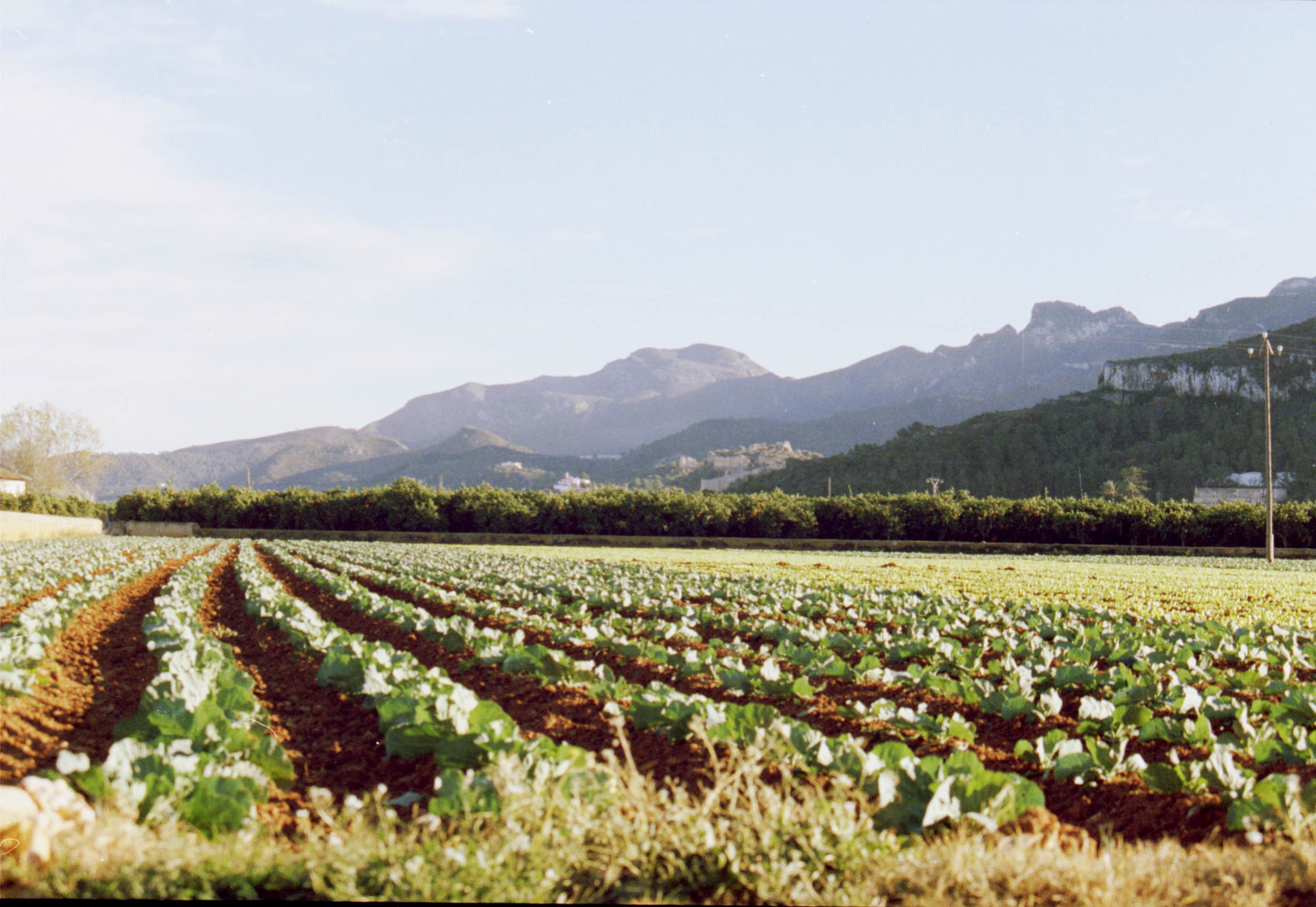
Almolonga la principal huerta de Guatemala provee de hortalizas a los Estados Unidos, Canadá, Europa, toda Centroamérica y Japón.

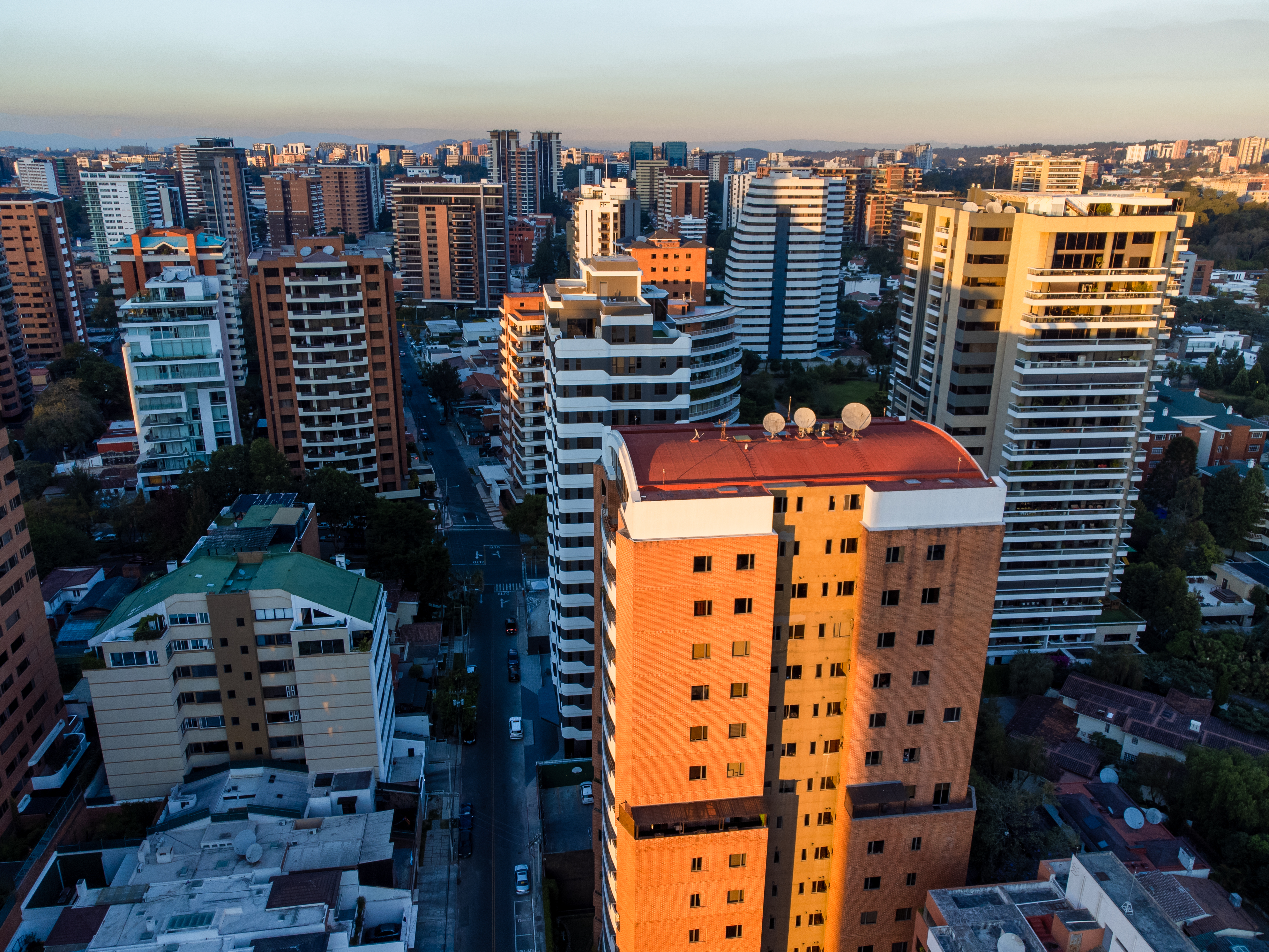
Zona 14 de Ciudad de Guatemala principal centro económico de Guatemala.

La economía de Guatemala es la novena a nivel latinoamericano y la primera en América Central. El sector más grande en la economía guatemalteca es la agricultura, siendo Guatemala el mayor exportador de cardamomo a nivel mundial, el quinto exportador de azúcar y el séptimo productor de café. El sector del turismo en Guatemala es el segundo generador de divisas para el país, la industria es una importante rama de la economía guatemalteca y el sector de servicios que año tras año cobra mayor importancia, por lo que convierte la típica economía guatemalteca basada en la agricultura en una economía basada en la prestación de servicios.
Según el Programa de las Naciones Unidas para el Desarrollo (PNUD), "en Guatemala el coeficiente de Gini -que mide la desigualdad de ingresos- es de 0,63, uno de los más altos del mundo". El país es uno de los únicos de América que no ha registrado una disminución de la pobreza durante el periodo de altos precios de las materias primas exportadas (2000-2015). Por el contrario, aumentó un 7 %, alcanzando al 66,7 % de los guatemaltecos en 2017, de los cuales el 86,6% eran indígenas.
Según el Índice mundial de innovación, a cargo de la Organización Mundial de la Propiedad Intelectual, en 2024, Guatemala se ubicó en lugar 122 en innovación entre 133 países del mundo;mientras que en 2023 ocupó el lugar 122 y el lugar 110 en 2022.
Guatemala tiene la fiscalidad más baja de América para las empresas y los inversores extranjeros.
Los sectores que más aportes generan al PIB en Guatemala son:

### Agricultura, ganadería y pesca
El sector agrícola conforma un cuarto del PIB, dos tercios de las exportaciones, y la mitad de la fuerza laboral. Los productos agrícolas principales son café, caña de azúcar, bananos y plátanos. También se cultiva tabaco, algodón, maíz, frutas y todo tipo de hortalizas. El país destaca por el cultivo de productos agrícolas no tradicionales como brócoli, arveja china, col de bruselas, ajonjolí, espárragos y chile, que en su mayor parte se destinan al comercio exterior. Guatemala cuenta con ganadería, básicamente para consumo interno y un pequeño porcentaje para exportación a Honduras y El Salvador. La pesca es importante principalmente en la costa sur, los principales productos de exportación son los camarones, langostas y calamares. Los departamentos de Escuintla y Retalhuleu son los más importantes para la pesca.
Por su aridez, el llamado corredor seco que cubre parte de los departamentos de Baja Verapaz, Zacapa, El Progreso, Jalapa, Chiquimula, Jutiapa y Santa Rosa, es muy vulnerable a las sequías, no cuenta con seguridad alimentaria además de tener un alto grado de pobreza extrema.
El 2 % de los terratenientes posee el 62 % de las tierras cultivables de Guatemala. Las poblaciones indígenas, históricamente despojadas de sus tierras por la colonización española y luego por las nuevas élites tras la independencia, están relegadas a las montañas, donde la tierra es infértil, lo que les obliga a vivir en la extrema pobreza. Según el gobierno, la tasa de malnutrición entre los niños indígenas es del 62 %.

### Minería
En Guatemala existen grandes cantidades de níquel, cuya extracción fue otorgada en concesión a la compañía extranjera Exploraciones y Explotaciones Mineras de Izabal, S.A. durante el gobierno del general Carlos Manuel Arana Osorio se destina mayoritariamente a la exportación.
Existen también en el país grandes minas de oro y plata así como de jade y cobre. La mina más grande del país es de oro y fue otorgada en concesión a la compañía Canadiense Goldcorp, la cual se dedica a la explotación de oro para la exportación.

### Industria
La manufactura y la construcción conforman un quinto del PIB (producto interno bruto). Las principales industrias son: transformación de alimentos, ensamblado de vehículos, aparatos eléctricos, pinturas, farmacéuticas, bebidas alcohólicas y no alcohólicas, editoriales y textiles, entre otras. La Ley de Propiedad Industrial vela por los derechos de la propiedad intelectual sobre patentes de invención y signos distintivos, lo que contempla la denominación de origen y la marca de certificación. Las principales industrias del país son de capital extranjero como American British Tabaco, Menarini, Laprin, Unipharm, Ambev. Existen muchas otras de capital mixto como Toyota, Hino, Mabe, General Electric, y empresas guatemaltecas como Kern´s, Cervecería Centroamericana, Cementos Progreso, etc.

### Turismo
El turismo en Guatemala es una de las actividades económicas más importantes del país debido a su riqueza cultural y natural y por contar con una ubicación geográfica privilegiada. Actualmente es uno de los países más visitados por turistas internacionales en Centroamérica. Guatemala, conocido también como el «País de la eterna primavera», cuenta con tres tipos diferentes de clima debido a sus regiones cálidas, templadas y frías. No obstante, puede ser visitado en cualquier época del año pues su temperatura promedio es de 22 ºC.
Guatemala, también nombrado como «Corazón del Mundo Maya» por su cultura mística y ancestral, es un país en donde el legado de la civilización maya perdura hasta estos días por sus tradiciones y la cultura de su gente. Guatemala tiene un total de 25 etnias, de las cuales, 22 son de origen maya, las otras se dividen en ladina, xinka y garífuna. Cada uno de los 22 grupos étnicos tiene su propio idioma, por lo que Guatemala es un país multilingüe, al contar con un total de 25 idiomas. 22 son idiomas mayas, más el idioma xinka, el idioma garífuna y el español.
A nivel mundial, en 2019 Guatemala se ubicaba en el puesto número 60 de un total de 140 países clasificados según el Índice de Competitividad en Viajes y Turismo por el Foro Económico Mundial. El turismo en Guatemala contribuye con el 10.2 % del PIB nacional.
Guatemala recibió en 2019 2 559 599 visitantes, de los que  1 622 602 llegaron por vía terrestre,  806 208 llegaron por vía aérea —aeropuertos internacionales de La Aurora, Mundo Maya y Quetzaltenango— y 130 789 lo hicieron por mar, ya que en los últimos años muchos cruceros hacen escalas en Puerto Quetzal y Puerto Santo Tomás de Castilla.
Entre las atracciones turísticas del país destacan el parque nacional Tikal, declarado Patrimonio de la Humanidad por la Unesco en 1979 por sus ruinas antiguas de la cultura mesoamericana; la ciudad colonial de Antigua Guatemala, también Patrimonio de la Humanidad en 1979 por su inmenso valor histórico y cultural; y sus paisajes montañosos y enclaves arqueológicos mayas (Quiriguá en Izabal, Iximché en Tecpán Chimaltenango, y en la Ciudad de Guatemala). Como destinos de belleza natural sobresalen el lago de Atitlán y Semuc Champey, sus extensas playas de arena blanca y de arena oscura, arrecifes de coral y una abundante flora y fauna, además de los parques nacionales y demás zonas protegidas como la reserva de la biosfera maya. También es muy frecuentado el centro turístico-religioso de la basílica de Esquipulas en la Ciudad de Esquipulas

Algunos destinos turísticos de Guatemala
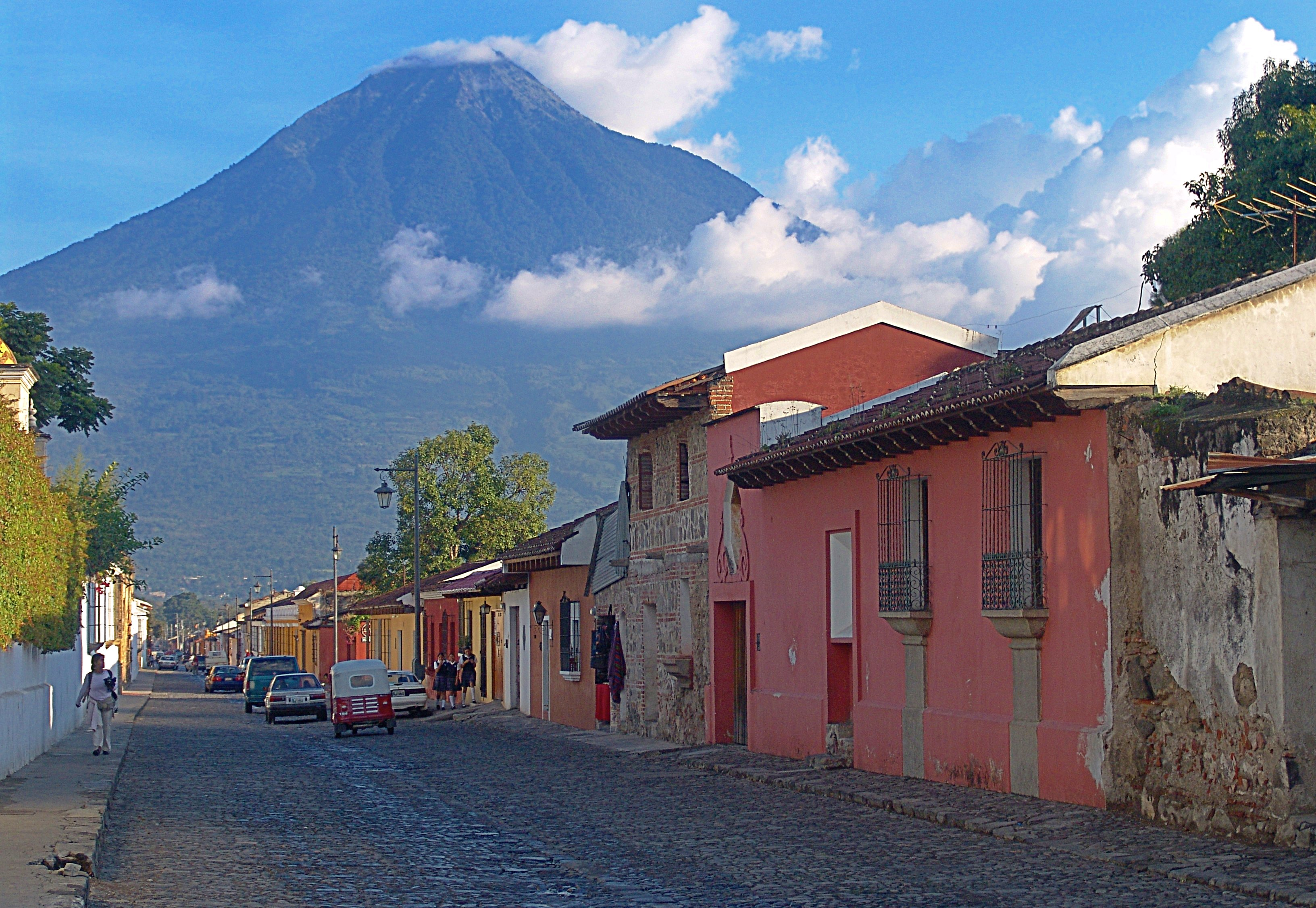
Antigua Guatemala
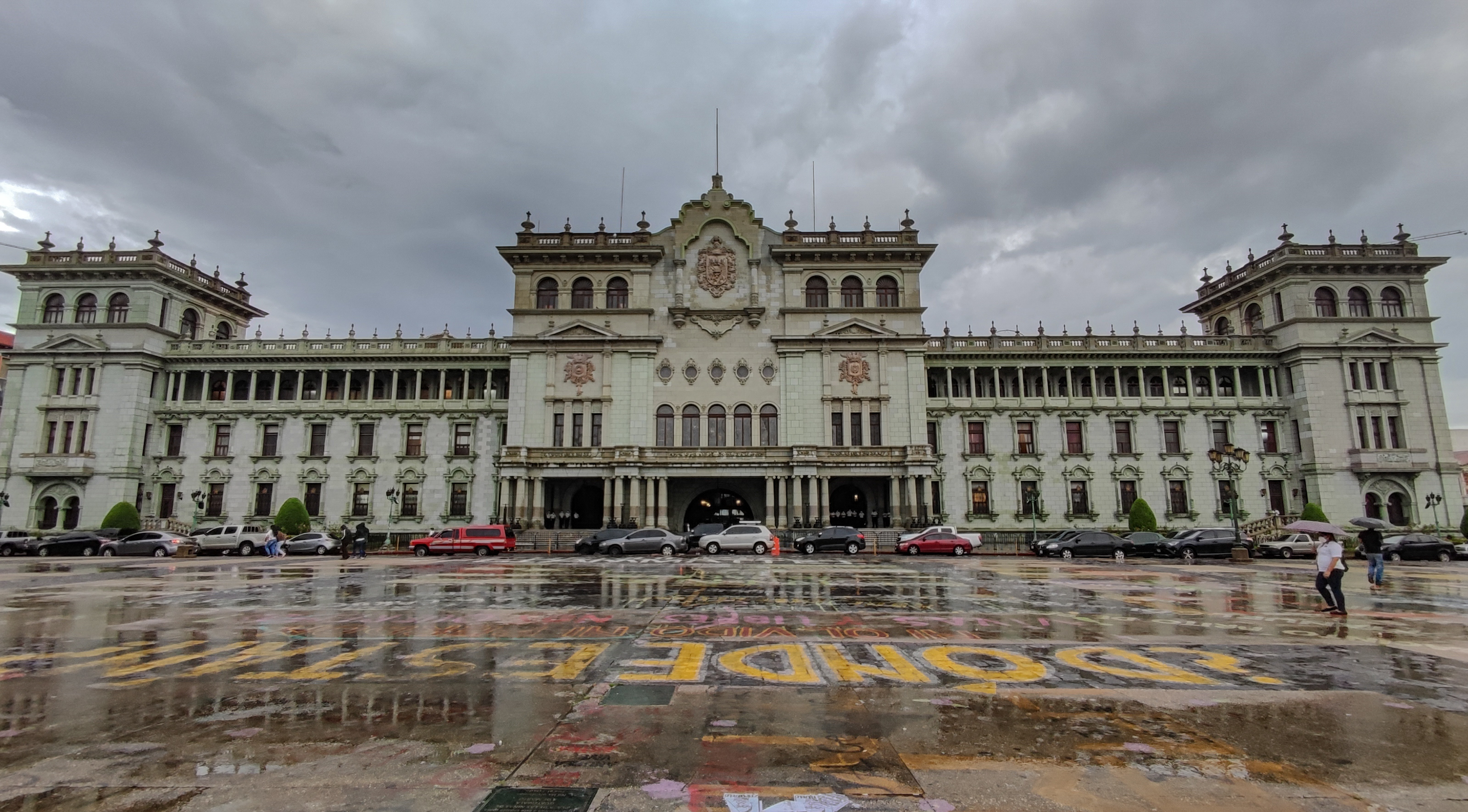
Palacio Nacional de la Cultura
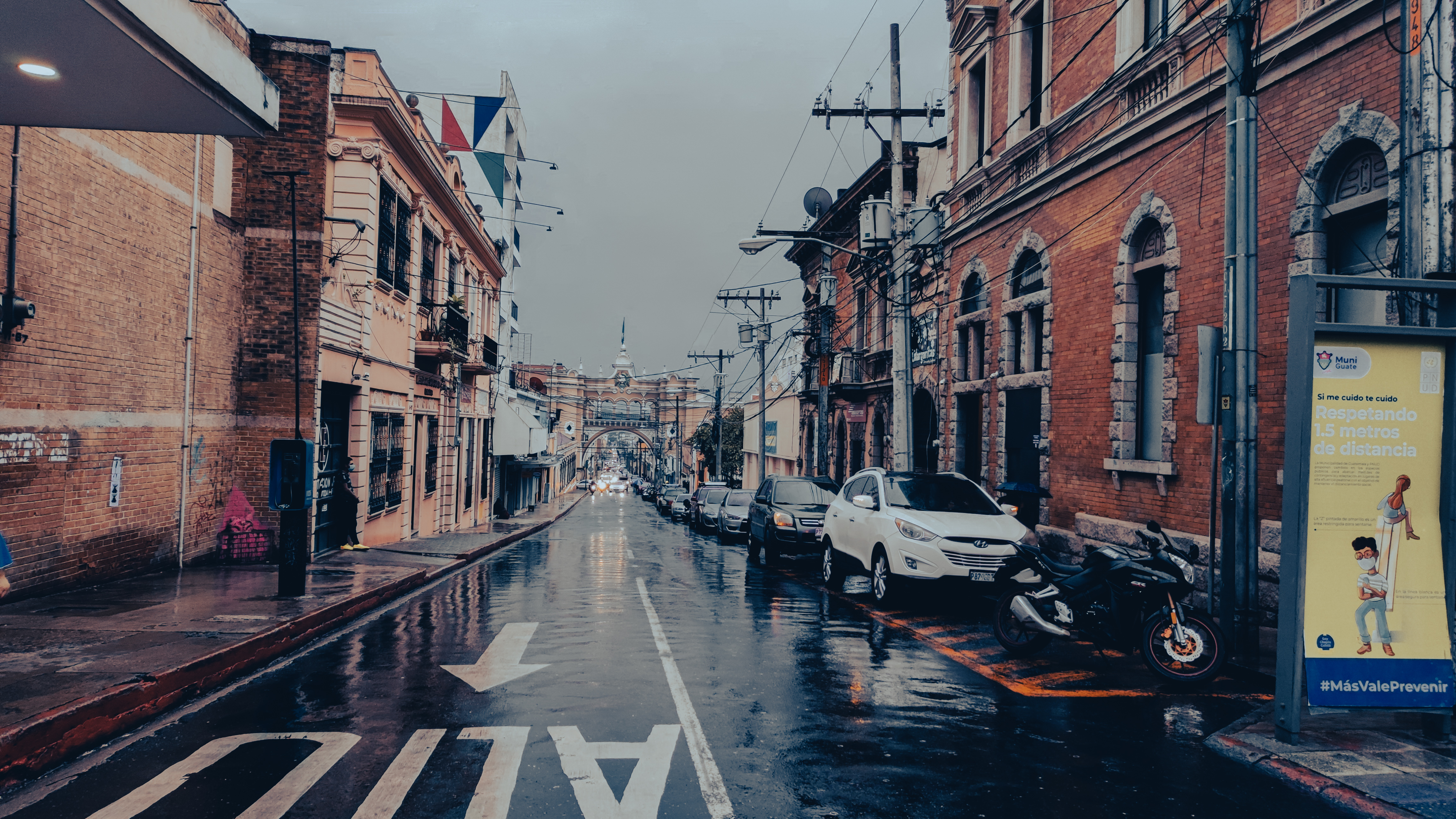
Centro histórico de la Ciudad de Guatemala
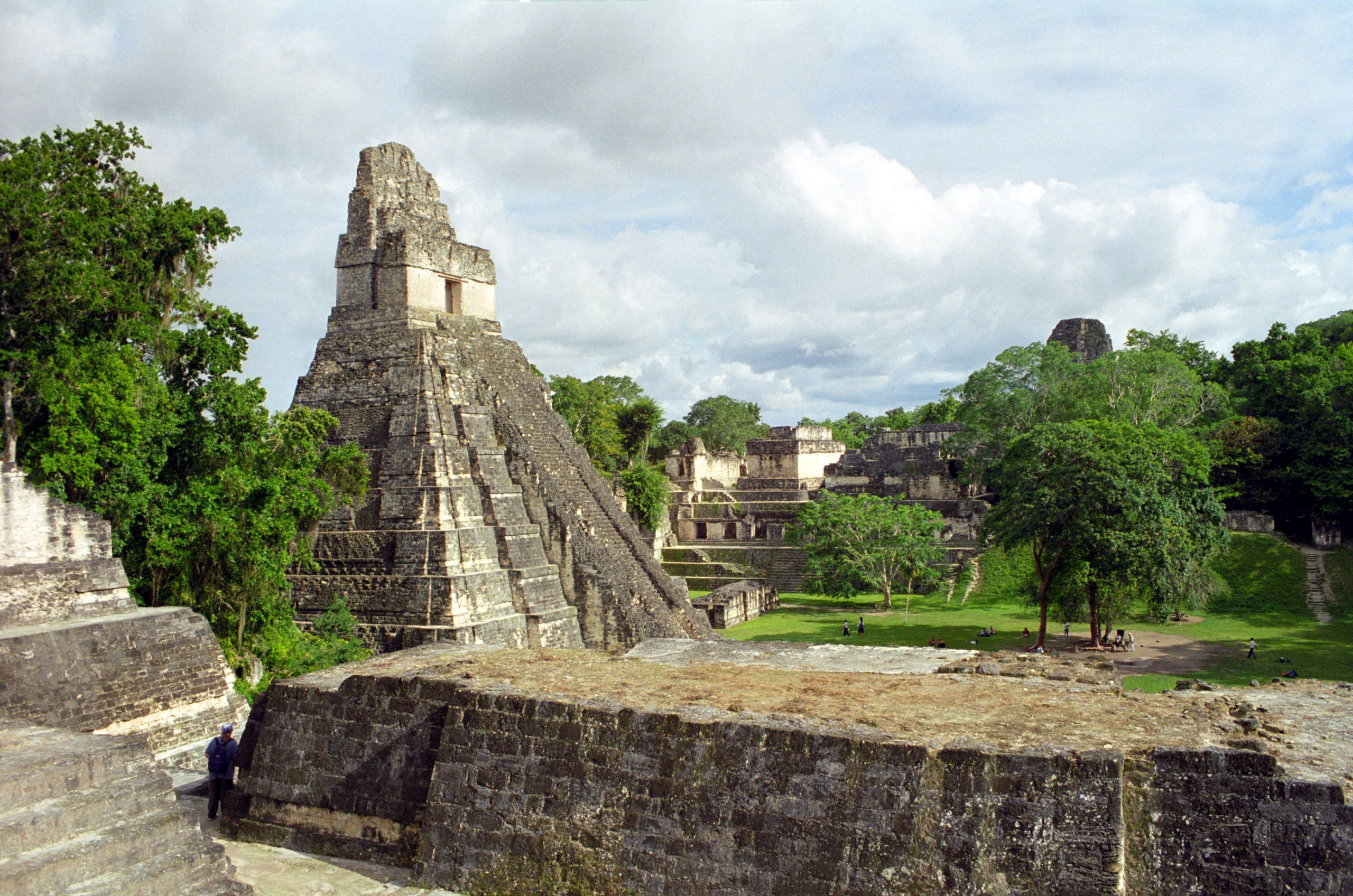
Tikal Petén
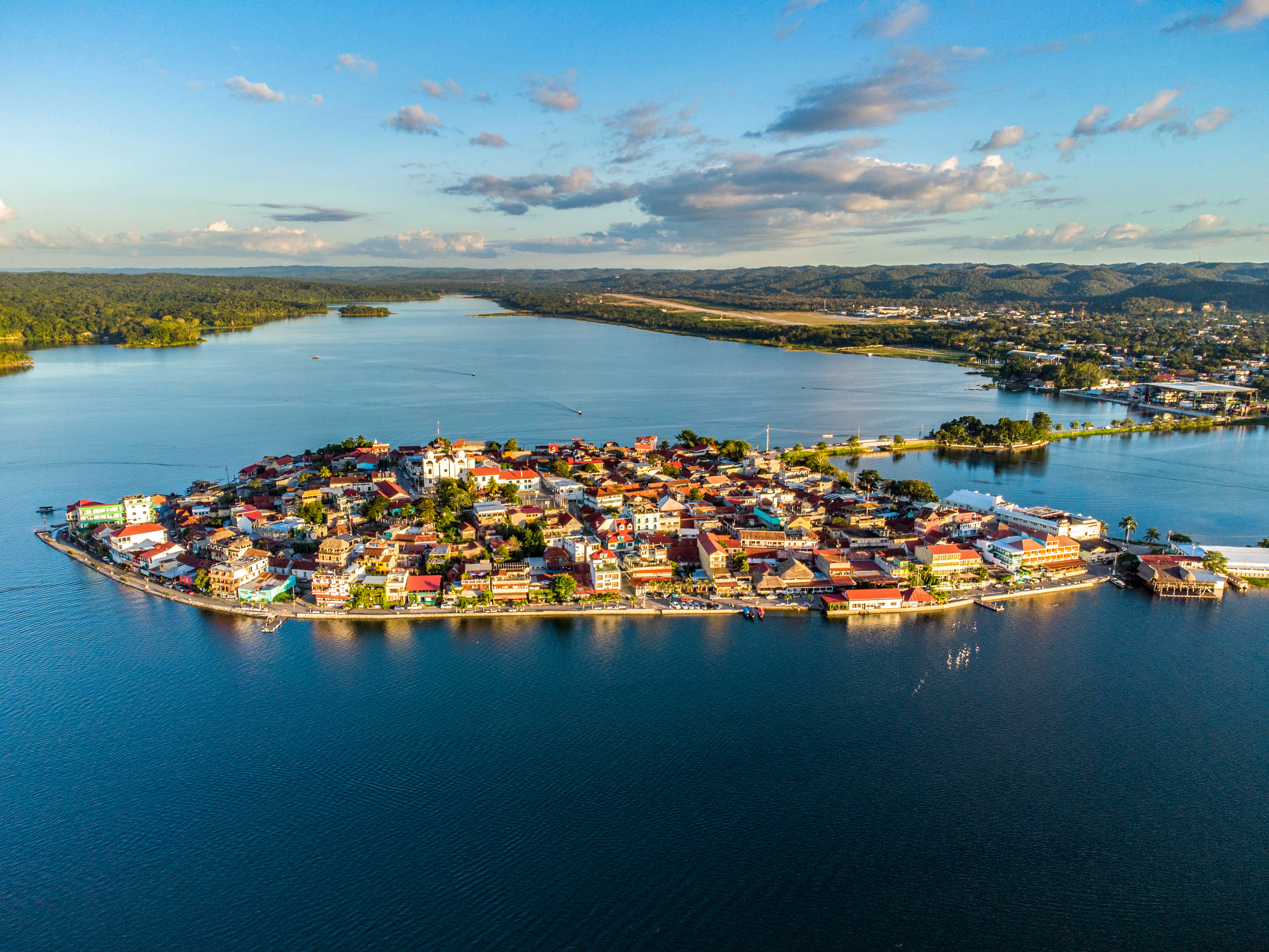
Isla de Flores Petén
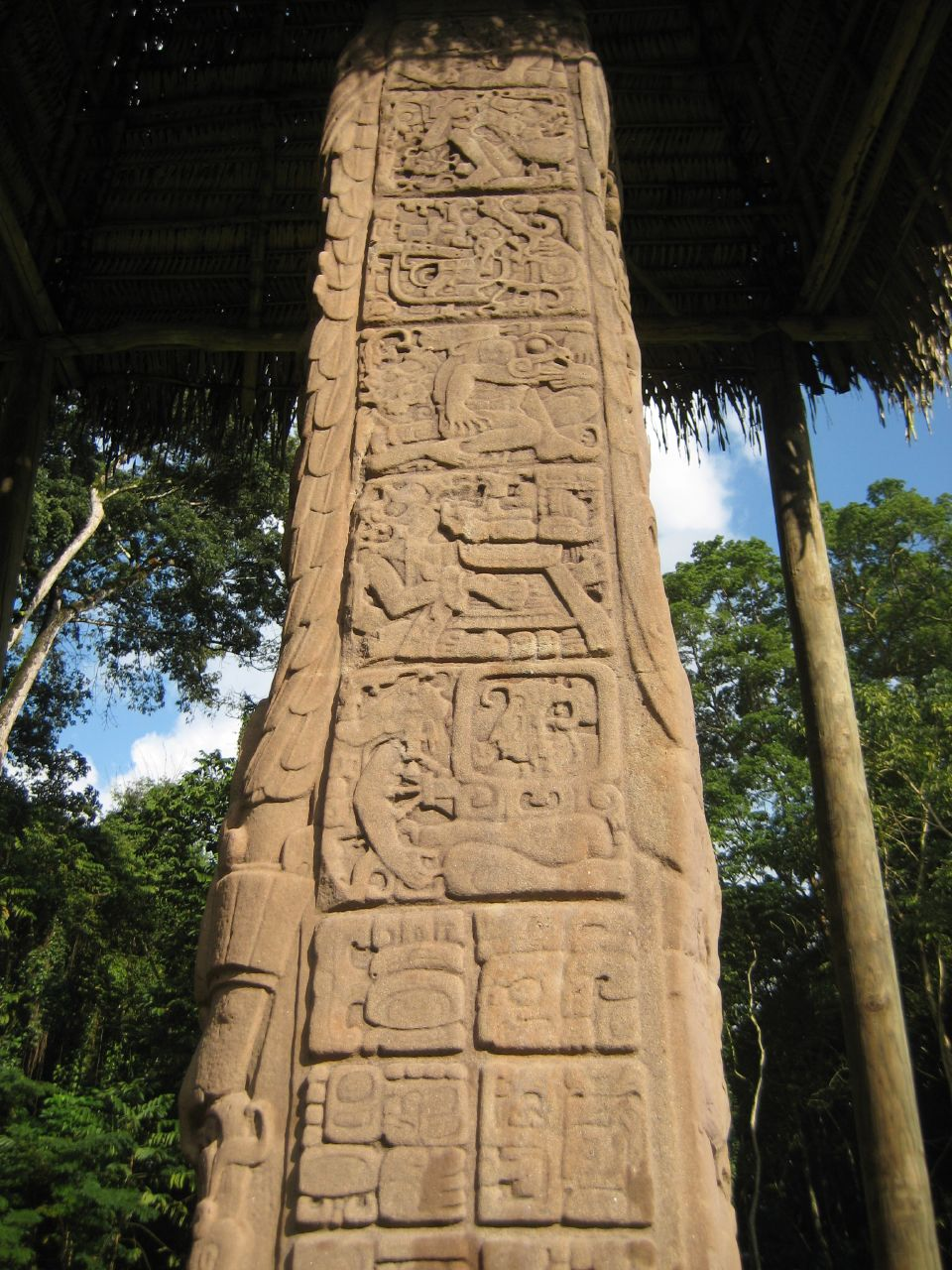
Quiriguá Izabal
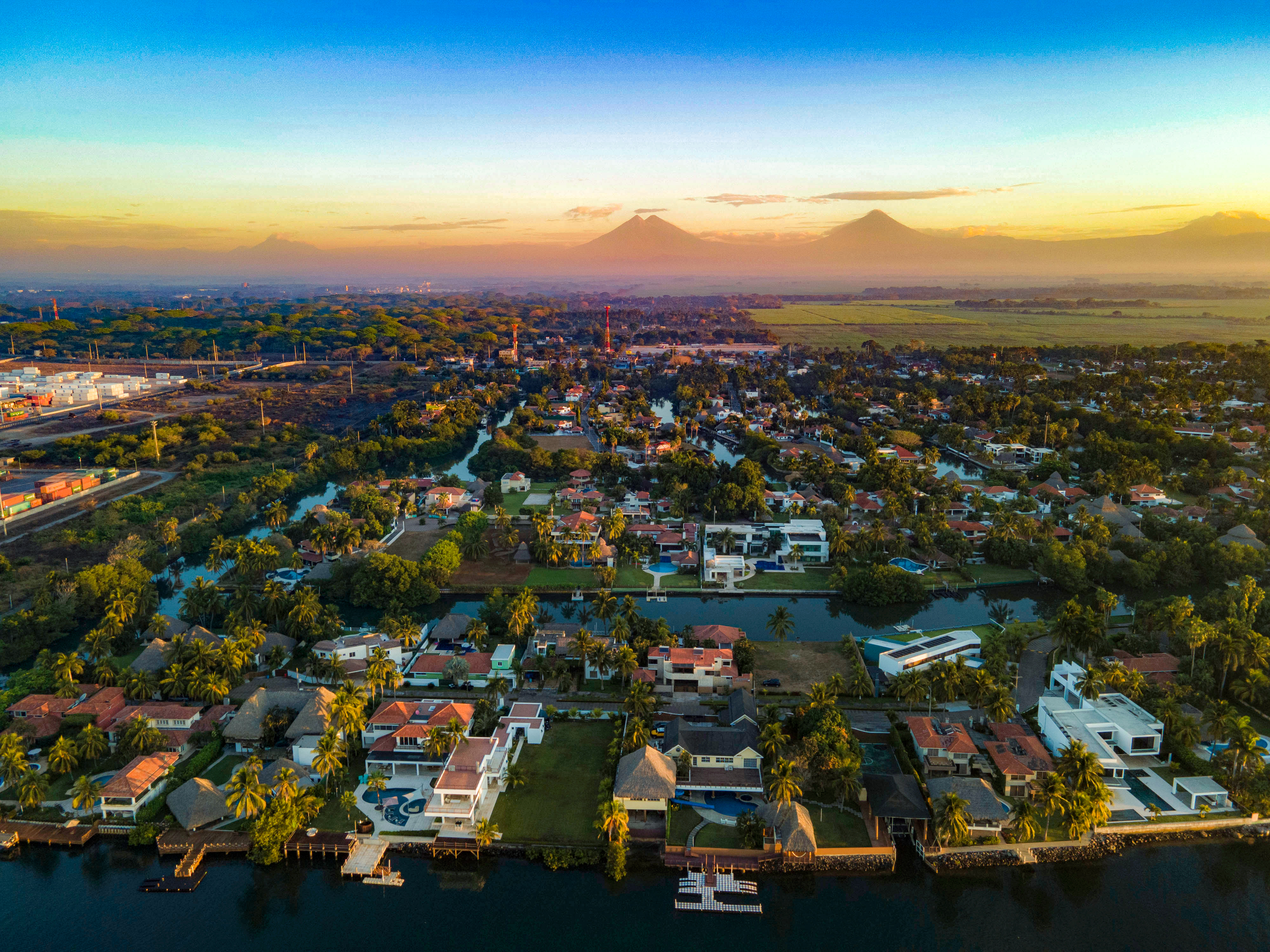
Puerto Quetzal. Escuintla
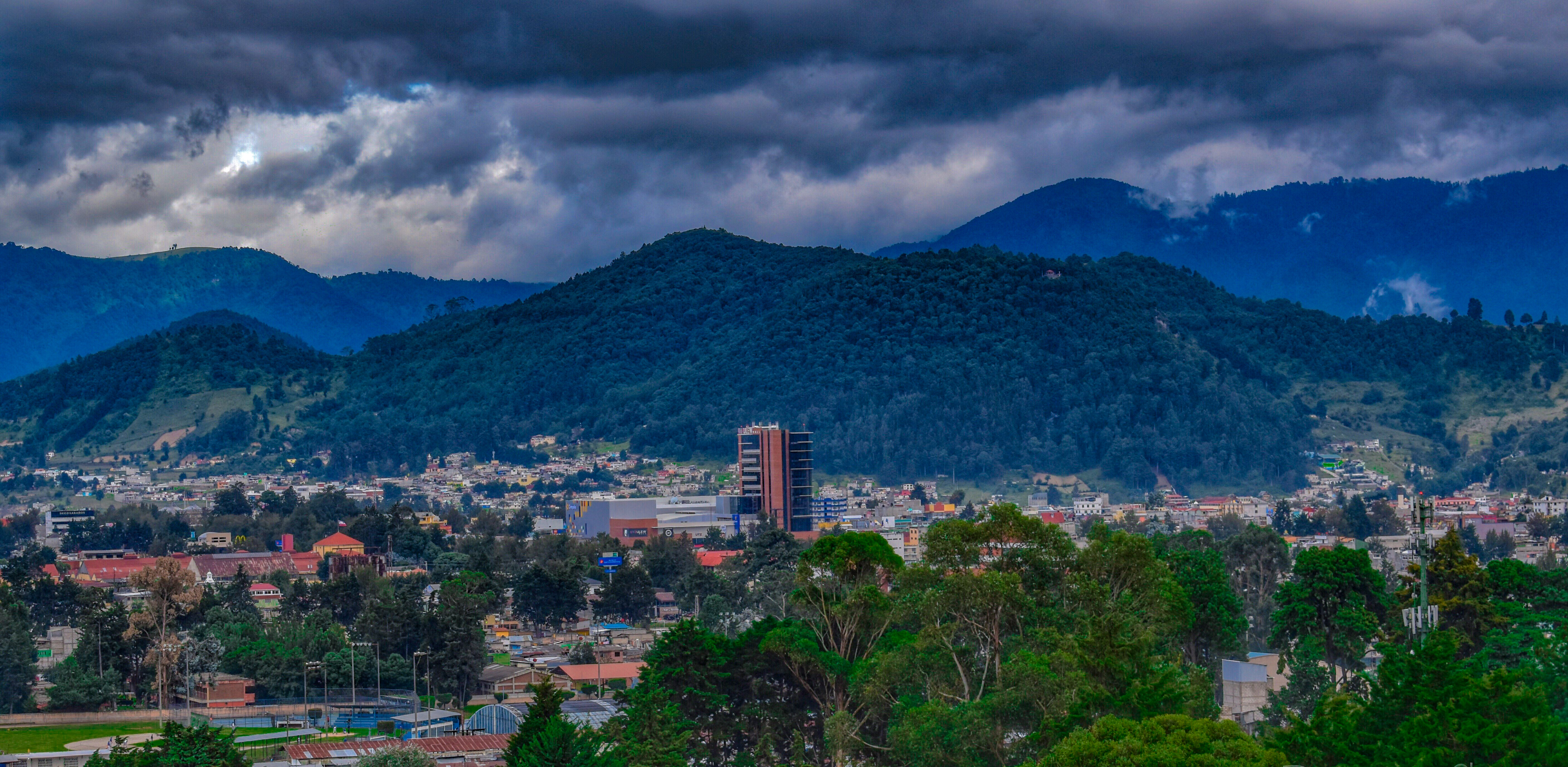
Quetzaltenango
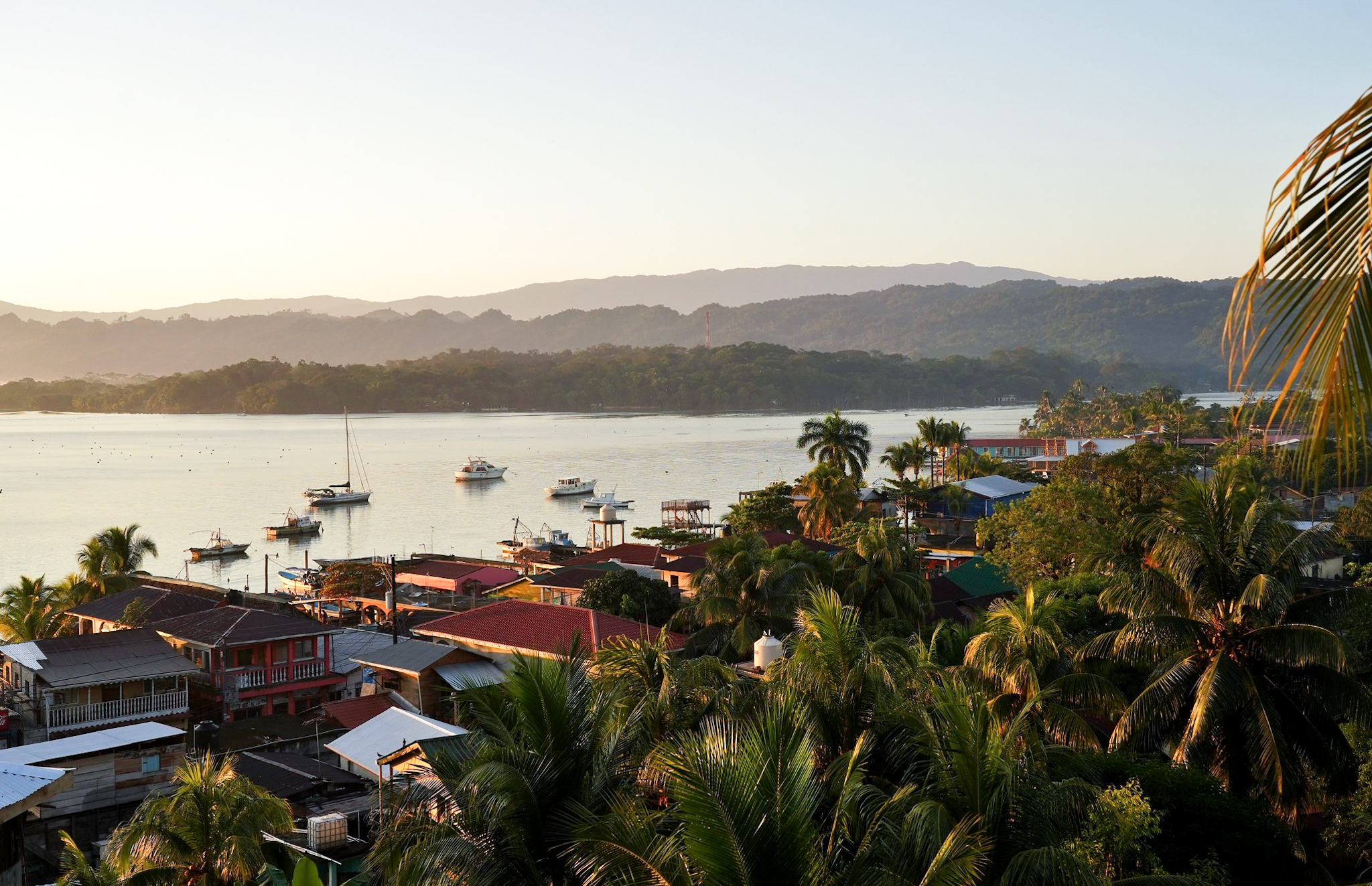
Livingston
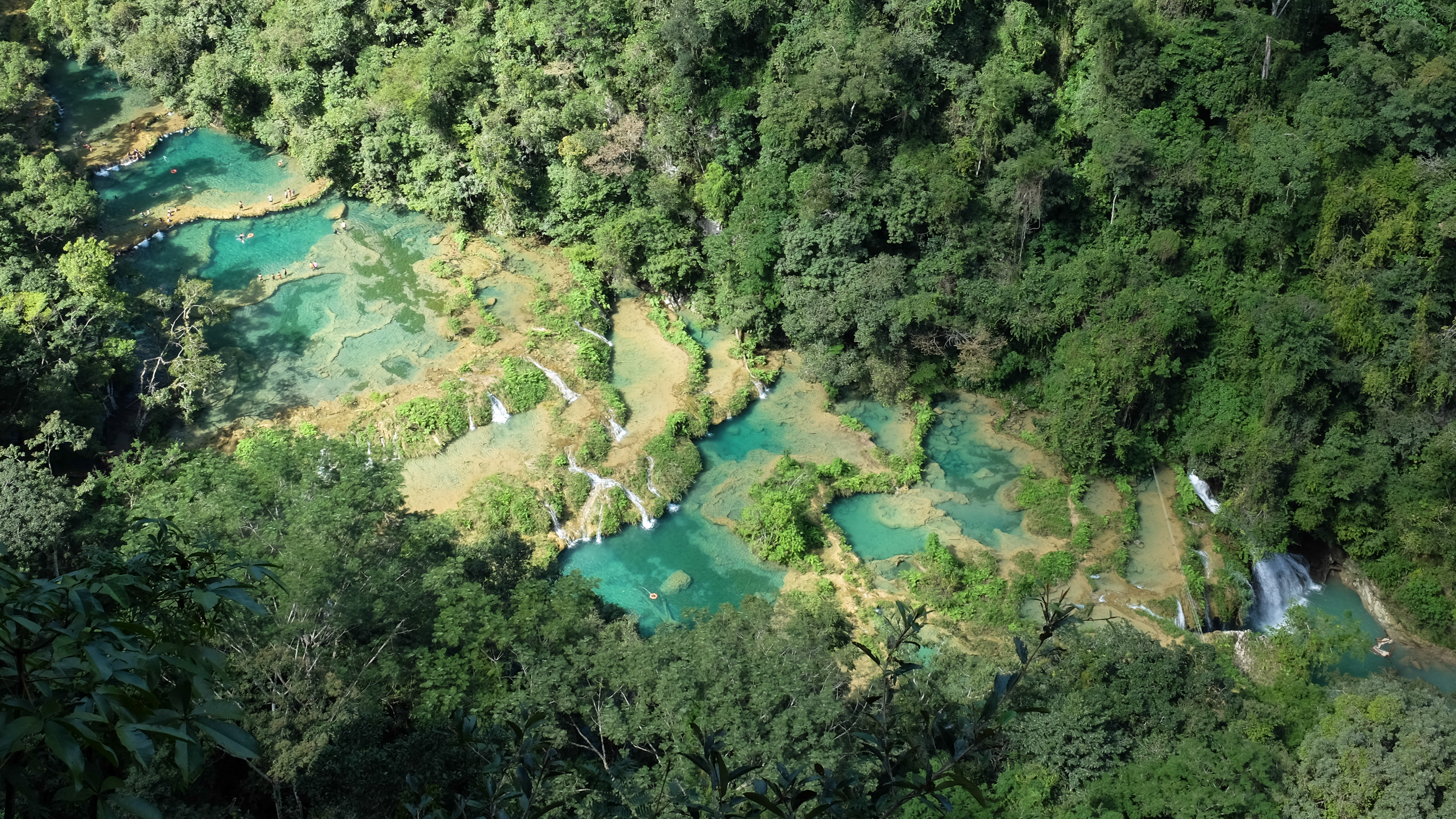
Semuc Champey
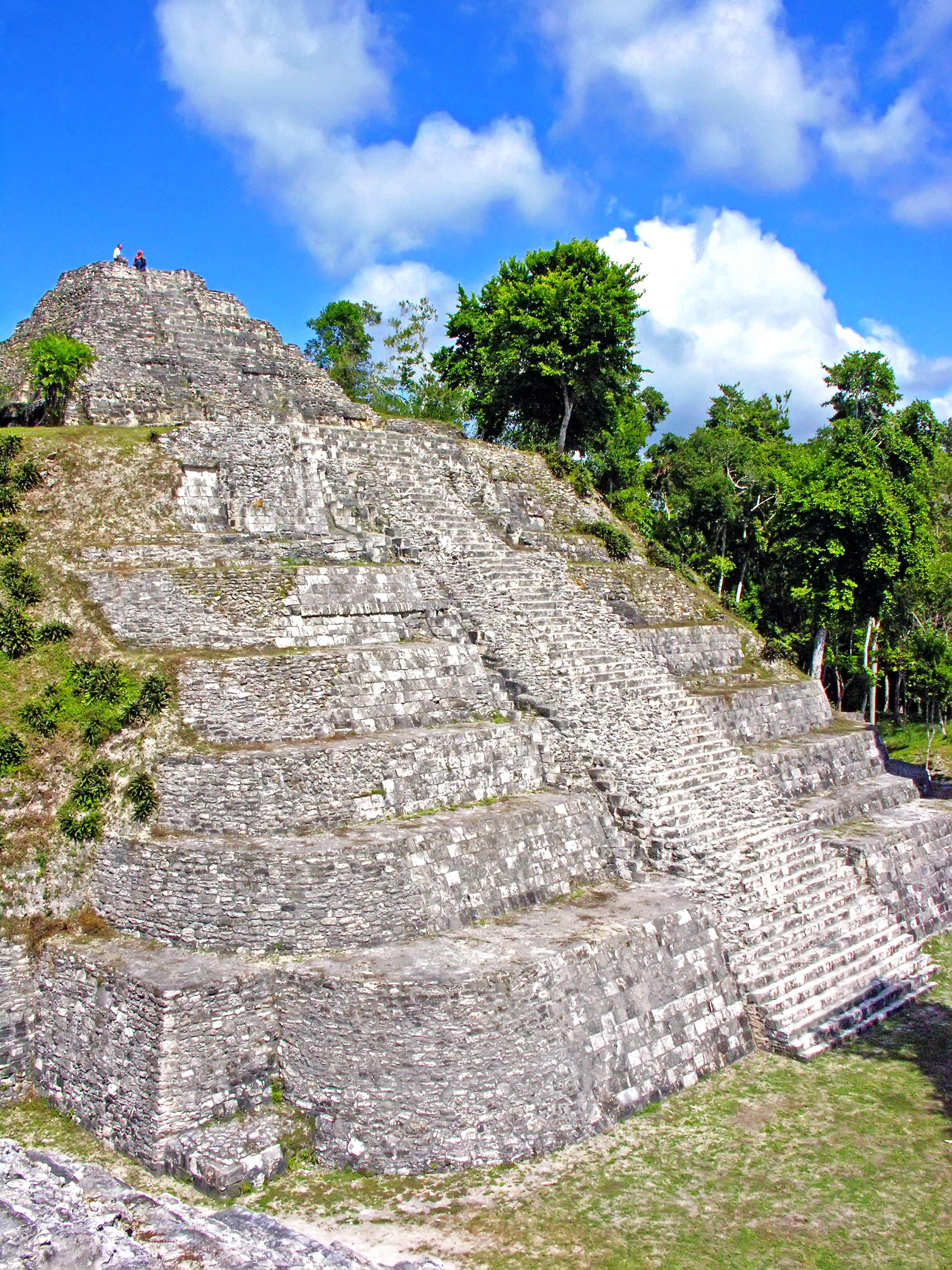
Yaxhá
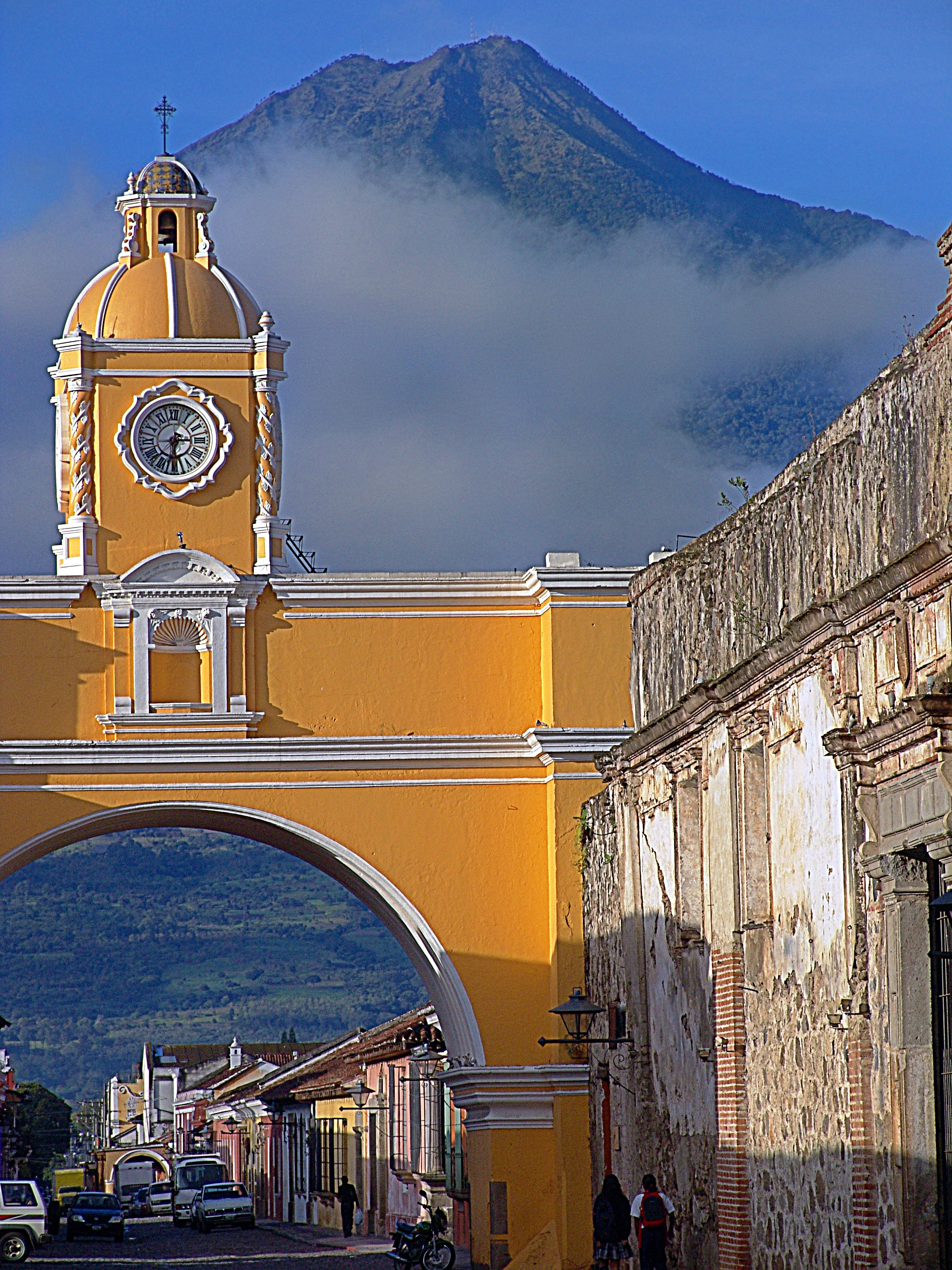
Arco de Santa Catalina en Antigua Guatemala
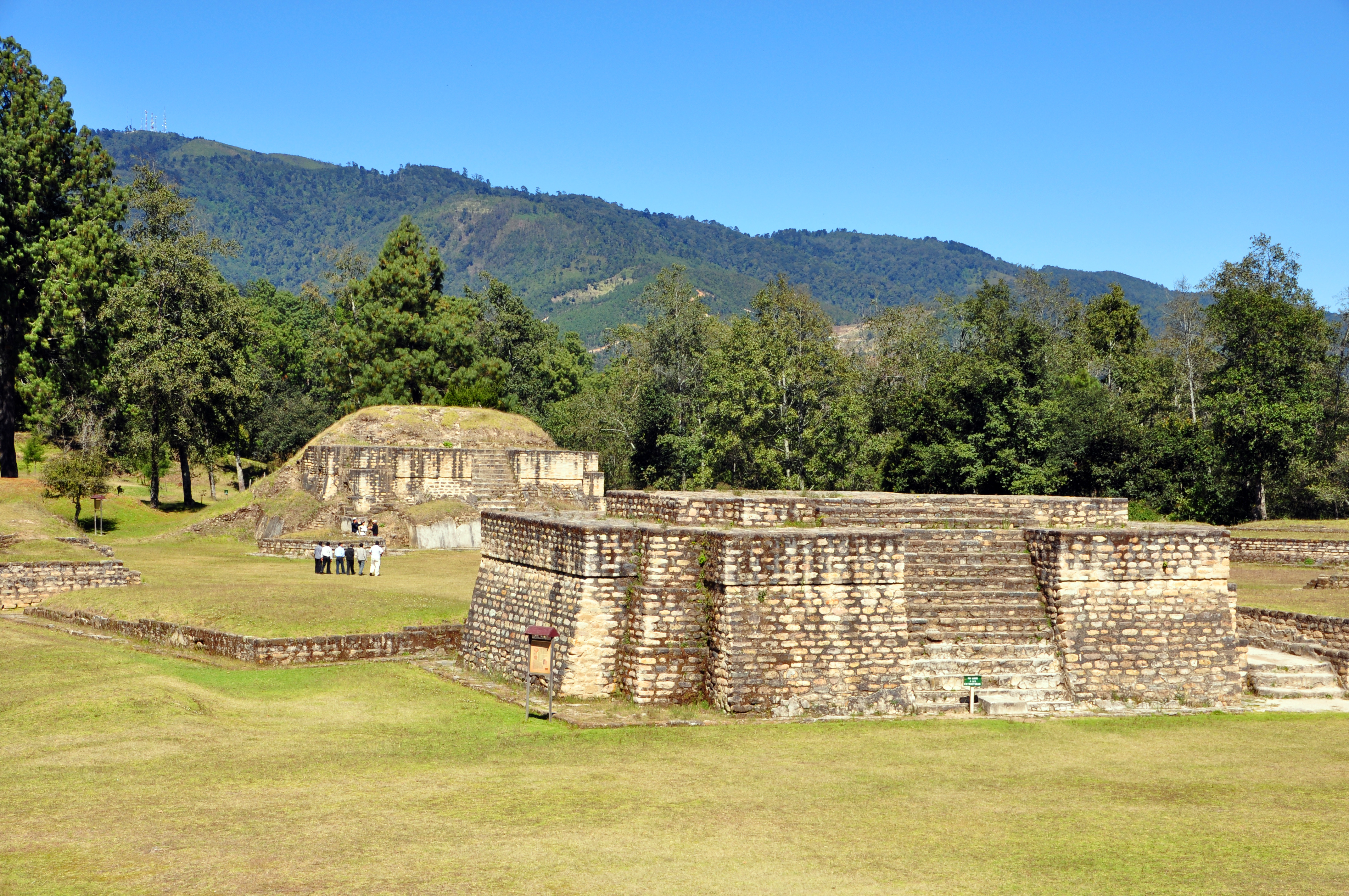
Iximché
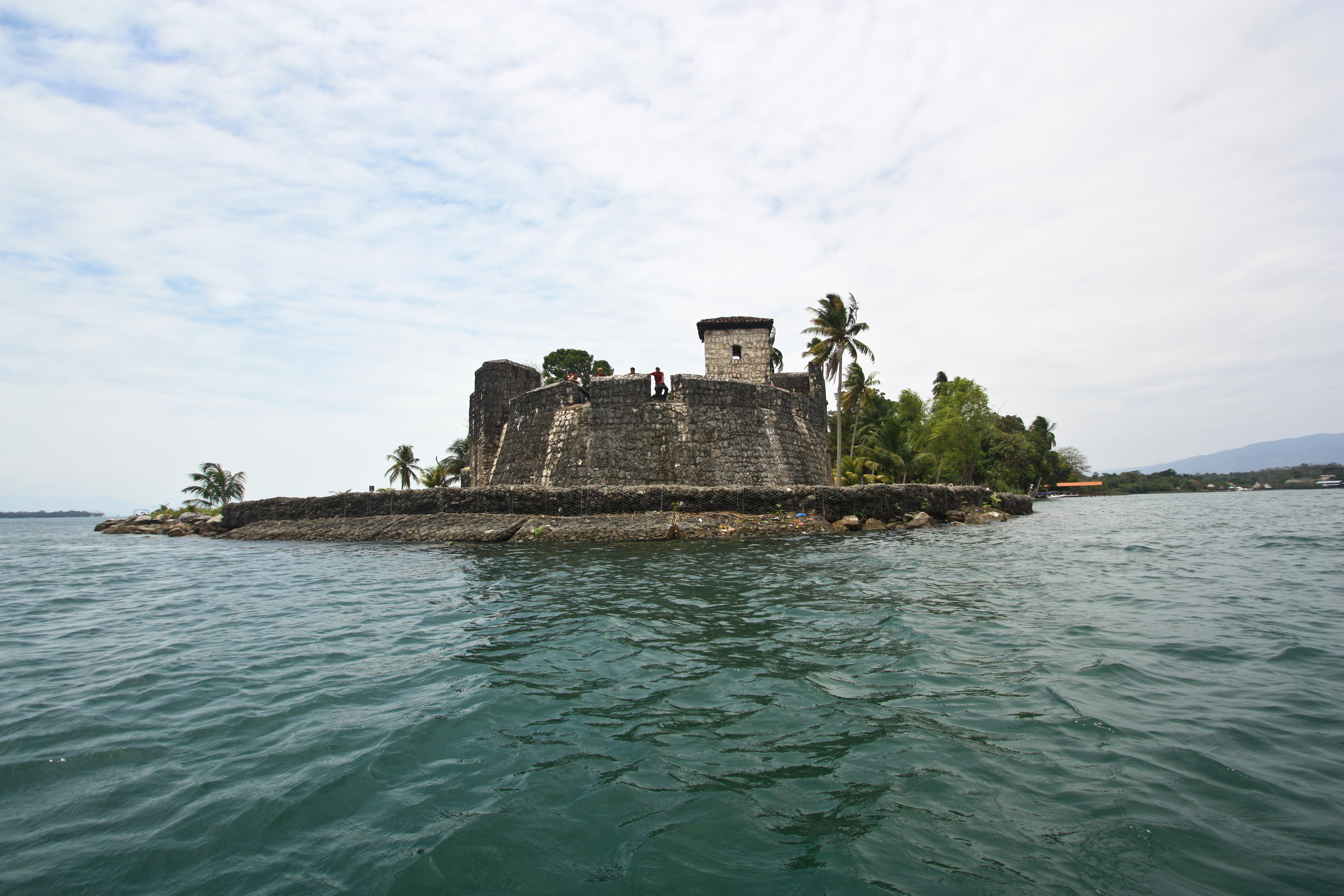
Castillo de San Felipe de Lara
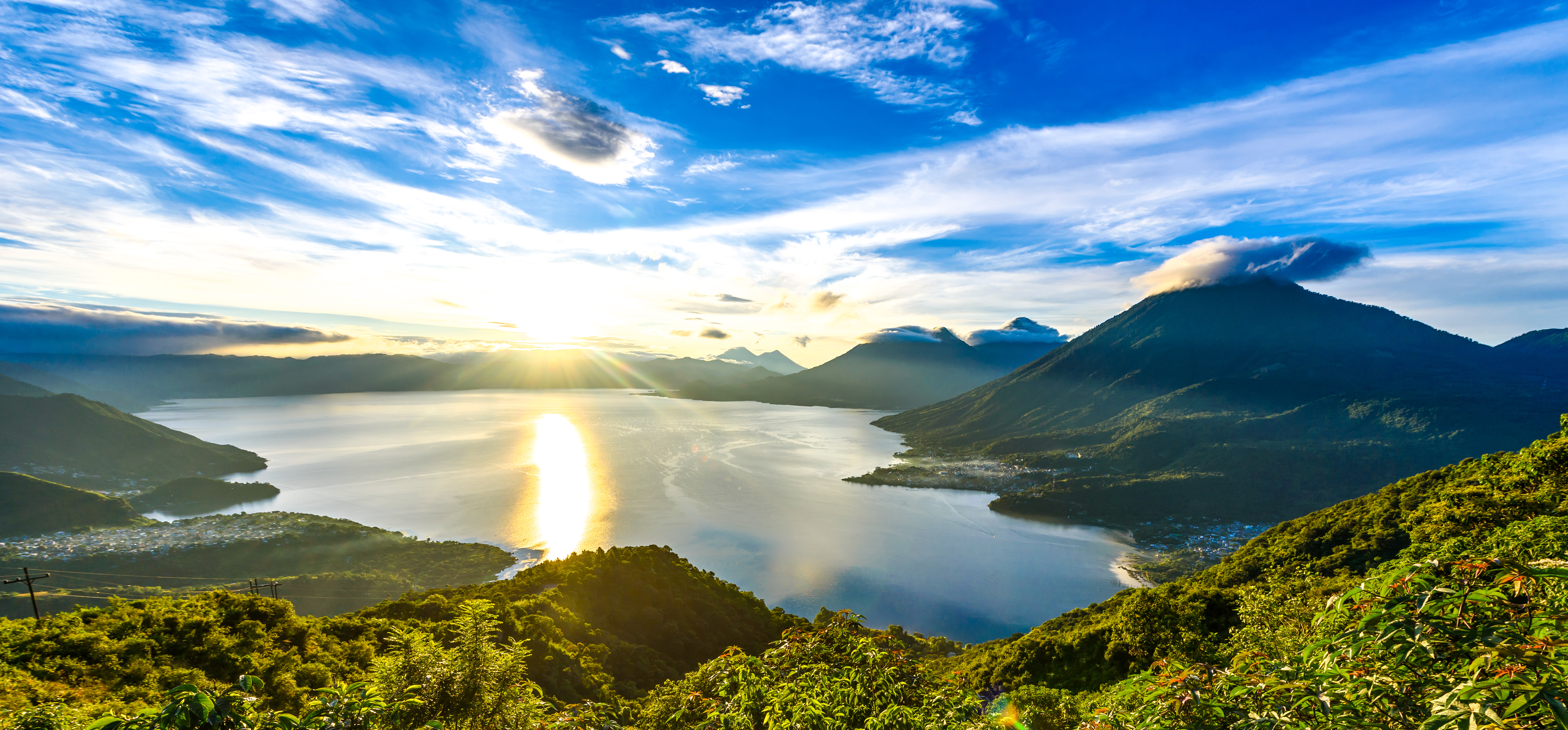
Lago de Atitlán
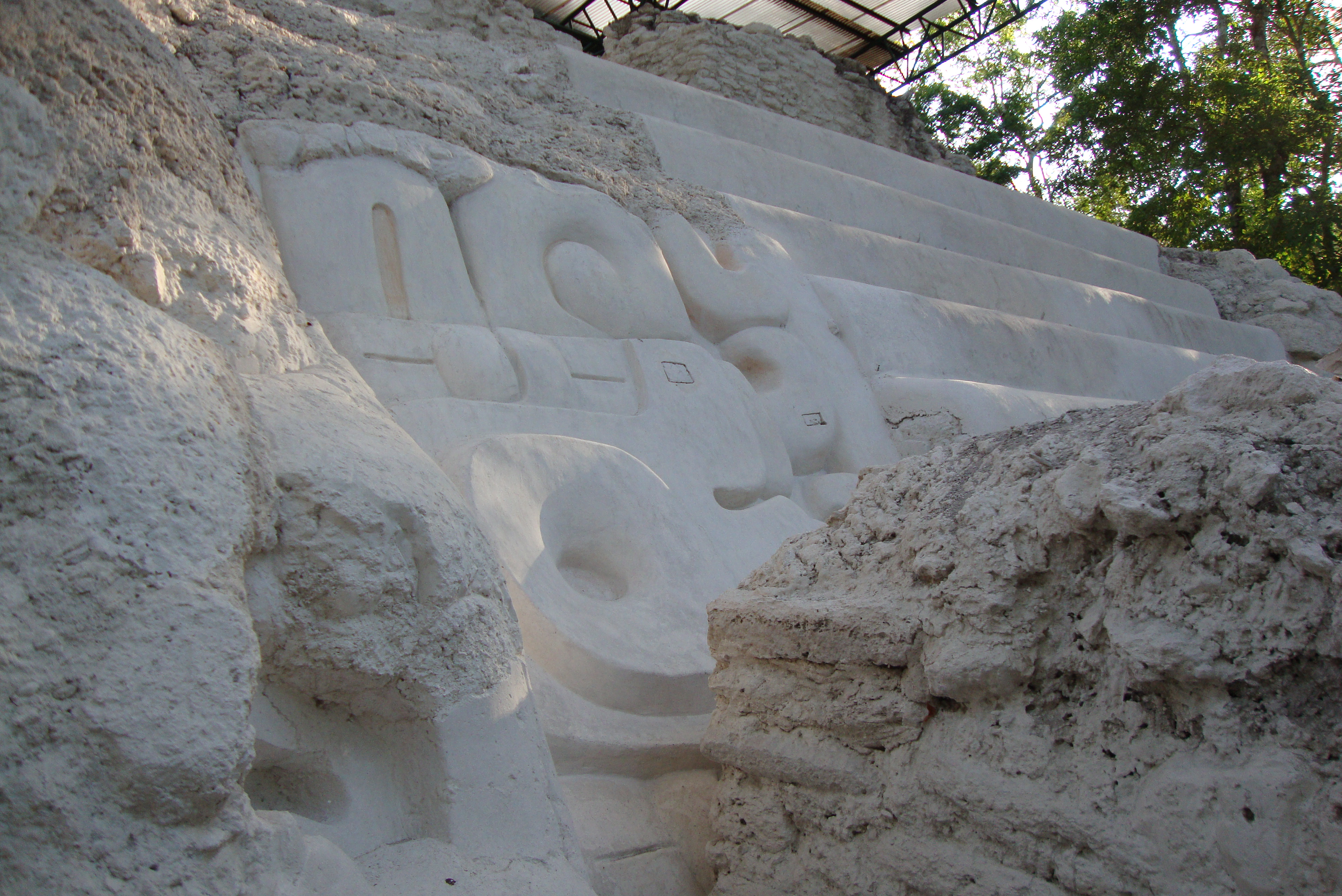
El Mirador (ciudad maya)
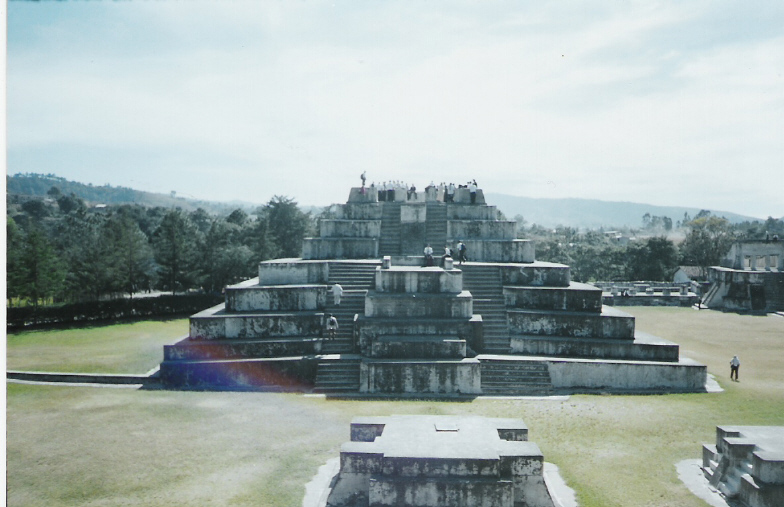
Zaculeu
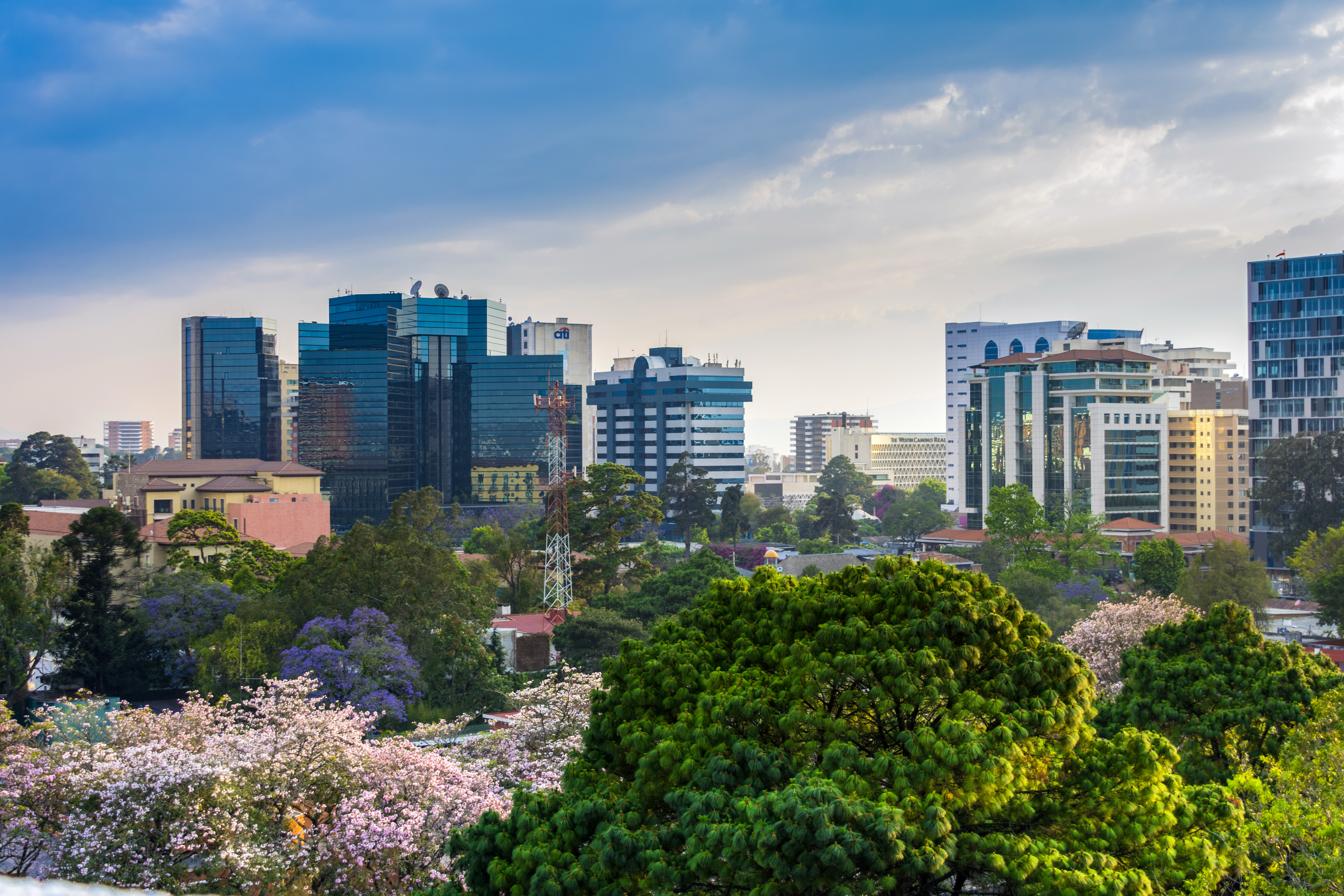
Zona Viva Ciudad de Guatemala
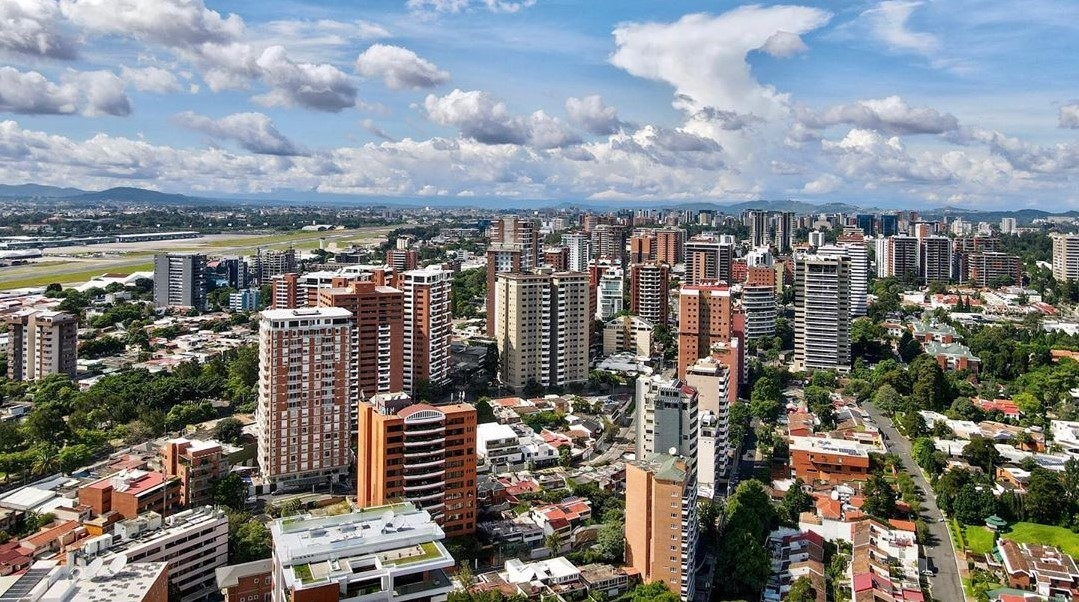
Zona 14 Ciudad de Guatemala
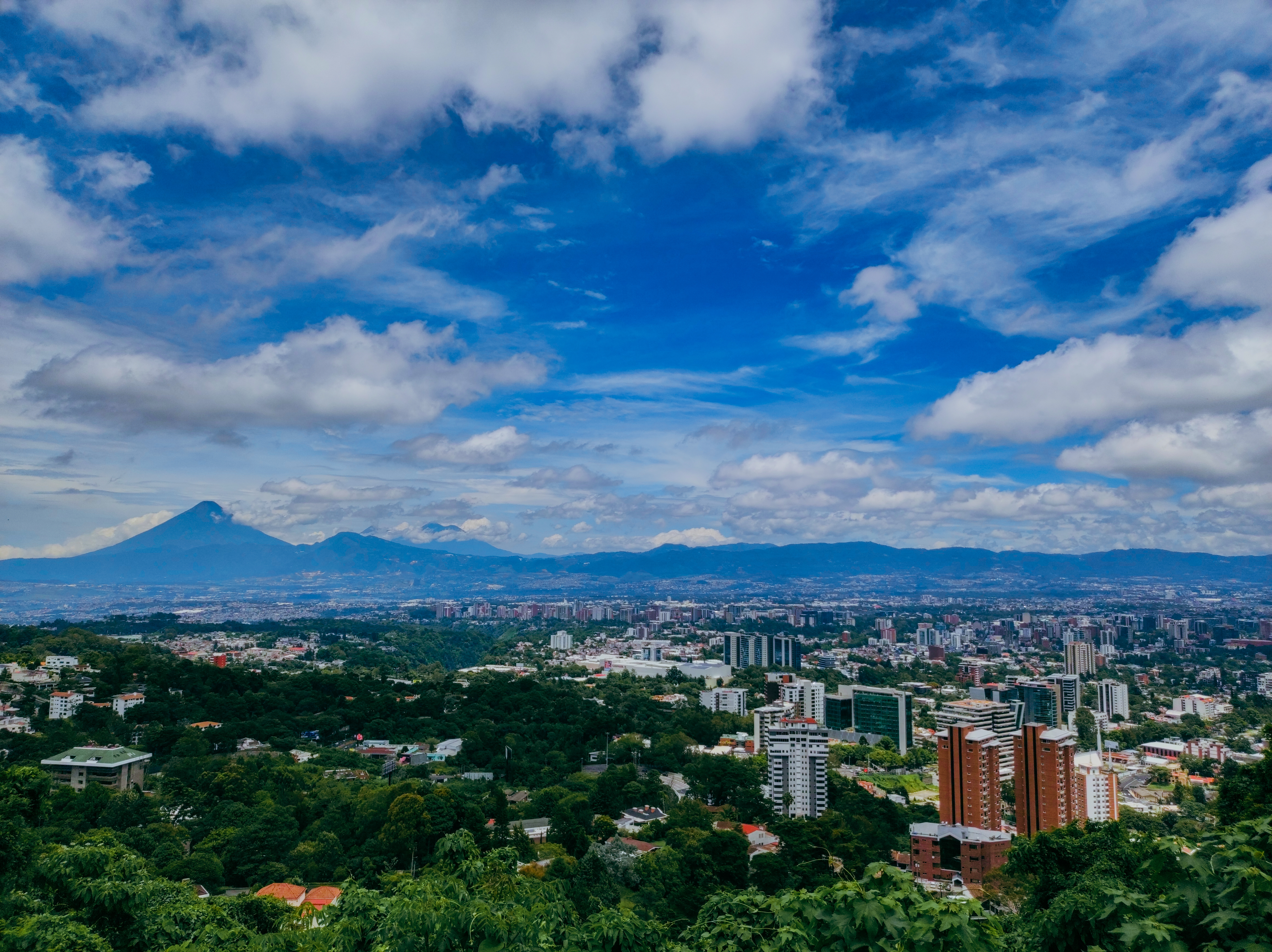
Ciudad de Guatemala
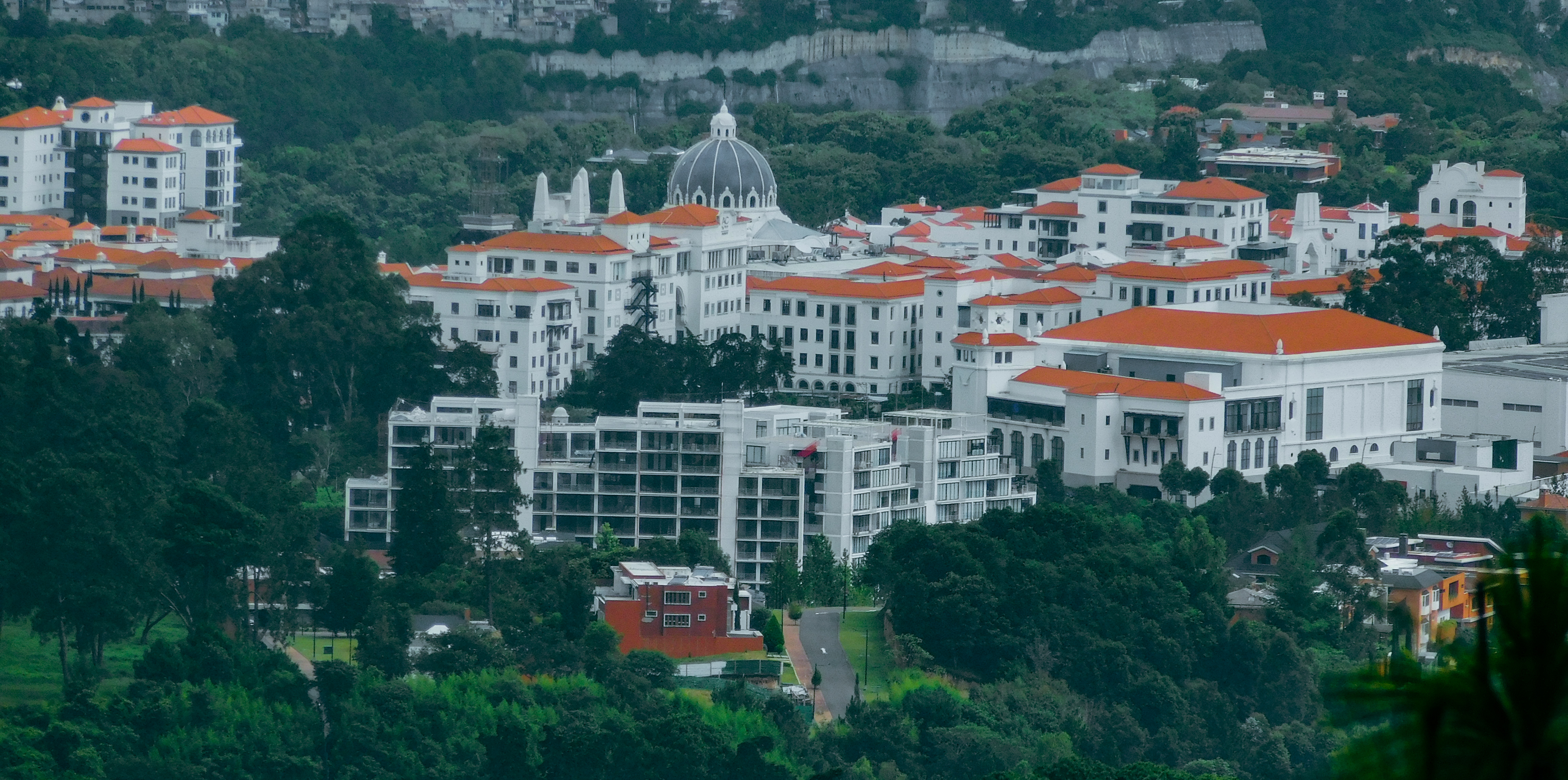
Ciudad Cayalá
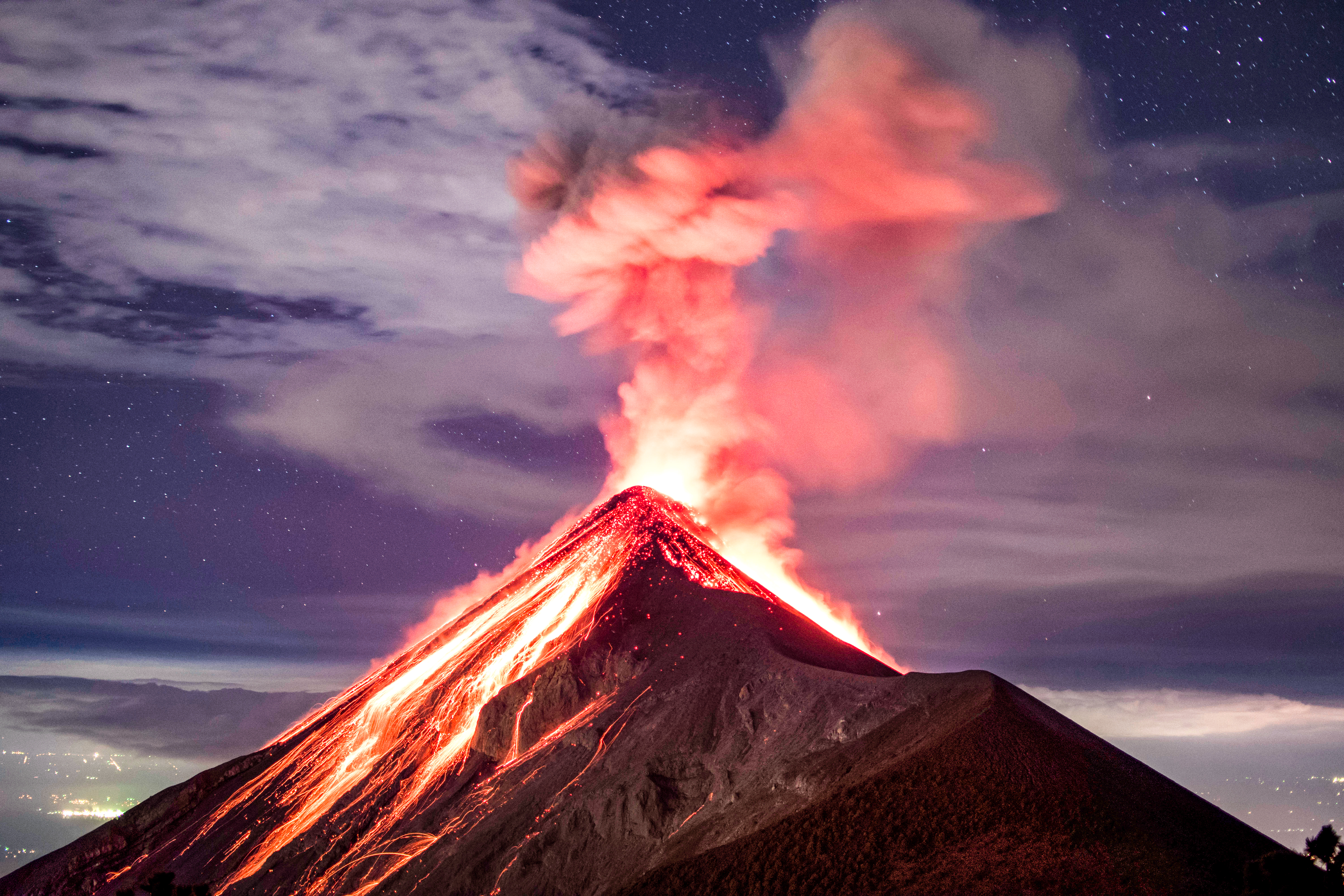
Volcán de Fuego
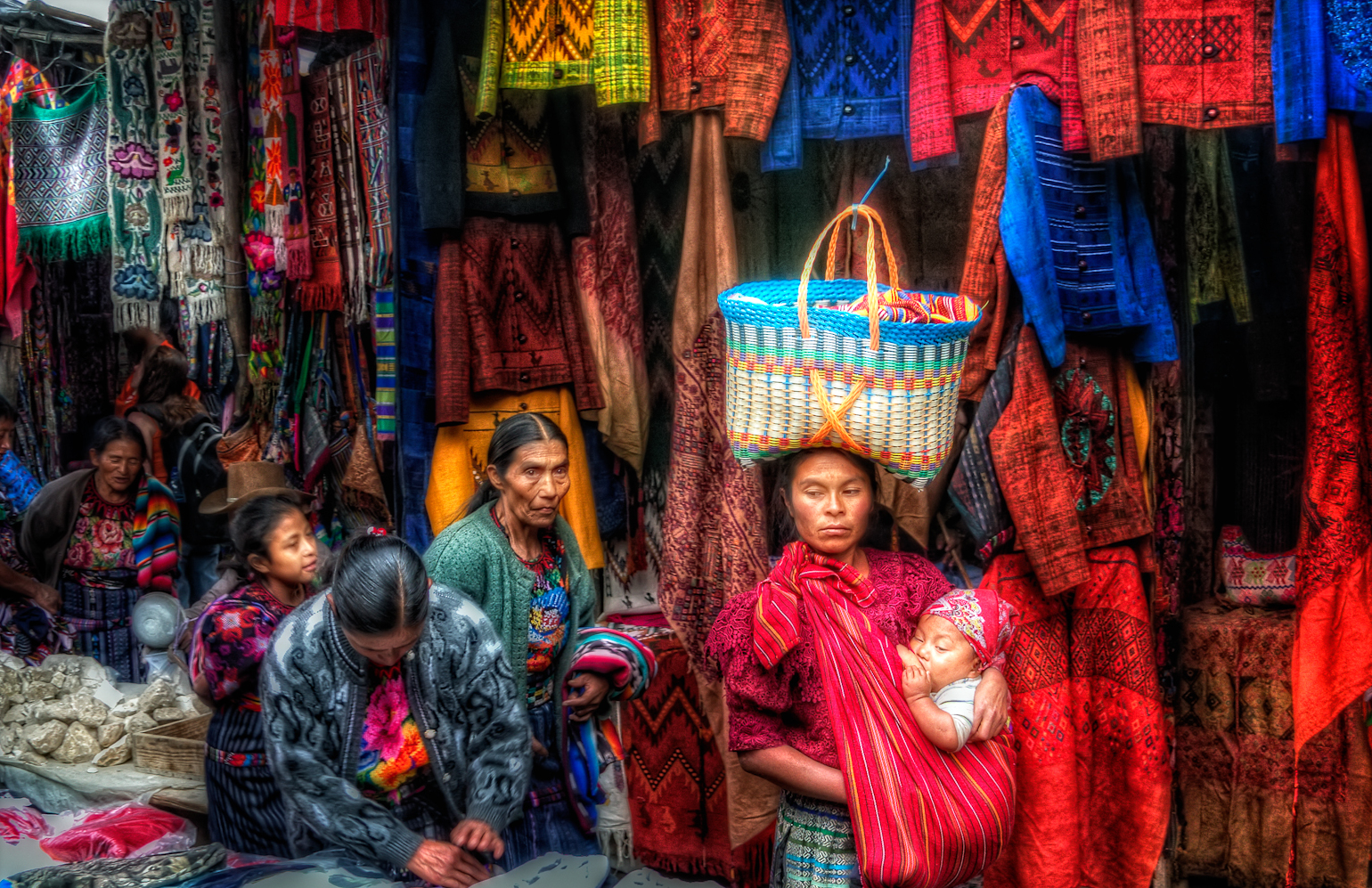
Chichicastenango
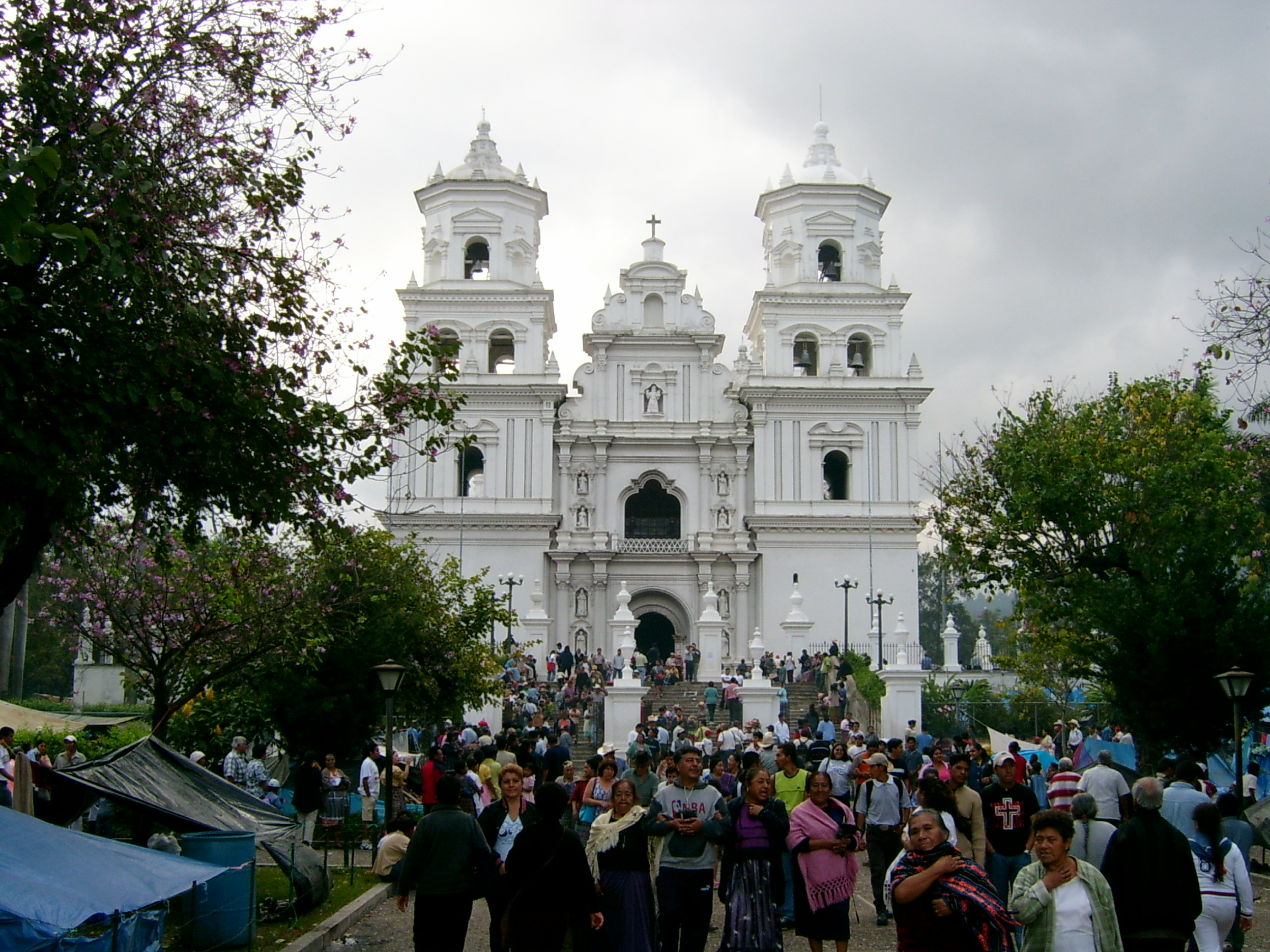
Basílica de Esquipulas Ciudad de Esquipulas
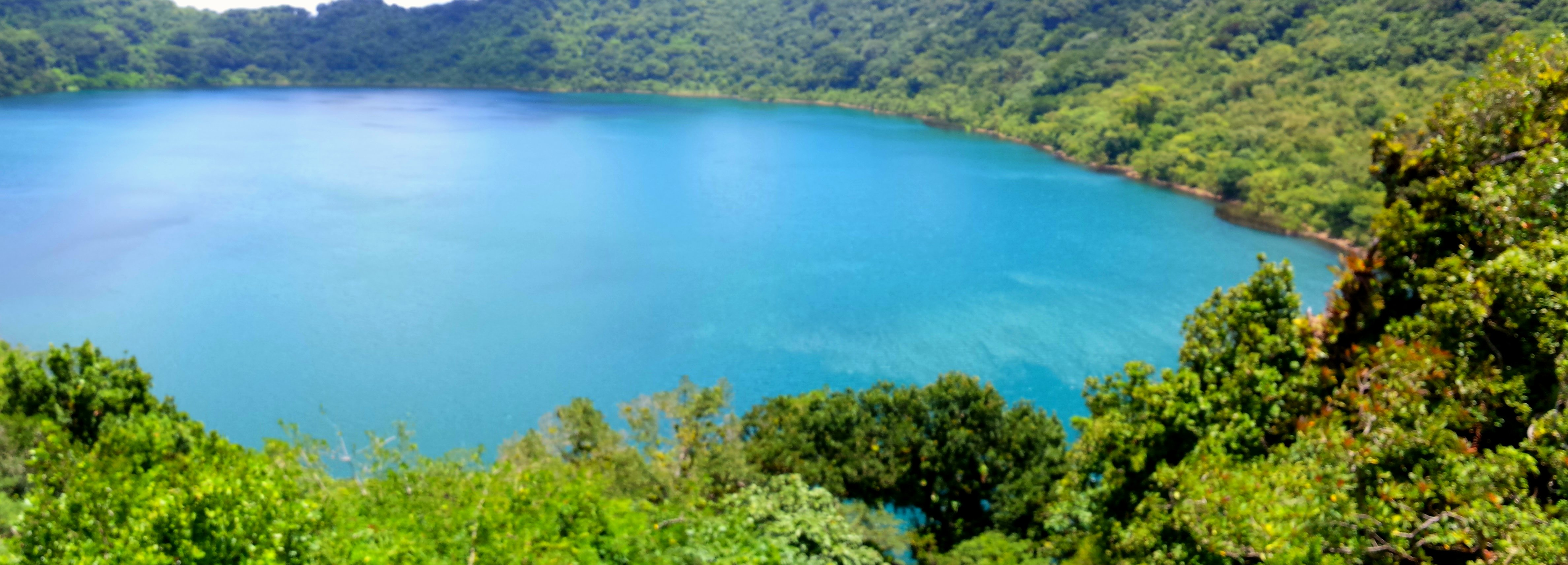
Volcán de Ipala
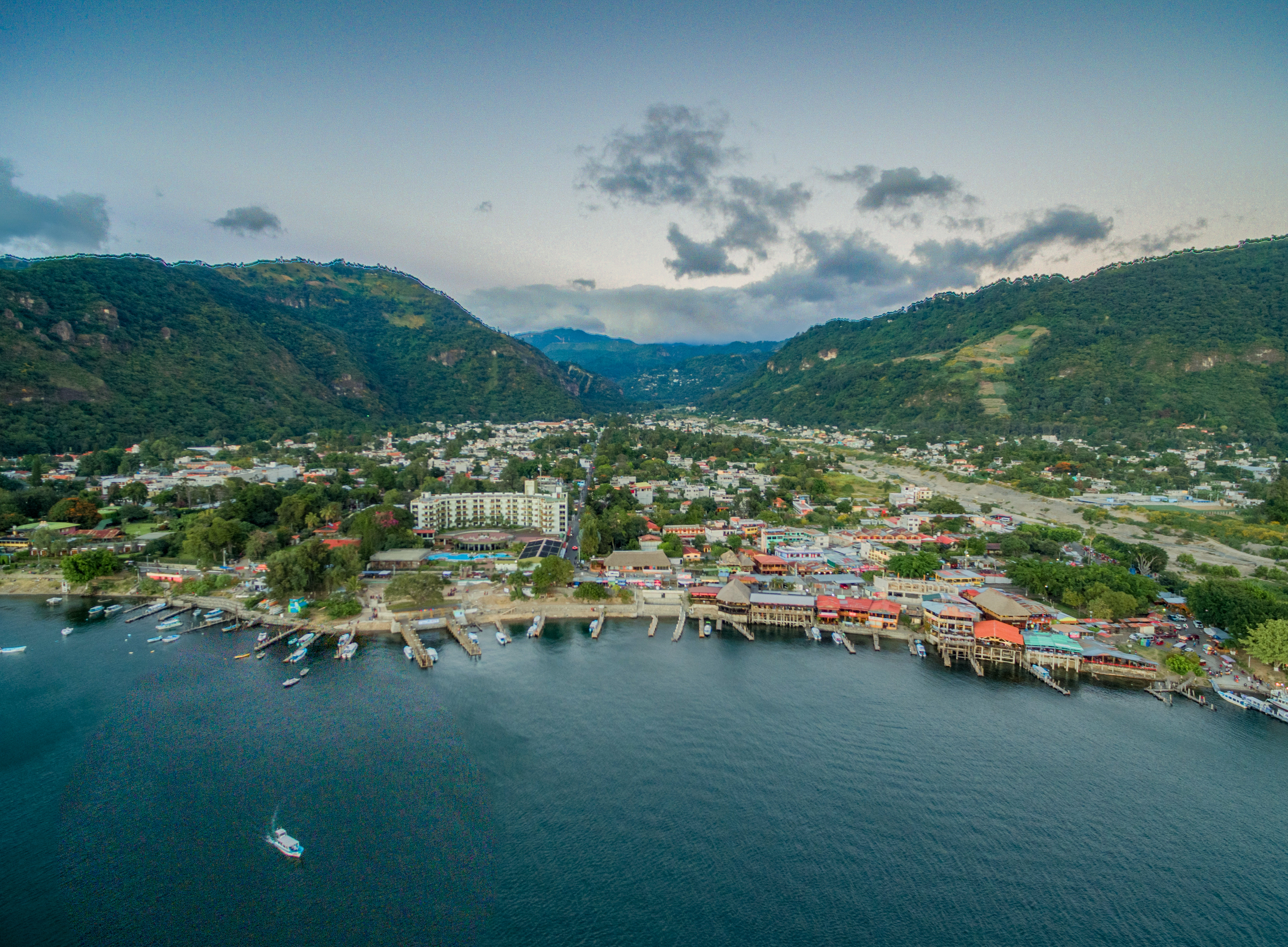
Panajachel
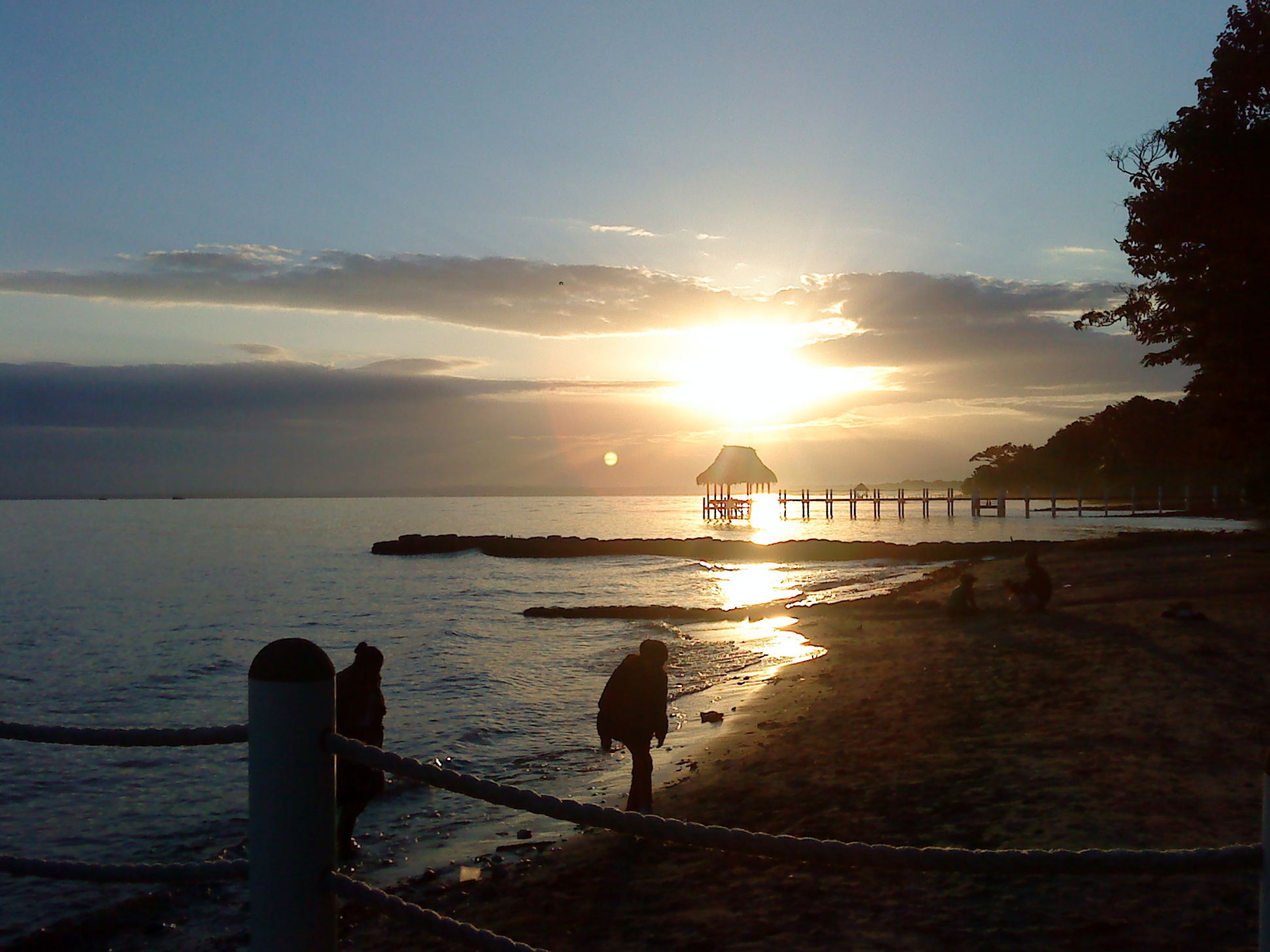
Punta de Palma, Departamento de Izabal
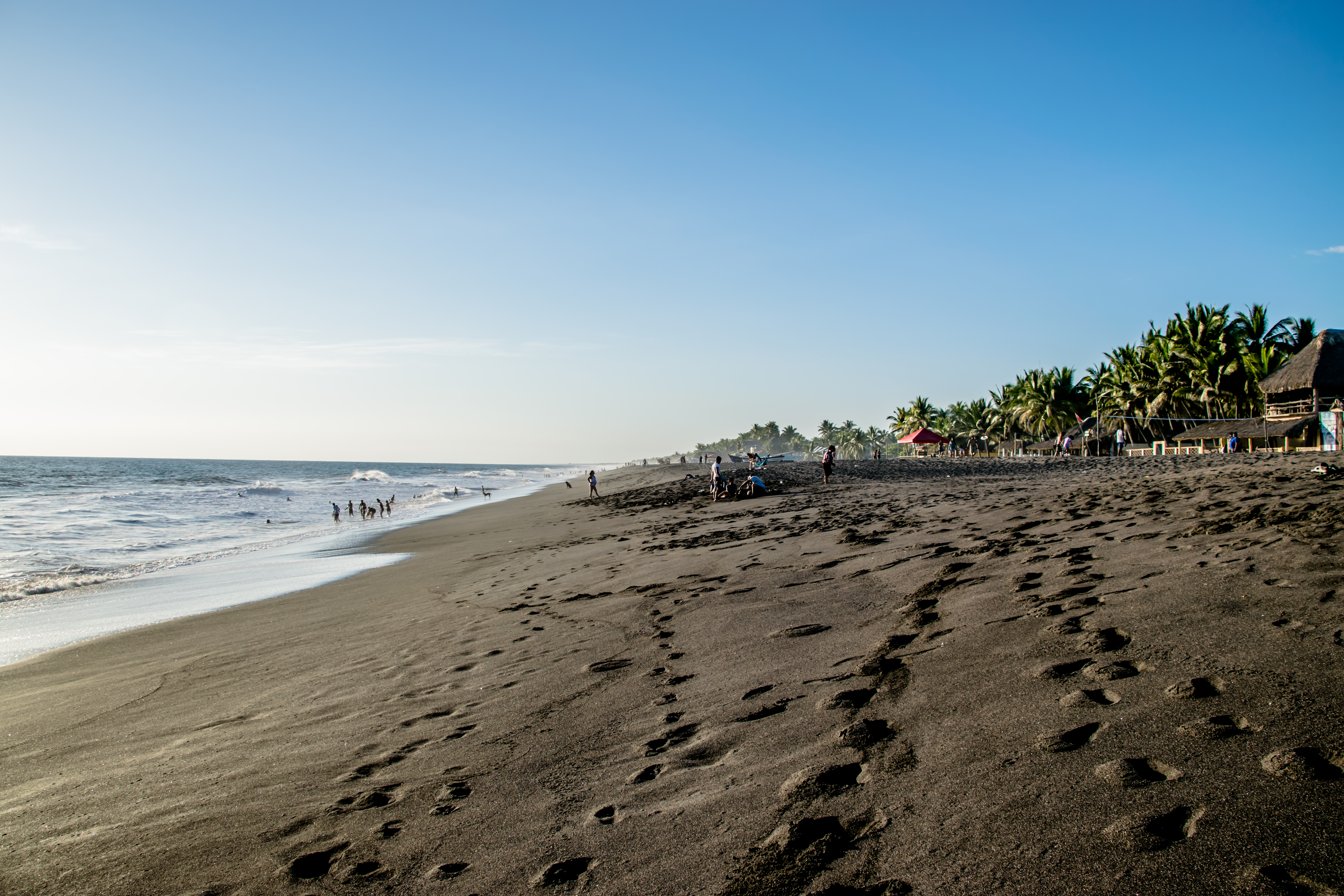
Playas de Monterrico (Santa Rosa)
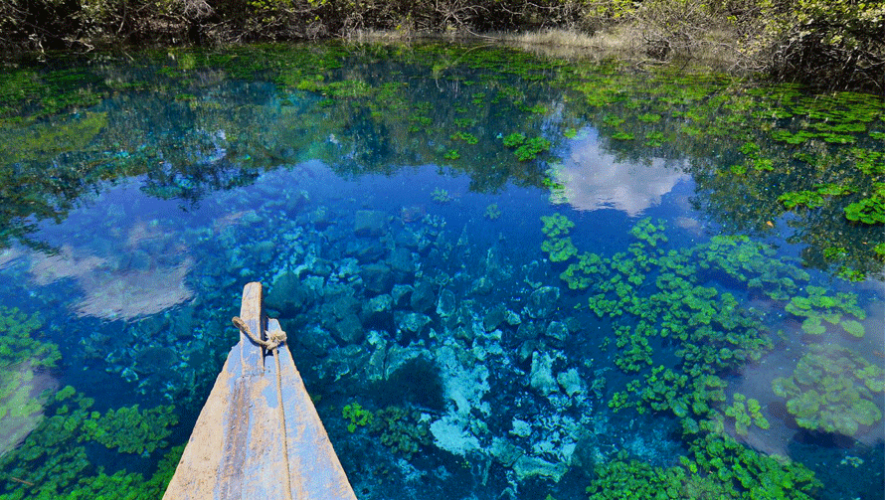
Cráter Azul
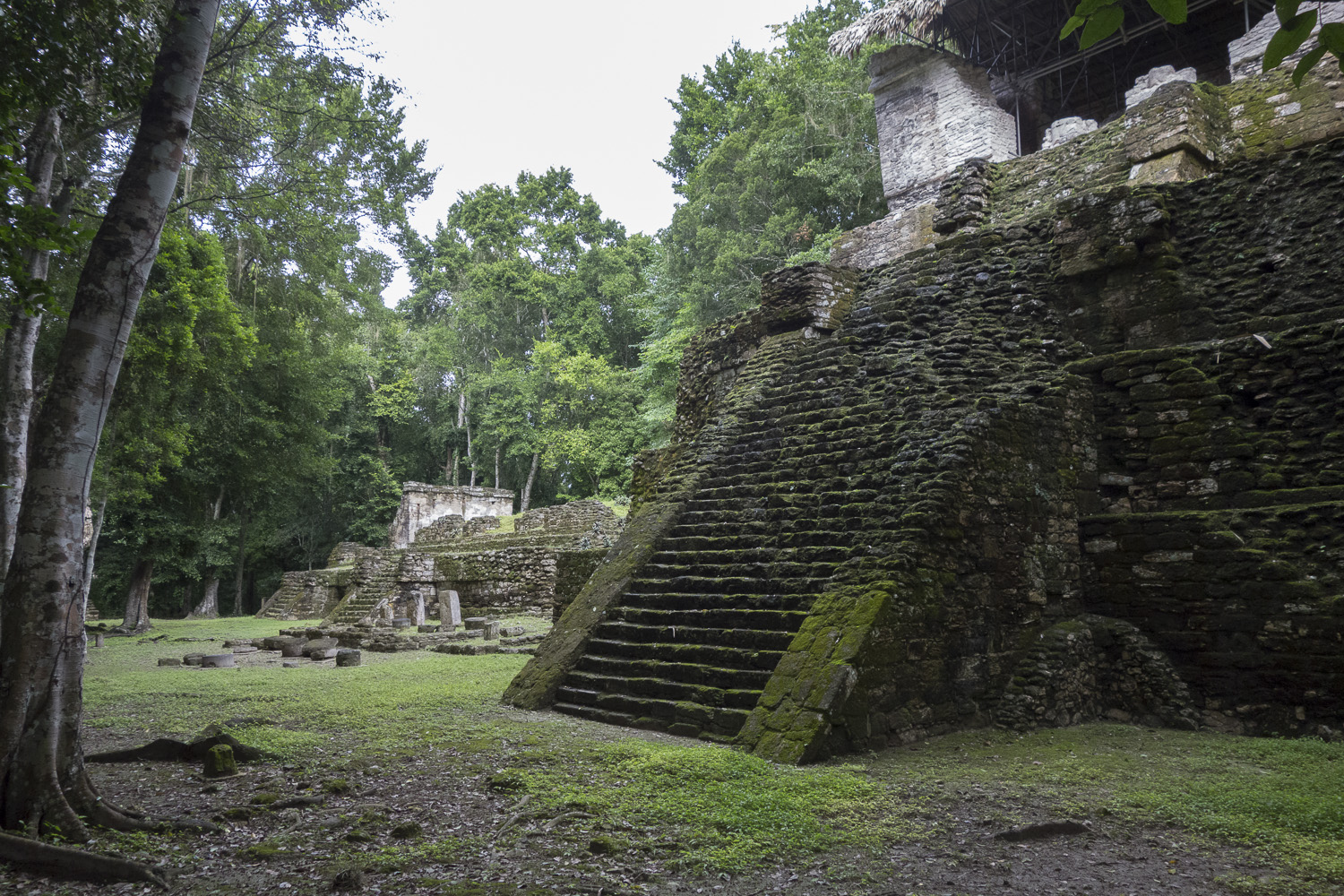
Topoxté
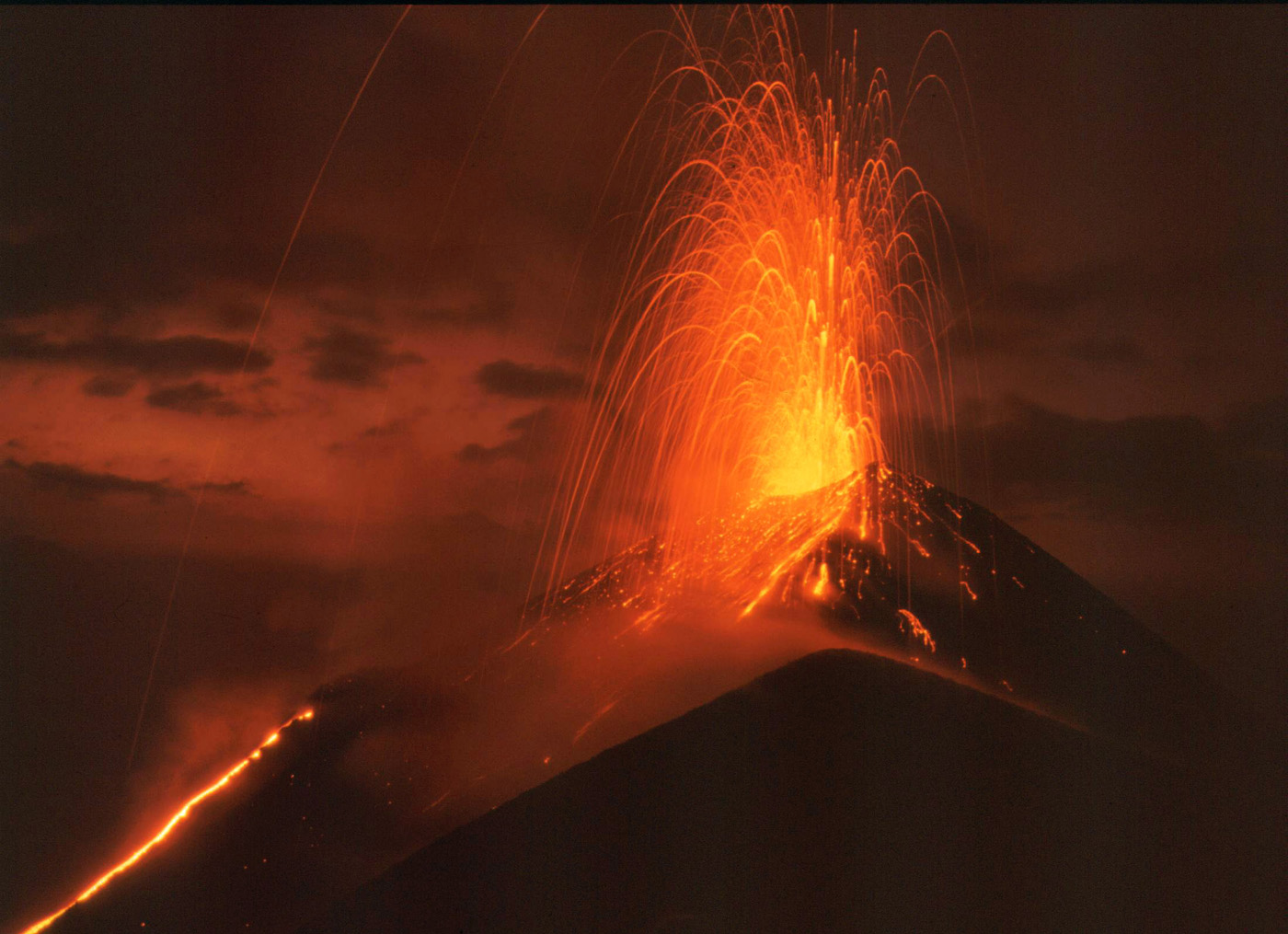
Volcán de Pacaya
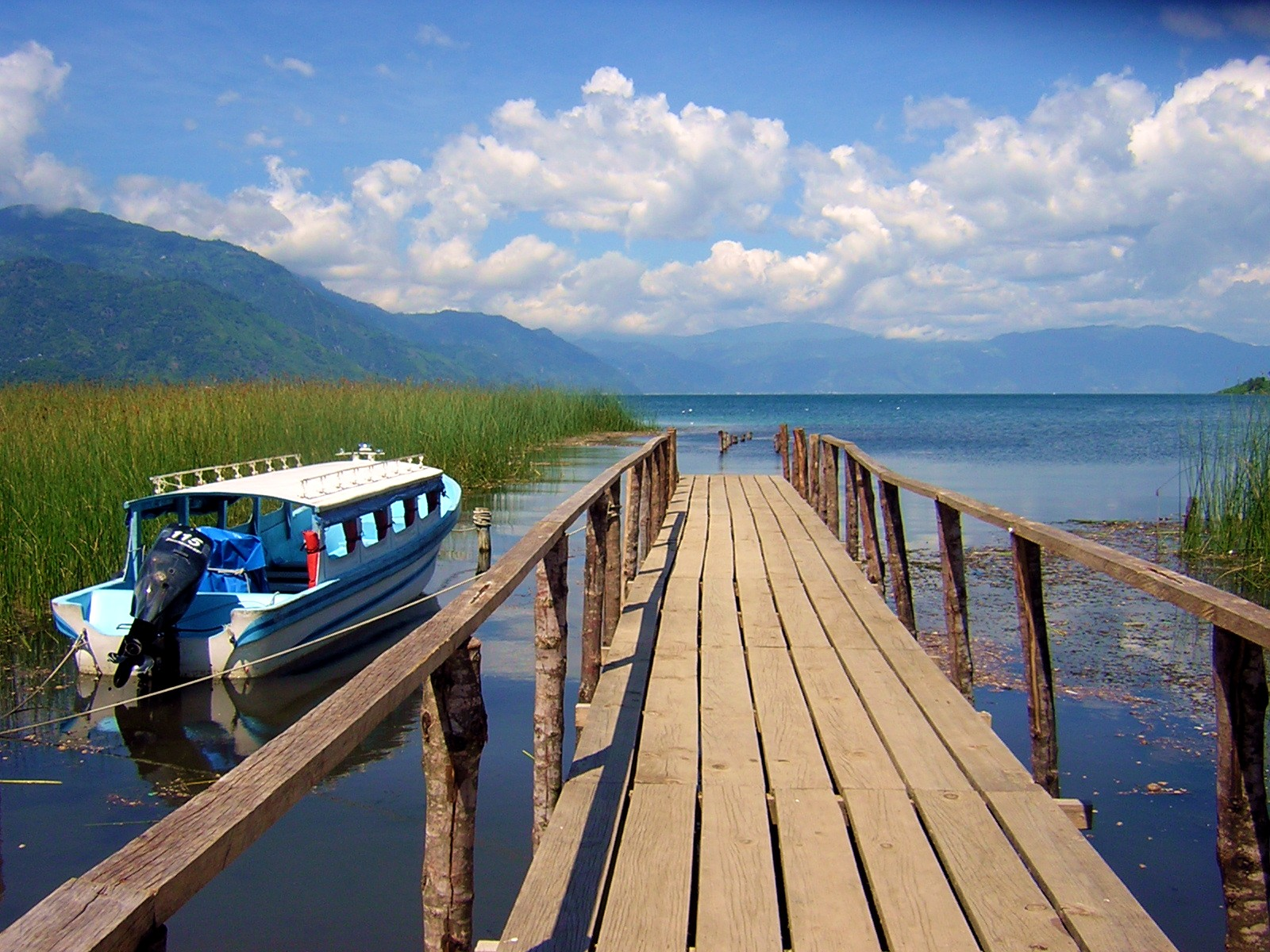
San Juan La Laguna
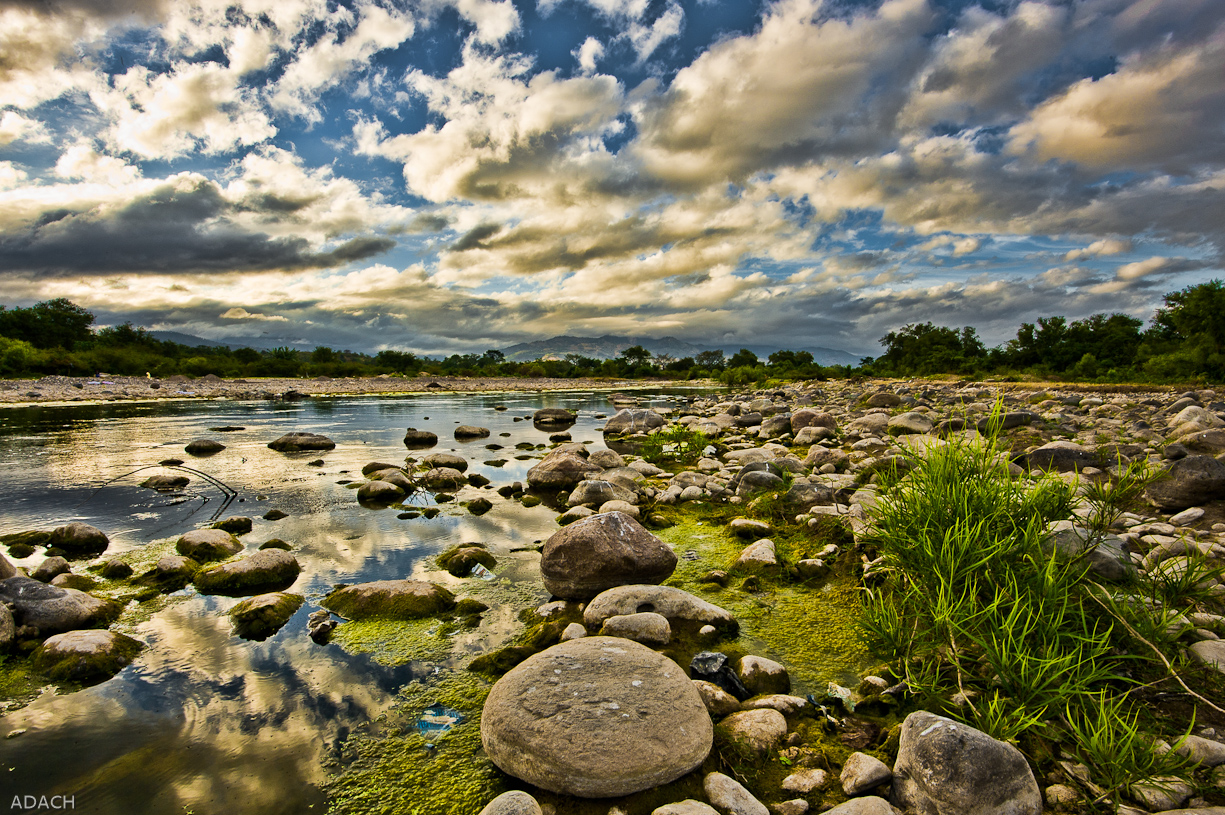
Chiquimula
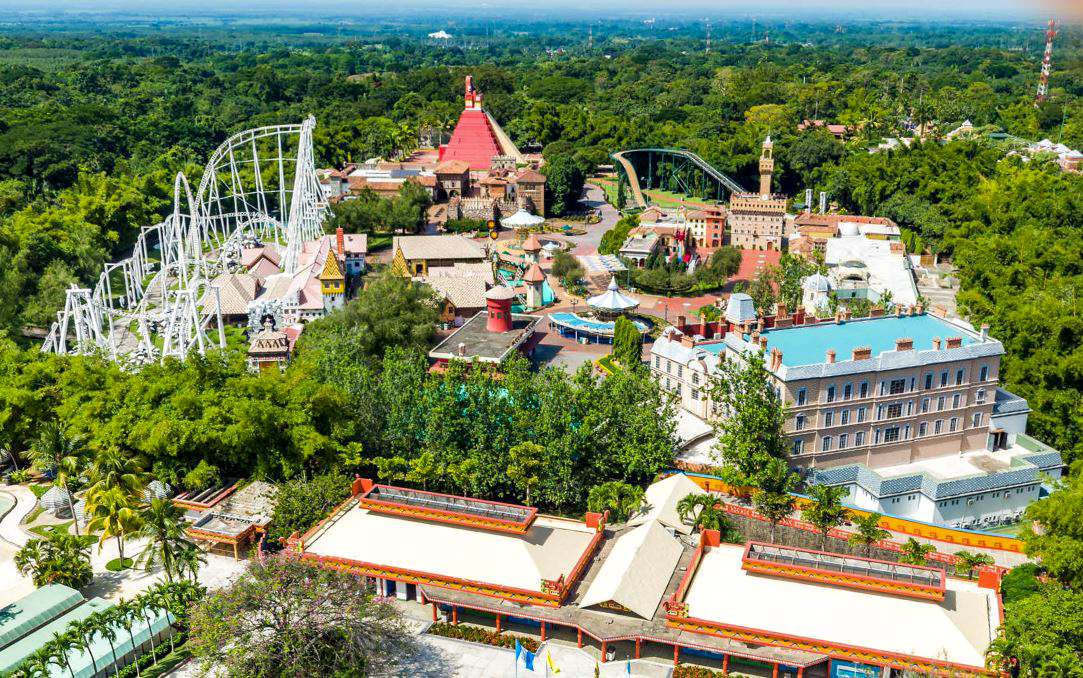
Parque temático Xetulul
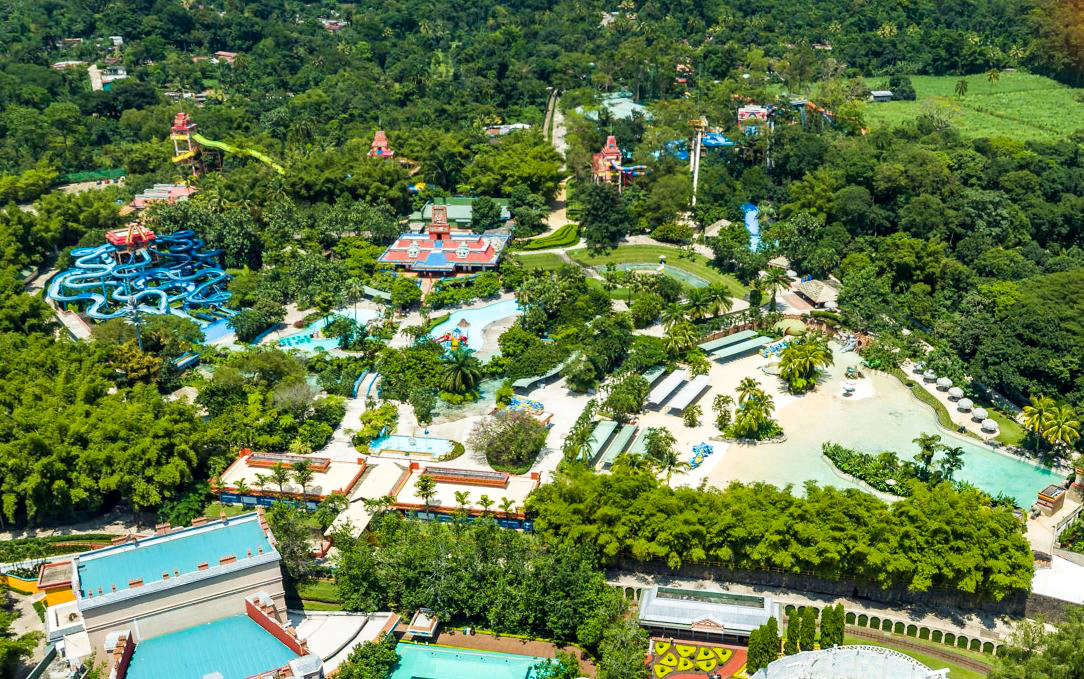
Xocomil
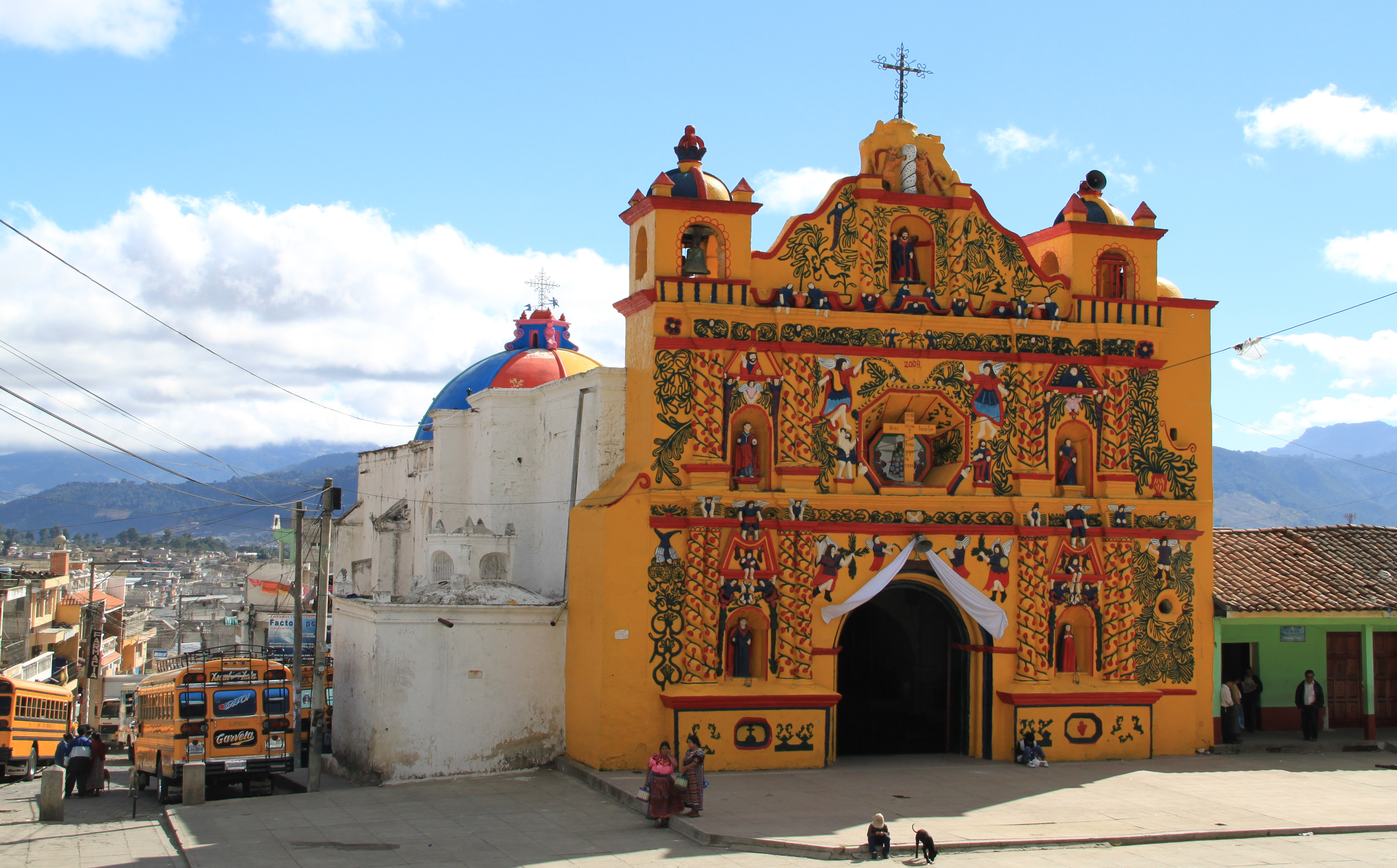
San Andrés Xecul
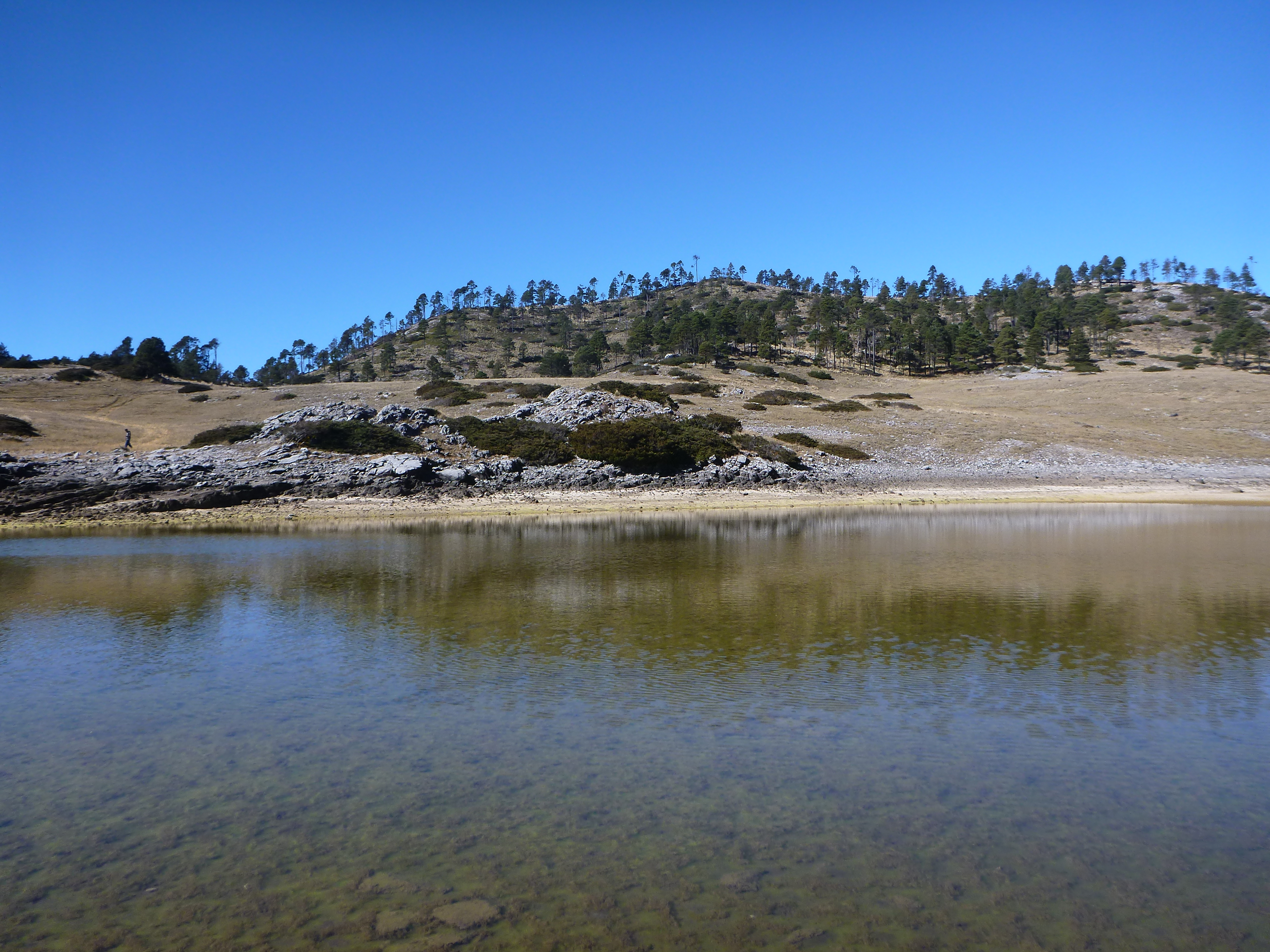
Sierra de los Cuchumatanes
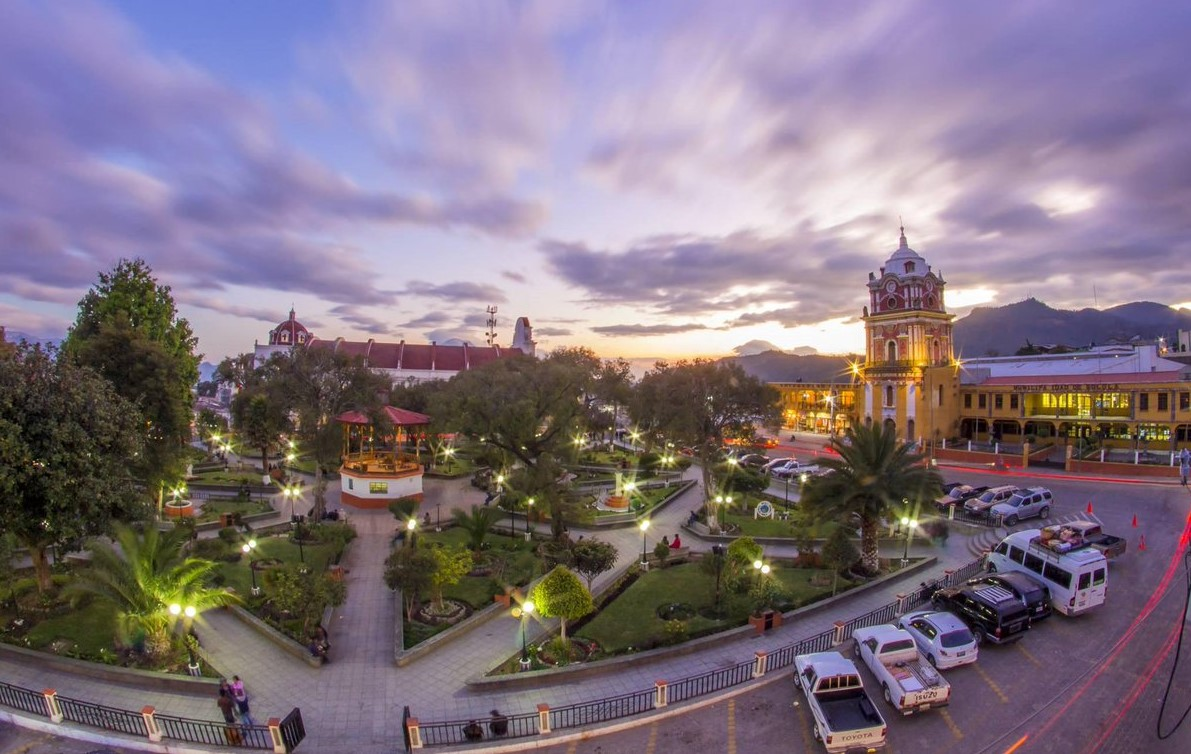
Departamento de Sololá
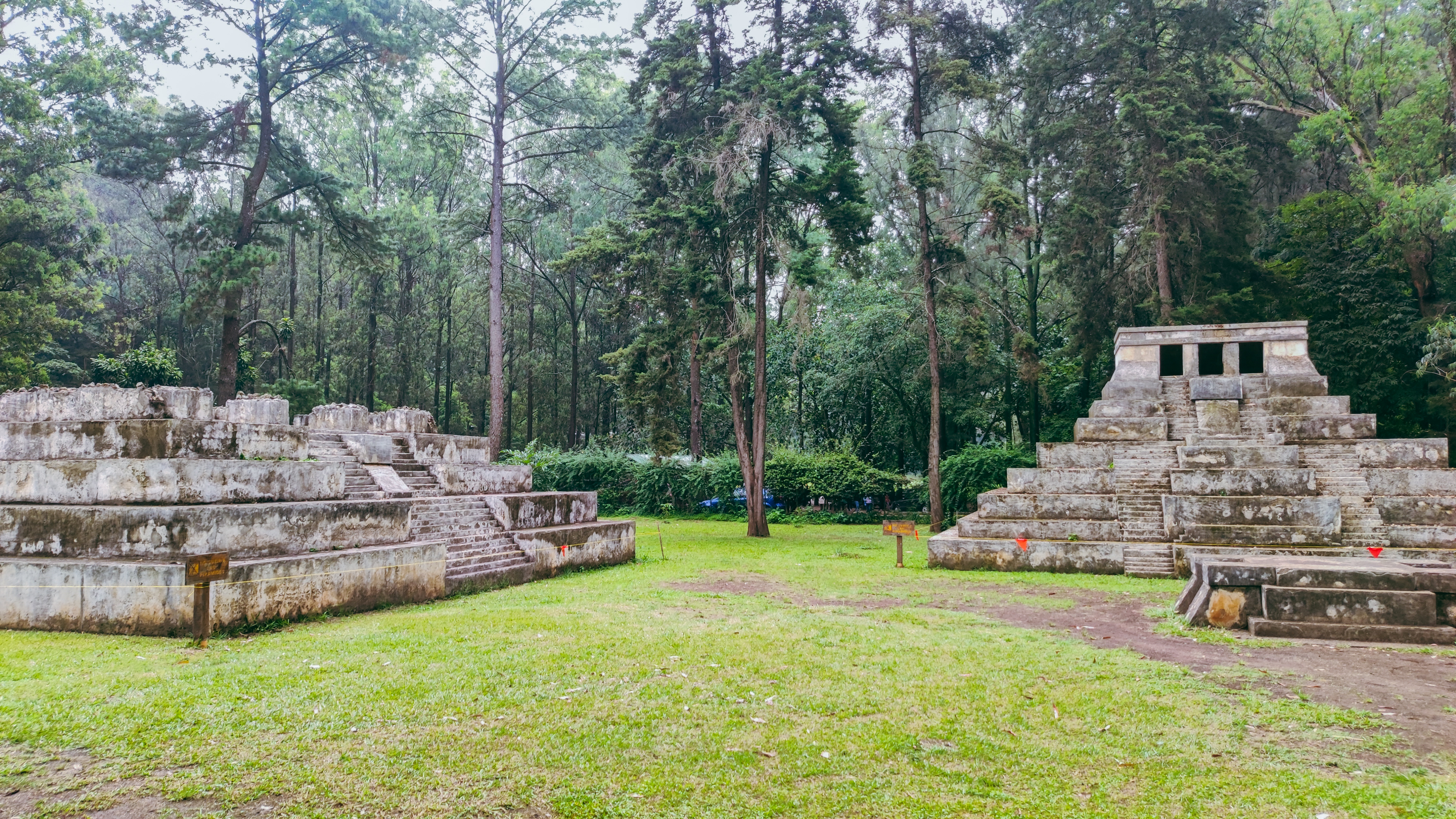
Parque nacional Naciones Unidas
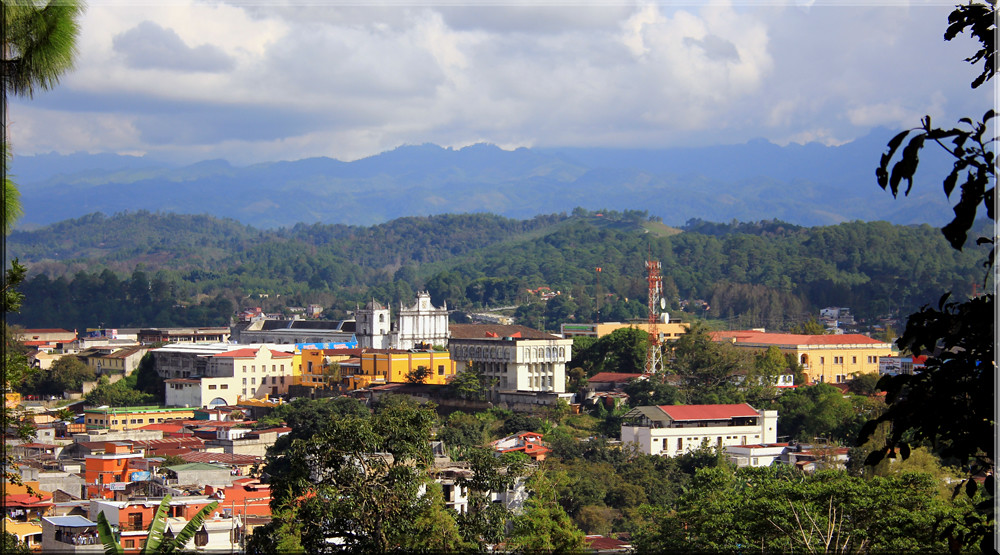
Cobán
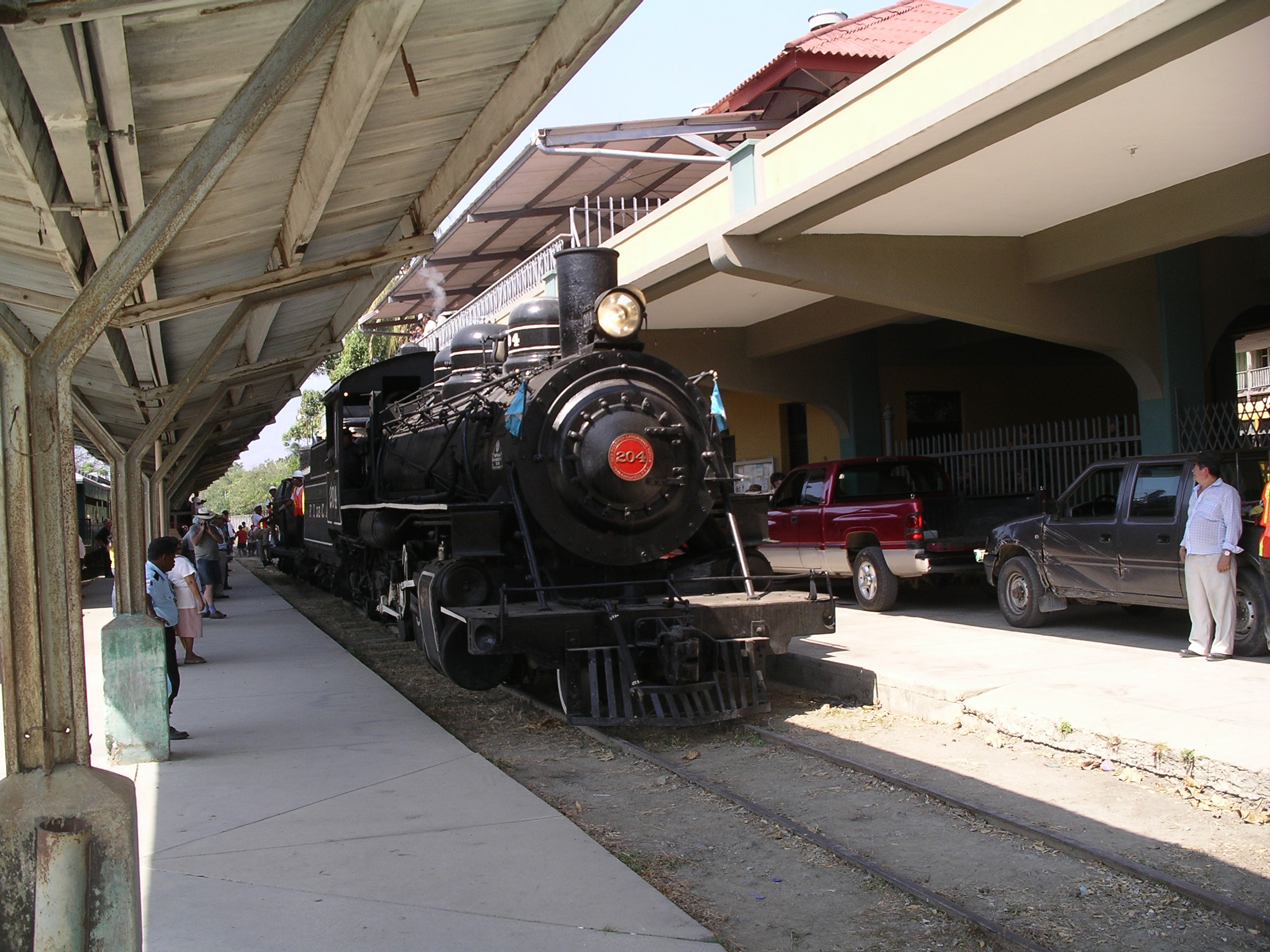
Zacapa
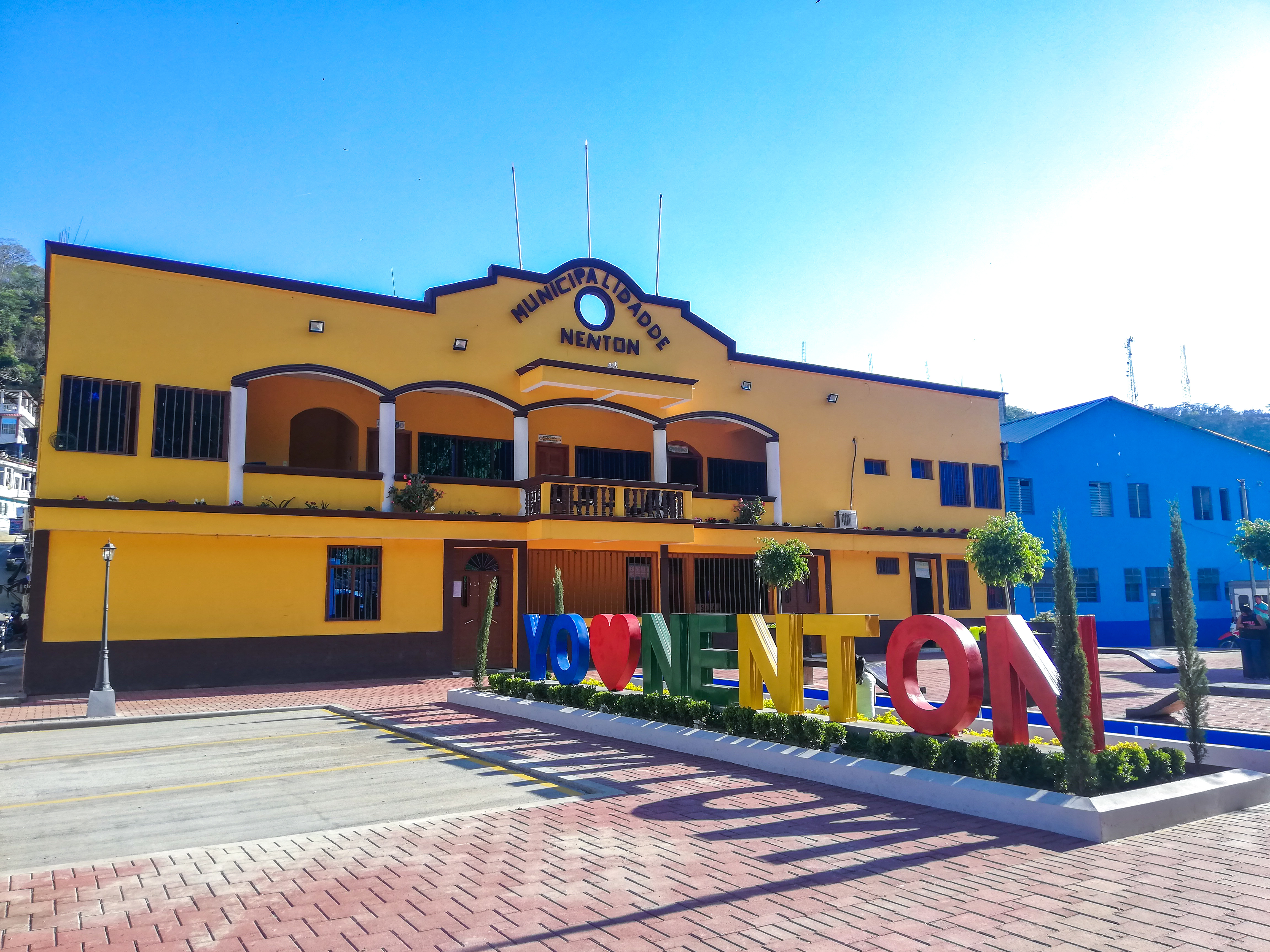
Nentón Huehuetenango

### Antigua Guatemala
La Semana Santa en Antigua Guatemala es la conmemoración de la pasión y muerte de Cristo a través de las procesiones que realizan las hermandades de las parroquias de la ciudad durante el periodo comprendido entre el Sábado de Ramos y el Domingo de Resurrección. A lo largo de esos días, las procesiones realizan su recorrido por las calles de Antigua Guatemala, y se han convertido en uno de los atractivos turísticos más importantes de Guatemala. Los desfiles procesionales de la Semana Santa, transforman la ciudad durante ese periodo y son el resultado de la evolución durante siglos de las formas, modos y maneras de las hermandades, las cuales cuentan entre sus miembros a personas de todas las clases sociales. El período de grandes procesiones comienza el primer jueves de Cuaresma y continúa con procesiones tan representativas como la de San Bartolomé Becerra el quinto viernes de Cuaresma. Desde esa fecha hasta el Viernes Santo las procesiones se ejecutan durante toda la Cuaresma y en especial durante la Semana Santa.
Antes de ser nombrada Monumento Nacional por el gobierno de Jorge Ubico el 30 de marzo de 1944 las ruinas provocadas por el terremoto de 1773 estuvieron virtualmente abandonadas. Las siguientes imágenes muestran el destrozo que provocó el abandono, y la destrucción adicional provocada por los terremotos de 1917-18 y el de 1976. En el caso de otras ruinas, como Nuestra Señora del Carmen y las de la Compañía de Jesús, éstas habían soportado los terremotos de 1773, pero el abandono y los terremotos posteriores las arruinaron por completo. En el caso particular de la iglesia de San Francisco, ésta soportó bien los terremotos de 1773 y de 1917 y fue reconstruida en 1967 cuando los franciscanos retornaron a Guatemala, lo que la protegió de los efectos del terremoto de 1976. En cuanto a la iglesia de La Merced, ésta era prácticamente nueva en 1773, y ha soportado todos los sismos desde entonces; la iglesia no fue abandonada en 1776, pero sí en 1829 cuando los mercedarios fueron expulsados del territorio centroamericano por el general Francisco Morazán junto con el resto de las órdenes regulares y los miembros del partido conservador y del Clan Aycinena.

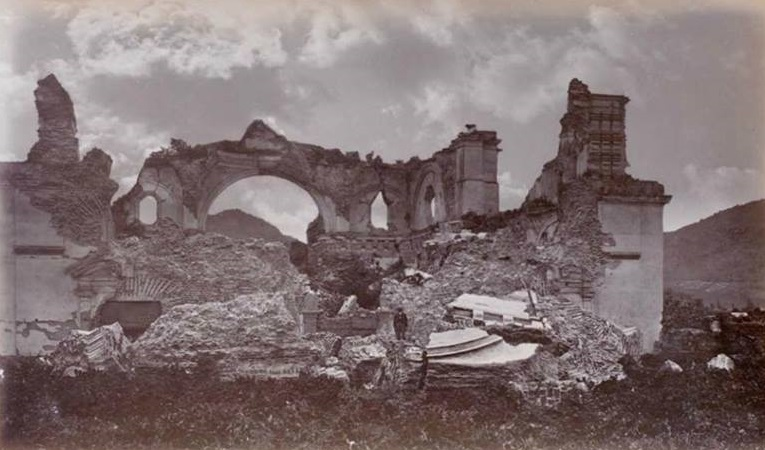
La Recolección (1875)
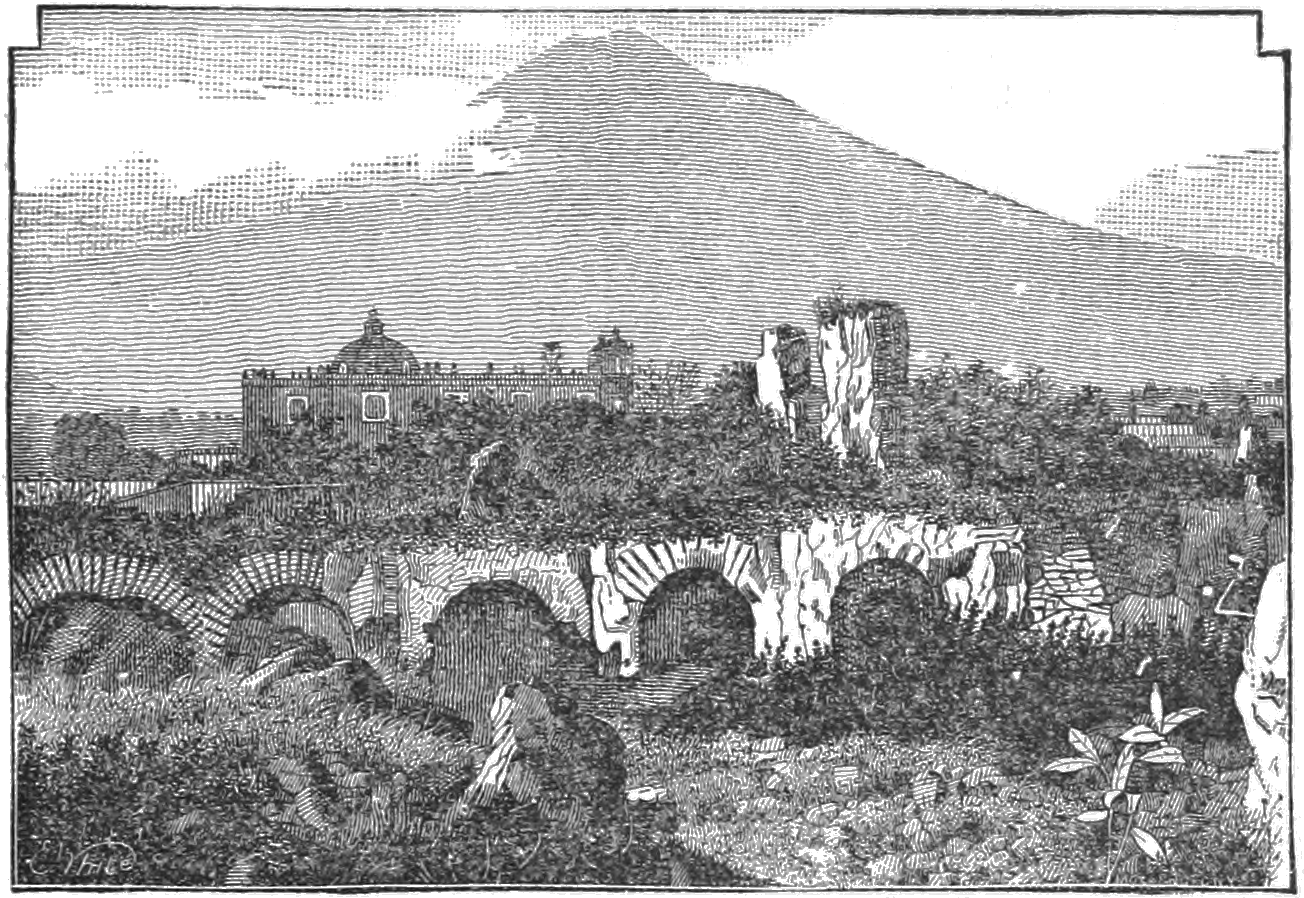
Convento de La Merced (1884)
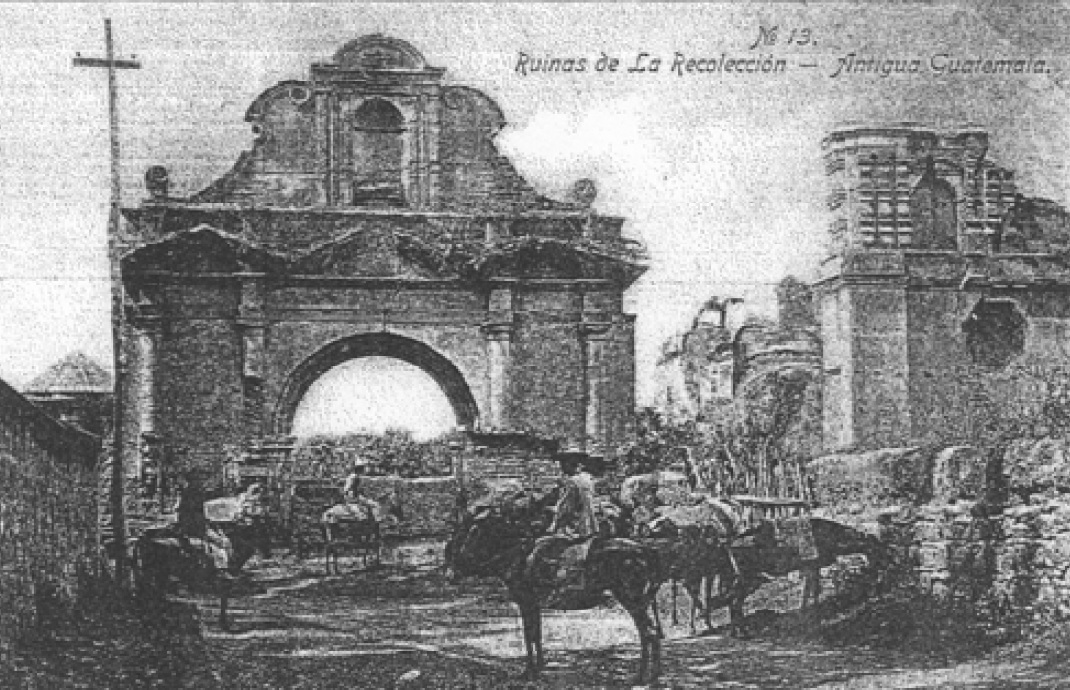
La Recolección (1900)
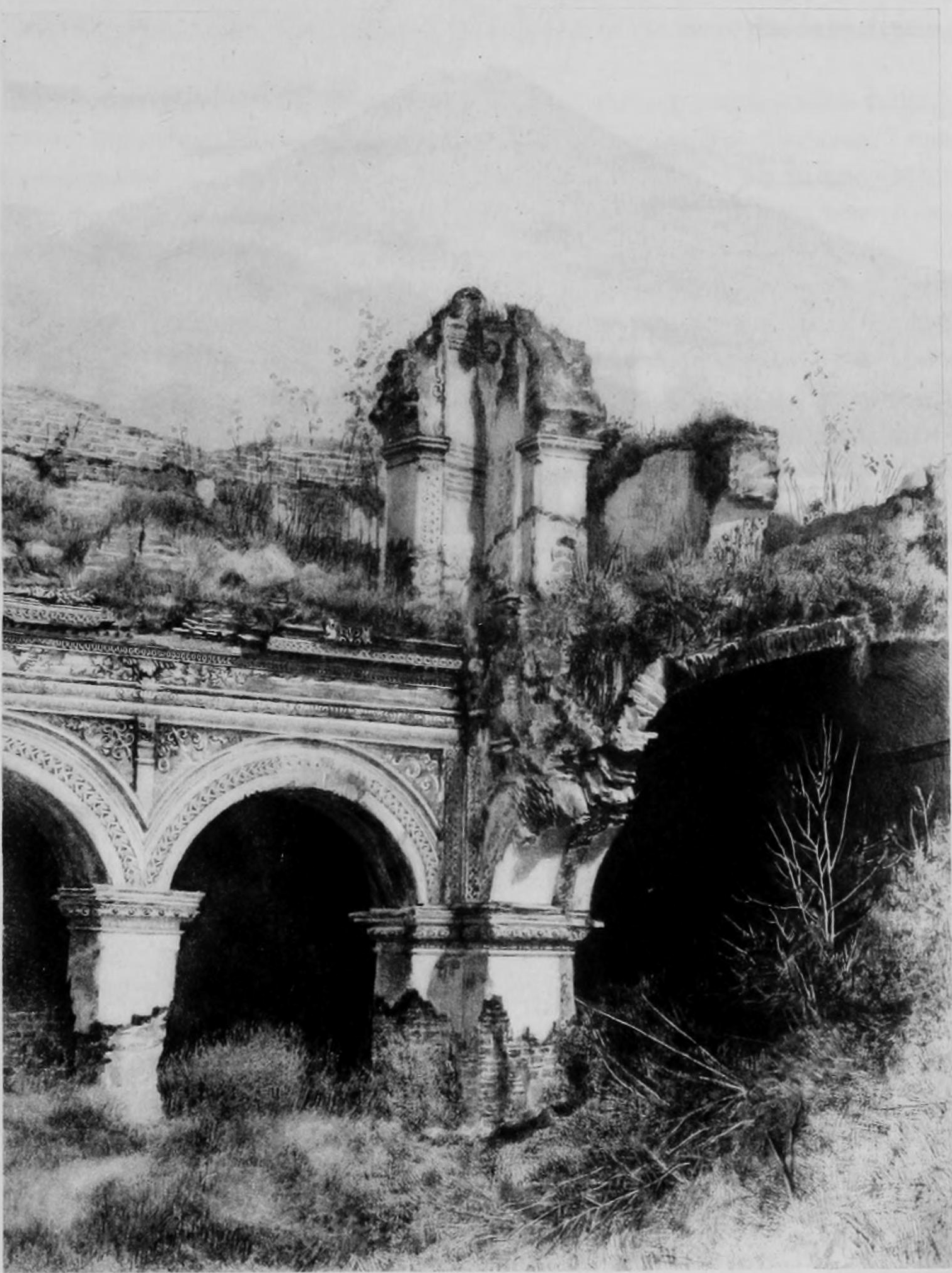
Compañía de Jesús (1898)

### Comercio exterior

#### Colonia española
Durante la colonia española (1524-1821), el único puerto en la costa del Atlántico cercano a lo que actualmente es Guatemala era el Puerto de Omoa, en la actual Honduras, a donde llegaban todos los productos proveniente de Europa, y de donde salían las exportaciones de añil y grana hacia el Viejo Continente; para llegar a la provincia de Guatemala, se utilizaban naves pequeñas, que llevaban los productos que dicha provincia necesitaba o exportaba. Ya en Guatemala, los pequeños barcos entraban por el Río Motagua, el cual era navegable hasta el lugar conocido como Gualán, en la actual Zacapa; luego, los productos eran transportados en embarcaciones ligeras llamadas piraguas hacia el pueblo de Tocoy Tzima en el actual departamento de El Progreso para finalmente ser transportados a la Ciudad de Guatemala en yuntas. A lo largo de ese camino fluvial, se iban formando pequeñas poblaciones a orillas del río, en donde se iban radicando pobladores que poco a poco iban estableciéndose tierra adentro.

#### Línea férrea

Mapa de los ramales ferroviarios en Guatemala y El Salvador, los cuales eran propiedad de la IRCA, la subsidiaria de la UFCO que controlaba el ferrocarril en ambos países, mientras el único puerto en el Atlántico era controlado por la Great White Fleet, marina mercante también propiedad de la UFCO.

El presidente general Justo Rufino Barrios pensó unir la capital con la costa del Atlántico por medio de un ferrocarril, en igual forma como se había hecho con la costa del Pacífico, por lo que el 4 de agosto de 1883 emitió un decreto «excitando el patriotismo de los guatemaltecos», a efecto de que con sus propios recursos se construyera el Ferrocarril del Norte como una empresa nacional. Para tal efecto, se imponía una suscripción anual y obligatoria de cuatro pesos durante diez años, que debían pagar todas las personas que devengaban más de ocho pesos mensuales, con derecho a ser accionistas y así llevar a cabo la obra con fondos de los propios guatemaltecos. Cuando el general Justo Rufino Barrios murió en 1885, los trabajos del ferrocarril se suspendieron; para entonces solamente se habían tendido 32 kilómetros de rieles. Varios años después, el presidente José María Reina Barrios se empeñó en el proyecto y el 19 de julio de 1895 emitió el decreto n.º 513, publicado ese mismo día en el diario oficial, en que se ordenaba la fundación de la ciudad de Puerto Barrios. El General Reyna Barrios colocó la primera piedra y declaró inaugurados los trabajos del ferrocarril.
Para administrar la construcción del ferrocarril, el gobierno de Reina Barrios contrató a Feliciano García quien desde muy joven había mostrado habilidad para el manejo de negocios públicos y quien había sido secretario privado del general Justo Rufino Barrios cuando fue presidente de Guatemala. El ingeniero a cargo del tendido de la línea férrea fue Sylvanus Miller. Debido al colapso de la economía guatemalteca luego de la caída del precio del café y de la plata y el fracaso de la Exposición Centroamericana en 1897, la construcción del ferrocarril quedó detenida -la línea estaba concluida desde Puerto Barrios hasta el rancho de San Agustín y faltaban 90 millas de difícil terreno montañoso para llegar a la Ciudad de Guatemala- y no se concluyó sino hasta en 1908, por el presidente Manuel Estrada Cabrera.
En 1904, aprovechando la disponibilidad pro-norteamericana del presidente Manuel Estrada Cabrera, socios de Minor Keith, empezaron a ganar control de varios ramales de ferrocarril en Guatemala y en El Salvador, gracias a generosas concesiones de los presidentes de ambos países; en ese mismo año, se incorporó la compañía International Railways of Central American (IRCA) se incorporó en el estado de Nueva Jersey, cuando los diferentes ramales ferroviarios continuaron funcionando independientemente.
El reporte anual de actividades de 1912, describe la consolidación de los diferentes ramales como sigue: «El ferrocarril guatemalteco asumió el control de los ramales Centra, Occidental y el de Ocós en 1912, cuando la fuerza laboral de las oficinas generales y de la estación y talleres de Zacapa y la ciudad de Guatemala se consolidaron en los edificios de la Compañía Ferroviaria Central en Guatemala; la unión de todo esto recibió el nombre de International Railways of Central America (IRCA). A partir de ese momento, los trenes de Guatemala se conocieron como:
- Ferrocarril del distrito del Atlántico
- Ferrocarril del distrito del Pacífico: los antiguos ferrocarriles Central, Occidental, Panamericano y de Ocós
- Ferrocarril Panamericano (en construcción por la Compañía Ferrocarrilera Central»)[256]

El reporte anual también reportó la construcción de la línea entre La Unión y San Miguel en El Salvador y menciona que el director de la IRCA was William C. Van Horne, quien ya había ganado cierta reputación en el Canadian Pacific Railroad.
Keith tenía la idea de construir un ferrocarril panamericano que atravesara todas las repúblicas centroamericanas, y que se conectara a México con Panamá y finalmente con la América del Sur. En estos momentos la construcción del Canal de Panamá estaba bastante avanzada, y los intereses norteamericanos en la región crecían. La IRCA impulsó la construcción de líneas férreas a lo largo de la costa del Pacífico, conectando con las líneas ya existentes, y proporcionando la conexión con México en Tecún Umán, en Guatemala. Los mapas de este período muestran que había proyectos para conectar la línea Central de Guatemala desde Santa María en Guatemala a Santa Ana en El Salvador, en donde se conectaría con las líneas férreas salvadoreñas; esta línea hubiera dado a El Salvador acceso directo a las líneas mexicanas, pero nunca se construyó. IRCA solo llegó a El Salvador por Zacapa, pero esta línea pasaba por muchas montañas y hacía impráctico cualquier intento de ferrocarril comercial con México.
La conexión entre Zacapa y San Salvador se completó hasta en 1929; conectaba a las líneas que la IRCA ya tenía en ambos países, llegando hasta La Unión, desde donde se podía pasar a Nicaragua por medio de un ferry en el Golfo de Fonseca. Por su parte, la ruta directa de El Salvador a Puerto Barrios en el Atlántico justificaba lo caro de la construcción entre las montañas. Con este ramal en El Salvador, la IRCA había creado un imperio de carriles con línea angosta que se extendía desde México hasta el Golfo de Fonseca, y desde el Atlántico hasta el Pacífico, un sistema de más de 800 millas de línea férrea. Incluso, en 1930, la United Press reportó que con este ramal ya concluido, la travesía en tren más larga sin transbordos en Norteamérica iba desde Hudson Bay en Canadá hasta La Unión en El Salvador, un viaje de poco más de cinco mil millas. Hasta el gobierno del coronel Jacobo Arbenz Guzmán (1951-1954), el principal medio de transporte en Guatemala era el ferrocarril, el cual era administrado por la International Railways of Central America (IRCA). El último año que IRCA reportó una ganancia fue en 1957. En 1959, la carretera al Atlántico desde la Ciudad de Guatemala hasta Puerto Barios fue inaugurada, lo que dio como resultado que los camiones hicieran que el tren redujera sus taricas, además de que perdió mucha clientela. Y en 1964, debido a un huracán y a enfermedades de los árboles, cerró su extensa operación en Tiquisate, dejando a la IRCA sin el 10 % de sus ganancias.

#### Carretera al Atlántico

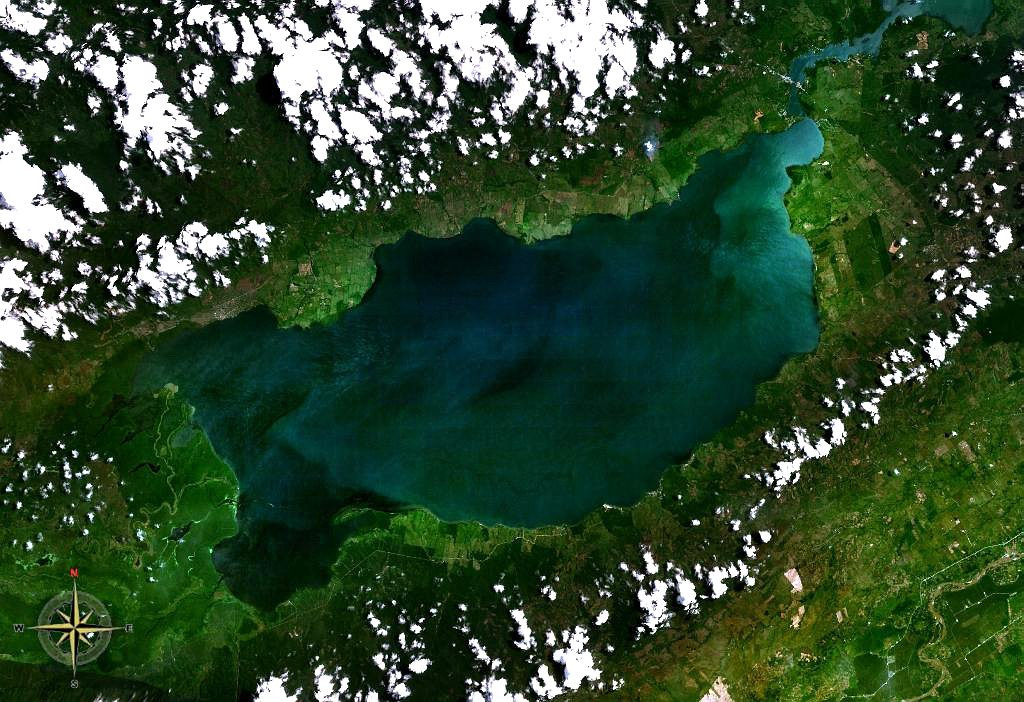
Lago de Izabal visto desde el espacio, en el atraviesa uno de los puentes más grandes del país.

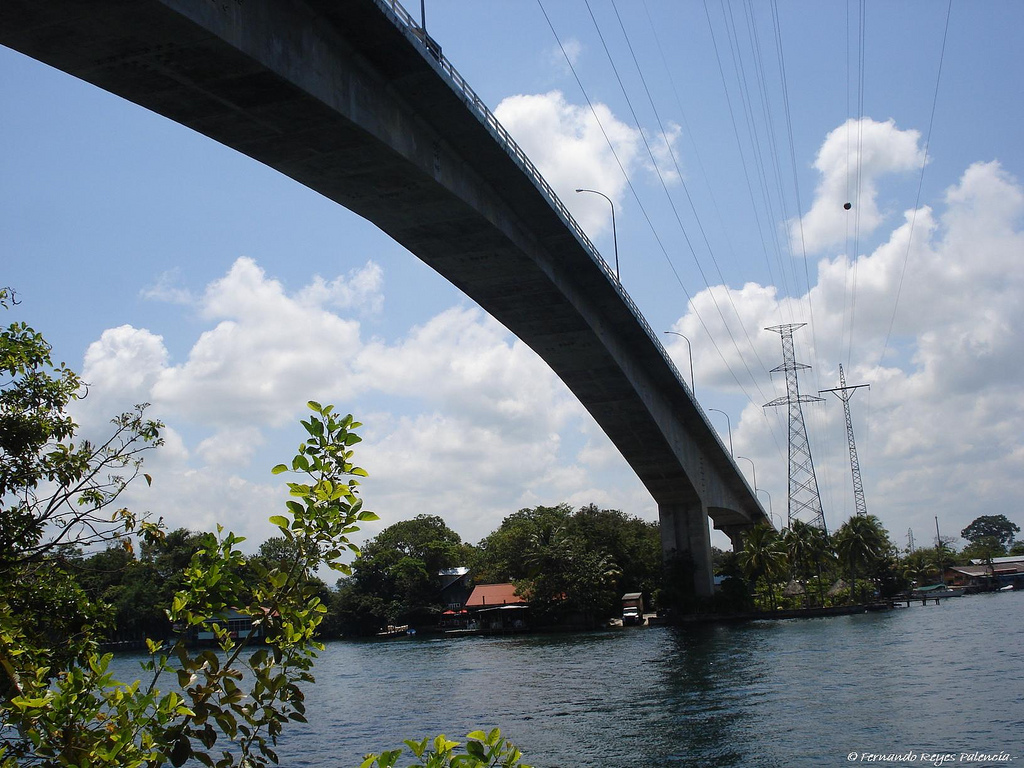
Puente de Río Dulce (Guatemala)

Para transporte menor, no se utilizaba el ferrocarril, sino que se utilizaba todavía la navegación por el Motagua y el camino de terracería que actualmente es la carretera al Atlántico Jacobo Arbenz, y que entonces se denominada carretera del Golfo; esta sencilla carretera de terracería iba de la Ciudad de Guatemala hasta Los Amates en Izabal y fue originalmente construida durante el gobierno del general Jorge Ubico Castañeda (1931-1944), empleando para ello la mano de obra gratuita de los jornaleros de la región por medio de la ley de vialidad y de la ley de vagancia, las cuales obligaban a los jornaleros que no poseían tierras a cumplir cierto número de jornales en la fincas cafetaleras del país, y si no podían demostrarlo, entonces tenían que trabajar gratuitamente en la construcción de carreteras. La carretera se construyó sin maquinaria pesada, y utilizando únicamente palas y piochas.
La carretera al Atlántico fue un proyecto emprendido por el gobierno del coronel Jacobo Arbenz Guzmán, a fin de competir con el monopolio ferroviario de la IRCA. Tras su derrocamiento su sucesor, el coronel Carlos Castillo Armas, por la gran importancia comercial que tenía la carretera, tuvo que continuar con el proyecto, a pesar de haber acusado a Arbenz de comunista por emprenderlo. Finalmente, una vez construida la carretera en 1958, la conveniencia económica fue evidente, y el monopolio ferroviario dejó de ser rentable.

#### Comercio exterior en la actualidad

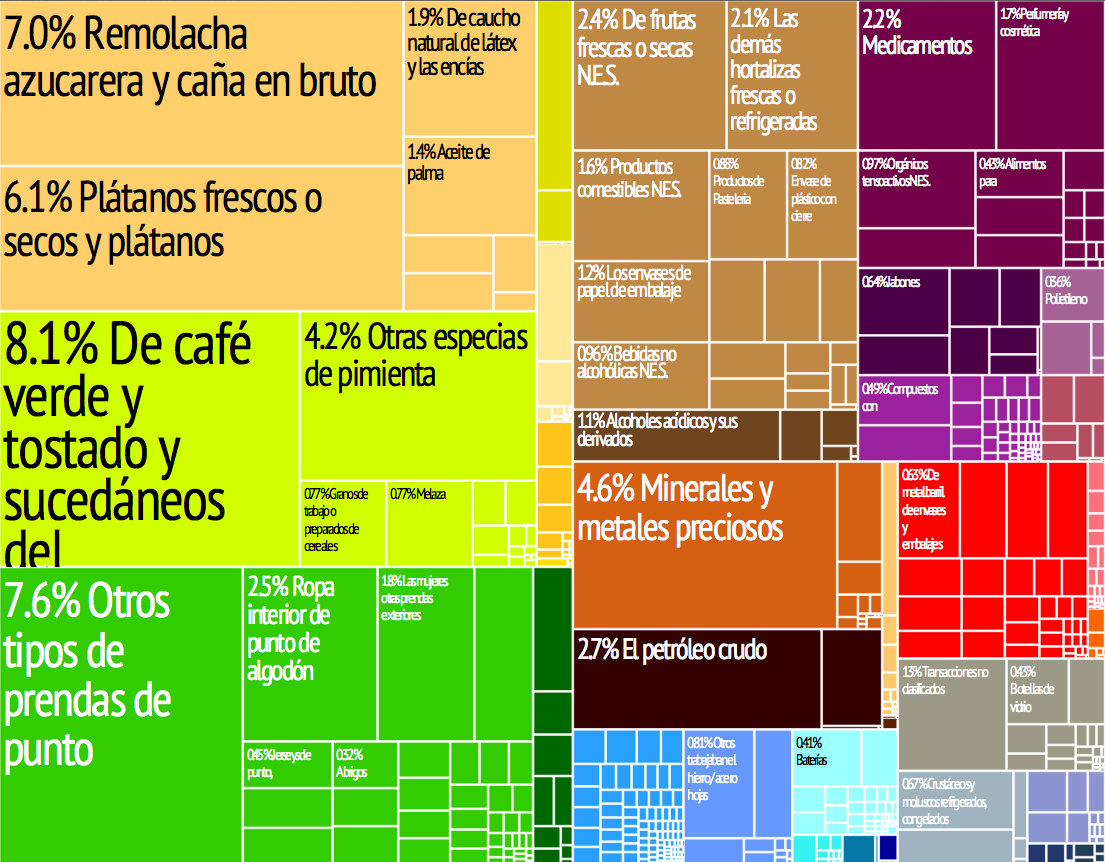
Representación gráfica de los productos de exportación del país en 28 categorías codificadas por color.

Principales productos de exportación: azúcar, banano, café, cardamomo y petróleo.
El valor total de las exportaciones era de US$8 mil 839.8 millones a principio de diciembre de 2010 (unos US$808.3 millones más que el año pasado,y un pronóstico de US$10 mil 500 millones para el 2011 de acuerdo a un reporte al 11 de diciembre del Banguat).
Los cinco principales productos de exportación representan el 26.5 % del total de exportaciones del país, que ascendió a US$ 1,516.6 millones. El crecimiento del valor total de las exportaciones guatemaltecas aumentó en un 20.1 % debido a los altos ingresos por el aumento del precio del café, petróleo y cardamomo en los mercados mundiales. Sin embargo, el precio y volumen de las ventas de azúcar disminuyó considerablemente.
Principales productos de importación: materias primas, materiales de construcción, combustibles, bienes de consumo, bienes de capital.
El valor CIF de las importaciones ascendió al monto de US$ 7,482.1 millones, mayor en US$ 1,082.6 millones equivalente al 16.9 % respecto al registrado durante el primer semestre de 2007. El ritmo de crecimiento que tuvieron las importaciones en esta primera mitad de 2008 fue mayor al 12.7 % (durante igual período de 2007). Este aumento se atribuye al alza en la factura petrolera.
A nivel de los bienes de consumo, cuyo monto (US$ 1,795.5 millones) absorbió el 24.0 % de las importaciones totales, aumentó 5.6% en comparación con el 15.8 % del año anterior. En gran parte, esta desaceleración se debió a la disminución en la importación de bienes de consumo duradero (-6.7 %). Con respecto a las importaciones de combustibles y lubricantes, su valor CIF fue de US$ 1,592.8 millones, mayor en US$ 510.5 millones (47.2 %) al monto en que se situaron a igual fecha del año anterior.
| Exportaciones a | Exportaciones a | Importaciones de | Importaciones de |
| País            | Porcentaje      | País             | Porcentaje       |
| Estados Unidos  | 41,2%           | Estados Unidos   | 34,3%            |
| El Salvador     | 12,1%           | México           | 8,6%             |
| Honduras        | 9%              | Unión Europea    | 8%               |
| México          | 7%              | El Salvador      | 4,1%             |
| Unión Europea   | 5%              | Costa Rica       | 3,4%             |
| Nicaragua       | 7,2%            | Nicaragua        | 4,3%             |
| Resto del mundo | 25%             | Resto del mundo  | 42%              |

#### Comercio exterior con los Estados Unidos de América
Durante los primeros seis meses de 2008, el 41.2 % de las exportaciones de Guatemala se destinaron al mercado de los Estados Unidos de América, mientras que 36.3 % de las importaciones tuvo su origen en el mismo país. El valor de las exportaciones fue de US$ 1,646.3 millones mayor en 7.5% a las realizadas a junio de 2007, en tanto que las importaciones que ascendieron a US$ 2712.4 millones resultaron mayores en 24.5 %. Como resultado de lo anterior la balanza comercial con dicho país fue deficitaria en US$ 1,066.1 millones, con un incremento de US$ 419.0 millones (64.8%) en relación con el primer semestre de 2007.
Las remesas son la principal fuente de ingresos en moneda extranjera de Guatemala, y llegaron a US$4300 millones en 2008, superando al café, el azúcar y otras exportaciones. Aproximadamente 1,35 millones de ciudadanos guatemaltecos, o 10 % de la población, viven en EE. UU. Unos tres millones y medio de personas que viven en Guatemala dependen de estas remesas, según el Instituto Centroamericano de Estudio Sociales y Desarrollo de Guatemala.

#### Intercambio comercial con otros países
Al mes de junio de 2009, se encontraban en pleno funcionamiento los tratados de libre comercio suscritos con Centroamérica, México, República Dominicana, Taiwán, Panamá, Colombia y los Estados Unidos de América.
La cobertura de estos tratados abarcó el 78.2 % de las exportaciones y 57.5% de las importaciones. Excepto el comercio con Estados Unidos, el monto de las exportaciones realizadas durante el primer semestre con los otros socios comerciales se situó en US$ 1480.9 millones mayor en 23.2 % al registrado en igual período de 2007.
Por su parte, el valor de las importaciones fue de US$ 1,583.9 millones con un aumento de 24.0 % sobre el año anterior. El resultado consolidado de la balanza comercial fue negativo en US$ 103.0 millones.
Centroamérica. Como resultado de exportaciones por US$ 1,158.0 millones e importaciones por US$ 795.0 millones, el intercambio comercial de Guatemala con los demás países de la región centroamericana durante los primeros seis meses del presente año, se tradujo en un superávit de US$ 363.0 millones, mayor en 22.7 % al obtenido en igual período del año anterior. Con El Salvador, Honduras y Nicaragua la balanza comercial, en su orden, fue favorable en US$ 127.3, US$ 173.3 y US$ 117.7 millones, respectivamente, mientras que con Costa Rica el saldo fue negativo en US$ 55.4 millones.
México. Con un monto de US$ 251.0 millones las exportaciones a México se incrementaron en 25.2 % respecto al primer semestre del año precedente. Los principales productos exportados fueron metales preciosos (US$ 68.3 millones); grasas y aceites comestibles US$ 46.6 millones; caucho natural (US$ 35.6 millones); materiales textiles (US$ 14.5 millones); camarón y langosta (US$ 16.9 millones); preparados a base de cereal US$ 5.7 millones; y, bebidas alcohólicas US$ 5.2 millones. Por su parte, las importaciones que sumaron US$ 720.3 millones con un aumento de 28.8 %, generaron un saldo negativo de US$ 469.3 millones.
En 2016, el valor de las importaciones desde México fueron de US$1279.7 millones; las exportaciones a México fueron de US$291.5 millones, dejando un saldo negativo de US$988.2 millones.
República Dominicana. Durante el semestre se realizaron exportaciones por valor de US$ 60.6 millones, mayor en 35.3 % a las de igual período del año anterior. Dentro de una variedad de productos vendidos destacaron: detergentes y jabones US$ 10.0 millones; vidrio y sus manufacturas US$ 8.4 millones; insecticidas US$ 3.0 millones; y, preparados de cereales US$ 4.9 millones. Las importaciones fueron de US$ 12.3 millones y, por lo tanto, se registró un superávit comercial de US$ 48.3 millones.
Taiwán. Las exportaciones efectuadas a la isla fueron del orden de los US$ 11.3 millones con una disminución de 5.3 % en relación con las del primer semestre de 2007. Los principales productos exportados fueron: desperdicios y desechos de metales US$ 4.6 millones; café US$ 2.3 millones; azúcar US$ 2.1 millones; y, tabaco en rama US$ 1.4 millones. A la vez, las importaciones cuyo monto aumentó 15.4 % se situaron en US$ 56.3 millones. La balanza comercial cerró con un saldo negativo de US$ 45.0 millones.

### Petróleo

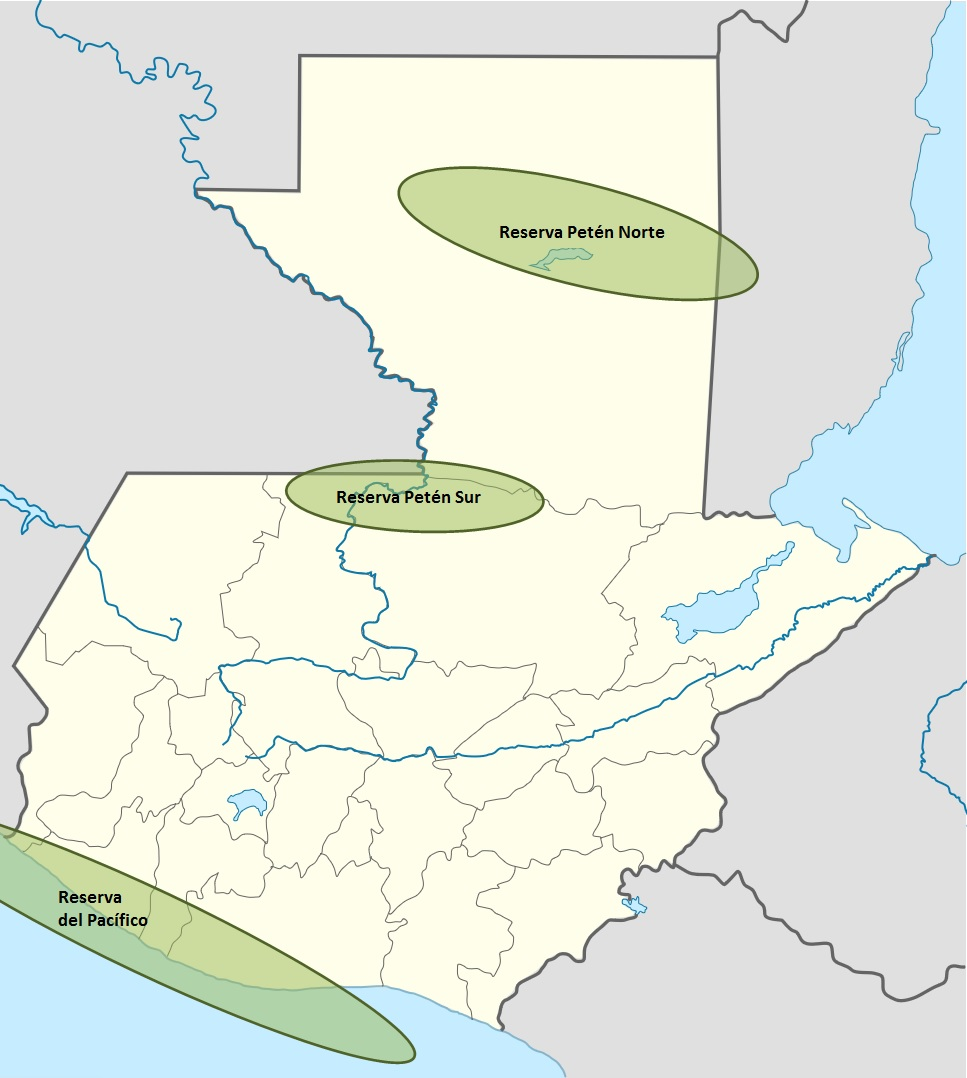
Reservas petroleras de Guatemala.

Durante el gobierno de Jorge Ubico (1931-1944) las empresas norteamericanas de explotación petrolera hacen su entrada en Guatemala pero tras la Revolución de 1944 y la elección de Juan José Arévalo como presidente (1945-1951) la ley sobre actividad petrolera fue modificada en 1947 y en 1949, imponiendo que el petróleo fuera explotado por empresas con capital mayoritario guatemalteco; este cambio generó descontento de las multinacionales petroleras que abandonaron el país.
Tras el golpe de Estado de 1954 apoyado por la CIA y el secretario de Estado estadounidense John Foster Dulles, las empresas petroleras estadounidenses «aconsejaron» al nuevo gobierno de Carlos Castillo Armas la elaboración de una nueva legislación petrolera, que favorecería a las transnacionales petroleras a nivel de impuestos y de garantías de inversión. De esta forma, la empresa
Basic Resources comenzó sus primeras explotaciones de petróleo en Guatemala, y luego inició la explotación comercial de los pozos, enviando las primeras exportaciones a los Estados Unidos.
La ley de 1975 del gobierno militar de Kjell Eugenio Laugerud (1974-1978) tenía una visión nacionalista de la explotación de recursos petroleros y garantizaba importantes beneficios económicos para el Estado y para la cúpula militar, (entre los que están Carlos Arana Osorio, Kjell Eugenio Laugerud y Fernando Romeo Lucas García) que ya era propietaria de grandes extensiones de tierra en Petén y en la Franja Transversal del Norte, en donde Basic Resources había encontrado grandes reservas de petróleo.
Tras el golpe de Estado de 1982, el gobierno militar de facto de Efraín Ríos Montt (1982-1983) elaboró el decreto-ley sobre hidrocarburos, adoptado en 1983, el propiciaría la atracción de inversiones extranjeras y se inscribió dentro de la primera oleada de ajustes estructurales impuestos por el Fondo Monetario Internacional (FMI) a cambio de cualquier ayuda presupuestaria.
El contrato de concesión n.º 2-85 se refiere al «campo Xan» (con 47 pozos perforados), cuya exploración inició al principio de los años 50. Este contrato está inicialmente vinculado a la empresa Basic Resources, fundada en los años 60 por John D. Park, uno de los abogados que participó en la elaboración del Código del Petróleo tras el golpe de Estado de 1954. Basic Resources comenzó a explorar los posibles yacimientos petroleros en Guatemala durante los 70 e inició su explotación comercial en 1980, en medio de la Guerra Civil de Guatemala. En años 70, que Basic Resources se asoció a un consorcio llamado “Operación Conjunta”, dirigido por la empresa pública francesa Elf Aquitaine.
Para 1993, Basic Resources ya tenía establecida una refinería en La Libertad, y un oleoducto hasta los pozos Xan en la Laguna del Tigre.
Basic Resources firmó el 13 de agosto de 1985 el contrato 2-85 con el Ministerio de Energía y Minas (MEM), por una duración de 25 años.
Basic Resources también está ligada a personalidades de la derecha neoliberal guatemalteca, como Manuel Ayau, repetidas veces director de Basic Resources, y uno de los principales pensadores del neoliberalismo radical y fundador de la universidad privada Francisco Marroquín. Otras personalidades políticas o pertenecientes a las élites de Guatemala han tenido puestos de responsabilidad en Basic Resources:
- Enrique Novella Camacho, que fue presidente de Cementos Progreso, fue director de Basic Resources
- Julio Matheu Duchez quien fue vicepresidente de la empresa en 1980, y luego ministro de Economía del gobierno de la junta militar y luego del jefe de Estado Efraín Ríos Montt, que gobernó Guatemala del 23 de marzo de 1982 y agosto de 1983
- Vernon Walters fungió como consejero de Basic Resources entre 1980 y 1981, después de haber sido subdirector de la CIA.[263]

A partir de los años 90 y con la promulgación de leyes sobre áreas protegidas civil comienza a organizarse para denunciar los impactos negativos de la explotación petrolera en la Laguna del Tigre.
La explotación de Basic Resources en esta zona ha sido duramente criticada por sus consecuencias ambientales, que no logra ocultar a pesar de la implantación de supuestos proyectos de conservación del medio ambiente.
Finalmente, al final de los años 90 la empresa Basic Resources es comprada por la compañía estadounidense Union Pacific, y vendida de nuevo en 2001, por 102,5 millones de dólares a una sociedad privada francesa, Perenco.
Para 2013, la empresa Citation Resources, quien posee el 60 % de la compañía Latin American Resources Ltd. que opera en Guatemala, reportó lo siguiente acerca de sus campos petroleros de Atzam Oil, localizado en las selvas de Ixcán:
- Produciendo actualmente; se han definido oportunidades para perforar y hay una gran posibilidad de aumentar la exploración.
- Infraestructura operaciones y equipo ya instalados.
- Más de setenta y siete mil acres para explorar en el block 1-2005 dentro de la zona de Petén Sur en Guatemala.
- La producción en Atzam 4 se inició en junio de 2013, y Atzam 5 en octubre de 2013.
- Ya existen negociaciones para vender el 100 % del producto.
- Equipo de superficie fue actualizado en el último trimestre de 2013.
- La producción en 2013 era de aproximadamente ochocientos barriles diarios.[266]

El manejo del área es así:
- De acuerdo a la Constitución de Guatemala, el Estado de ese país centroamericano es el propietario de todos los recursos naturales que hay en el subsuelo, mientras que los dueños de las propiedades en la superficie controlan la superficie y los derechos de acceso al terreno.[267]
- Guatemala tiene un ambiente favorable para inversión petrolera:
  - Ganancia básica de 20 %, la cual aumenta con la calidad del petróleo extraído
  - 31 % de impuestos corporativos
  - Las empresas pueden recuperar el 100 % de los gastos de capital.[267]

El petróleo extraído del área es de alta calidad, con 32.º-38.ºAPI, localizado a poca profundidad -de 800 a 1300 metros- y los pozos están localizados a menos de veinte kilómetros de Rubelsanto, el campo petrolero original en el área.

### Economía de Guatemala en el contexto internacional
La economía de Guatemala se basa en la generación de energía, la industria petrolera y textil, así como el sector turístico, que en los últimos años se ha desarrollado vertiginosamente, gracias a concesiones a empresas trasnacionales. Considerando los indicadores socioeconómicos, se puede destacar la evolución de su producto interior bruto que se ha incrementado un 143 % en el período comprendido entre 2000 y 2011. Para este mismo período, el incremento de la población es considerable — un 31.4 %, manteniendo una tasa de fertilidad de 3.8 niños por mujer. Por el contrario, existe una gran brecha digital en el país, ya que el porcentaje de población que accede a internet, el 21 %, sigue siendo muy bajo.
| Indicador                               | Valor                                               | Posición en el mundo                                           | Incremento                                                                                |
| Producto interior bruto (nominal)       | '46 899 999 000 Fuente: Banco Mundial (2011)        | Países más ricos del mundo por PIB Puesto 72.º                 | 19 290 566 656 $ en 2000 (incr: 143,1%) Fuente: Ficha de Guatemala en Banco Mundial       |
| Superficie                              | 108 890 km² Fuente: Banco Mundial (2008)            | Países más extensos del mundo Puesto 104.º                     | 108.890 km² en 2008 (incr: 0%) Fuente: Ficha de Guatemala en Banco Mundial                |
| Población                               | 16 301 206 personas Fuente: Censo (2018)            | Países más poblados del mundo Puesto 70.º                      | 11.229.405 personas en 2000 (incr: 31,4 %) Fuente: Ficha de Guatemala en Banco Mundial    |
| Emisiones de CO2                        | 1,1 toneladas Fuente: Banco Mundial (2009)          | Países con mayores emisiones de CO2 Puesto 127.º               | 0,907 toneladas en 2000 (incr: 21,3 %) Fuente: Ficha de Guatemala en Banco Mundial        |
| Renta per cápita                        | '3178 Fuente: Banco Mundial (2011)                  | Países con mayor Renta Per Cápita Puesto 86.º                  | 1.730 $ en 2000 (incr: 83,7%) Fuente: Ficha de Guatemala en Banco Mundial                 |
| Tasa de natalidad                       | 3,8 personas Fuente: Banco Mundial (2012)           | Países con mayor natalidad (niños por mujer) Puesto 44.º       | 4,76 personas en 2000 (incr: -20,2 %) Fuente: Ficha de Guatemala en Banco Mundial         |
| Crecimiento económico                   | 3,9 % Fuente: Banco Mundial (2011)                  | Economías de mayor crecimiento Puesto 89.º                     | 3,61 % en 2000 (incr: 8 %) Fuente: Ficha de Guatemala en Banco Mundial                    |
| % usuarios Internet                     | 54.2 % Fuente: Empresas de Telef e internet. (2017) | Países con mayor tasa de usuarios de Internet Puesto 59        | 0,71 % en 2000 (incr: 1547,9 %) Fuente: Ficha de Guatemala en Banco Mundial               |
| Promedio de días para crear una empresa | 37 días Fuente: Banco Mundial (2011)                | Países más rápidos para montar una empresa Puesto 41 º         | 39 días en 2003 (incr: -5,1 %) Fuente: Ficha de Guatemala en Banco Mundial                |
| Consumo de energía por habitante        | 590 kilogramos Fuente: Banco Mundial (2012)         | Países con mayor consumo de energía por habitante Puesto 104 º | 636,36 kilogramos en 2000 (incr: -7,3 %) Fuente: Ficha de Guatemala en Banco Mundial      |
| Terreno dedicado a agricultura          | 41 % Fuente: Banco Mundial (2012)                   | Países con más terreno dedicado a la agricultura Puesto 92 º   | 42,12 % en 2000 (incr: -2,7 %) Fuente: Ficha de Guatemala en Banco Mundial                |
| Potencia eléctrica consumida            | 567 kilovatios-hora Fuente: Banco Mundial (2012)    | Países con más potencia eléctrica consumida Puesto 83 º        | 342,85 kilovatios-hora en 2000 (incr: 65,4 %) Fuente: Ficha de Guatemala en Banco Mundial |
| Superficie forestal                     | 36 570 km² Fuente: Banco Mundial (2010)             | Países con mayor superficie forestal Puesto 78 º               | 42 080 km² en 2000 (incr: -13,1 %) Fuente: Ficha de Guatemala en Banco Mundial            |
| Carreteras pavimentadas                 | 31 % Fuente: Banco Mundial (2004)                   | Países con más carreteras pavimentadas Puesto 106 º            | 34,5 % en 2000 (incr: -10,1 %) Fuente: Ficha de Guatemala en Banco Mundial                |
| Índice de Competitividad Global         | 4009 Fuente: Foro Económico Mundial (2013)          | Países más competitivos Puesto 83 º                            | 3,91 en 2007 (incr: 2,5 %) Fuente: Ficha de Guatemala en Foro Económico Mundial           |

### Economía familiar
Según el régimen de tenencia de la vivienda que ocupaban los hogares en el censo de 2018, el 80.2 % de los hogares reportaron habitar una vivienda en propiedad; es decir, la vivienda es propia pagada totalmente o aún se paga por cuotas o plazos.
En equipamiento para el hogar, el censo registró que 23.8 % de la población tiene automóvil y 22.7 % motocicleta, mientras que el 48.5 % tiene acceso a refrigeradora.

## Infraestructuras

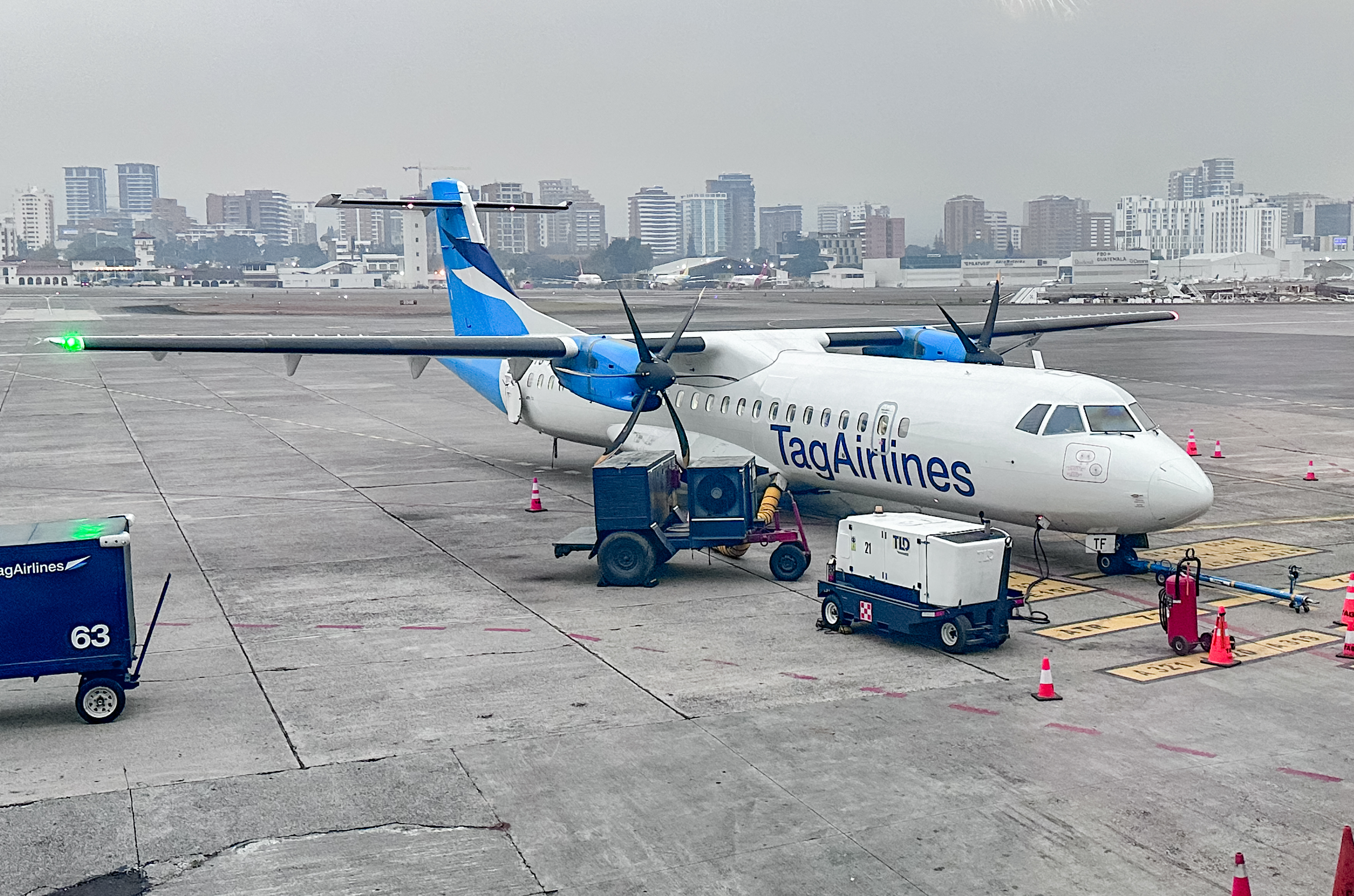
ATR 72-500 de TAG Airlines, aerolínea bandera de Guatemala en el Aeropuerto Internacional La Aurora.

Guatemala cuenta con unas infraestructuras adecuadas, existe el Ministerio de comunicaciones, infraestructura y vivienda, institución que se encarga de planificar y desarrollar sistemas de comunicación, infraestructura y transporte.
- Ferrovías, que tienen una trocha de 0,914 m y una extensión de ochocientos ochenta y cuatro kilómetros, de los cuales ciento dos kilómetros son de propiedad privada y el resto está en desuso.
- Carreteras pavimentadas de tres mil seiscientos dieciséis kilómetros que incluyen ciento cuarenta kilómetros de vías rápidas, y sin pavimentar de 9.484 (estimación a 1996) lo que da 13.100 km en total. Según la Cámara Guatemalteca de la Construcción, para 2023 un aproximado de dieciocho mil kilómetros.
- Vías fluviales, que tienen una extensión de doscientos sesenta kilómetros navegables, a los que se agregan setecientos treinta kilómetros que son navegables durante la estación de aguas altas.
- Oleoductos de doscientos setenta y cinco kilómetros de extensión.
- Puertos en Champerico, Puerto Barrios, Puerto Quetzal, Puerto San José, Santo Tomás de Castilla. Según datos de 1999 carece de marina mercante.
- Cuatrocientos sesenta y siete Aeropuertos -según estimación de 1999- clasificados en esta forma:

11 aeropuertos con pistas pavimentadas:
- 2.438 a 3.047 m: 3
- 1.524 a 2.437 m: 1
- 914 a 1.523 m: 5
- menos de 914 m: 2

466 Aeropuertos sin pistas pavimentadas:
- 2.438 a 3.047 m: 1
- 1.524 a 2.437 m: 9
- 914 a 1.523 m: 124
- menos de 914 m: 332

Cuenta con tres aeropuertos internacionales:
- Aeropuerto Internacional La Aurora: el más grande del país. Presta servicio a la Ciudad de Guatemala y su área metropolitana.
- Aeropuerto Internacional Mundo Maya: el segundo más grande del país. Presta el servicio al área central de Petén.
- Aeropuerto Internacional de Occidente: ubicado en Quetzaltenango. Presta el servicio al área metropolitana de Los Altos y el occidente de Guatemala.

### Agua potable y saneamiento
Cerca de tres millones de guatemaltecos carecen de servicios públicos (datos de 2009) de agua potable y aproximadamente seis millones de saneamiento. En el área rural, la cobertura de agua potable es del 60,7 % y de saneamiento del 40,5 %. Las zonas rurales con mayor déficit de cobertura son aquellas con alta población indígena. Por otra parte, se estima que solo el 15 % del agua que se distribuye en el país puede considerarse potable y que solo el 5 % de los sistemas de alcantarillado existentes posee algún tipo de tratamiento del agua residual.
Según los resultados reportados del censo 2018 un 32.2 % de la población usa letrina o pozo ciego, mientras que el 55.6 % tiene inodoro.

## Demografía

### Población

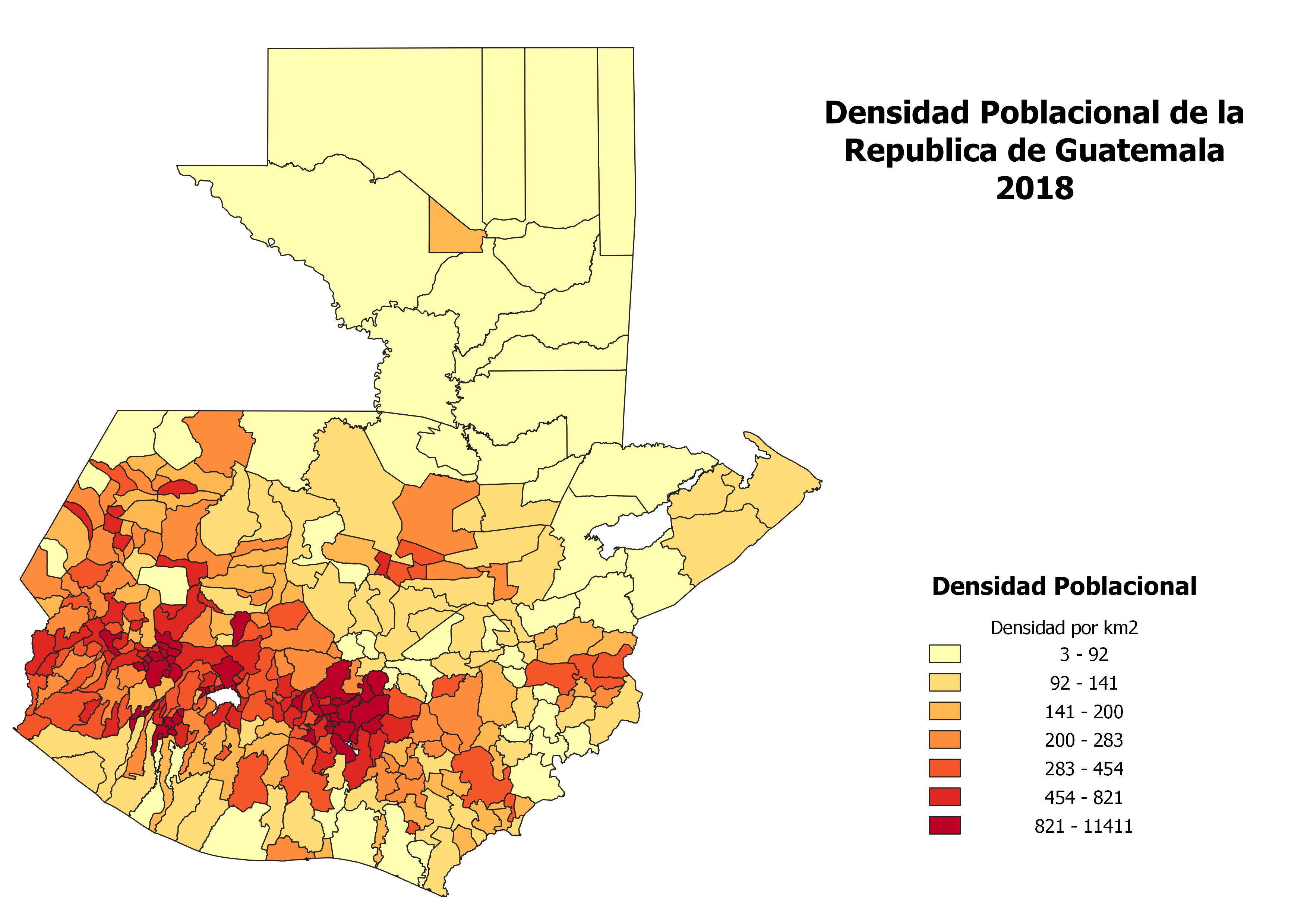
Densidad Poblacional de Guatemala en 2018.

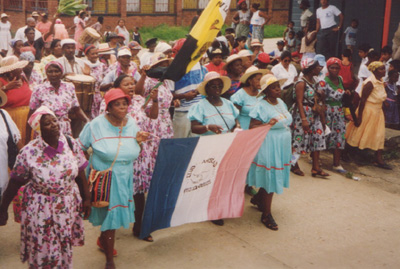
Pueblo Garífuna en Izabal.

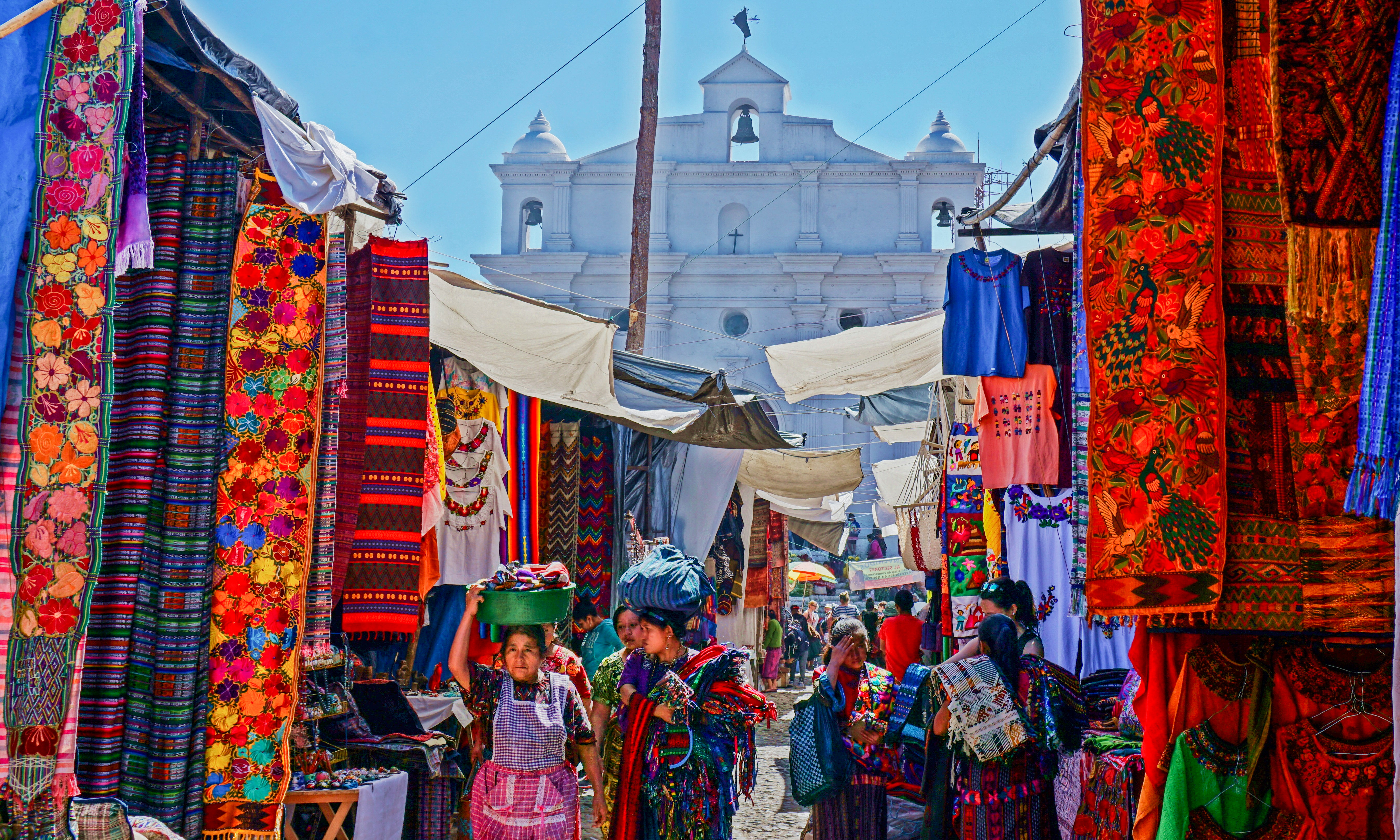
Pueblo maya Quiché en el mercado de Chichicastenango.

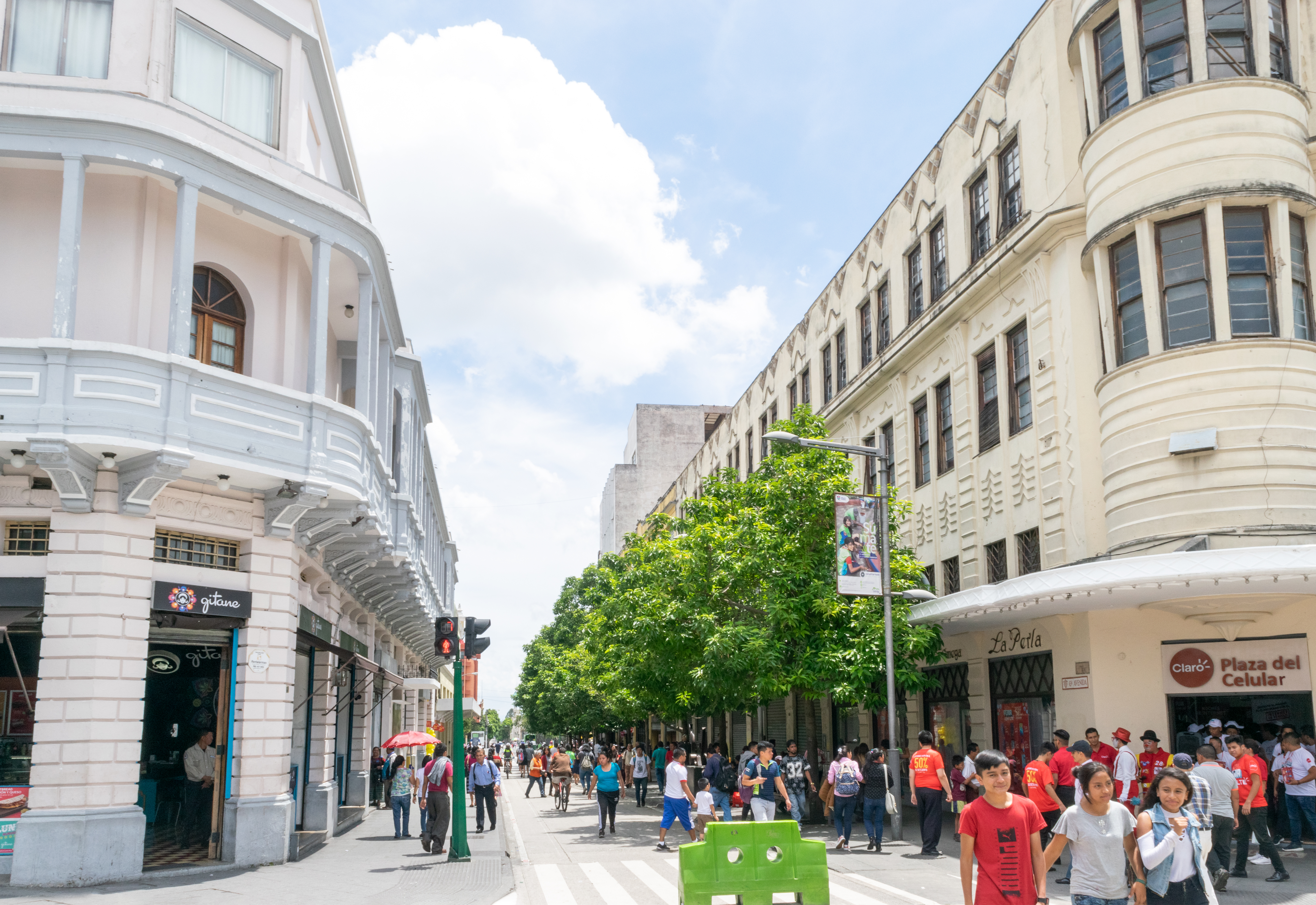
Pueblo Ladino, en la Ciudad de Guatemala.

La población de Guatemala es de 18 607 184 habitantes, de los cuales el 33.4 % está entre los 0 y 14 años, el 61 % está entre los 15 y 64 años y el 5.6 % de los 65 en adelante. Es el país más poblado de Centroamérica.
Guatemala está poblada por una variedad de grupos étnicos, culturales, raciales y lingüísticos. Según el censo de 2018 realizado por el Instituto Nacional de Estadística (INE), el 56 % de la población es ladina, lo que refleja una herencia mixta indígena y europea. Los guatemaltecos indígenas mayas son el 43,6 % de la población nacional, que es uno de los porcentajes más grandes de América Latina.  Dentro del pueblo maya con mayor población están los k'iche' (11,0 % de la población total), los q'eqchi (8,3 %), los kaqchikel (7,8 %), los mam (5,2 %), y "otros mayas" (7,6 %). El 2% de la población nacional es indígena no maya. El 1,8% de la población es xinca (mesoamericana) y el 0,1% de la población es garífuna (mezcla africana/caribeña). “Sin embargo, los activistas por los derechos de los indígenas sitúan la cifra indígena más cerca del 61 por ciento. La población incluye alrededor de 110 000 salvadoreños. Los garífunas, descendientes principalmente de negros africanos que vivieron y se casaron con indígenas de San Vicente, viven principalmente en Livingston y Puerto Barrios. Los afroguatemaltecos y los mulatos descienden principalmente de los trabajadores de las plantaciones bananeras. También hay asiáticos, en su mayoría de ascendencia china, pero también árabes de ascendencia libanesa y siria.
El censo de población 2018 reveló por lo menos dos grandes cambios en la conformación de la población guatemalteca: el primero es que el promedio de personas por hogar se redujo de 5.2 en el 2002, a 4.5 en el 2018.

#### Población por sexo
En Guatemala existe una población superior del sexo femenino con una cantidad de 7 358 328 mujeres, mientras que del sexo masculino hay una cantidad de 7 003 337 hombres según la estadística realizada en el año 2000.
- Al nacer: 1,05 masculino/femenino
- Menos de 15 años: 1,04 masculino/femenino
- 15-64 años: 1 masculino/femenino
- 65 años y más: 0,88 masculino/femenino
- Total de la población: 1,01 masculino/femenino

#### Población urbana y rural
Según censo bacional de 2018 realizado por el INE en Guatemala el 54 % de la población nacional (8 046 694 personas) viven en el área Urbana y un 46 % (6 854 592 personas) viven el rural.
Según antiguos datos basados en proyecciones la población se dividía casi a partes iguales entre la población rural y la urbana, aunque la urbanización se acelera en el país:
| Año  | Personas (aprox) | Población urbana (%) |
| ---- | ---------------- | -------------------- |
| 2010 | 14 361 666       | 46,66                |
| 2011 | 14 713 763       | 47,39                |
| 2012 | 15 073 375       | 48,56                |
| 2013 | 15 438 384       | 49,84                |
| 2014 | 15 806 675       | 50,77                |
| 2015 | 16 176 133       | 51,39                |

### Idiomas

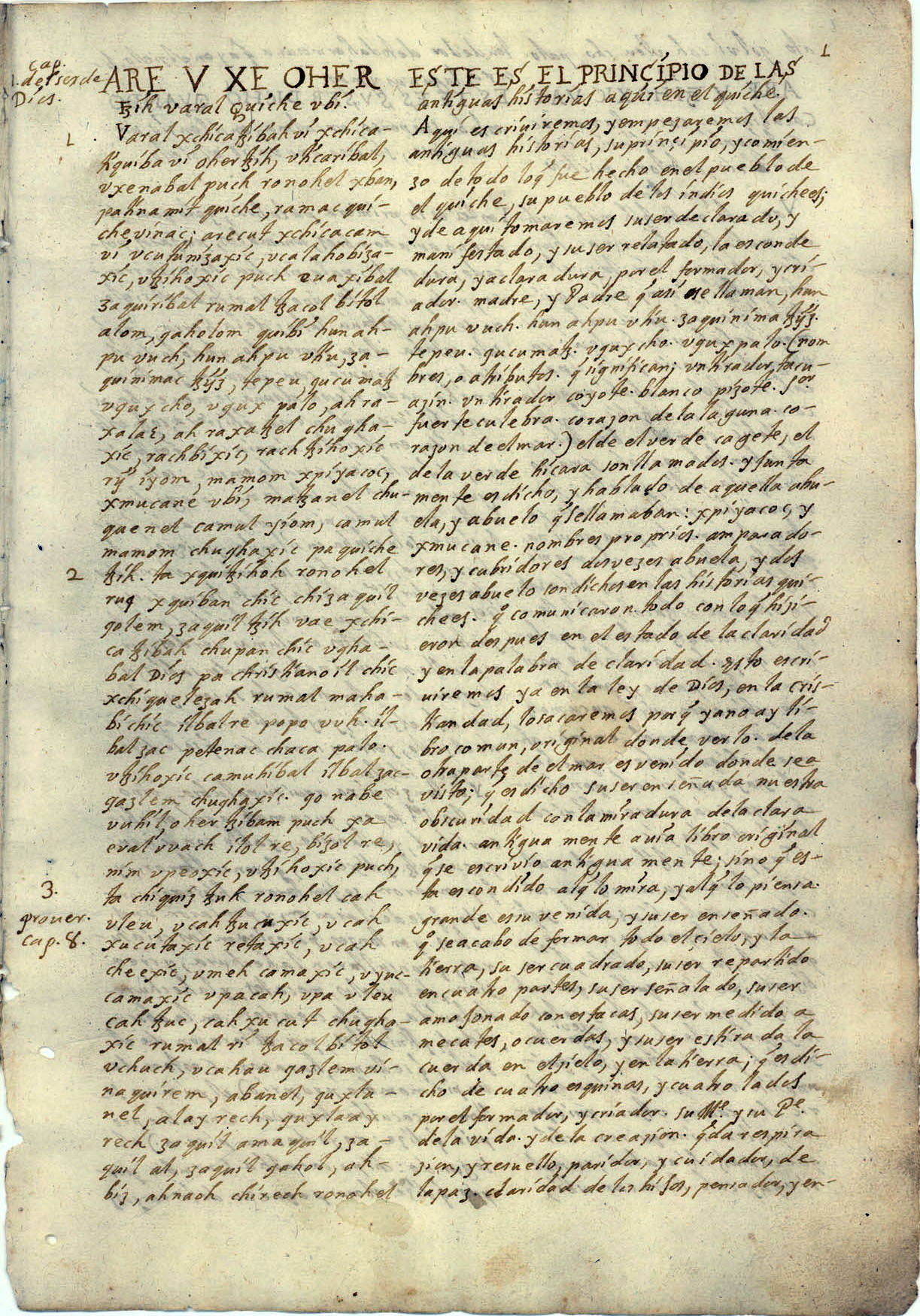
El Popol Vuh es una recopilación de narraciones míticas, legendarias e históricas del pueblo k’iche’, el pueblo maya guatemalteco con mayor cantidad de población. Fue encontrado en Chichicastenango, Guatemala.

El español es el idioma oficial, aunque es utilizado como segundo idioma por algunos grupos étnicos en el interior de la república. Existen veintiún idiomas mayenses distintos, hablados en las áreas rurales, y una lengua amerindia no-maya, el xinca, hablada en el sur-oriente del país, así como un idioma arahuaco, el garífuna, hablado en la costa del Atlántico (Izabal).

### Estructura familiar
Según el Registro Nacional de las Personas (Renap) registró hasta 2018 un total de 76 mil 130 matrimonios civiles a en todo el país.
En 2017 la esperanza de vida en Guatemala subió hasta llegar a 73,65 años.
Ese año la esperanza de vida de las mujeres fue de 76,83 años, mayor que la de los hombres que fue de 70,42 años.
Según censo de 2018 el promedio de personas por hogar se redujo de 5.2, en el 2002 a 4.5 en el 2018.

### Salud
La salud en Guatemala se dividen en tres grandes sectores, privado (exclusivo a pesar de los seguros de gastos médicos), de la seguridad social y público. Los dos últimos atendidos en más de un 75 por ciento por médicos graduados en fase de especialización en las diferentes ramas de la medicina, cubriendo casi 20 horas del día con programas de residencia universitaria. Las otras horas son cubiertas por médicos especializados en el país o en el extranjero.
Guatemala es el décimo país con mayor obesidad en el mundo. Según datos del Instituto de Nutrición de Centroamérica y Panamá (INCAP), en Guatemala el sobrepeso y obesidad en niños y niñas, escolares, mujeres adultas y hombres, es un problema que se ha agudizado significativamente en las últimas cuatro décadas, al extremo que, según estimaciones, uno de cada 20 niños, de entre cero y cinco años, es obeso, lo que equivale al 5.4 por ciento de la población. Mientras que el 50 por ciento de la población menor de 5 años padece de desnutrición crónica, el país se ubica en el décimo lugar en el mundo con mayor índice de población mayor de 15 años que padece de  obesidad; es decir, un 27 por ciento de sus habitantes.

#### Discapacidad
La dificultad más reportada en el censo de 2018 fue la visual: 947 791 personas tenían problemas para ver, incluso utilizando lentes o anteojos. Le seguía la dificultad para caminar o subir escaleras, que representó a 459 956 personas. Por el contrario, la dificultad para concretar acciones de cuidado personal o vestirse mostró una frecuencia menor, con 133 523 personas.

#### Pandemia de enfermedad por coronavirus de 2020
La pandemia de enfermedad por coronavirus fue anunciado oficialmente el 13 de marzo de 2020 en Guatemala. El primer caso en lograr ser detectado se trata de un originario de Quiché.

### Religión
| Afiliación           | % de la Población |
| -------------------- | ----------------- |
| Católico             | 41.2%             |
| Evangélico           | 41.3%             |
| Evangélico metodista | 0.2%              |
| Protestante          | 0.6%              |
| Ninguna              | 13.3%             |
| Ateo                 | 0.3%              |
| Adventista           | 0.7%              |
| Testigo de Jehová    | 0.4%              |
| Mormón               | 1.5%              |
| Otro                 | 0.1%              |
| No sabe              | 0.2%              |
| No responde          | 0.2%              |

Guatemala no tiene religión oficial, ya que la Constitución Política de 1985 declara que el país es un estado laico; este cambio en la religión oficial del país se produjo inicialmente en 1829, pero tras la recuperación del poder por los conservadores en 1838, se mantuvo a la religión católica como la predominante en el país e incluso se estableció un Concordato con la Santa Sede. Tras las Reforma Liberal, en 1871, se produjo el cambio radical en la religión guatemalteca, y en la Constitución de 1879 se estableció que el país fuera un estado laico, lo que se mantuvo en las constituciones de 1945, 1956, 1963 y 1985.
El país tampoco cuenta con un censo oficial acerca de la afiliación religiosa, aunque las estadísticas señalan que la religión cristiana predomina en el territorio, ya que alcanza entre un 87 y 88 %. Contrastando con lo anterior, Guatemala —al igual que muchos países de Centroamérica- habiendo un Cristianismo muy alto, hay simultáneamente más de una décima parte no religiosa: reunidos los agnósticos (0,93 %), ateos (0,84 %) y no religiosos que oscilarían entre un 9 y 13 % de la población (según como fluctue cada año). Otras creencias como las religiones étnicas (0,84 %), espiritistas (0,21 %) y demás alcanzarían juntas hasta un 3 % de los guatemaltecos.

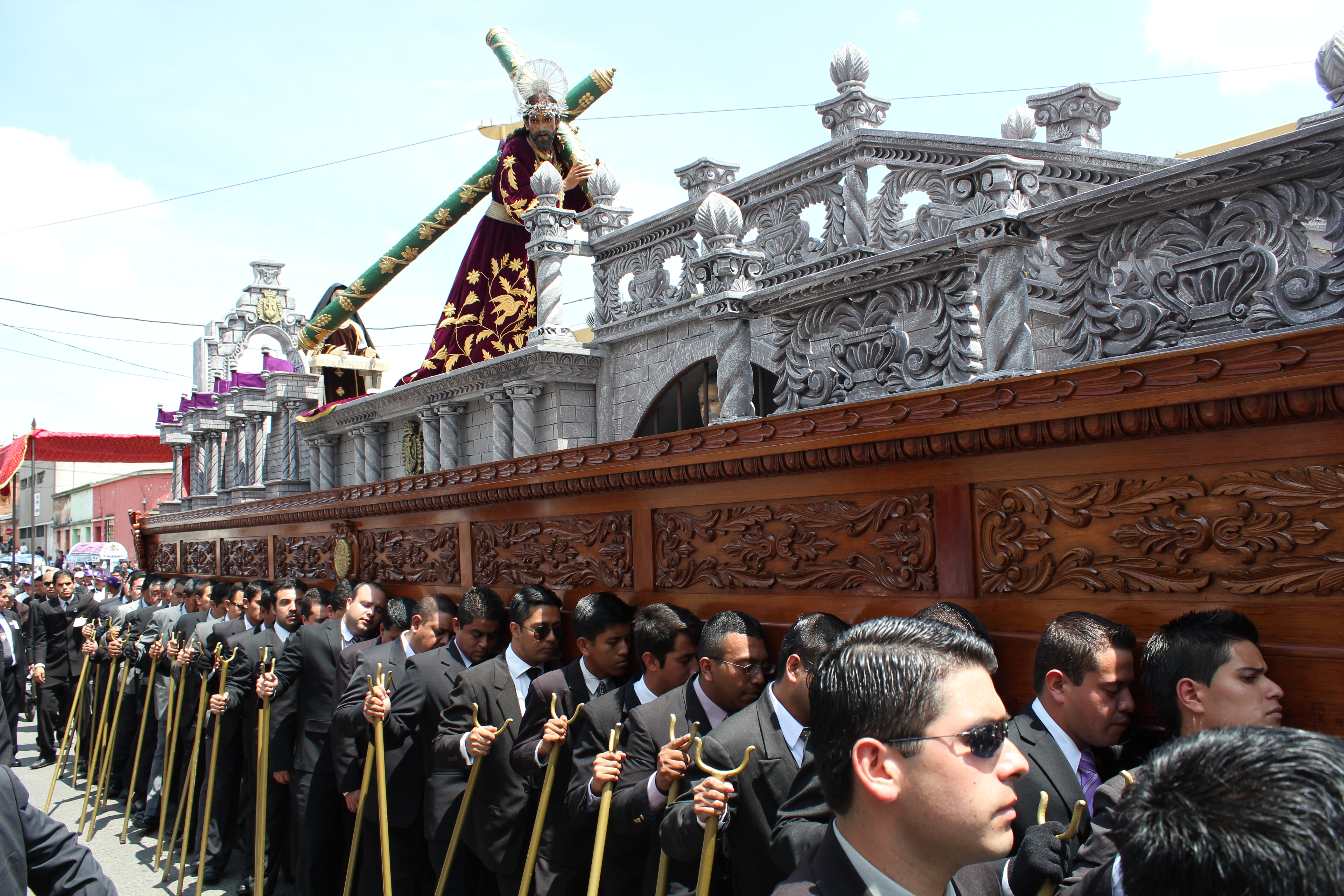
Las Procesiones de Semana Santa en la Ciudad de Guatemala y Antigua Guatemala son las máximas expresiones de fe de los guatemaltecos. A estos eventos asisten miles de turistas para presenciarlos.

Esto no siempre fue así. Durante la época de la Colonia Española el poder económico y político de las órdenes del Clero regular de la Iglesia católica, entonces religión oficial del Imperio Español era considerable, al punto que el Arzobispo de Guatemala era una de las tres principales autoridades del Reino de Guatemala junto con el presidente de la Real Audiencia, representante de la Corona Española y el Ayuntamiento, representantes de los criollos guatemaltecos. Estos tres poderes se mantenían constantes pugnas pues los criollos consideraban que los representantes de la corona estaban usurpando un poder que por derecho les correspondía a ellos, como descendientes directos de los conquistadores. En las capitales del reino de Guatemala llegó a haber veinticuatro iglesias de las diferentes órdenes, sin contar las parroquias y ermitas de los alrededores.
El poder de la Iglesia católica empezó a disminuir cuando el rey de España promulgó las reformas borbónicas en 1765 para disminuir el poder la de los religiosos en el Imperio, y luego expulsó a los jesuitas de todos los territorios del Imperio en 1767. Tras la independencia del Reino de Guatemala, se formaron dos partidos en la región:
1. Conservador: conformado por los criollos de la provincia de Guatemala, que eran los más poderosos durante la colonia por tratar comercialmente con España, y las órdenes del Clero Regular que todavía permanecían en Guatemala y que eran grandes terratenientes.;[72] el grupo conservador estaba dirigido por el denominado «Clan Aycinena».[253]
2. Liberal: conformado por los criollos del resto de provincias en el reino, quienes eran vistos despectivamente por los criollos guatemaltecos por su dedicación a las labores de encomienda y agricultura.[72]

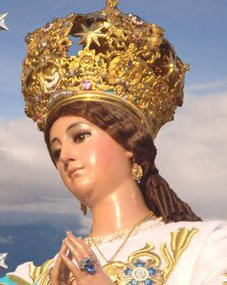
La devoción a la Inmaculada es un pilar en la historia de Guatemala desde 1524 hasta la actualidad. Esta imagen ha sido un ícono para la historia del país. Siendo la patrona principal del país y de la Iglesia en Guatemala

Las luchas que se libraron entre liberales y conservadores se extendieron hasta 1840, luego de que se hubieran impuesto los liberales en toda la Federación Centroamericana y hubieran atacado los intereses económicos de las órdenes regulares por medio de expropiaciones de sus haciendas, ingenios, molinos y monasterios. En Guatemala, los conservadores encontraron un adalid en el general Rafael Carrera, quien expulsó al líder liberal Francisco Morazán de Guatemala, restituyó sus posesiones a las órdenes regulares, fundó la República de Guatemala en 1847 e implementó un régimen que tardó hasta 1871. Durante este tiempo, el poder de las órdenes regulares en Guatemala fue considerable, e incluso retornaron los jesuitas a Guatemala. La unión centroamericana que pretendían los liberales tuvo que esperar hasta que muriera Carrera para seguir con sus intentos de integración, ya que el general guatemalteco nunca pudo ser derrotado.
Cuando llegaron los liberales al poder nuevamente en 1871 al mando de los generales Miguel García Granados y Justo Rufino Barrios, volvieron a atacar a sus rivales conservadores de las órdenes del clero regular, esta vez expulsándolas definitivamente, convirtiendo los monasterios en edificios públicos, expropiando sus haciendas y empresas para distribuirlas entre los líderes liberales y otorgando libertad de cultos. A pesar de esto, y de los continuos roces entre los arzobispos guatemaltecos y el gobierno del país, la religión católica continuó siendo mayoritaria en Guatemala debido a que las parroquias e iglesias pasaron a manos del Clero secular que mantuvo la religiosidad en los guatemaltecos, aunque precariamente.
Esta situación se mantuvo hasta 1954, cuando el entonces arzobispo Mariano Rossell y Arellano se alió con el Movimiento de Liberación Nacional en su lucha mercenaria para derrocar al gobierno socialista de Jacobo Arbenz Guzmán. Rosell y Arellano acusó al gobierno de ser comunista y ateo e incluso mandó a construir una réplica del Cristo Negro de Esquipulas, la cual fue llevada en peregrinación por toda Guatemala para rogar por el fin del comunismo en el país. Tras el derrocamiento de Arbenz, la Iglesia católica obtuvo considerables beneficios en la Constitución que fue aprobada en 1956:
- Recuperó la capacidad jurídica de la Iglesia católica para tener propiedades
- Declaró la educación religiosa de interés público
- Consiguió que el Estado contribuyera al sostenimiento de la educación religiosa
- Declaró la independencia académica de las universidades privadas respecto de la Universidad de San Carlos de Guatemala.

Con estos beneficios, hubo un auge en el catolicismo en el país, con construcciones de fastuosos colegios católicos privados como el Liceo Guatemala de los maristas y el Liceo Javier de los jesuitas También se creó la Universidad Rafael Landívar de los jesuitas en 1961.
Pero para entonces, la influencia católica en la población guatemalteca había disminuido considerablemente, y se inició el auge de las iglesias protestantes. Estas se han mantenido constantemente en ascenso, a pesar de visitas de peregrinación del papa Juan Pablo II, quien visitó Guatemala en tres oportunidades.

#### Cristianismo católico y evangélico

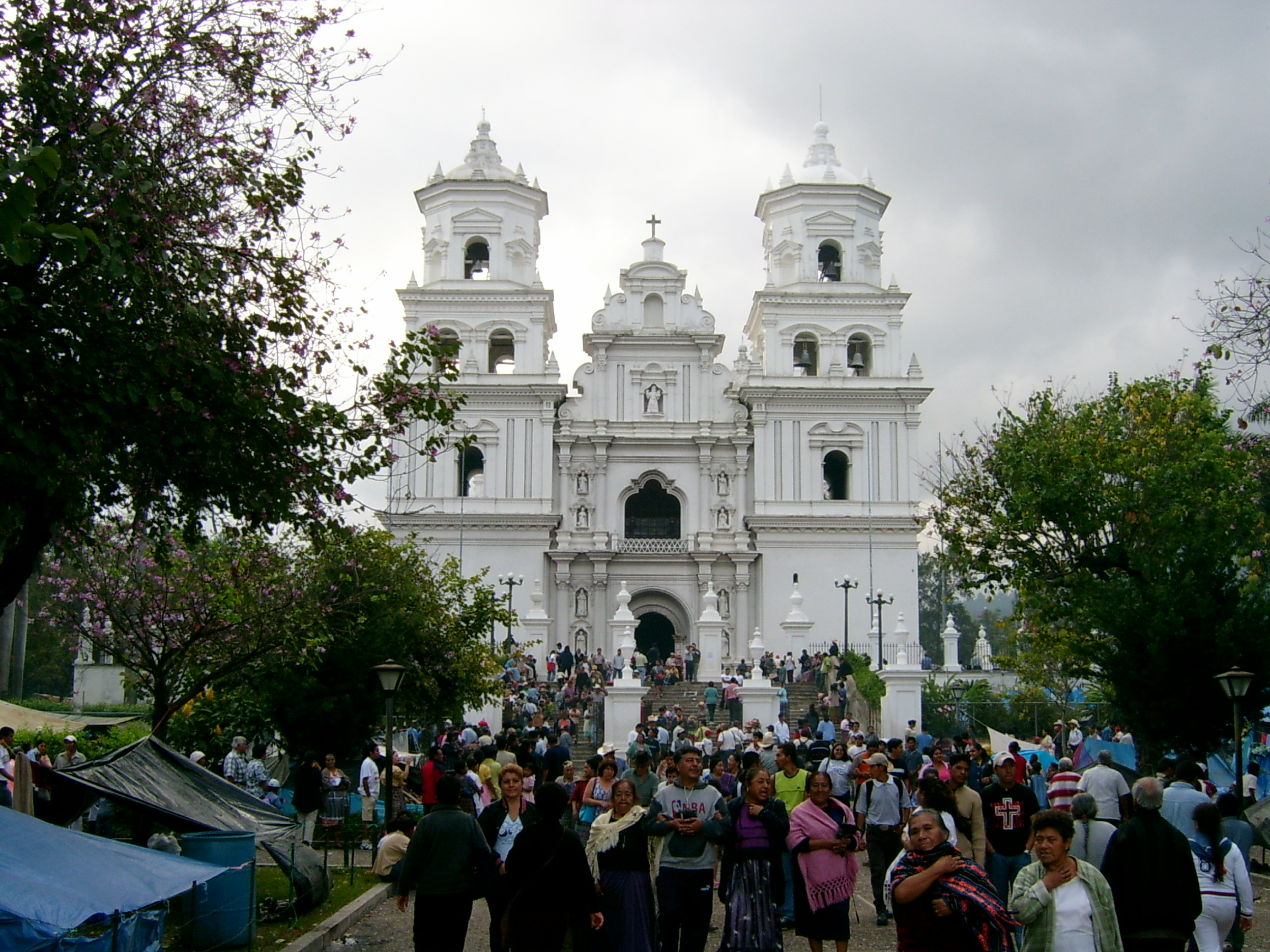
La Catedral basílica de Esquipulas es la basílica más grande de Centroamérica, ubicada en el Departamento de Chiquimula

Los feligreses cristianos se encuentran divididos en dos grandes grupos: católicos y evangélicos. El porcentaje entre estos dos grupos varía dependiendo la fuente de las encuestas; según datos del XXI censo de Guatemala de 2002 el cristianismo más profesado era el católico; por su parte los datos oficiales recientes de la Iglesia católica y la asociación Ayuda para la Iglesia necesitada, el cristianismo predominante se reúne al agrupar a las diferentes confesiones protestantes, siendo la denominación con mayor número de miembros las iglesias pentecostales.
Actualmente pese a que en general el catolicismo es el cristianismo predominante en el país, existen excepciones donde ha dejado de serlo debido a múltiples factores como la pobreza, la delincuencia, marginación, entre otros problemas. Sin embargo en la mayoría de áreas del territorio guatemalteco aún se viven fuertemente las tradiciones católicas, éstas están muy arraigadas en la población. Los departamentos con más porcentaje de católicos según varios estudios son Alta Verapaz, Baja Verapaz, Chiquimula, Sacatepéquez y Santa Rosa.
La religiosidad popular católica en Guatemala se vive con particular fervor en los tiempos litúrgicos de Cuaresma y Semana Santa, la tradición viste de singular mística y devoción la Pasión de Cristo y los dolores de su madre la Virgen María. En muchas partes del país se viste de lila y morado y el paso de solemnes cortejos procesionales sobre coloridas alfombras son el centro de atención, mientras se escuchan marchas fúnebres interpretada por bandas en vivo que acompañan a las procesiones.
Las iglesias evangélicas tienen un fuerte crecimiento e inclusive empiezan a ejercer presión en el ámbito político del país llegando a ser mayoría en varios sectores del país. Los departamentos con más adeptos al protestantismo son: Izabal, Zacapa, San Marcos, Huehuetenango y Retalhuleu.

#### Ortodoxia
En el territorio del país están presentes varias ramas de la Iglesia ortodoxa. La más numerosa es la Iglesia católica ortodoxa de Guatemala (ICOG) de 527 000 fieles, con 1 monasterio y 334 templos en Guatemala y el sur de México, 12 sacerdotes, 250 ministros laicos, 14 seminaristas y 380 catequizadores. Pertenece administrativamente al Patriarcado de Constantinopla. La Iglesia ortodoxa de Antioquía también tiene en Guatemala un monasterio con orfanato, cerca de la capital, y una parroquia.

#### Sincretismo religioso y religión maya
La práctica religiosa de los indígenas de origen maya guatemaltecos fue politeísta, quiere decir que adoraban a muchos o varios dioses. Los conquistadores españoles pretendieron acabar con esto con el llamado "proceso de evangelización", sin embargo algunos indígenas no abandonaron del todo sus prácticas religiosas, así mismo los misioneros no condenaron toda manifestación cultural nativa, o al menos no lo hicieron con lo que consideraron bueno de las mismas, dando como resultado la supervivencia de algunas prácticas ancestrales "mayas" pero con un nuevo sentir plenamente cristiano a la vista de los evangelizadores. Así se fusionaron elementos de estas dos religiones creando un sincretismo religioso, es difícil discernir quiénes tomaron esto como paganismo escondido bajo apariencia cristiana y quienes lo vivieron como inculturación del evangelio.

Un ejemplo de la inculturación del cristianismo por parte de los misioneros son las Danzas y bailes étnicos de Guatemala que fueron creadas por los frailes dominicos, para auxiliarse en la catequización de los indios en la época de la conquista. No solamente los indígenas usan elementos de la Iglesia católica; en Guatemala los elementos mayas son usados por devotos católicos durante procesiones o las elaboraciones de altares. Durante la Semana Santa para la elaboración de los altares se usa el maíz y otros frutos que son comunes en la ceremonias y rituales que elaboran los sacerdotes indígenas. Esta mezcla se da en la mayoría de municipios del occidente guatemalteco; Chichicastenango en Quiché es el municipio más representativo.

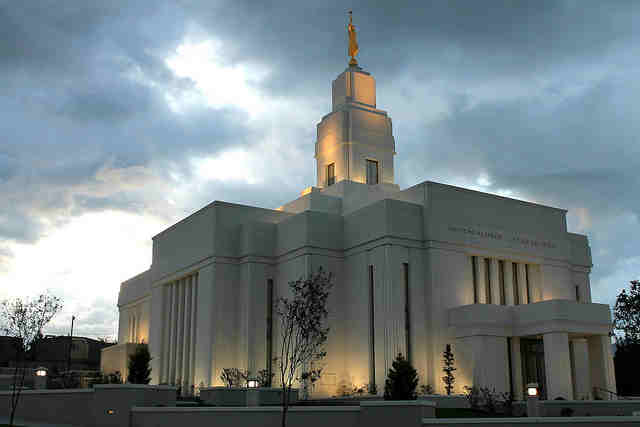
Templo en Quetzaltenango

Aparte de los que viven el sincretismo como una inculturación cristiana está otro grupo con el interés de rescatar el sentir pagano de las prácticas mayas; este grupo retoma el sincretismo desde una visión politeísta en lo que llaman la "religión maya", separándose irremediablemente del cristianismo. En la parte más controvertida de este neopaganismo se encuentra el culto a Rilaj Maam —El Gran Abuelo— llamado Maximón, o «san Simón» a quien proclaman como el «santo» de las prostitutas, narcotraficantes, comerciantes y borrachos. La Iglesia católica condena abiertamente este culto, al considerarlo idolatría y satanismo enmascarado.

#### Otras religiones
En Guatemala existen también pequeñas comunidades de judíos (aproximadamente 1200 practicantes) que tienen sus propias sinagogas, musulmanes (también 1200) con dos mezquitas en el país.

### Edad ternaria
Para el año 2000, existía un total de 7 003 337 hombres y 7 358 328 mujeres de los cuales se dividen por edades según la siguiente estadística:
| Edad        | Total     | Porcentaje | Hombres   | Mujeres   |
| ----------- | --------- | ---------- | --------- | --------- |
| 0-14        | 5 878 677 | 41,2 %     | 3 027 304 | 2 851 373 |
| 15-64       | 7 772 024 | 54,4 %     | 3 682 854 | 4 089 170 |
| 65-adelante | 620 965   | 4,4 %      | 293 177   | 327 788   |

### Tasas
Según la estadística nacional de población del año 2000, la tasa de crecimiento de población es de 2,63% por año. La siguiente estadística muestra las diferentes razones del crecimiento de la población nacional.
| Tasa          | Porcentaje | Personas (aprox) |
| ------------- | ---------- | ---------------- |
| Nacimiento    | 35,05 %    | 1000             |
| Fallecimiento | 6,92 %     | 1000             |
| Migración     | -1,89 %    | 1000             |

### Nacimientos y muertes
- Tasa de mortalidad infantil: 47,03 muertes/1000 nacimientos vivos (est. 2000).
- Esperanza de vida al nacer: total de población: 66,18 años (masculino, 63,53 años y femenino, 68,96 años, según estimaciones de 2000).
- Total de tasa de fertilidad: 4,66 nacidos/mujer (est. 2000).

### Evolución demográfica
La población guatemalteca ha sufrido un gran crecimiento demográfico desde el siglo xx. Basándose en los censos históricos, esta es la evolución de la población guatemalteca:
| Año  | Habitantes          | Hab. Mayas |
| 1492 | 2 000 000 estimados |            |
| 1778 | 355 000             | 248 500    |
| 1795 | 769 503             |            |
| 1880 | 1 224 602           | 844 000    |
| 1893 | 1 364 678           | 883 228    |
| 1921 | 2 004 900           | 1 299 927  |
| 1938 | 2 400 000           |            |
| 1940 | 3 283 209           | 1 820 872  |
| 1973 | 5 160 221           |            |
| 1981 | 6 054 227           |            |
| 1994 | 8 331 874           |            |
| 2002 | 11 237 196          | 2 123 457  |
| 2008 | 13 654 321          |            |
| 2010 | 15 361 667          | }}         |

| Gráfica de evolución demográfica de Guatemala entre 1492 y |
|                                                            |

Además se estima que entre 5 y 6 millones de personas guatemaltecas viven en México, EE. UU. y Canadá.
Se estima que en el futuro la población de la tercera edad vaya creciendo, es decir que experimentará un paulatino envejecimiento.
| Año  | Población total | Población mayor de 60 |
| ---- | --------------- | --------------------- |
| 2000 | 11 385 300      | 602 200               |
| 2025 | 19 816 200      | 1 360 700             |
| 2050 | 26 912 700      | 3 877 500             |

## Desarrollo
El nivel de desarrollo de Guatemala es Medio según el informe de desarrollo humano publicado por el PNUD por medio del indicador del Índice de Desarrollo Humano año 2021. Siendo puntuado con un IDH de 0,627 al año 2021 teniendo una reducción de 0,008 puntos porcentuales respecto al año 2020, en la siguiente gráfica se mostrará el avance del IDH en Guatemala desde el año 1990 hasta el 2021.
| Año  | IDH Guatemala | Esperanza de Vida | Años Esperados de Escolaridad | Promedio de Años de Escolaridad | PIB per Cápita ($ Constantes 2017) | Crecimiento |
| ---- | ------------- | ----------------- | ----------------------------- | ------------------------------- | ---------------------------------- | ----------- |
| 1990 | 0,484         | 62.5 años         | 6.5                           | 3.2                             | 5,415                              | Sin cambios |
| 1995 | 0,508         | 64.2 años         | 6.9                           | 3.6                             | 5,967                              | 0,024       |
| 2000 | 0,550         | 67.4 años         | 8.4                           | 3.9                             | 6,429                              | 0,042       |
| 2005 | 0,574         | 69.2 años         | 9.8                           | 3.7                             | 6,637                              | 0,024       |
| 2010 | 0,605         | 70.9 años         | 10.5                          | 4.4                             | 7,154                              | 0,031       |
| 2015 | 0,639         | 72.1 años         | 10.8                          | 5.8                             | 7,933                              | 0,034       |
| 2018 | 0,640         | 72.7 años         | 10.6                          | 5.7                             | 8,289                              | 0,001       |
| 2019 | 0,642         | 73.1 años         | 10.6                          | 5.7                             | 8,494                              | 0,002       |
| 2020 | 0,635         | 71.8 años         | 10.6                          | 5.7                             | 8,241                              | 0,007       |
| 2021 | 0,627         | 69.2 años         | 10.6                          | 5.7                             | 8,723                              | 0,008       |

### Pobreza
La pobreza en el país de Guatemala es del 59,3 por ciento pues tuvo un incremento de 8,1 puntos porcentuales con respecto del 2006, según la Encuesta de Condiciones de Vida (Encovi 2014). Ese dato significa que unos 9,6 millones de guatemaltecos viven en pobreza, tomando en cuenta la proyección de población que hizo el INE para el año 2015 en 16,1 millones de personas.
Con respecto a la pobreza extrema nacional, según datos de 2014, estaba en 23,4 %, mientras que en 2000 y 2006 se registró en el 15,7 % y el 15,3 %, respectivamente, tal y como refiere la Encuesta de Encovi 2014, efectuada por el Instituto Nacional de Estadística (INE) y apoyada por el Banco Mundial. 
Los departamentos de Alta Verapaz y Sololá muestran porcentajes de pobreza por encima del 80 %, seguidos por Totonicapán (77,5 %) y los que más pobreza extrema muestran son los departamentos de Alta Verapaz (53,6 %) y Quiché, Chiquimula y Totonicapán, con un aproximado de 41 % de pobreza extrema respectivamente.  

### Desigualdad
Elcoeficiente de Gini, corregido por cuentas nacionales —el cual mide la desigualdad de ingresos— se eleva al 0,63, uno de los índices más altos del mundo. Es de tener en cuenta, pues un índice Gini superior a 0,50 es considerado como un indicador en rojo y crítico para lograr resolver los problemas políticos de desarrollo.
Las actuales culturas de Guatemala reúnen en sí, numerosas influencias provenientes de las mayas, españolas, afrocaribeñas, mexicanas y en menor medida estadounidenses, así como también del resto de América. Las influencias de los indígenas y de los colonos españoles aún pueden ser vistas por toda Guatemala. Los tejidos "típicos" y algunas vestimentas tradicionales se elaboran de forma tradicional maya, sin embargo, la transculturización ha tenido su influencia en las prendas de vestir, principalmente en la población indígena joven. También pueden encontrarse importantes sitios arqueológicos con ruinas mayas y algunos otros aún sin descubrir.

### Educación
El gobierno controla un número de escuelas primarias y secundarias. Estas escuelas son gratuitas aunque el costo de uniformes, libros, provisiones y el transporte los hace menos accesibles a los segmentos más pobres de la sociedad.
Según el censo 2018 también reveló el nivel de alfabetismo que ubicó en 81.5 %, por encima del 71.2 % que se había registrado en el 2002, cuando fue la anterior revisión. Entre las características de la población de 7 años en adelante tenemos que sólo el 78 % de las mujeres están alfabetizadas, mientras que entre los hombres el porcentaje asciende al 85 %.
| Porcentaje | Nivel Educativo |
| ---------- | --------------- |
| 5%         | Preprimaria     |
| 43%        | Primaria        |
| 27%        | Media           |
| 5%         | Superior        |
| 20%        | Ninguno         |

#### Educación superior
El país tiene un total de 15 universidades legalmente autorizadas para funcionar y otorgar títulos y diplomas en toda la República de Guatemala que son:
- Una universidad pública y autónoma; la Universidad de San Carlos de Guatemala, que figura como la más importante por tener un largo historial académico y de compromiso con el desarrollo de país y la situación socioeconómica de sus habitantes.
- 14 universidades privadas:
  - Universidad Rafael Landívar: institución católica jesuita fundada en 1961.
  - Universidad del Valle de Guatemala: institución financiada por el gobierno estadounidense fundada en 1966.
  - Universidad Mariano Gálvez de Guatemala
  - Universidad Francisco Marroquín: fundada por intelectuales liberales como los doctores Manuel Ayau y Eduardo Suger en 1971.
  - Universidad Rural de Guatemala
  - Universidad del Istmo
  - Universidad Panamericana
  - Universidad Mesoamericana

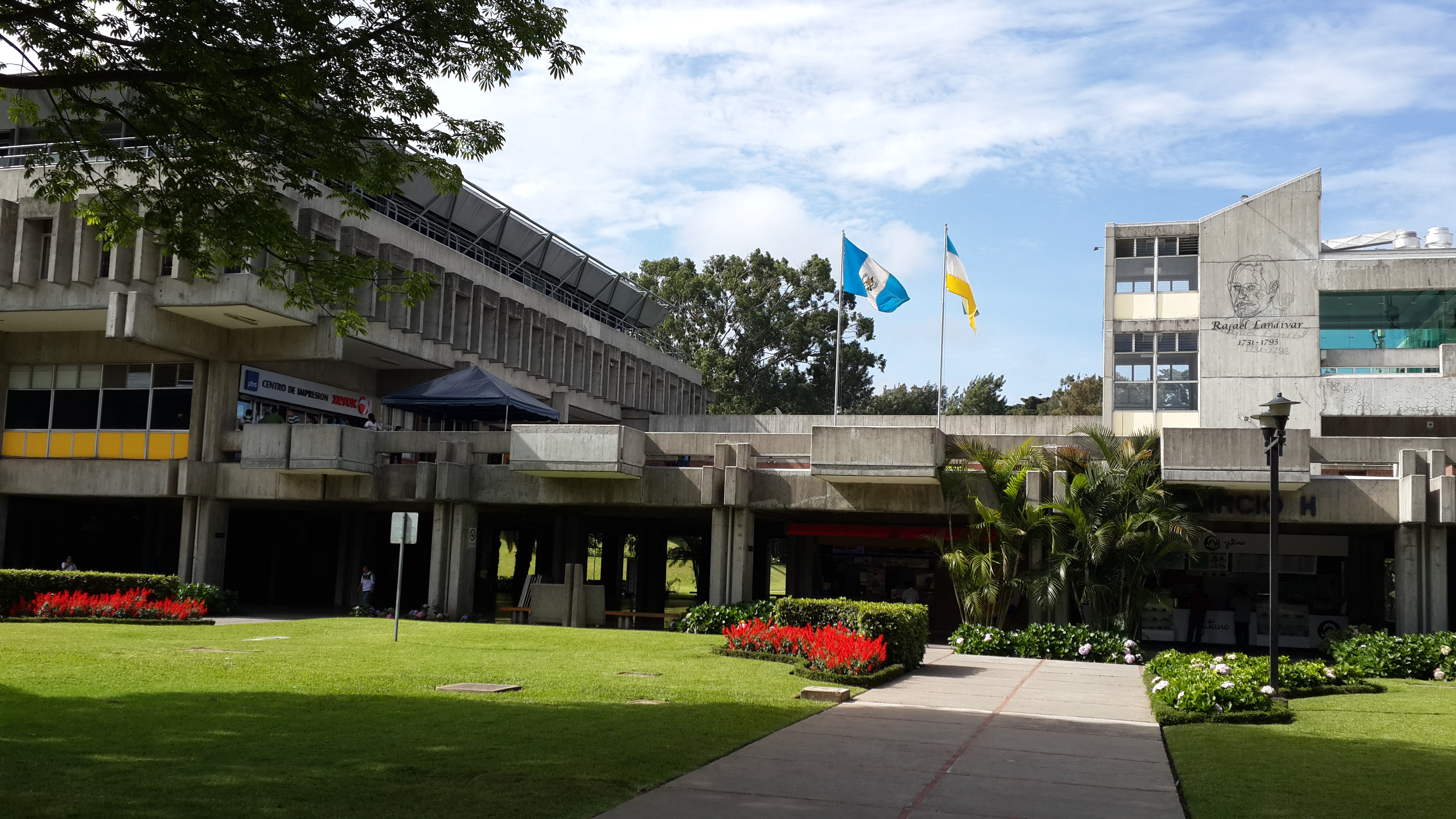
Universidad Rafael Landívar es la universidad privada más grande de Centroamérica.

  - Universidad Rafael Landívar es la universidad privada más grande de Centroamérica.Universidad Galileo: originalmente la Facultad de Ingeniería de Sistemas de la Universidad Francisco Marroquín.
  - Universidad San Pablo de Guatemala
  - Universidad InterNaciones
  - Universidad de Occidente
  - Universidad Da Vinci de Guatemala
  - Universidad Regional de Guatemala

## Cultura

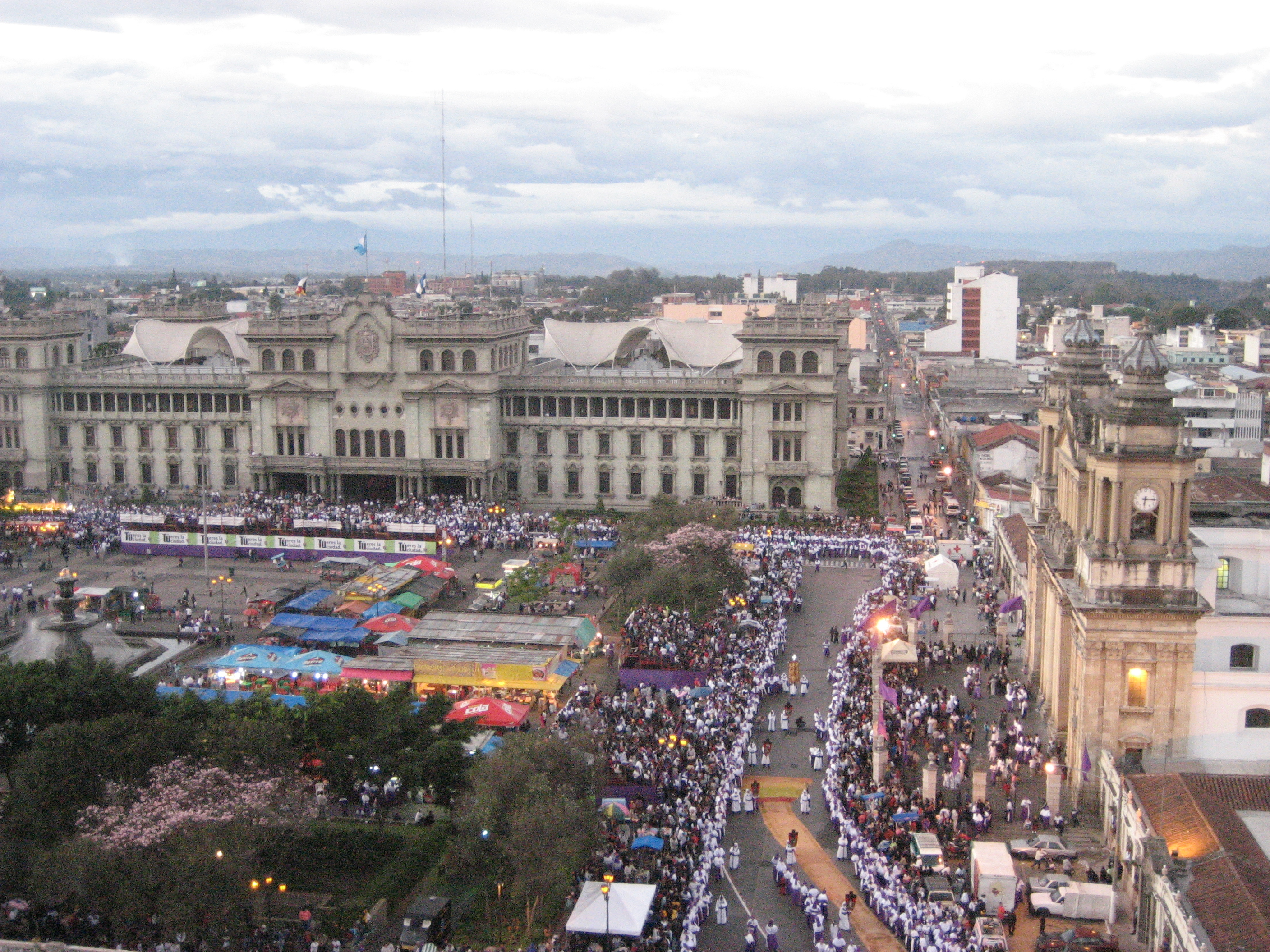
Procesión de Semana Santa en Ciudad de Guatemala.

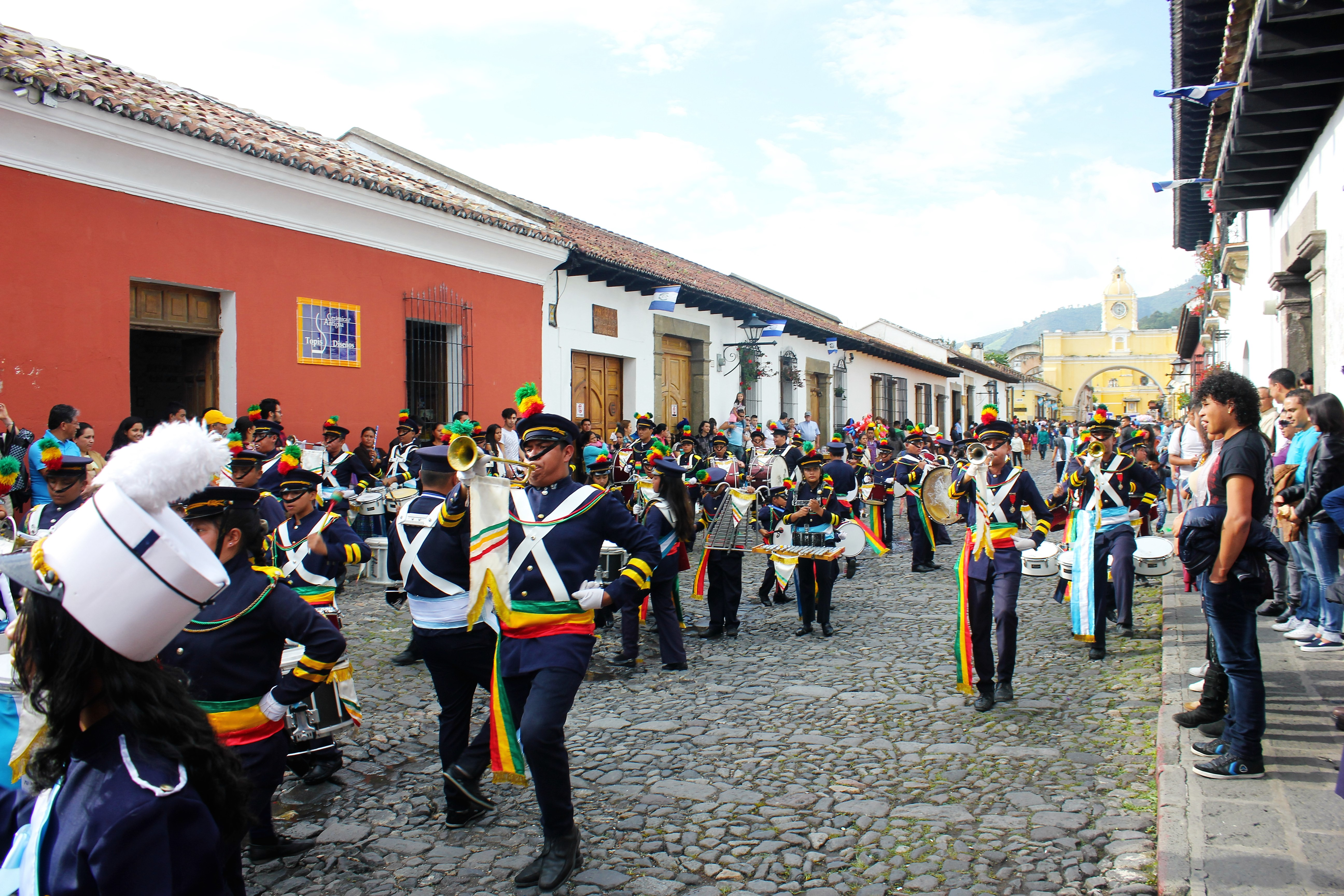
Desfile escolar en el Día de la Independencia en Antigua Guatemala.

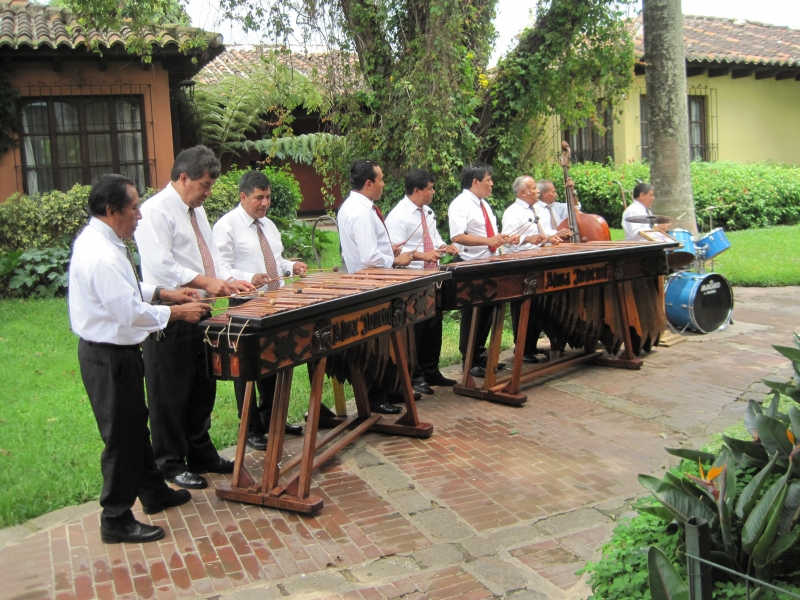
Marimbistas tocando el instrumento nacional, la marimba.

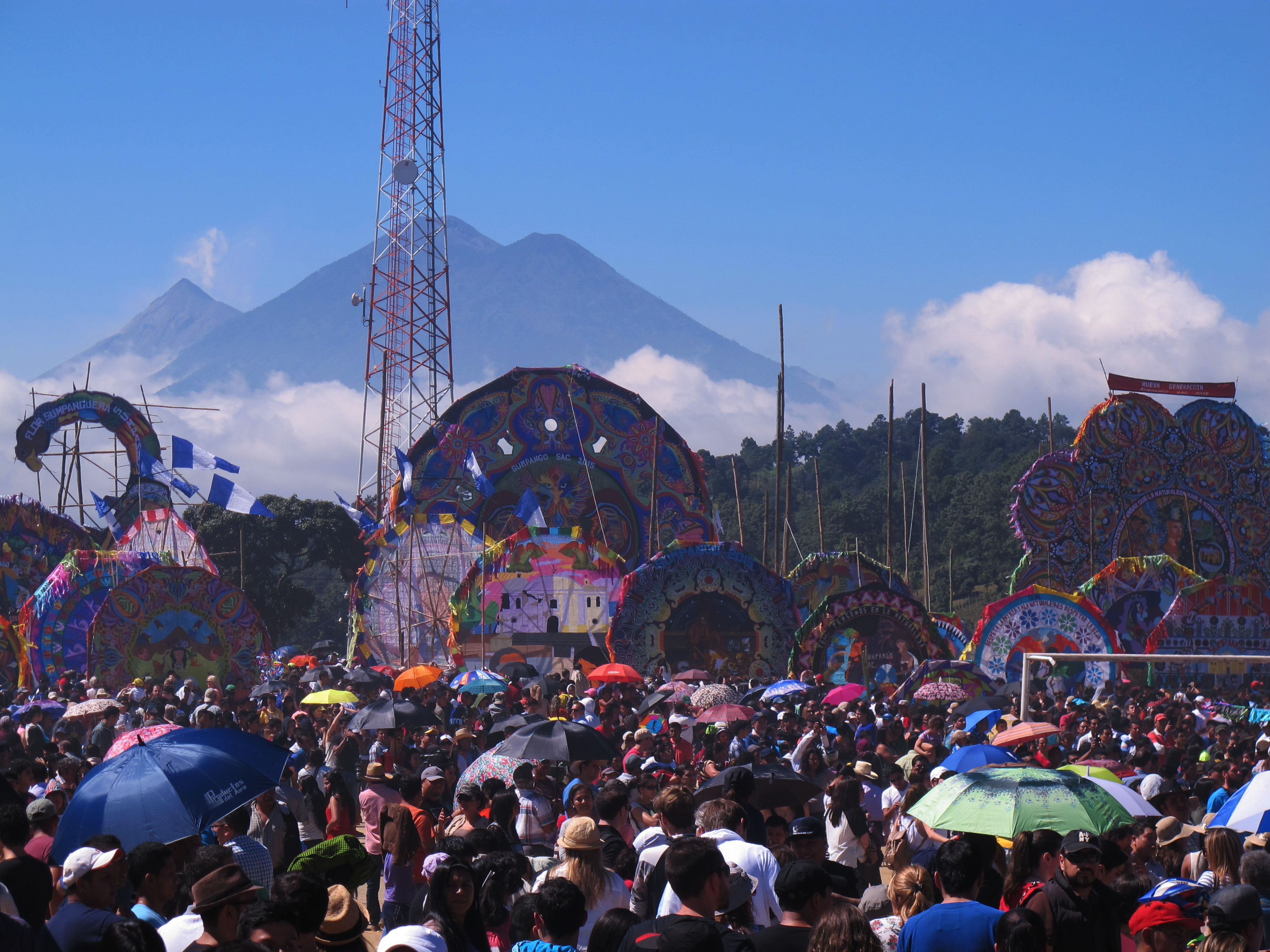
Festival de Barriletes Gigantes en Sumpango.

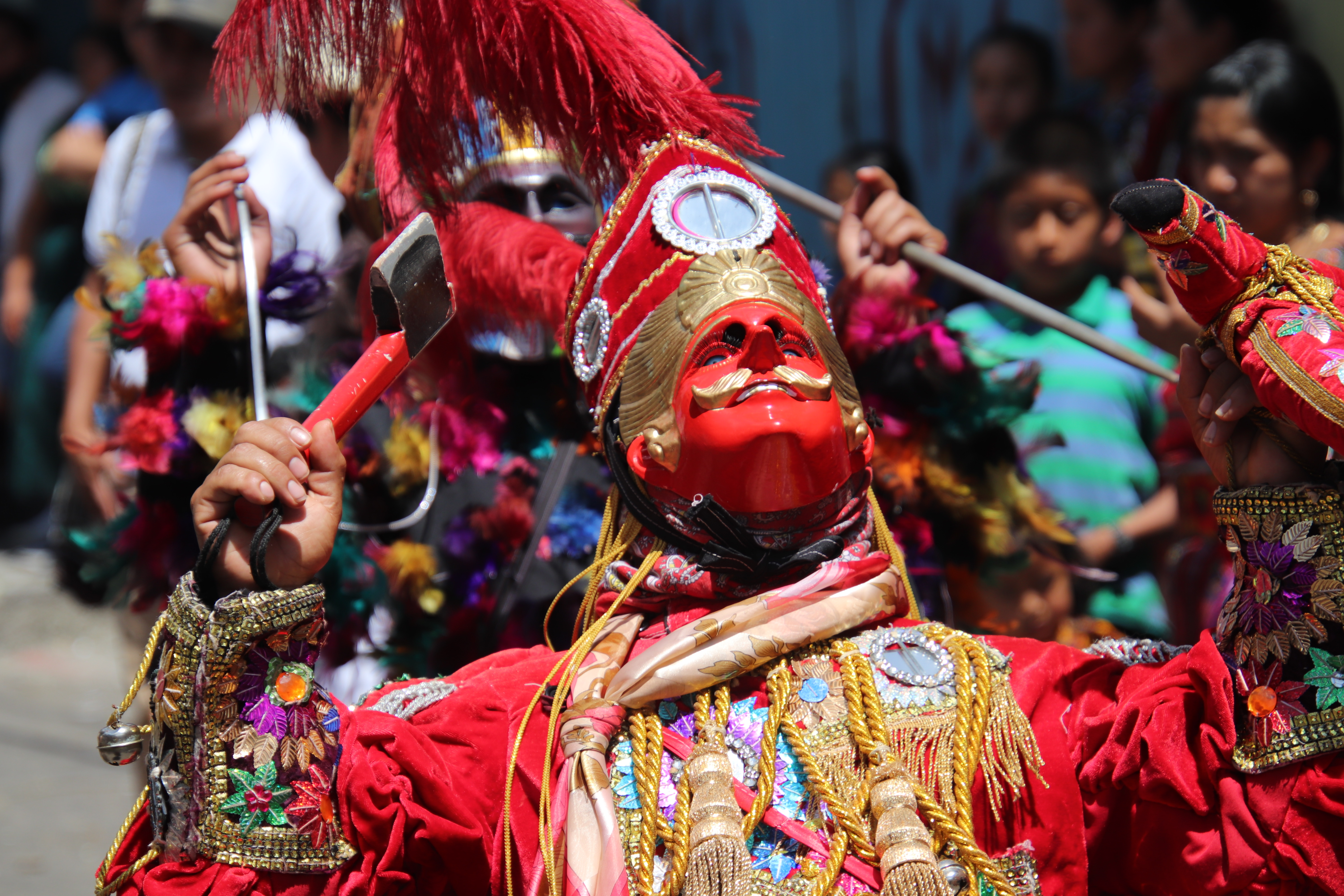
Tradicional baile de la conquista.

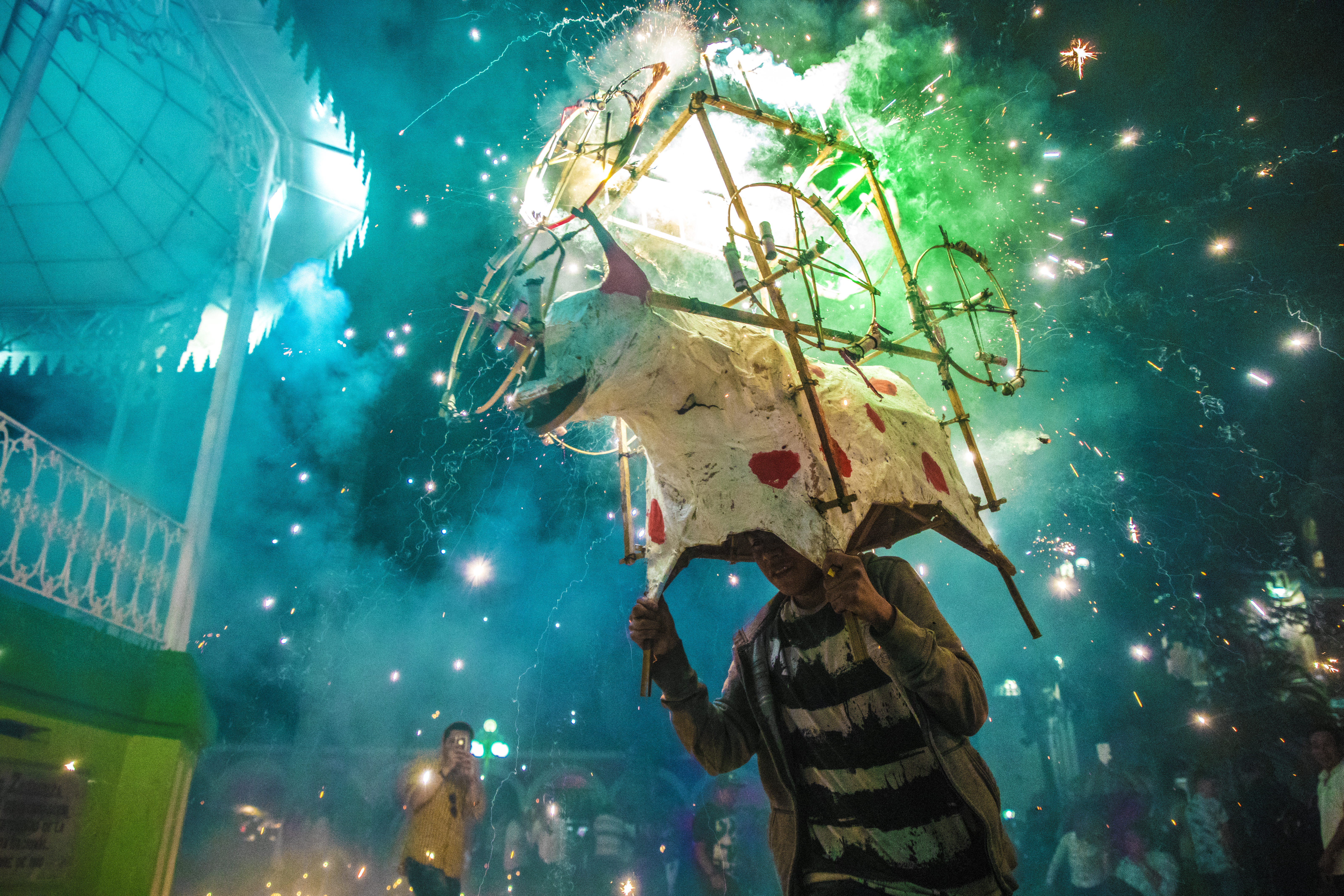
Tradicional quema del torito.

### Fiestas y días de asueto oficiales
| Fecha            | Nombre                                     | Asueto Nacional | Descripción |
| ---------------- | ------------------------------------------ | --------------- | --- |
| 1 de enero       | Año Nuevo                                  | SÍ              | Celebración por la llegada del año nuevo. |
| 15 de enero      | Día del Cristo Negro de Esquipulas         |                 | En Guatemala, se venera al Cristo Negro de Esquipulas, una figura tallada en madera. Se le conoce también como el Milagroso Señor de Esquipulas o el Milagroso Crucifijo.                                               |
| 11 de febrero    | Día Nacional de la Monja Blanca            |                 | Día de la flor nacional declarada en 1934 por el general Jorge Ubico. |
| 14 de febrero    | Día del Cariño o Día de San Valentín       |                 | En Guatemala, las personas tienden a sorprenderse con regalos tales como rosas, chocolates, cartas o flores. |
| 20 de febrero    | Día de la Marimba y de Tecún Umán          |                 | Día de la marimba Decreto 66-78 que declara a la marimba como instrumento nacional / Día de Tecún Umán, Decreto-1334, como héroe nacional y símbolo de defensa de la nacionalidad guatemalteca.                         |
| 21 de febrero    | Día Nacional de los Idiomas Indígenas      |                 | Es una fecha que promueve, reinvica y exalta el papel de los idiomas indígenas en Guatemala. |
| 8 de marzo       | Día de la mujer y Día de la Ceiba          |                 | Día internacional de la mujer / Día del árbol nacional de Guatemala, la Ceiba. |
| marzo - abril    | Semana Santa                               | SÍ              | Semana de la primera luna llena luego del 21 de marzo, según lo celebra la Iglesia católica. |
| 1 de mayo        | Día del trabajo                            | SÍ              | Día internacional del trabajo. |
| 10 de mayo       | Día de la madre                            | SÍ              | Reconocimiento a todas las madres y asueto para las madres trabajadoras. |
| 30 de mayo       | Día Nacional del Popol Vuh                 |                 | Fue declarado Libro Nacional el 30 de mayo de 1972 para preservar el valor histórico cultural y social de la obra. El Acuerdo Ministerial 826-2012, que lo declara como Patrimonio Cultural Intangible de la Nación.    |
| 17 de junio      | Día del padre                              |                 | Reconocimiento a todos los padres, no hay asueto solo un asunto de interés familiar. |
| 25 de junio      | Día del maestro                            |                 | No hay asueto, es en honor a la maestra María Chinchilla en 1944, en represión de manifestación de protesta cuando gobernaba el general Jorge Ubico Castañeda.                                                          |
| 30 de junio      | Día del Ejército                           | SÍ              | Instituido en rememoración del triunfo de la Revolución Liberal liberada por Miguel García Granados y Justo Rufino Barrios el 30 de junio de 1871.                                                                      |
| 9 de agosto      | Día Internacional de los Pueblos Indígenas |                 | Es un día para propiciar el diálogo entre los Pueblos Indígenas, las autoridades, la cooperación internacional, organizaciones no gubernamentales y todos los actores que trabajan para el bien común de estos pueblos. |
| 15 de agosto     | Día de la Asunción de la Virgen            | SÍ              | Feria de la Ciudad de Guatemala (Nueva Guatemala de la Asunción). |
| 17 de agosto     | Día de la Bandera                          |                 | Durante el gobierno del general Miguel García Granados y a partir de 1961 se celebra cada 17 de agosto el Día de la Bandera.                                                                                            |
| 5 de septiembre  | Día del Quetzal                            |                 | Día del ave nacional de Guatemala, símbolo patrio según lo establecido en el Decreto n.º 33 del 18 de noviembre de 1871.                                                                                                |
| 15 de septiembre | Día de la Independencia                    | SÍ              | Celebración de la independencia de la República de Guatemala del Reino de España, el 15 de septiembre de 1821. |
| 1 de octubre     | Día del niño                               |                 | Festividad dedicada a todos los niños y niñas. |
| 12 de octubre    | Día de la Hispanidad                       |                 | Fecha para recordar y destacar la diversidad étnica y cultura de nuestro país Guatemala, una sociedad multiétnica, pluricultural y multilingüe, donde conviven los pueblos maya, xinca, garífuna y ladino.              |
| 20 de octubre    | Día de la Revolución                       | SÍ              | Derrocamiento del general Federico Ponce Vaides el 20 de octubre de 1944 / Fin de los 14 años de gobierno del general Jorge Ubico Castañeda.                                                                            |
| 1 de noviembre   | Día de todos los Santos                    | SÍ              | Día de todos los Santos. |
| 2 de noviembre   | Día de los Difuntos                        |                 | Día de los difuntos. |
| 26 de noviembre  | Día nacional del pueblo Garífuna           |                 | Celebración con el propósito de proteger y promover el desarrollo del idioma, cultura, costumbres, recursos y formas de dicha comunidad en Guatemala.                                                                   |
| 7 de diciembre   | Día de la Quema del diablo                 |                 | Celebración del siglo XVI como preámbulo de las festividades del nacimiento de Cristo, representando el triunfo del bien sobre el mal.                                                                                  |
| 8 de diciembre   | Día de la Inmaculada Concepción de María   |                 | Patrona jurada de Guatemala y patrona tutelar de la Ciudad de Guatemala. |
| 24 de diciembre  | Nochebuena                                 | SÍ              | Víspera de Navidad, se descansa a partir de las 12 horas. |
| 25 de diciembre  | Navidad                                    | SÍ              | Festividad cristiana que conmemora el nacimiento de Jesús de Nazaret. |
| 31 de diciembre  | Nochevieja                                 | SÍ              | Víspera del año nuevo, se descansa a partir de las 12 horas. |

* No todos los días festivos destacados son días de asueto.
En Guatemala, por su tradición religiosa, se celebra en cada uno de sus municipios la Fiesta Titular o Fiesta Patronal. Esta toma lugar en la semana de veneración del Santo o Santa Patrona de cada municipio y auge en el día particular con asueto para ese día, realizándose celebraciones especiales. Para la Ciudad de Guatemala por ejemplo es el 15 de agosto en honor a la Virgen de la Asunción.
La Semana Santa en Guatemala es una festividad de un gran valor artístico, además del fervor religioso. Las procesiones de mayor tamaño se realizan en Antigua Guatemala y en la Ciudad de Guatemala. En estas, además de la belleza de las andas, los pobladores se organizan para hacer alfombras las cuales son el mayor atractivo de esta celebración debido a sus detalles artísticos que son característicos de Guatemala y a su vez, atraen a turistas quienes observan la detallada elaboración de estas. Las alfombras son hechas de aserrín, frutas, flores y distintos materiales, que son toda una expresión de fe y color. En Huehuetenango y en otras poblaciones del país llama la atención la representación de la Pasión de Cristo en vivo.
En relación con el Patrimonio Cultural Inmaterial, hay varias manifestaciones protegidas, como la Huelga de Dolores de la Universidad de San Carlos de Guatemala (acuerdo ministerial 275-2010), el Convite del 8 de diciembre del municipio de Chichicastenango (acuerdo 347-2010) y la Cofradía de San Marcos Evangelista (acuerdo 532-2010).

### Sitios arqueológicos

Algunos sitios arqueológicos de Guatemala
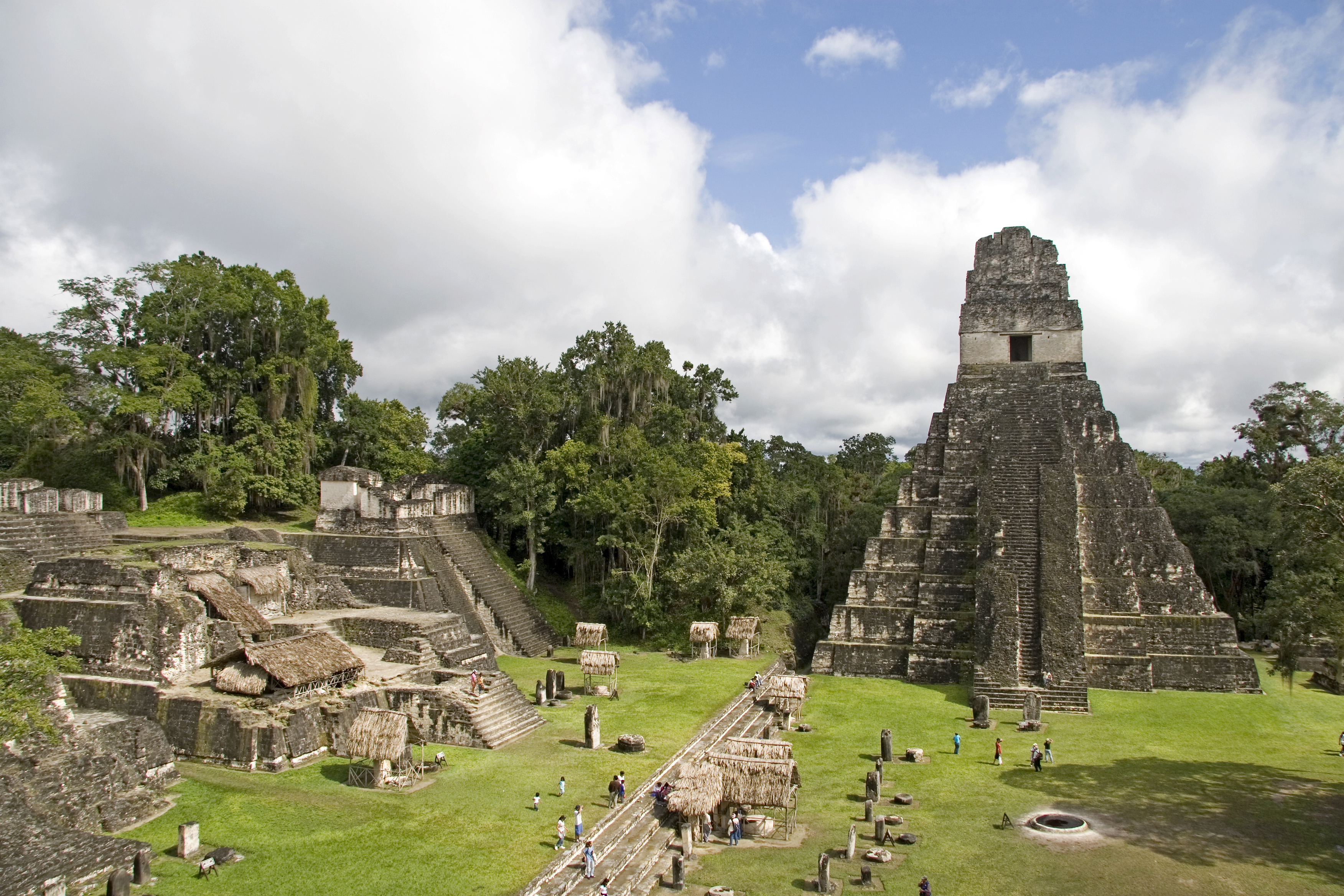
Templo I de Tikal
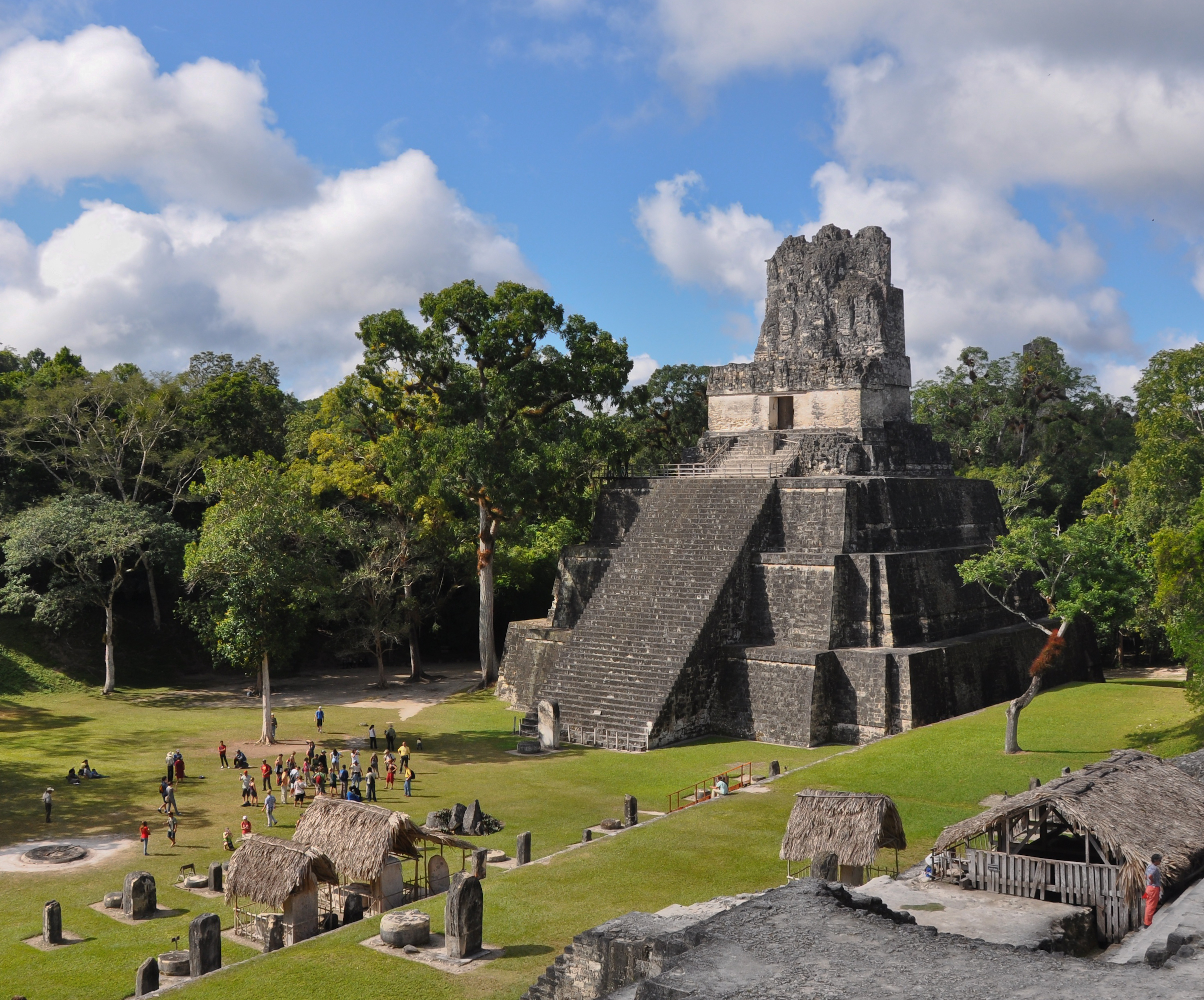
Templo II de Tikal
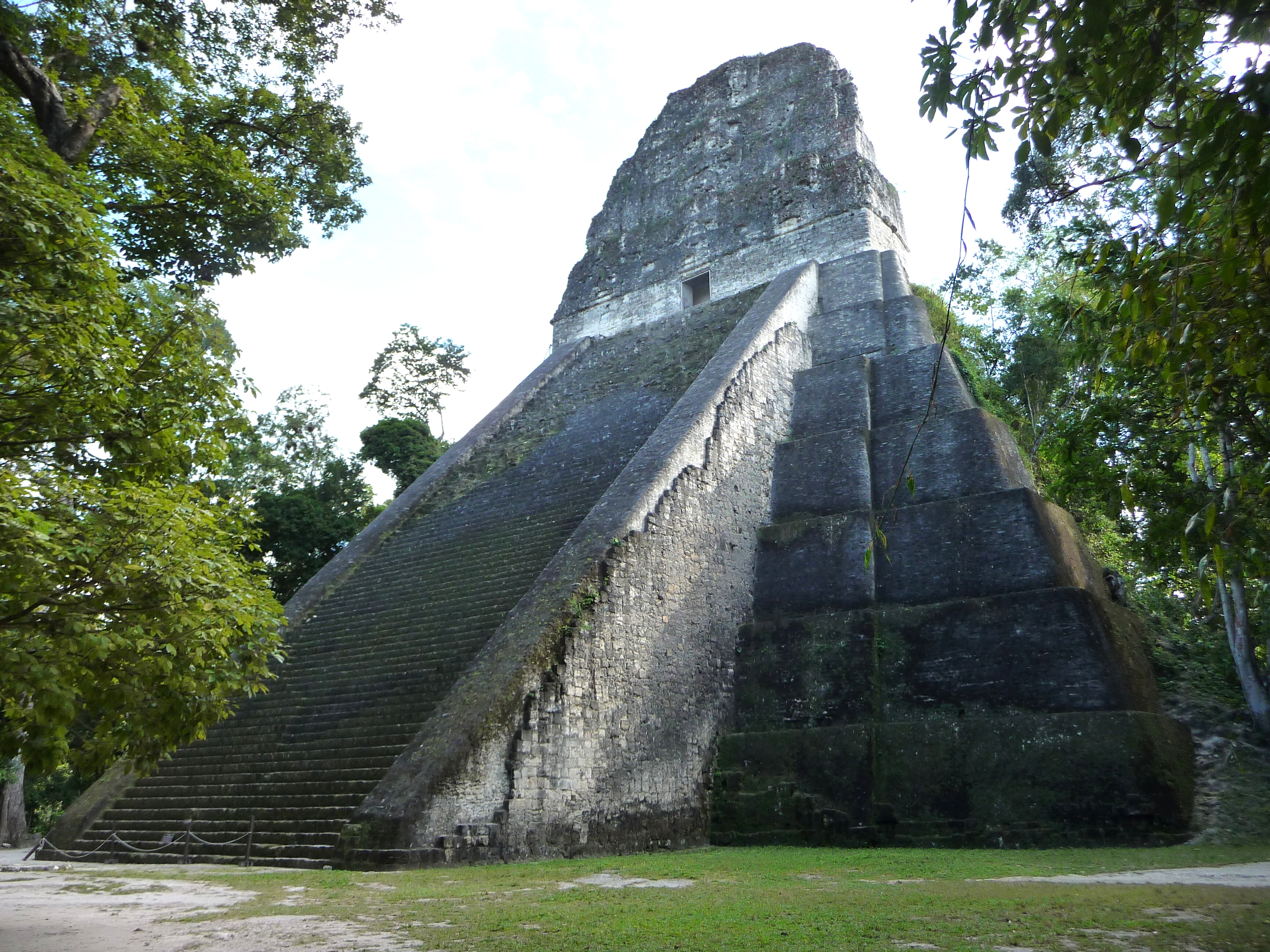
Templo V de Tikal
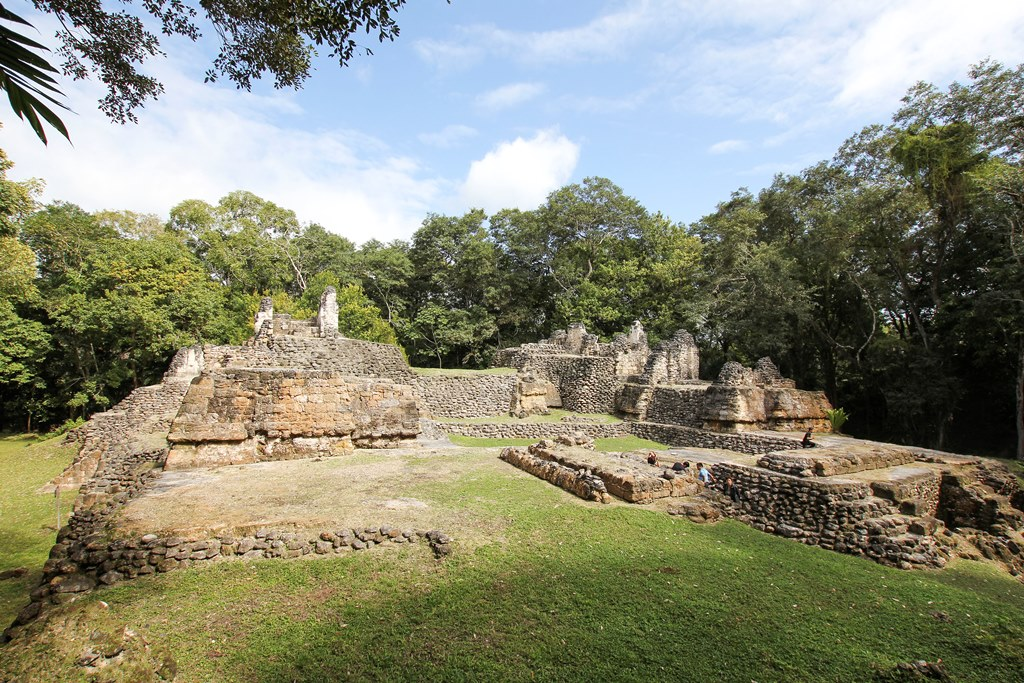
Uaxactún
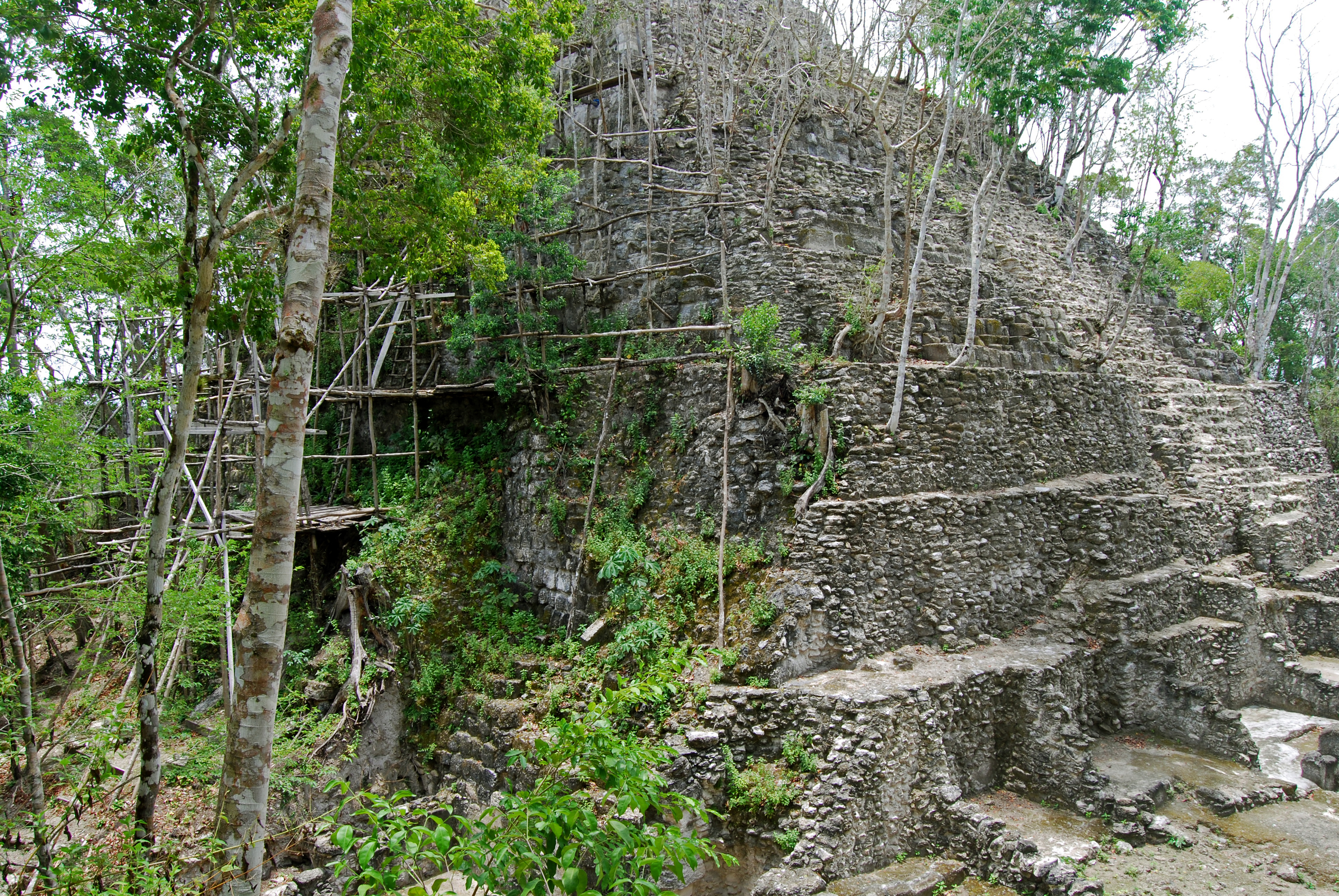
El Mirador
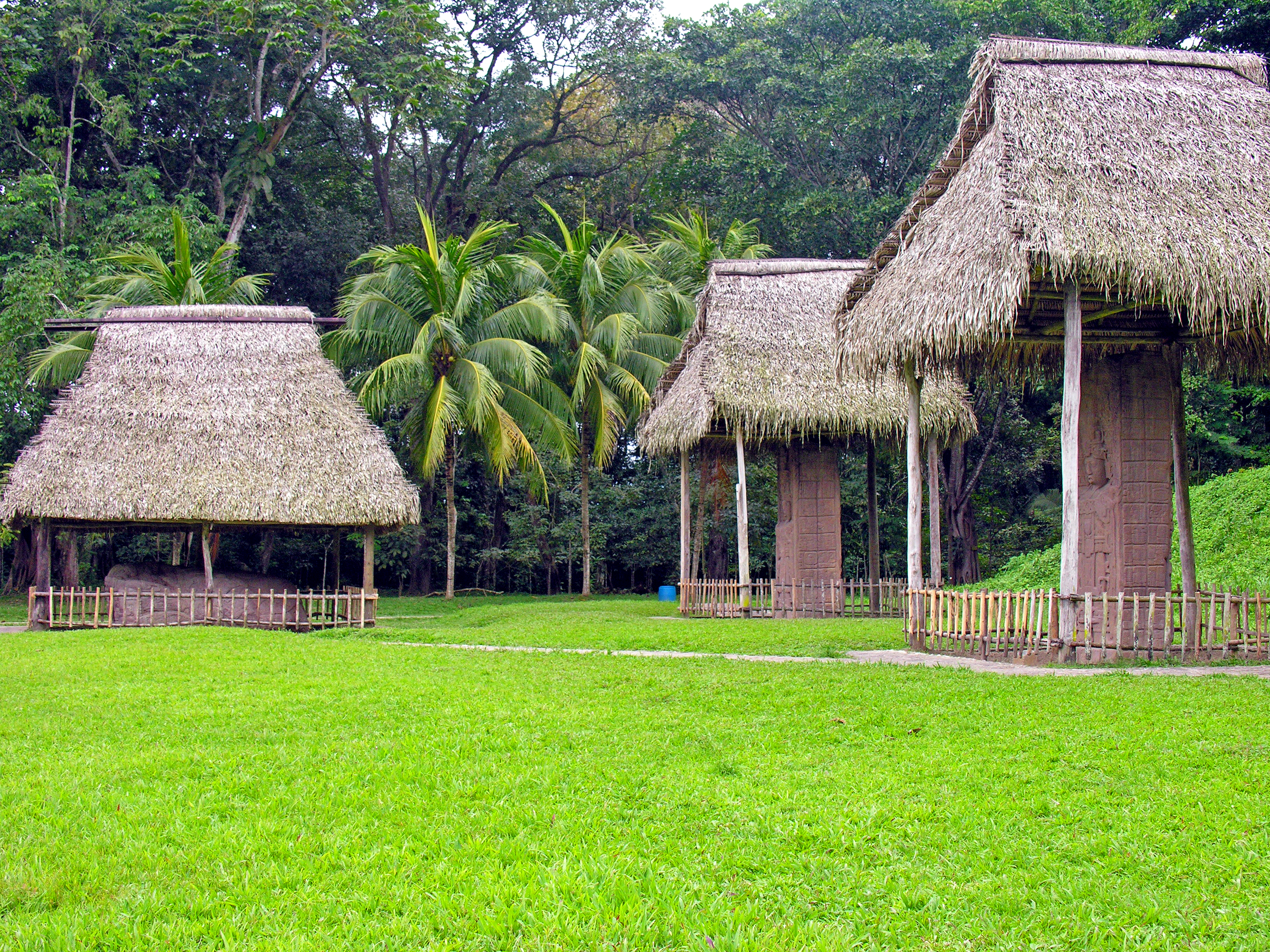
Quiriguá
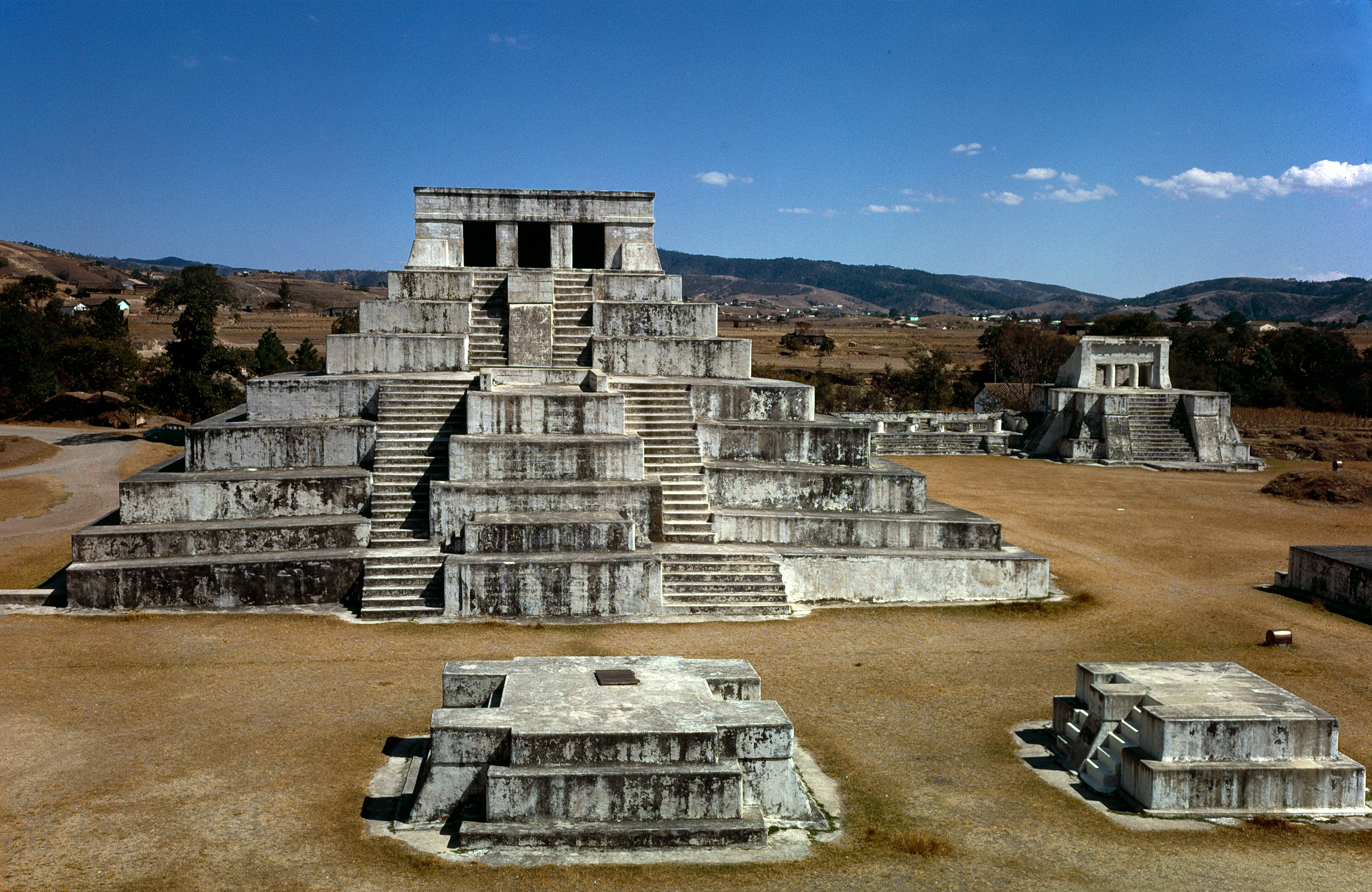
Zaculeu
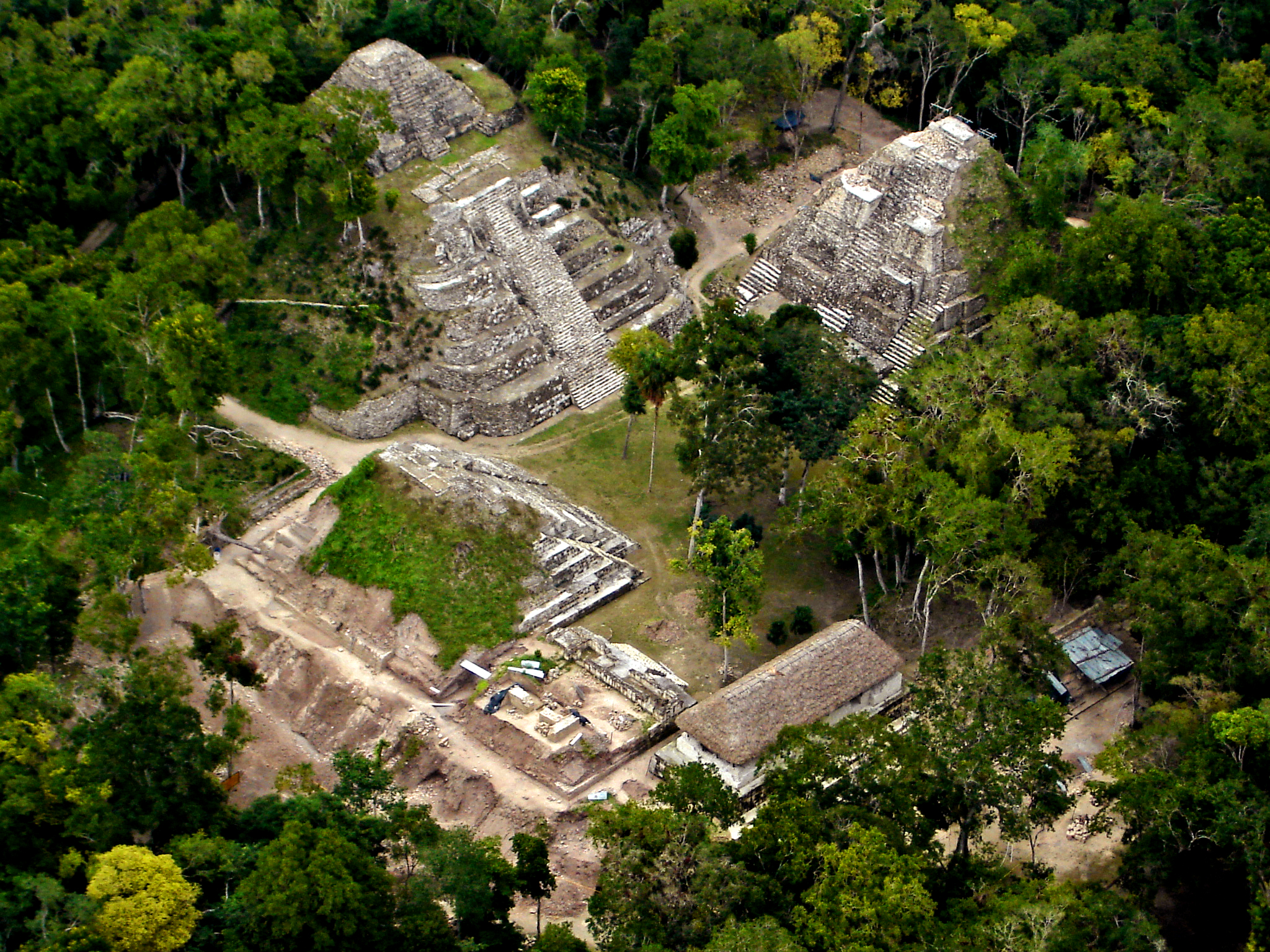
Yaxhá
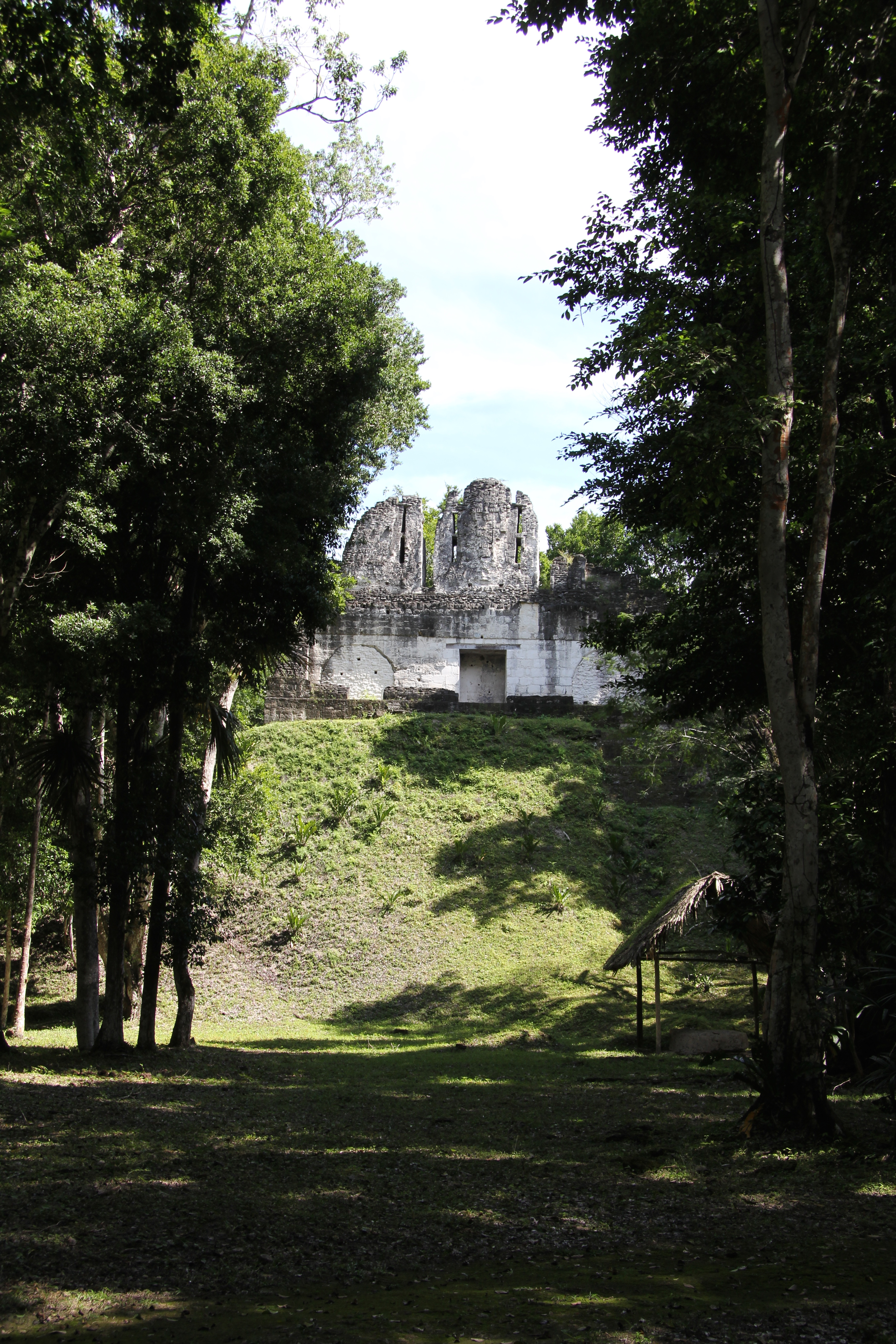
Nakum
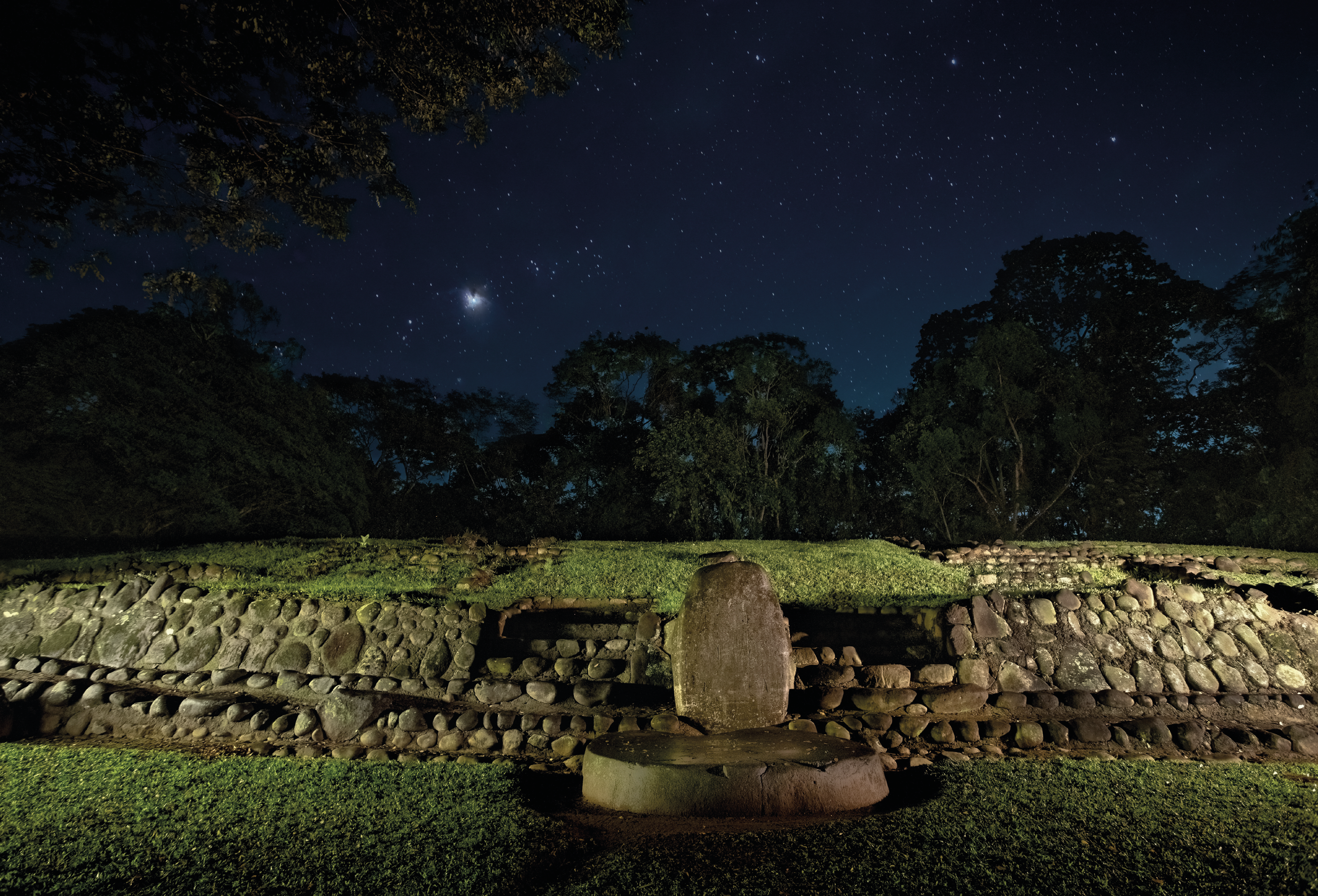
Takalik Abaj
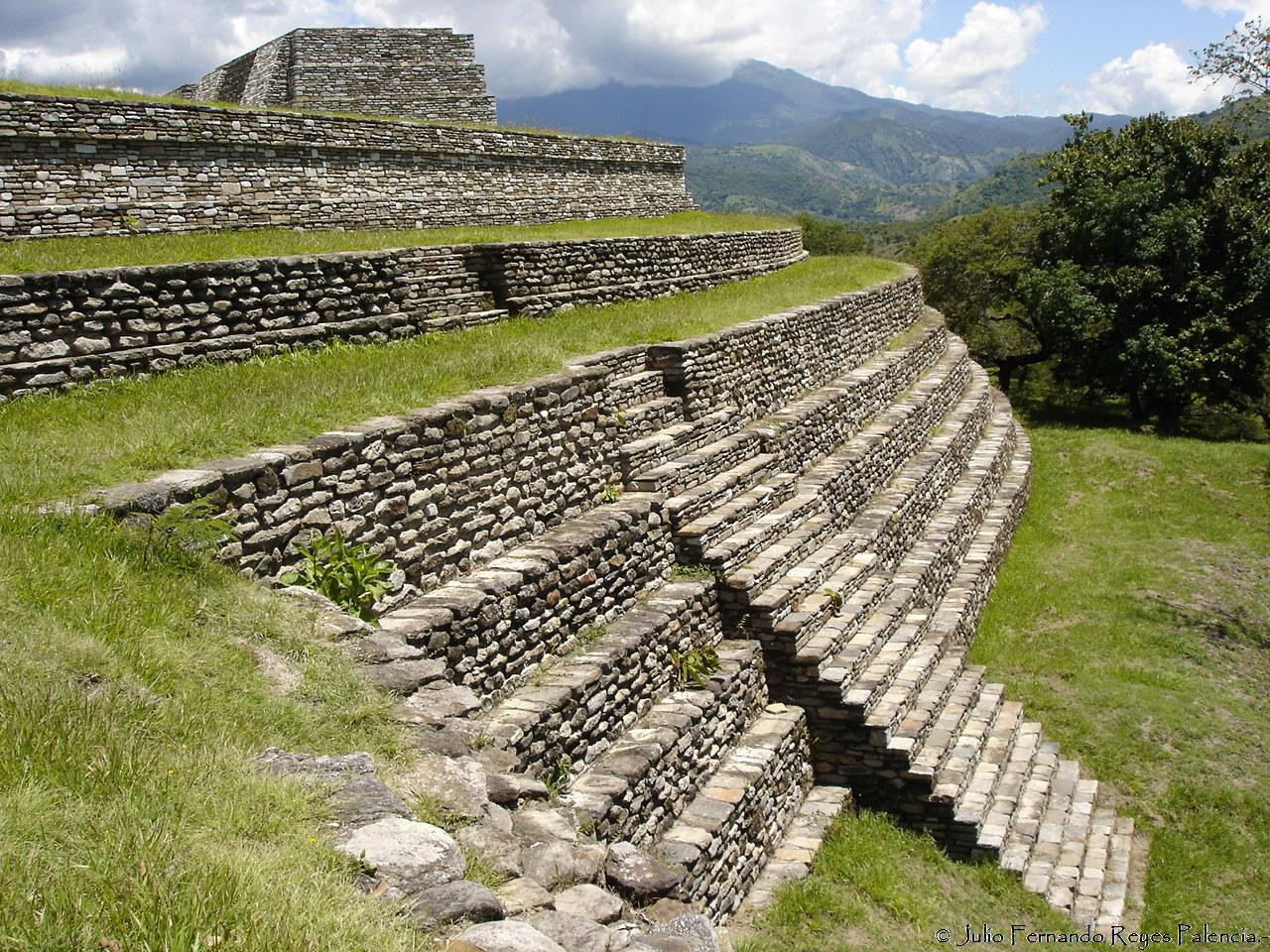
Mixco Viejo
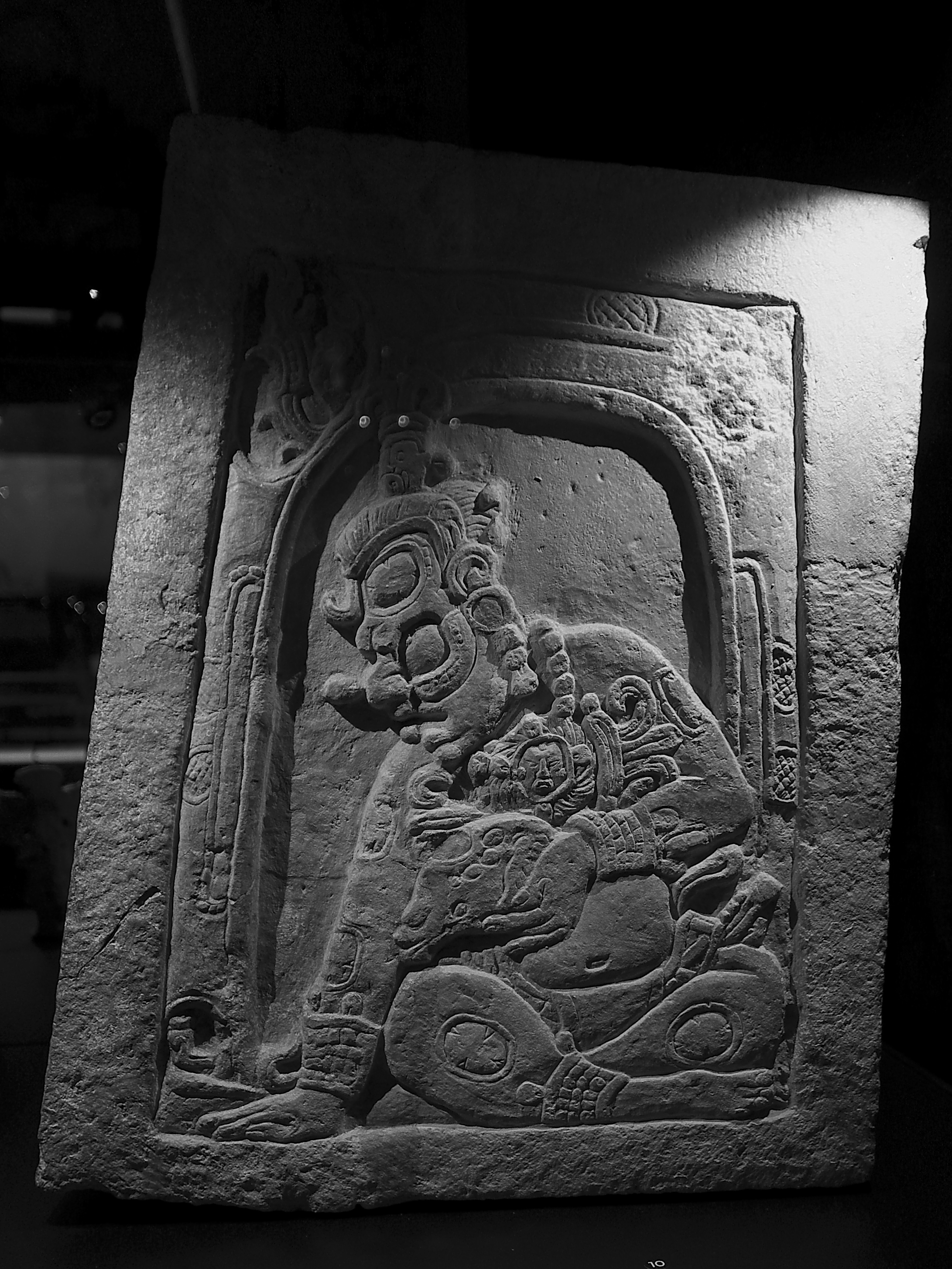
Dos Pilas
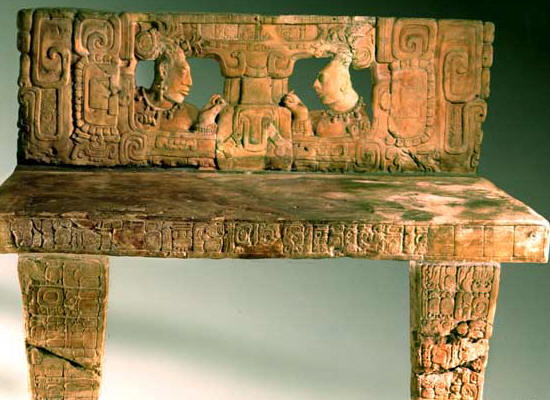
Piedras Negras
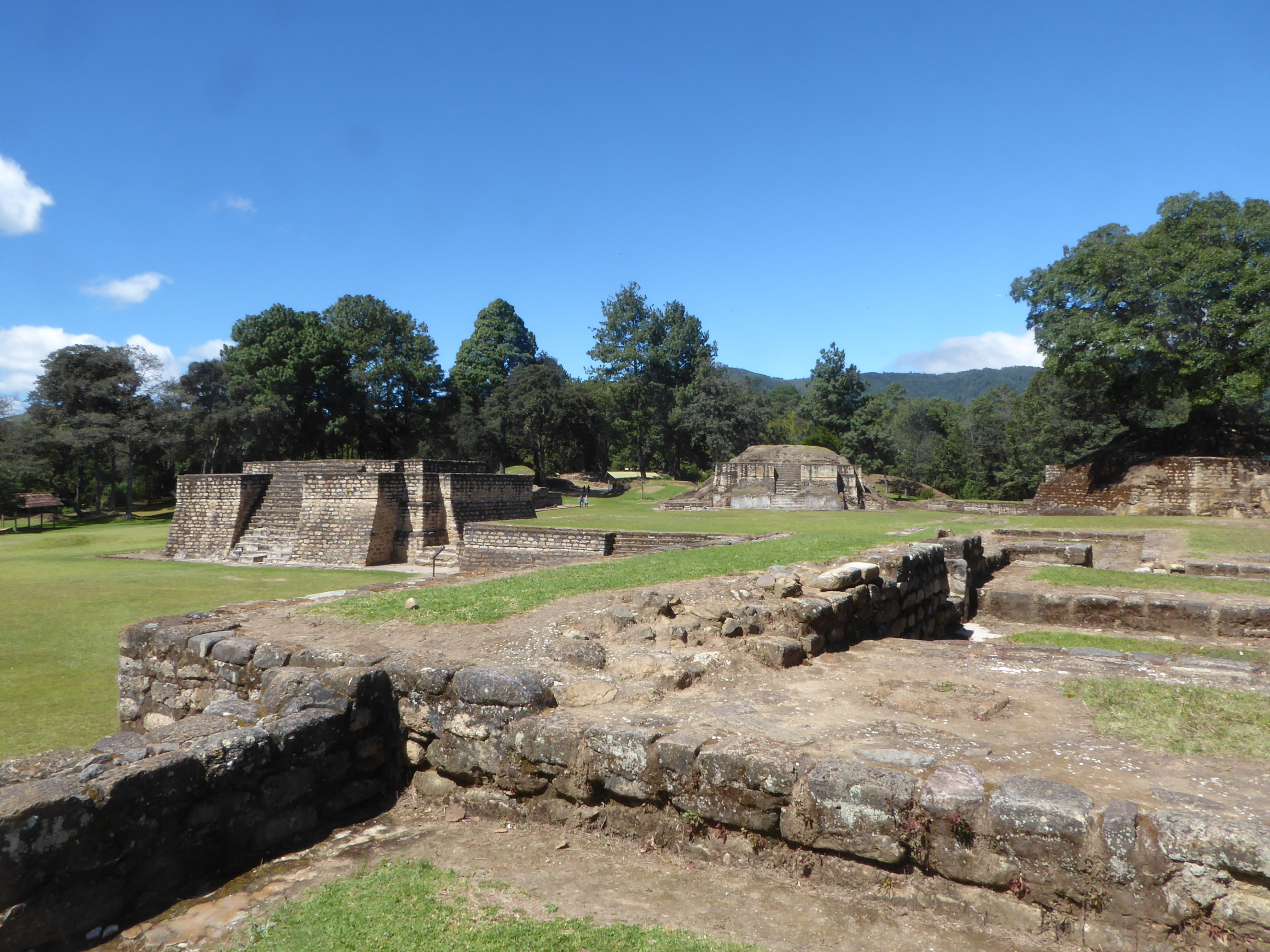
Iximché
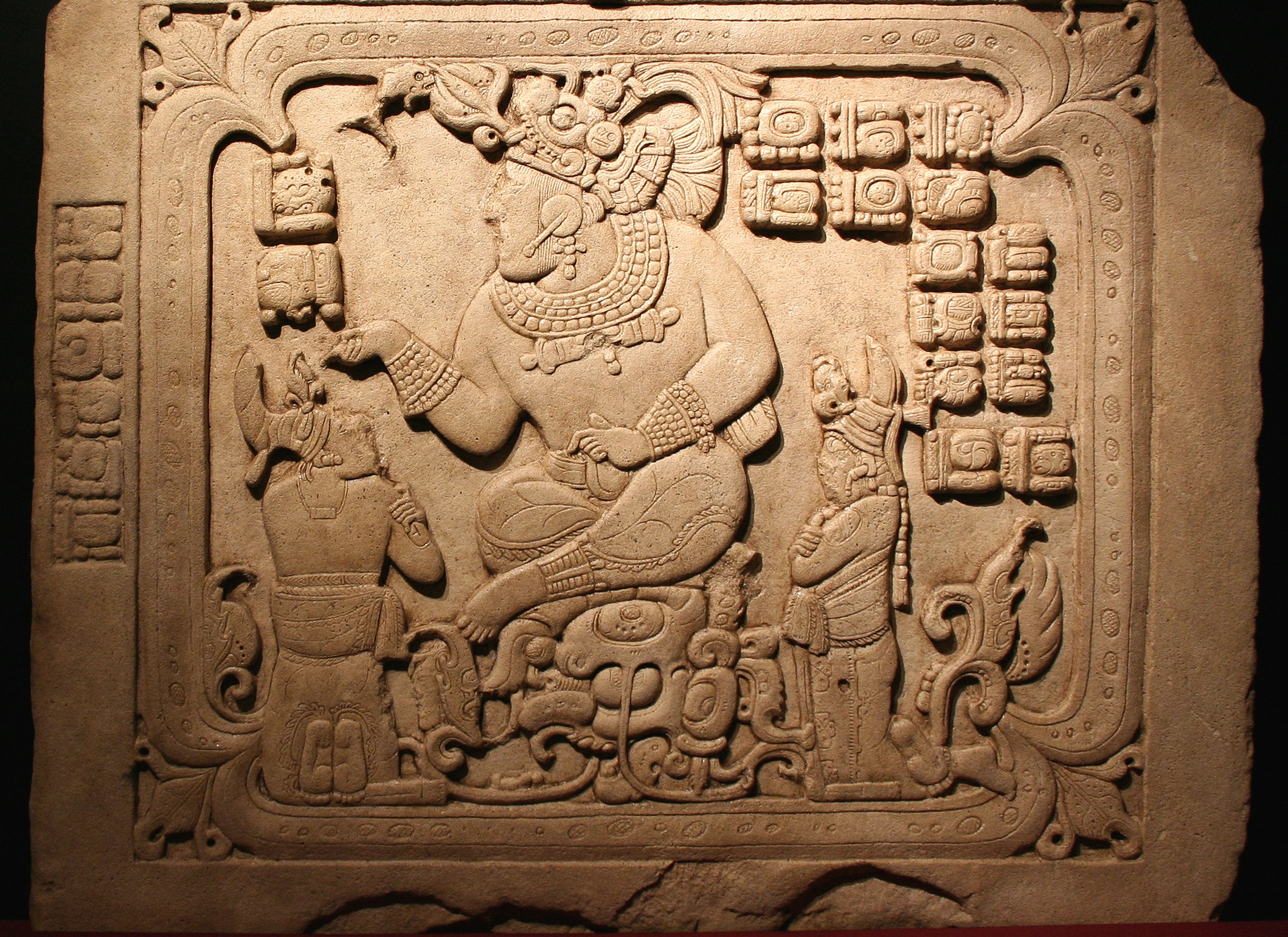
Cancuén
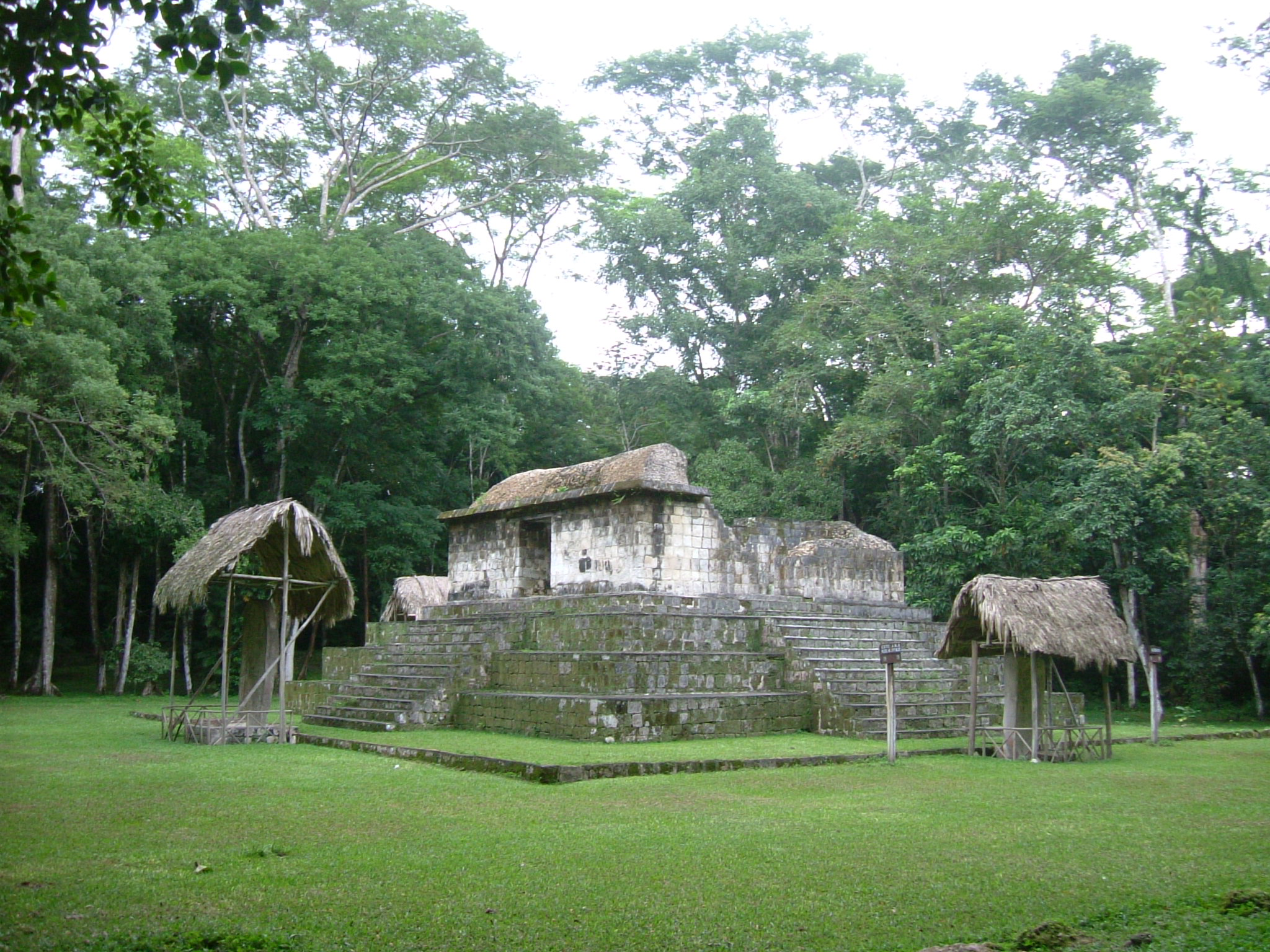
Ceibal
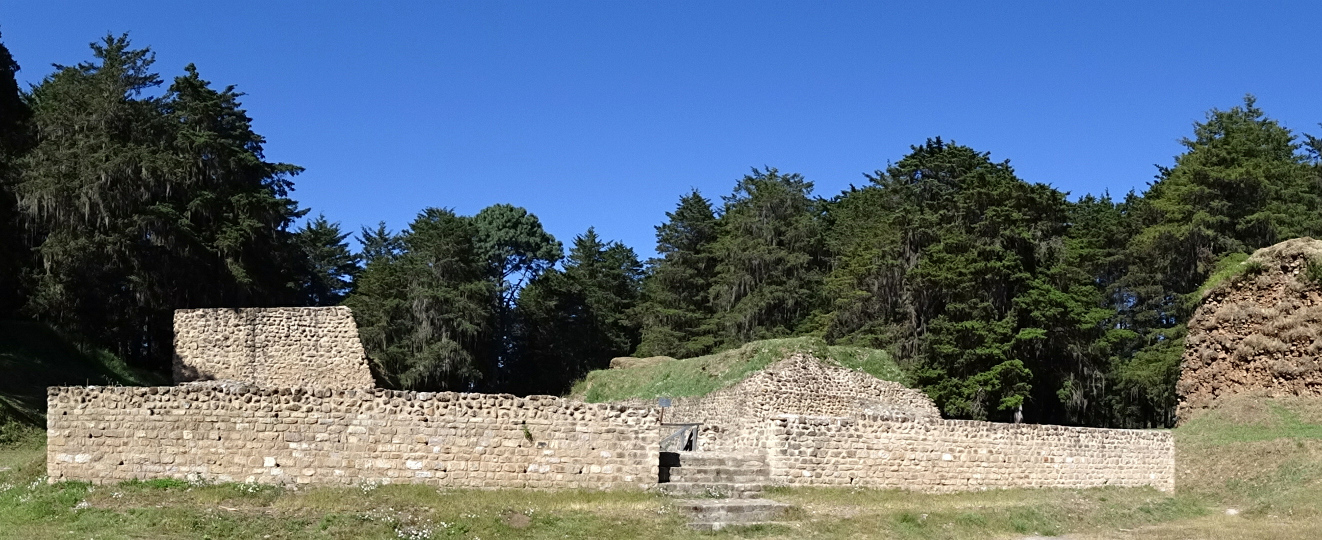
Q'umarkaj
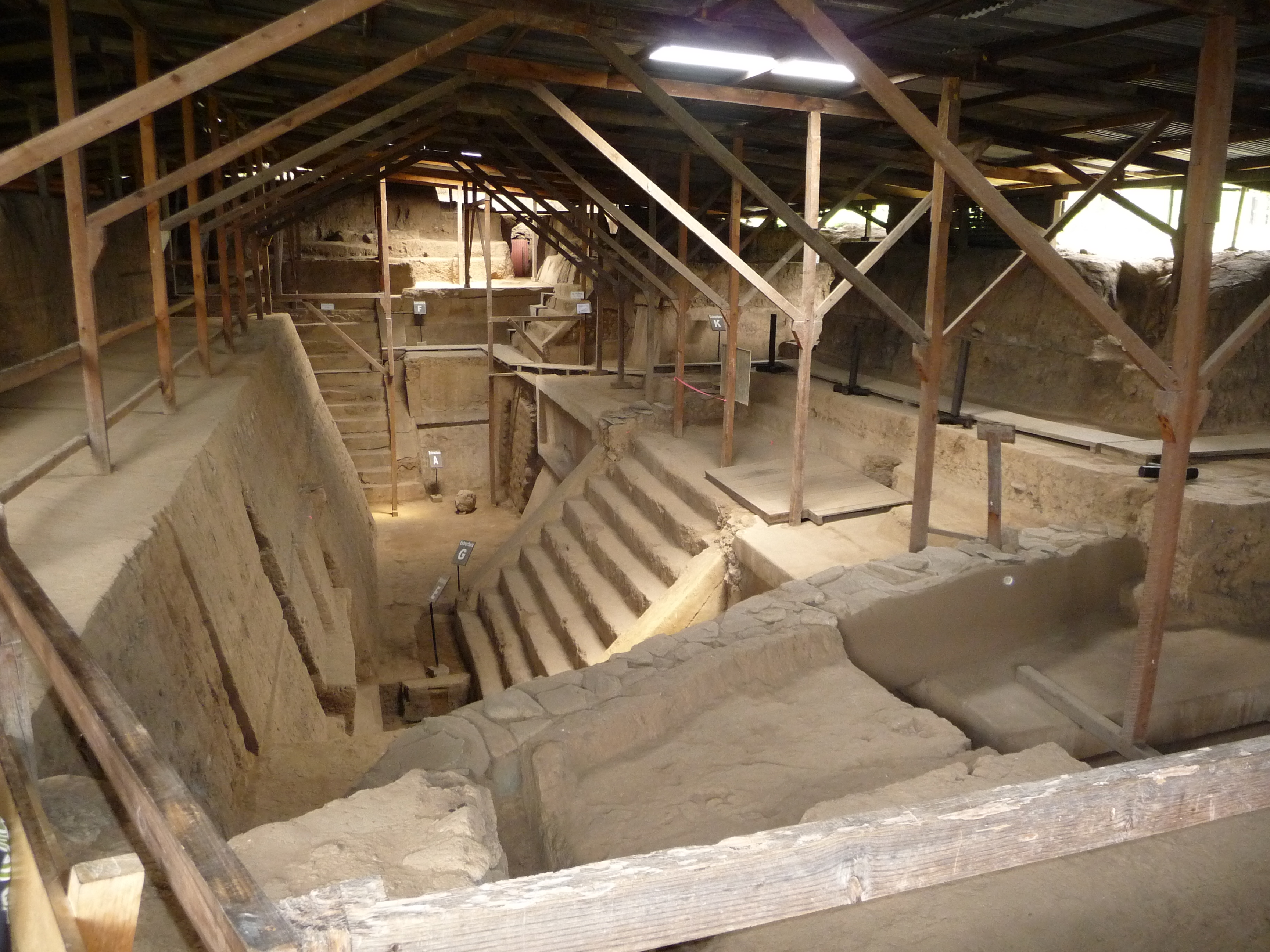
Kaminaljuyú

### Música
La música en la vida de los mayas y de las etnias indígenas que habitaban Mesoamérica a inicios del siglo xvi está documentada en vestigios arqueológicos como vasos policromados y otros artefactos cerámicos.

#### Compositores

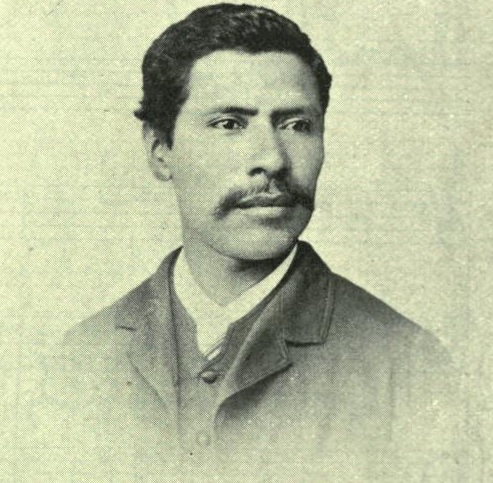
El maestro compositor Rafael Álvarez Ovalle en 1897. Fotografía de La Ilustración Guatemalteca.

A partir de la presencia de los españoles en 1524 se introduce la música litúrgica europea como parte de la religión católica. Se traen libros manuscritos de canto litúrgico gregoriano para la música de las horas canónicas que estructuran el tiempo. Los principales compositores de la época del Renacimiento en Guatemala son Hernando Franco, Pedro Bermúdez y Gaspar Fernández.
El siglo xvii introduce el barroco con la práctica del villancico en idiomas vernáculos y el acompañamiento instrumental de violines y bajo continuo, este último a cargo de vihuela, arpa, clavecín, órgano y los instrumentos del bajo como el violón y el bajón.
En el siglo xviii el barroco musical guatemalteco llega a un notable florecimiento con la música de Manuel José de Quirós y Rafael Antonio Castellanos, cuyos discípulos y oficiales de capilla Pedro Nolasco Estrada Aristondo y Vicente Sáenz llevan esa herencia hasta el siglo xix. El primer compositor en abordar las formas grandes instrumentales, no solamente en Guatemala sino en toda América, es José Eulalio Samayoa, autor de música sacra, piezas instrumentales como tocatas y divertimentos, así como diversas sinfonías. Entre los compositores que siguen esa escuela destacaron Benedicto Sáenz hijo, José Escolástico Andrino e Indalecio Castro.
A finales del siglo xix se fortalece el sistema de las bandas militares con protagonistas como Emilio Dressner, Germán Alcántara, Fabián Rodríguez y Rafael Álvarez Ovalle. Se desarrolla la música pianística con virtuosos como Luis Felipe Arias y Herculano Alvarado, formados en Italia, quienes a su vez formaron a Alfredo Wyld y Rafael Vásquez, entre muchos otros pianistas compositores. La marimba es ampliada gracias al invento de Julián Paniagua Martínez y Sebastián Hurtado en Quetzaltenango, convirtiéndose en el instrumento cromático capaz de tocar sin limitaciones la música ligera de la época, hasta entonces limitada al piano. La exploración de la música autóctona es abordada por Jesús Castillo y su hermano Ricardo Castillo.
En el siglo xx se distinguieron los siguientes compositores:
- Wotzbelí Aguilar: compositor. Era hijo de Trinidad Solórzano y del licenciado Porfirio Aguilar.[355]
- Rafael Álvarez Ovalle (1858-1946): compositor, flautista, guitarrista, pianista y violinista. Autor de la música del Himno Nacional de Guatemala.[356]
- Domingo Bethancourt Mazariegos (1906-1980): marimbista y compositor.[356]

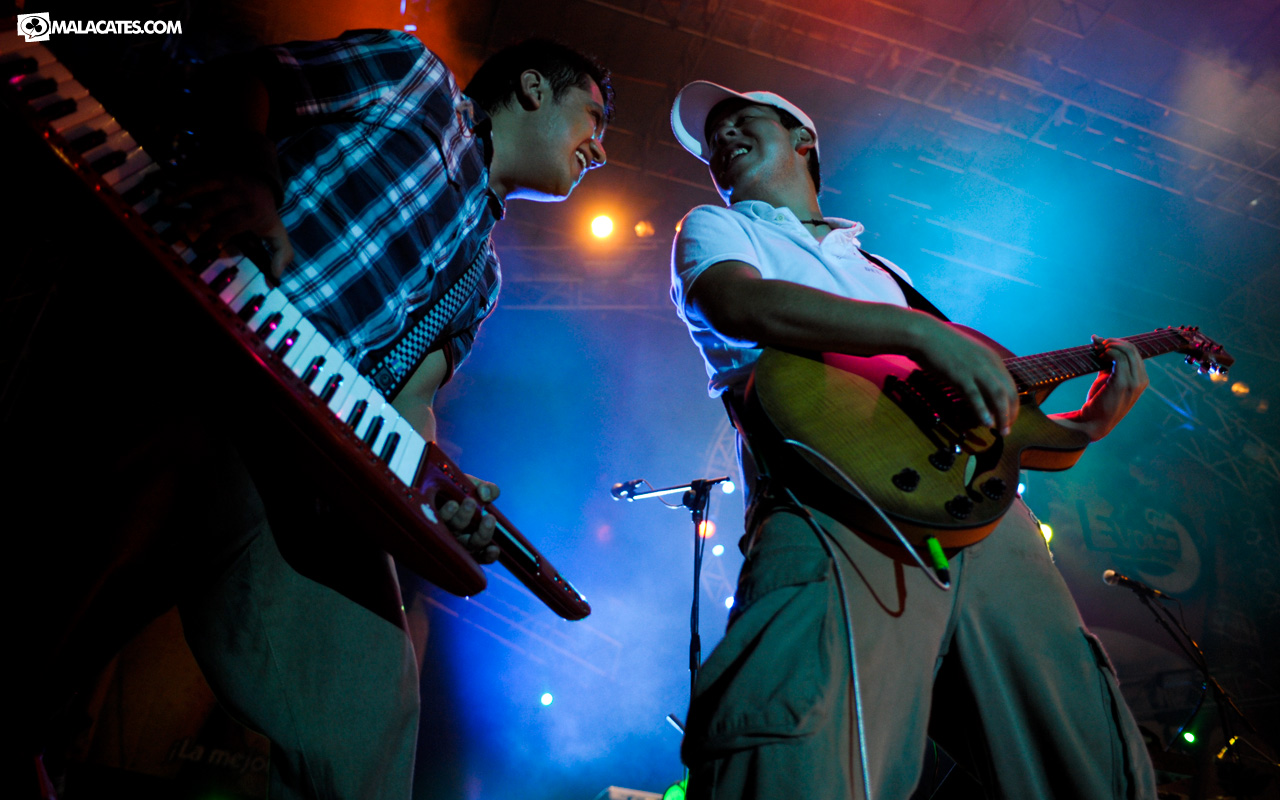
Los Malacates Trébol Shop son uno de los grupos más populares de Guatemala.

- Los Malacates Trébol Shop son uno de los grupos más populares de Guatemala.José Castañeda: director de orquesta que se formó en París. Cuando regresó a Guatemala fundó la Orquesta Ars Nova, integrada por profesionales y aficionados. A instancias del presidente Jorge Ubico, esta orquesta fue convertida en la agrupación oficial del Estado, debiendo tomar el nombre de Orquesta Progresista (1936). Su cooperación con Miguel Ángel Asturias (Premio Nobel de Literatura 1967) resultó en obras escénicas como «Emulo Lipolidón» e «Imágenes de Nacimiento».[357]
- Jesús Castillo: músico y compositor. Recopiló música de los indígenas en varias regiones de Guatemala. Entre sus obras originales basadas en la música autóctona sobresale la ópera Quiché Vinak (1917-1925), que fue estrenada en 1924 en el Teatro Abril de la Ciudad de Guatemala.[358]
- Rafael Juárez Castellanos (1913-2000): compositor y director de bandas de Guatemala.[356]
- Dieter Lehnhoff: compositor, director de orquesta, y musicólogo. Escribió la historia de los músicos guatemaltecos y es miembro de la Academia de Geografía e Historia de Guatemala y de la Academia Guatemalteca de la Lengua.[356]
- Paco Pérez (Francisco Pérez Muñoz; 1917-1951): cantante, compositor y guitarrista; es el autor de Luna de Xelajú, considerada por muchos como el segundo Himno Nacional de Guatemala.[359]
- Jorge Sarmientos (1931-2012): músico, compositor y director de orquesta, catalogado como el más destacado en la historia del país.[359]
- Mariano Valverde (1884-1956): músico marimbista y compositor. Fue director de la Marimba Maderas de mi Tierra, considerada la mejor agrupación de su tipo en el mundo.[360]

#### Intérpretes
El advenimiento de la radio y la televisión fomentó la canción romántica latinoamericana de corte sentimental, con diversos representantes como Elizabeth de Guatemala, Gustavo Adolfo Palma, Juan de Dios Quezada y Tanya Zea ganadora del segundo lugar en el festival OTI 1974. Igualmente se observa actividad de músicos pop como:

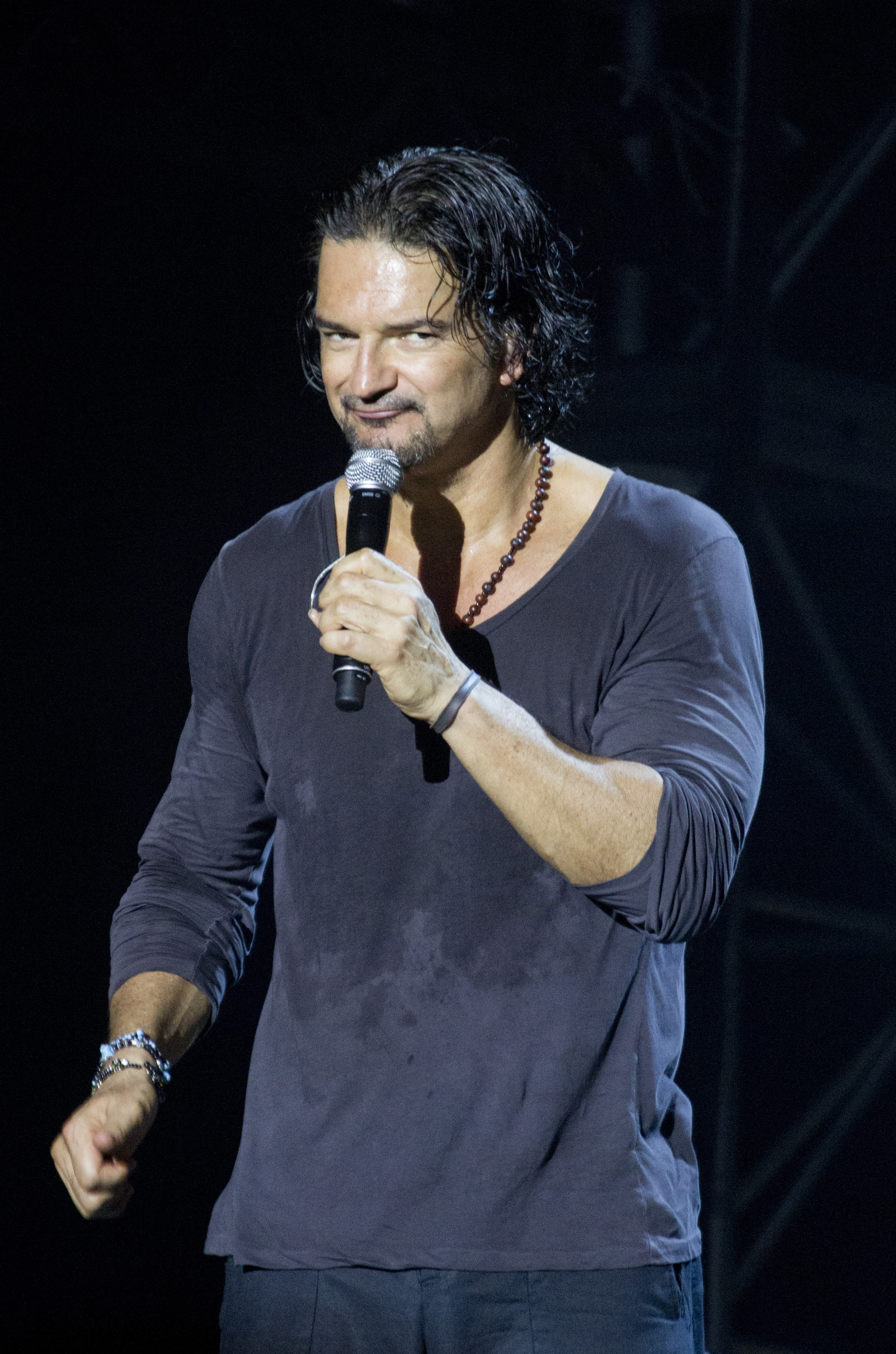
Ricardo Arjona de origen guatemalteco.

- Ricardo Arjona (1964-): cantautor y músico.[361]
- Shery (1985-): cantante y compositora de música pop latino.[362]
- Otros: cantantes jóvenes han surgido en el medio guatemalteco, como el ganador de la segunda edición de Latin American Idol Carlos Peña, Fabiola Rodas y Gaby Moreno, que ha triunfado en Los Ángeles como cantante de blues y jazz.

El movimiento de rock fue iniciado en 1969 por grupos como Plástico Pesado, Apple Pie, Caballo Loco y otras, de las cuales descienden bandas populares como Alux Nahual y más tarde el denominado "movimiento de los noventas" que contaba entre otras con Bohemia Suburbana, La Tona, Ricardo Andrade, Viernes Verde, Radio Viejo, Extinción, Razones de Cambio, Influenza, Planeta Panamericana, Legión, y bandas más recientes como Viento en Contra, Malacates Trébol Shop, El tambor de la tribu, Gangster, El Clubo, Kayland, entre otras. En el jazz sobresalió el grupo Terracota, que desarrolló un estilo musical orientado hacia la inclusión de elementos folklóricos de raigambre maya, así como el grupo de Bob Porter, el Fantasma Sandoval y grandes bandas como, Fernando Pérez y su Latin Jazz Band, Jazz Train Express.

### Danza clásica
El principal grupo de danza clásica guatemalteco, el Ballet Nacional de Guatemala, fue establecido en julio de 1948. Entre 1950 y 1980, cuando lo integraron grandes figuras que le dieron gran impulso. En los años de la Guerra Fría se cerró porque se pensó que sus directores, de nacionalidad rusa, podían ser agentes del comunismo internacional. Fue reabierto en 1955 bajo la dirección de Fabiola Perdomo. De 1962 a 1974 el maestro Antonio Crespo estuvo al frente del Ballet. En esta etapa, surgió una generación de bailarines de calidad. Entre ellos, Christa Mertins, Brenda Arévalo, Ana Elsy Aragón, Richard Devaux, Sonia Juárez, Miguel Cuevas y Gladys García. La Escuela Nacional de Danza y Coreografía constituye la principal fuente del Ballet Guatemala. De la Escuela llegó Mayra Rodríguez, quien inició a bailar desde muy joven, siendo descubierta por Antonio Crespo cosechó varios frutos en el Ballet. El Ballet Guatemala fue reconocido como Patrimonio Cultural del país, en marzo de 1992.

### Pintura

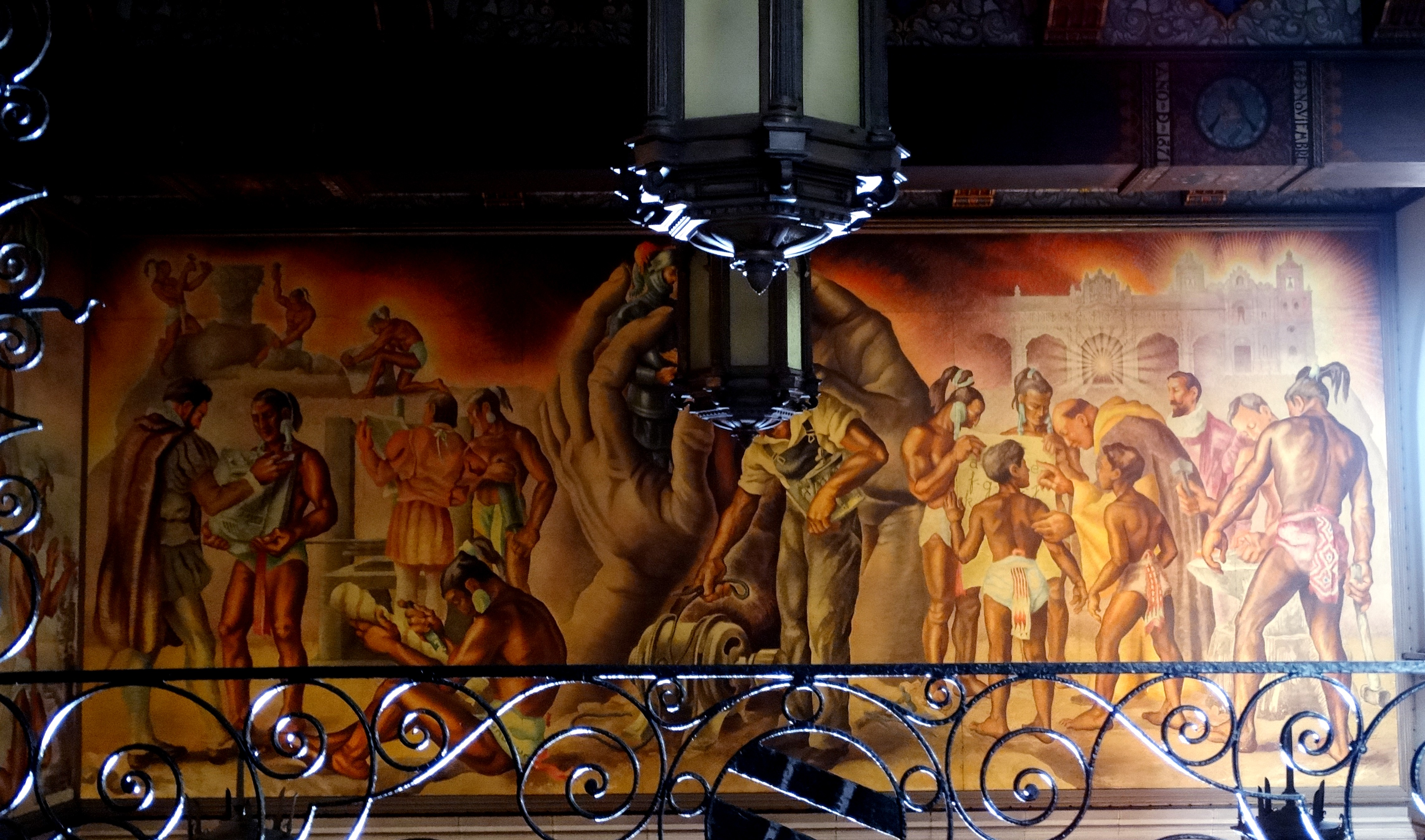
Murales ubicados en el Palacio Nacional de la Cultura

Guatemala posee muchos pintores que han destacado desde tiempos coloniales, con el arte sacro pasando por el Modernismo, y actualmente destacan el Primitivismo y el Arte Abstracto. Algunos pintores destacados son:
- Carlos Valenti
- Carlos Mérida
- César Izquierdo
- Elmar Rojas
- Erwin Guillermo
- Zipacná de León
- Roberto González Goyri
- Ramón Ávila
- Francisco Cabrera
- Arturo Martínez
- Dagoberto Vásquez
- Manolo Gallardo
- Marco Augusto Quiroa
- Efraín Recinos
- Ramón Banús
- Arnoldo Ramírez Amaya

### Escultura
La escultura colonial guatemalteca surgida en la ciudad de Antigua Guatemala se convirtió a partir del siglo XVII en una de las más afamadas del Virreinato, destacando por la riqueza de policromías y estofados y el preciosismo de su ejecución. Escultores destacados fueron Quirio Cataño autor del Cristo Negro de Esquipulas, Mateo de Zúñiga, Alonso de la Paz o Martín Abarca.

### Inventos
Entre los inventores sobresale el Dr. Federico Lehnhoff (1871-1932), quien a partir de 1909 desarrolló el café soluble. Patentado a nivel internacional, el invento tuvo mucho éxito, ganando su primera medalla de oro en la Exposición Universal de Gante, Bruselas, en 1913. La Primera Guerra Mundial puso fin a la fabricación del producto impulsada por la empresa Société du Café Soluble "Belna" en París. Posteriormente, el Dr. Federico Lehnhoff desarrolló la sulfa Sulfarsenol que sirvió de base para numerosos antibióticos. Julián Paniagua Martínez y Sebastián Hurtado inventaron y desarrollaron la marimba cromática en Quetzaltenango en 1894. Otro inventor ha sido el Dr. Ricardo Bressani Castignoli (1926-), quien desarrolló productos nutricionales, entre ellos la Incaparina. José Fernando Mazariegos Anleu  inventó el Ecofiltro, en la década de 1980, un artefacto que está hecho de barro, aserrín y plata coloidal, utilizado actualmente por miles de familias para filtrar agua potable en más de 38 países. El quetzalteco Miguel Ángel Castroconde sobresale por ser el constructor del primer y único avión hecho en Centroamérica. Comenzó el proyecto con su hijo que lleva el mismo nombre, es una pequeña nave que tuvo su primer vuelo en mayo de 2003. El nombre del avión es "Quetzaltenango 1" en honor a su pueblo natal.

### Literatura
Para información detallada sobre la literatura guatemalteca, véase Literatura de Guatemala.

### Periodismo
Guatemala cuenta con seis diarios de circulación nacional; cinco noticiarios nacionales de televisión abierta y cinco noticiarios nacionales de televisión por cable. Entre los noticiarios de radio más conocidos están Noticentro SN de Radio Sonora, Patrullaje Informativo de Emisoras Unidas y El Independiente de Radio Nuevo Mundo, este último el radioperiódico privado más antiguo del país. El espectro radiofónico está dominado por seis corporaciones: Emisoras Unidas de Guatemala, Central de Radios, Grupo Radial El Tajín, Grupo Nuevo Mundo, Radio Grupo Alius y Radio Corporación Nacional que concentran, en usufructo, la mayoría de las frecuencias radiales otorgadas por el Estado.
En cuanto a la prensa escrita, Prensa Libre y Nuestro Diario —originalmente parte de la misma corporación pero posteriormente separados— dominan el mercado, en particular el segundo; los otros periódicos, Al Día, Siglo 21 y ElPeriódico, desaparecieron mientras Diario La Hora se ha convertido en medio digital. Mientras circularon tuvieron una circulación limitada. El Diario de Centro América es el Diario Oficial.
Por su parte, los noticiarios de televisión abierta son Noti7, Telediario, Telecentro Trece y TN23Noticias y el de cable es Hechos Guatemala, A las 8:45 de Canal Antigua, VEA CANAL, El Noticiero de Guatevision. De acuerdo con el artículo 35 de la Constitución Política de la República, en Guatemala es libre la emisión del pensamiento.
Ahora bien, la estructura de propiedad de los medios de comunicación tiende a reproducir la desigualdad social del país, ya que estos se encuentran fuertemente concentrados: una docena de familias dominan los medios electrónicos, controlando todas las emisoras de televisión y casi todas las de radio, dos grupos de negocios constituidos por nuevas familias controlan todos los periódicos de la nación y el 99 % de la circulación. Los medios más influyentes son, en orden de relevancia: la televisión, la radio y la prensa escrita. En el caso de la televisión, Guatemala es un caso excepcional en el que una persona de origen mexicano es propietario de los cuatro canales privados de VHF existentes; Radio y Televisión de Guatemala de Remigio Ángel González parte del grupo Albavisión no tiene competencia con VHF pues los canales del Congreso (canal 9) y de la Academia de Lenguas Mayas (canal 5) tienen una frecuencia asignada pero no transmiten. El caso de González es resultado de que las concesiones que utiliza son resultado de decisiones políticas; además es propietario de una de las principales cadenas radiales del país, lo que le permite no solamente influir en la construcción de las preferencias políticas, sino que todos los políticos llegar a acuerdos con él para promover sus candidaturas.
Los grupos de Emisoras Unidas y de Radio Corporación Nacional tienen fuertes vínculos con la política: el grupo de Emisoras Unidas posee el canal de cable Canal Antigua, el diario de circulación gratuita Publinews y la revista semanal Contrapoder. Uno de sus propietarios, Érick Archila, fue —entre enero de 2012 y mayo de 2015— ministro de Energía y Minas, pero tuvo que renunciar luego de que se iniciasen las pesquisas de CICIG por el Caso de La Línea.
Algunos de los periodistas reconocidos en la historia de Guatemala son:
| Periódico                               | Periodistas | Notas |
| Tribuna del Aire                        | - Miguel Ángel Asturias - José Manuel Fortuny | Radio periódico que se transmitía durante el gobierno del general Jorge Ubico                                        |
| Diario de Centro América                | - José Milla y Vidaurre | Periódico semioficial desde el gobierno del licenciado Manuel Estrada Cabrera. Pasó a ser el Diario Oficial en 1972. |
| El Guatemalteco                         | Máximo Soto Hall (director) | Diario Oficial de Guatemala entre 1872 y 1972; se fusionó con el Diario de Centroamérica en 1972.                    |
| El Imparcial (1922-1984)                | - Alejandro Córdova (fundador) - César Brañas - David Vela - Ramiro Macdonald Blanco - Alejandro Palmieri - Jacques Herrarte W. - Porfirio Barba-Jacob - Rafael Arévalo Martínez                        | Desaparecido durante el gobierno de facto del general Mejía Víctores                                                 |
| La Hora                                 | - Clemente Marroquín Rojas (fundador) - Irma Flaquer - Oscar Clemente Marroquín - Gonzalo Marroquín | La Hora ha tenido cinco épocas: se considera la cuarta como su época dorada.                                         |
| La Ilustración Guatemalteca (1896-1898) | - Rafael Spínola - Antonio Macías del Real - Alberto G. Valdeavellano (primer fotógrafo periodístico de Guatemala)                                                                                      | Desaparecido por la represión que se inició con el gobierno del licenciado Manuel Estrada Cabrera.                   |
| Nuestro Diario                          | - Federico Hernández de León (fundador) - Clemente Marroquín Rojas - Jorge Palmieri | Existió de 1922 a 1959. Desaparecido tras la muerte de Federico Hernández de León                                    |
| Prensa Libre (1955-)                    | - Isidoro Zarco - Tere de Zarco - Álvaro Contreras Vélez - Pedro Julio García - Jorge Palmieri | Periódico de mayor circulación en Guatemala.                                                                         |
| Diario El Gráfico                       | - Jorge Carpio Nicolle (fundador) - Mario Carpio Nicole - Jorge Palmieri | Desaparecido tras la muerte de su fundador, licenciado Jorge Carpio Nicolle en 1993.                                 |
| Siglo XXI                               | - José Rubén Zamora - Marina Coronado - Luis Felipe Valenzuela - Sylvia Gereda - Juan Luis Font - Estuardo Zapeta - José Raúl González Merlo - Mario Roberto Morales - Ramón Parellada - Dina Fernández | |
| Aquí el Mundo (1976-1988)               | - Mario David García Velásquez (director) - Otto Soberanis - Roxana Baldetti | Noticiero televisivo. Desaparecido durante el gobierno de Cerezo Arévalo                                             |
| Cuestión de minutos                     | - Acisclo Valladares Molina - José Domingo Valladares Molina | Noticiero televisivo                                                                                                 |

## Lectura recomendada
- CICIG (2015). Informe: El financiamiento de la política en Guatemala. Guatemala: Comisión Internacional Contra la Impunidad en Guatemala.
- Congreso de la República de Guatemala (1952). Decreto 900. Guatemala. Archivado desde el original el 13 de agosto de 2014. Consultado el 13 de agosto de 2014.
- Dosal, Paul J. (1993). Doing Business with the Dictators: A Political History of United Fruit in Guatemala 1899-1944 (en inglés). Wilmington, Delaware, EE. UU.: Scholarly Resources.
- Grandin, Greg (2004). The Last Colonial Massacre: Latin America in the Cold War (en inglés). Chicago.
- Immerman, R. H. (1982). The CIA in Guatemala: The Foreign Policy of Intervention (en inglés). Austin, Texas, EE. UU.: University of Texas Press.
- Rabe, Stephen G. (1988). Eisenhower and Latin America: The Foreign Policy of Anticommunism (en inglés). Chapel Hill, Carolina del Norte, EE. UU.: University of North Carolina Press.
- Selser, Gregorio (2001) [1994]. Cronología de las Intervenciones Extranjeras en América Latina (1776-1945. coedición de las universidades Nacional Autónoma de México, Obrera de México, Autónoma Metropolitana-Atzcapozalcoy de Guadalajara, México.
- Ward, Matthew (s.f.). «Washington Unmakes Guatemala, 1954 Appendix A: Timeline of Events». Council on Hemispheric Affairs. Archivado desde el original el 11 de febrero de 2009.